# Uso del velo en el mundo islámico

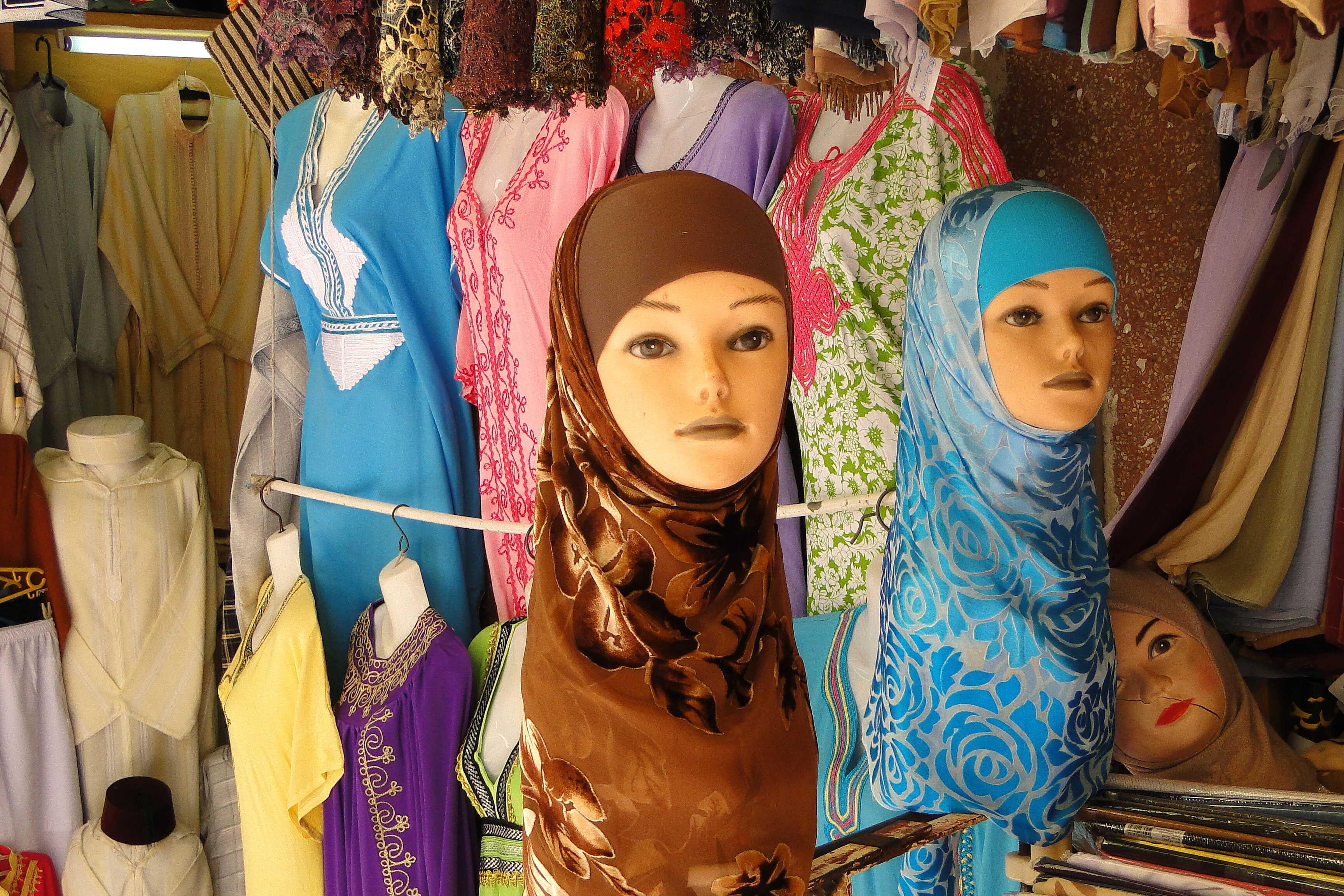
Maniquíes en una tienda de ropa de Tánger, Marruecos.

El uso del velo en los diferentes países del mundo islámico varía de unos países a otros. 

## Uso obligatorio
En dos países musulmanes sus gobiernos imponen el uso del velo: Irán y Afganistán. A estos hay que sumarles el norte de Malí, varias regiones del Centro-Este y Sureste de Somalia y el oeste de Yemen, gobernados por Al Qaeda (desde 2011), por Al-Shabaab (desde 2012) y por los hutíes (desde el 2014) respectivamente. En el pasado hubo otros países cuyos gobiernos también imponían dicha prenda, caso de Pakistán, Arabia Saudí o Sudán, pero dicha imposición fue abolida. En estos países, donde el velo es obligatorio para las mujeres, aquellas que no visten con el velo son sometidas a diversas sanciones que van desde multas hasta encarcelamientos y latigazos. Cosa contraria ocurre en países como Marruecos, Túnez o Turquía, cuyos gobiernos, desde el siglo XX, han impulsado que las mujeres no usen velo en público, incluso aunque muchas de ellas aún lo usen por motivos religiosos o presión familiar, mientras que gobiernos como el de Gaza, en Palestina, han promovido el uso del velo, aunque no lo hayan impuesto. Por su parte, los gobiernos de Uzbekistán y Tayikistán lo han prohibido.

## Uso opcional
El velo es oficialmente opcional en la mayoría de los países musulmanes, pero en la mayor parte de ellos (Argelia, Egipto, Líbano, Siria, Jordania, Catar, Omán, Kazajistán, Indonesia, etc.) las mujeres, de forma generalizada, han decidido vestir con el velo, ya que es un elemento identificativo del islam. Esto produce presión sobre aquellas mujeres que no quieren vestir con dicha prenda, ya que se ven forzadas a hacerlo por presión de la familia o de la sociedad. Este es el caso de países como Egipto, Baréin o Malasia. 
En algunos países la población femenina está más dividida en cuanto al uso del velo islámico, pues hay muchas mujeres que lo usan y otras que no, caso de Bosnia y Herzegovina, Marruecos, Túnez, Guinea, Sudán, Turquía, Kuwait, Baréin, Emiratos Árabes Unidos, Kirguistán, Pakistán, Bangladés o Somalia. En el pasado, hubo otros países que también pertenecían a esa categoría, pero sucesos políticos ocurridos en los mismos provocaron que el velo se convirtiera en una prenda mayoritaria para las mujeres, caso de Jordania (hasta los años 80), Irak (tras el derrocamiento de Sadam Huseín), Irán (tras la Revuelta Iraní de 1979), Libia (hasta la década de los 2000), Palestina (entre los años 50 y 80) y Afganistán (tras la llegada de los talibanes en 1996). Algo habitual entre estos países es que las mujeres que visten con ropa occidental y descartan el velo suelen ser aquellas que viven en las ciudades. El uso del velo está decreciendo,  actualmente, en Marruecos, Túnez y Egipto.

### Uso minoritario
Por su parte, la mayoría de las mujeres de varios países no usan el velo islámico, caso de Albania, Chipre del Norte, Azerbaiyán, Uzbekistán, Tayikistán, Turkmenistán, Yibuti y en África Occidental. Sin embargo, en el pasado hubo otros países en los cuales la mayoría de las mujeres  tampoco usaban el velo hasta las últimas décadas del siglo XX. Este es el caso de países como Irak (donde no lo usaban entre 1970 y 2003), Kuwait (durante los años 60 y 70), Egipto (entre los 50 y 70), Irán (entre 1927 y 79),  Bangladés, Maldivas, Malasia e  Indonesia. Además, en esos cuatro últimos países y en el África Subsahariana en su conjunto las mujeres nunca usaron el velo islámico hasta las últimas décadas del siglo XX. El velo se extendió por estos ocho lugares, en la mayoría de los casos, como consecuencia de la Revolución iraní de 1979. Así, entre este año y 1990, el velo fue extendiéndose por esos países y, gradualmente, se volvió una prenda de uso mayoritario entre las mujeres de los mismos. Si bien, como ya fue mencionado, el velo es, actualmente, una prenda opcional en casi todos ellos menos en Irán y Afganistán. También en Marruecos, entre los años 50 y principios de los 80, se usaba de manera minoritaria, pero, aunque su uso creció notablemente a partir de la Revolución Iraní, nunca se ha convertido en una prenda tan habitual como en los países mencionados. Actualmente, el uso del velo islámico está creciendo entre las mujeres de países tales como Azerbaiyán, Kirguistán, Bangladés, Senegal o Burkina Faso. En algunos de los países donde la mayoría de las mujeres no se velan hay discriminación hacia las mujeres que usan velos, caso de Azerbaiyán, Sierra Leona o, hasta la imposición del velo en el 79, en Irán.

### Prohibición del velo en ciertos ámbitos
Otro punto a destacar es que en muchos países donde el velo es opcional, este está prohibido en determinados ámbitos de la esfera pública, especialmente en los centros educativos. Los países que lo prohibieron en estos centros incluyen a Kosovo, Turquía, Azerbaiyán, Kazajistán y  Guinea (en este caso, en las escuelas laicas) y, en el pasado, también a Túnez (hasta el 2007), por lo que en la mayoría de ellos ha habido manifestaciones de mujeres que exigen que el velo sea legalizado en dichos centros educativos. En algunos países, aunque no se ha ilegalizado el velo en las universidades, sí se ha ilegalizado el niqab en estas, caso de Túnez y Egipto. Por contra, en algunos países, su uso sí está impuesto en la mayoría de los centros educativos, incluso aunque en la mayor parte de la esfera pública sea opcional, caso de Indonesia o de Brunéi. También hay países en los cuales, aunque carecen de  leyes que impongan o prohíban el velo en las escuelas, se han reportado casos en los que algunas de ellas presionan a sus alumnas para que se velen (la Franja de Gaza, Irak, Baréin, Egipto) o han prohibido que usen el velo (la mayoría de las escuelas de Sierra Leona y algunas de Kirguistán y Gambia).

## Sondeo sobre el uso del velo
Por otra parte, El Institute for Social Research de la Universidad de Míchigan realizó un sondeo en 2016 preguntando a la gente de varios países musulmanes sobre si las mujeres podían elegir la ropa que querían ponerse. Si bien, la población de todos esos países estuvo muy dividida con respecto a las respuestas que dieron. En el caso libanés, fue el 49% de la población la que defendió que sí podía elegir, en el turco fue un 52 % y en el tunecino un 56 %, mientras que en Irak solo un 27 %, en Pakistán solo un 22%, en Egipto un 14 % y, curiosamente, en Arabia Saudí un 47 % a pesar de que, hasta el 2018, la mujer saudí sí debía vestir, por ley, el velo y la abaya. Esto quiere decir que la población de los distintos países musulmanes no lo tiene muy claro, pues no hay una opinión unánime en ninguno de ellos sobre si la mujer está forzada a vestirse de una manera concreta. La encuesta también reveló que la mayoría de los saudíes y paquistaníes defienden el niqab, aunque estos son los únicos países que defienden de forma mayoritaria esta prenda.

## Los Balcanes

### Albania
El velo islámico es opcional en Albania, la mayoría de las mujeres no lo llevan.

#### Historia
Cuando Albania se independizó en 1920, fue declarado país laico y el velo se consideró no sólo un símbolo de poder religioso sino también un símbolo de la segregación de género y del aislamiento de las mujeres de la sociedad, lo que constituía un recurso social desperdiciado. En 1929 se introdujo una prohibición que no se consagró por ley hasta 1937.
El rey Zogu I inició una serie de reformas en los derechos de las mujeres como parte de su política de modernización, las cuales se hicieron cumplir a través de las ramas locales de una organización nacional de mujeres, y una de estas reformas fue la prohibición del velo, que se introdujo en 1937. La prohibición del velo en Albania no se aplicó agresivamente, ya que no se consideraba eficaz, sino mediante la campañas de organización de mujeres y de las hermanas del rey, que actuaron como modelos a seguir ya que dichas mujeres aparecieron sin velo. El abandono del velo en Albania  finalmente se logró por completo durante la era comunista.

### Bosnia y Herzegovina

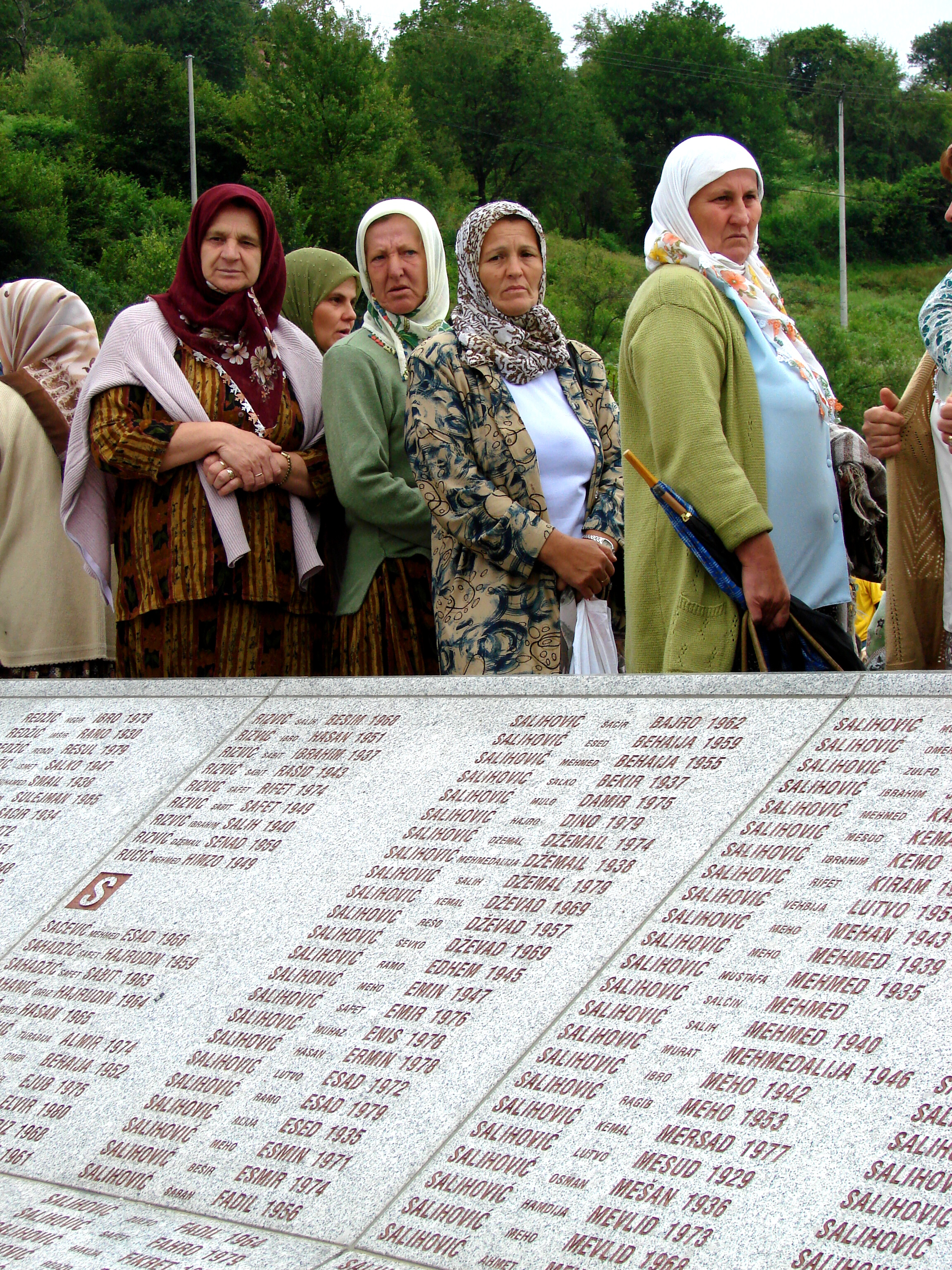
Mujeres de Bosnia frente a un monumento conmemorativo por las víctimas de la Masacre de Srebrenica.

El uso del velo es opcional en Bosnia y muchas mujeres lo usan. El velo que usa la mayoría de ellas es el hiyab, pero también hay algunas que usan el niqab.
Sin embargo, el velo no está bien visto por parte de la población de Bosnia y las que lo usan suelen ser discriminadas. Por otra parte, su uso es legal en diversas esferas públicas, tales como las escuelas públicas o las universidades. Sin embargo, desde 2016, está prohibido en las instituciones judiciales del país. Eso se debe, según el Alto Consejo Judicial y Fiscal del país, para evitar la idea de que dichas instituciones están favoreciendo una religión concreta.  La prohibición de llevar el velo en las instituciones judiciales originó una manifestación en Sarajevo a principios de febrero de 2016, formada por 2000 personas, en su mayoría mujeres musulmanas, que exigían el derecho para poder llevar el velo en dichas instituciones, ya que lo concebían como una forma de manifestar su fe y “amor por Alá”.

#### Historia
Durante el régimen de la República Federativa Socialista de Yugoslavia, el tradicional velo facial (en bosnio: zar) fue oficialmente prohibido en 1950.
La Yugoslavia comunista asignó al Frente Antifascista de Mujeres de Yugoslavia (AFZ) el papel de promover la abolición del velo en Bosnia y Herzegovina, Macedonia y Kosovo en 1947 a través de una campaña, debido al ideal socialista de igualdad de género. La campaña encontró la oposición de los imanes rurales, pero contó con el apoyo de la Asamblea General de la Comunidad Islámica, quien afirmó que el hiyab y el velo no eran necesarios dentro del Islam y que el Islam no prohibía a las mujeres aparecer sin velo en público. Así, durante la campaña de 1947-50 la mayoría de las mujeres en Sarajevo dejaron de usar el velo.  Sin embargo, la campaña tuvo poco éxito fuera de Sarajevo y, por lo tanto, el 28 de septiembre de 1950 se introdujo una prohibición contra el uso del velo, prohibición que fue seguida también por Montenegro, Serbia y Macedonia.
Durante la década de 1960, el hiyab y otras formas de vestimenta religiosa estaban prohibidos tanto para hombres (fez y turbantes) como para mujeres. Tras la independencia de Bosnia en 1992 se levantó la prohibición. Hoy en día, el número de mujeres musulmanas que usan el hiyab ha aumentado después de la caída de la República Federativa Socialista de Yugoslavia, pero todavía enfrentan discriminación.

### Kosovo
El uso del velo islámico también es opcional en Kosovo. Sin embargo, en 2009 el gobierno  prohibió que las mujeres pudieran acceder a las escuelas públicas y universidades con el velo, con el fin de respetar los uniformes escolares, así como en los edificios gubernamentales. La prohibición del velo en las escuelas originó una protesta social de 5000 personas en Pristina en junio de 2010 para exigir la anulación de la ley, con el fin de poder entrar en los centros educativos con el velo. La protesta se hizo tras la expulsión de varios estudiantes de una universidad por no haberse quitado el velo para entrar.  Otra manifestación de decenas de mujeres se produjo en 2013 con el mismo objetivo. Sin embargo, estas manifestaciones no tuvieron resultados y en 2019 la comunidad musulmana volvió a presionar para que se anule esa ley.  Por su parte, la prohibición de las mujeres veladas para acceder al gobierno sí fue revocada y, en 2014, fue nombrada para el parlamento kosovar la primera mujer con hijab.

## Sur del mar Negro (el Cáucaso/Turquía/Chipre)

### Azerbaiyán

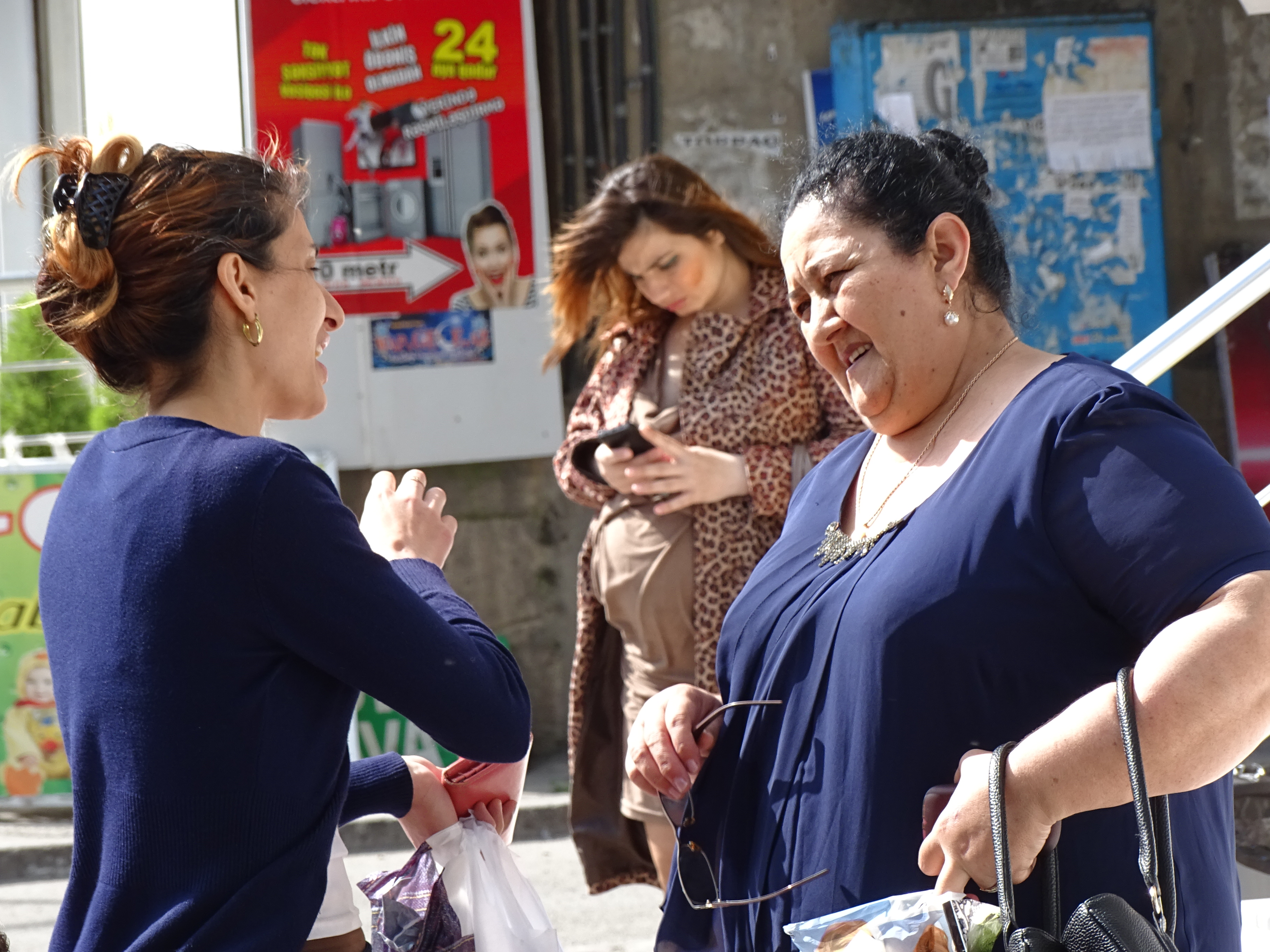
Mujeres en una calle de Bakú, Azerbaiyán.

No hay ninguna ley en Azerbaiyán que imponga ni prohíba el uso del velo en el ámbito público pero la mayoría de las mujeres no se velan. Si bien, el número de mujeres que usa el velo está creciendo significativamente, particularmente entre aquellas de los sectores medio y bajo residentes en las provincias vecinas de Irán y de la república rusa de Daguestán, así como entre las que viven en determinadas ciudades, caso de Bakú y Sumgait. El velo tradicional del país es el denominado kelagai, pero la mayoría de las mujeres veladas usa hiyabs o chals, los cuales  combinan con ropa occidental (incluyendo blusas, jeans y tacones) o, en menor medida, con vestidos coloridos islámicos. Por su parte, las mujeres más conservadoras suelen usar un chador negro, el velo tradicional de las mujeres chiíes (confesión mayoritaria en Azerbaiyán) y que es de origen iraní. Las mujeres veladas usan los  velos principalmente por motivos religiosos pero también para evitar miradas y acosos sexuales por parte de los hombres.

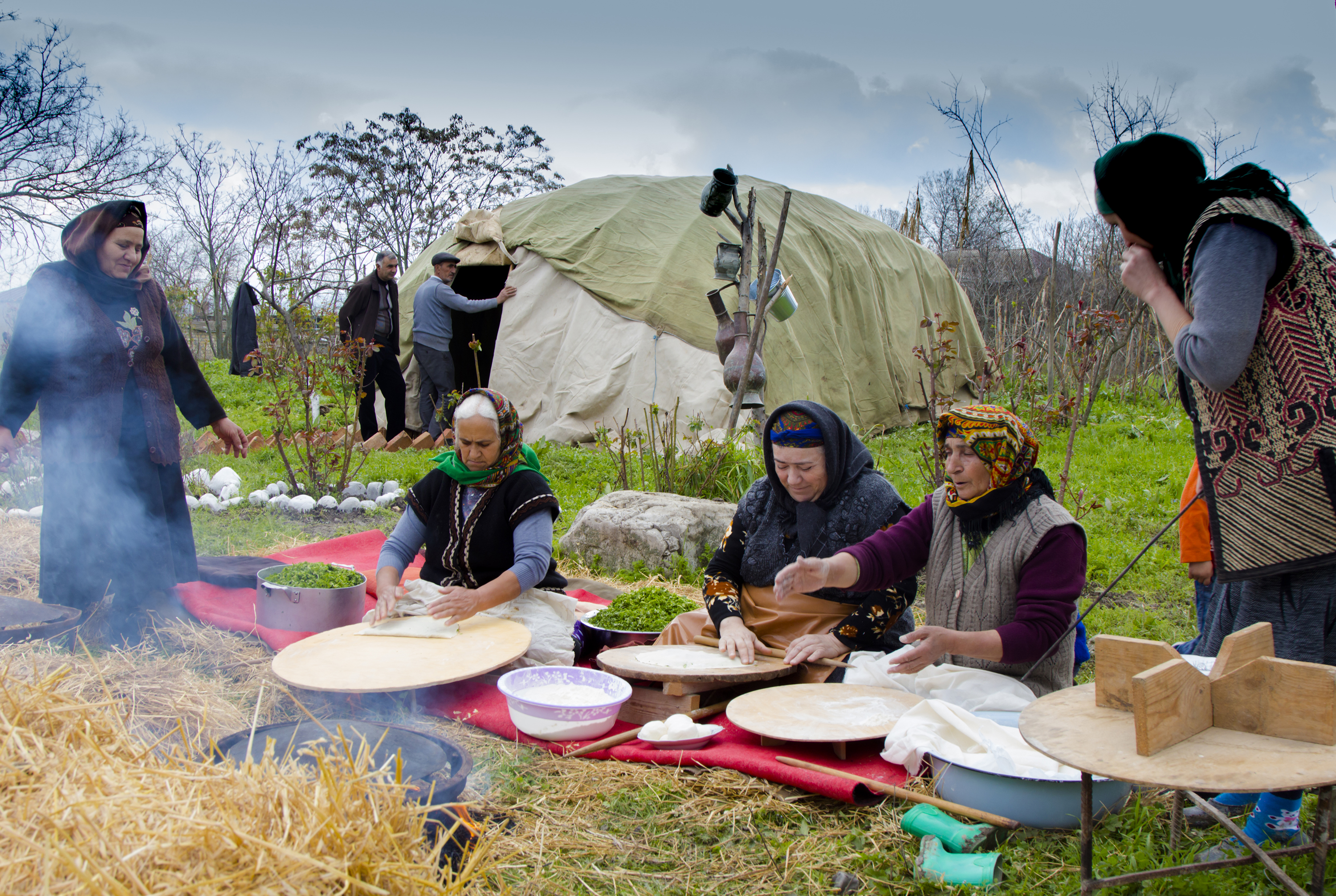
Mujeres horneando pan de pita, 2016.

Si bien, el uso del velo está prohibido en los centros educativos (en las escuelas desde 2010 y en las universidades desde 2013) para evitar que la gente pueda imponer el velo a sus hijas cuando van a dichos centros. La prohibición del velo en las escuelas originó protestas de cientos de personas en 2011. En ellas destacó, entre otras cosas, la quema de una foto del ministro de educación frente a la principal mezquita del pueblo conservador de Nardaran, en Bakú, por parte de un grupo de mujeres mientras coreaban "¡Preferimos morir antes que renunciar al hijab!". A pesar de todo esto, las protestas no tuvieron éxito y muchas de las mujeres que protestaron fueron encarceladas. Por su parte, la prohibición del velo en la Academia gubernamental de Ciencias Petrolíferas también originó una manifestación promovida por activistas (y formada tanto por hombres como por mujeres) en 2013. En 2016 surgió otra manifestación en Nardaran con el mismo fin que la del 2011: oponerse a la ilegalización del velo en las escuelas. Esta manifestación también se saldó con decenas de mujeres encarceladas. Esos encarcelamientos han sido criticados por muchos azerbaiyanies y ha provocado que más mujeres se velen en rebeldía por dichos arrestos.
Dada la tradición secular de Azerbaiyán (y a pesar de que el 97% de la población es musulmana), al parecer se ha extendido la idea en el país de que el velo islámico está unido al extremismo. Muchas mujeres cubiertas (es decir, que usan velo y abaya) han informado haber sufrido discriminación laboral. De hecho, las mujeres veladas no pueden acceder a trabajos gubernamentales, a la par que la mayoría de las empresas no las contratan (especialmente las compañías internacionales asentadas en Azerbaiyán), incluso a pesar de que no hay leyes oficiales al respecto. La mayor parte de las mujeres veladas que trabajan de forma renumerada solo han podido conseguir trabajo en tiendas de velos.

#### Historia
Originalmente, el velo, como parte del vestuario femenino, era característico de todas las ciudades donde se desarrollaba el comercio. Fue la burguesía liberal de Azerbaiyán la que inició la primera movilización contra el velo en el mundo musulmán, la cual tuvo lugar en 1908 en Bakú. Sin embargo, las protestas contra el velo fueron reprimidas por el clero islámico, lo que provocó un importante revés. Si bien algunas mujeres dejaron de usar el velo en ese momento, muchas todavía lo usaban debido a la presión social. Una destacada organización de mujeres azeríes con sede en Bakú, el Club Ali Bayramov, participó con éxito en la campaña para alentar a las mujeres a quitarse el velo. 
Además, en 1917 un grupo de mujeres se presentó en el Congreso de Clérigos musulmanes de Transcaucasia sin velo facial y sin su tradicional chador, mientras que aquellas que eran miembros del llamado Club de Mujeres Musulmanes seguían apareciendo sin velo en público cuando la Unión Soviética se fundó, la cual sustituyó al antiguo Imperio Ruso (al que ya pertenecía el Norte de Azerbaiyán) y anexionó el Sur del país. En 1926 el debate acerca del uso del velo, particularmente del chador tradicional, se volvió mucho más importante debido a la influencia turca y uzbeka, pues muchas de las mujeres de estos orígenes habían abandonado el velo. Así, el desvelamiento se convirtió en un proyecto del principal partido del territorio. Aun así, muchas mujeres desveladas comenzaron a sufrir ataques de hombres conservadores. 
El gobierno soviético, influido por todo esto, contribuyó al abandono del velo a través del Hujum, que implicó un conjunto de políticas y acciones para prohibir el velo y fue desarrollado en 1927. Así, una Estatua de una Mujer Liberada fue erigida en memoria de la abolición del velo obligatorio. Sin embargo, tras la disolución de la URSS, el velo regresó y aumentó su presencia en el país.

### Chipre del Norte
El velo es legalmente opcional en Chipre del Norte. Sin embargo, la occidentalización de la región (y el antiguo dominio británico en la isla) ha provocado que la mayoría  de los turco-chipriotas musulmanes hayan abandonado su ropa tradicional, incluyendo los velos islámicos, y hayan pasado a vestir con ropa occidental, a la par que también hayan dejado otras costumbres propias del islam tales como la abstemia.  Sin embargo, tanto la vestimenta como los velos aún son conservados por musulmanas chipriotas ancianas.
A diferencia de Turquía y de otros países musulmanes, muchas de las universidades del norte de la isla nunca prohibieron el uso del velo. Esto ha favorecido la migración de estudiantes turcas a la isla en las épocas en las que en su país se prohíbe el velo en las universidades, con el fin de poderlo usar también en su etapa universitaria. Aunque la mayoría de las turco-chipriotas ya no usan el velo, las oriundas de Turquía, los cuales se trasladaron a vivir en aldeas del norte de Chipre, sí lo hacen.

#### Historia
Mientras que la mayoría de los hombres (y desde, al menos, el dominio persa de Chipre, según registró Heródoto), siempre se cubrieron la cabeza con un pañuelo (similar a un keffiyeh envuelto, una especie de turbante) o un fez, las mujeres turcochipriotas, a partir del dominio islámico del Norte de la isla, llevaban velos islámicos tradicionales. Ya en 1769, se registró que estas, al salir de sus casas, se cubrían la cara tapándose la nariz y la boca con una punta del pañuelo.
De acuerdo con el estricto código moral de las islas, las mujeres turcochipriotas también usaban faldas largas o pantalones que cubrían, incluso, sus pies.

### Turquía

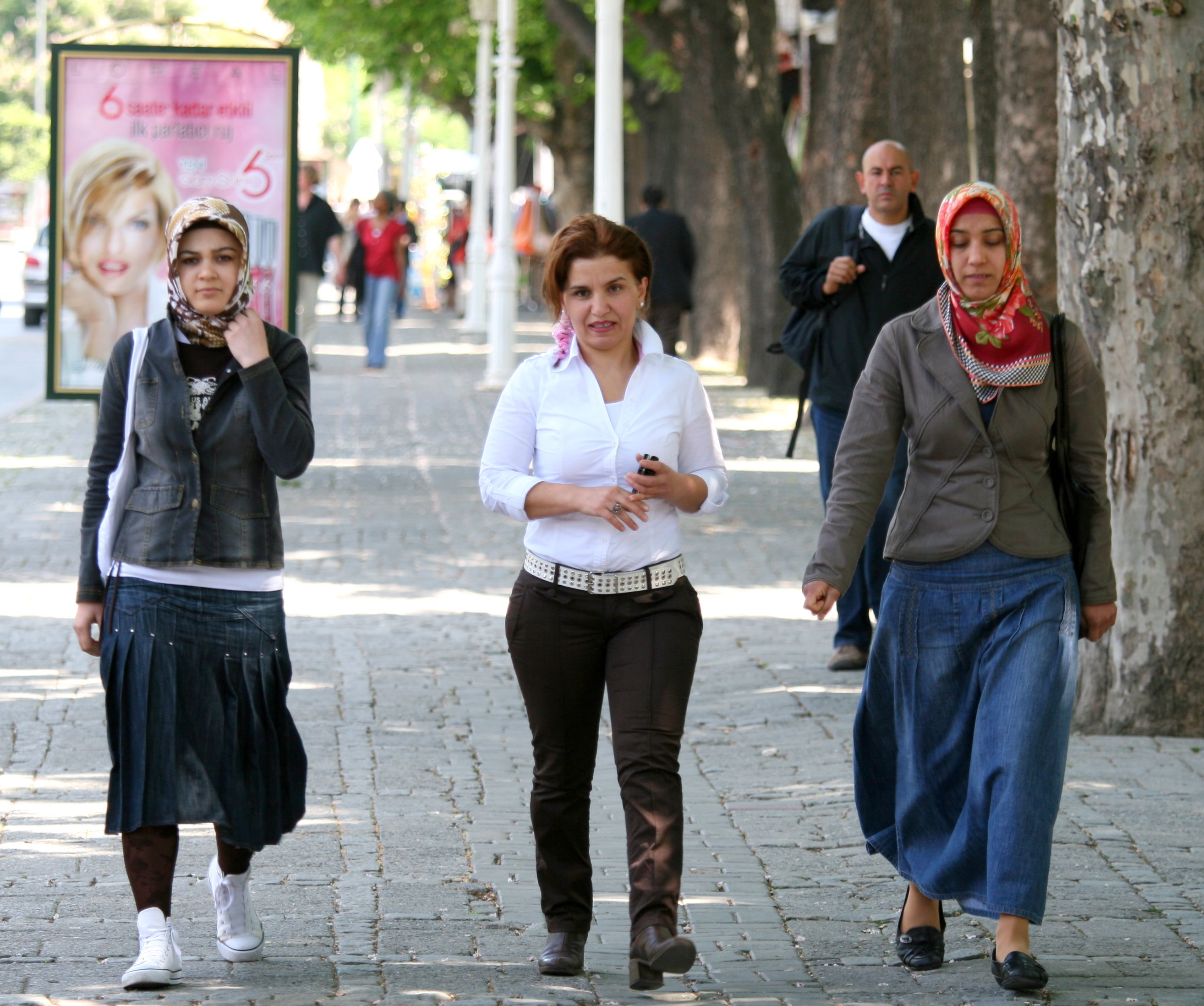
Mujeres caminando en Turquía

El velo es opcional en Turquía. Así, son frecuentes tanto las mujeres musulmanas que lo usan como las que no. Si bien, es una prenda generalizada entre las mujeres del país. En 2008, por ejemplo, entre el 61 y el 69 % de las mujeres lo usaban en Turquía, mientras que en marzo de 2023, un gran estudio de investigación representativo a nivel nacional realizado por académicos turcos descubrió que el 73 % de las mujeres turcas mayores de 18 años usa algún tipo de pañuelo en la cabeza. Su uso depende de diferentes factores, tales como decisiones personales o presiones familiares. Los velos más frecuentes son el hiyab y la shayla, los cuales, muchas veces se combinan con ropa occidental. Una minoría de mujeres usa habitualmente un tipo de velo tradicional, el Çarşaf, el cual cubre el cabello, los contornos de la cara y el cuerpo, alcanzando la cintura, y puede usarse para cubrir también el rostro, dejando los ojos al descubierto, pero esto último es opcional. Por ello, se le suele considerar la versión turca del niqab. Si bien, según una encuesta de 2012, este velo, cuyo color más frecuente es el negro, sólo lo usa habitualmente menos de un 2% de las mujeres. Actualmente la mayoría de las mujeres solo lo usa para rezar. También hay mujeres y hombres que visten el tradicional ferace, un abrigo holgado de origen otomano.

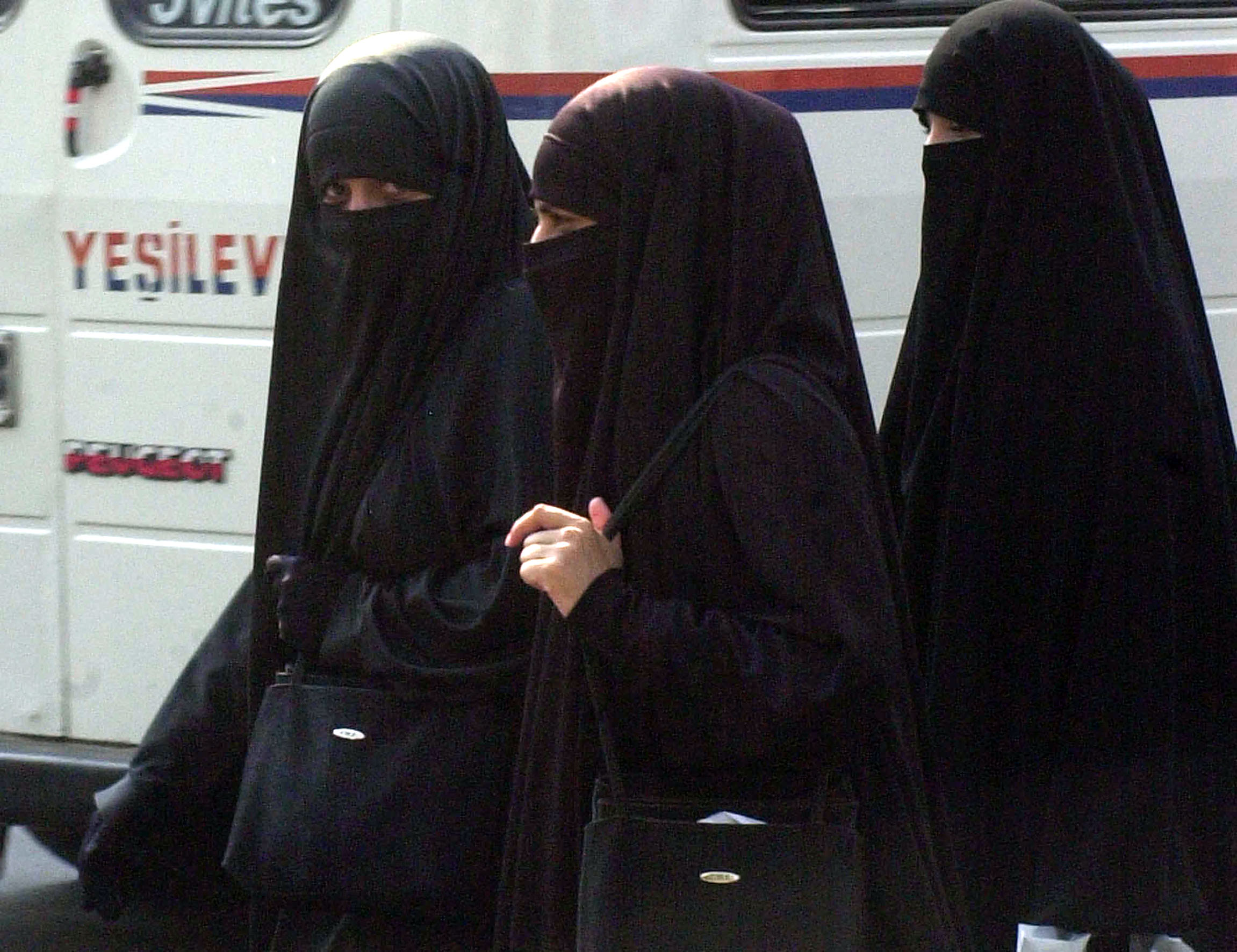
Mujeres en Adana, Turquía, vistiendo un Çarşaf

Por otra parte, cuando el país recibió un  Golpe de Estado en 1980 y se aprobaron nuevas leyes, lo primero que se prohibió fue el uso de cualquier tipo de velo en los edificios públicos (tales como los edificios gubernamentales, bibliotecas o locales del ejército) y en las universidades, una ley que se vio reforzada en 1997. La prohibición del velo en las universidades ha originado que miles de turcas se nieguen a ir a las universidades y a que otras muchas, las que pueden permitírselo, emigren a lugares como Bosnia o Chipre del Norte a estudiar, ya que en estos lugares el velo es legal en las universidades. Incluso las que estudian en las universidades turcas cubren su velo con una peluca o se rapan el cabello. Sin embargo, la  prohibición de usar el velo en las universidades fue abolida y restablecida varias veces. La primera vez que se abolió fue en febrero de 2008 ya que el gobierno reconoció que muchas mujeres se negaban a ir a centros educativos si no era con su hiyab, lo que provocó una manifestación de decenas de miles de personas (tanto hombres como mujeres) de los sectores seculares. En junio del mismo año se restableció la ley original, que prohibía el velo en las universidades, debido a una decisión tomada por el Tribunal Constitucional que esgrimía que Turquía era un país secular.  Esto originó la protesta de más de 700 mujeres, a través de manifestaciones realizadas en Estambul y Diyarbakir,  para exigir su derecho de llevar el velo en las universidades del país.  Sin embargo, el fallo fue visto como una victoria para los turcos que defienden la secularización del país, ya que afirman que eso mantiene la separación entre  religión y Estado en Turquía.  Finalmente, la prohibición fue levantada entre octubre de 2010 y 2013, aunque los velos no fueron permitidos en los institutos hasta 2014. Sin embargo, la permisión del velo en las universidades fue, nuevamente, temporal, pues volvió a prohibirse en 2017. Por su parte, la prohibición de usar el velo en el ejército, promulgada en 1923, fue abolida también en 2017. El debate sobre el uso del velo sigue siendo un tema candente en Turquía y en  diciembre de 2022 el gobierno turco llegó a presentar una enmienda constitucional en el Parlamento para abrir un debate sobre si se debería aceptar que las mujeres lleven  velo en el ámbito público.

#### Historia

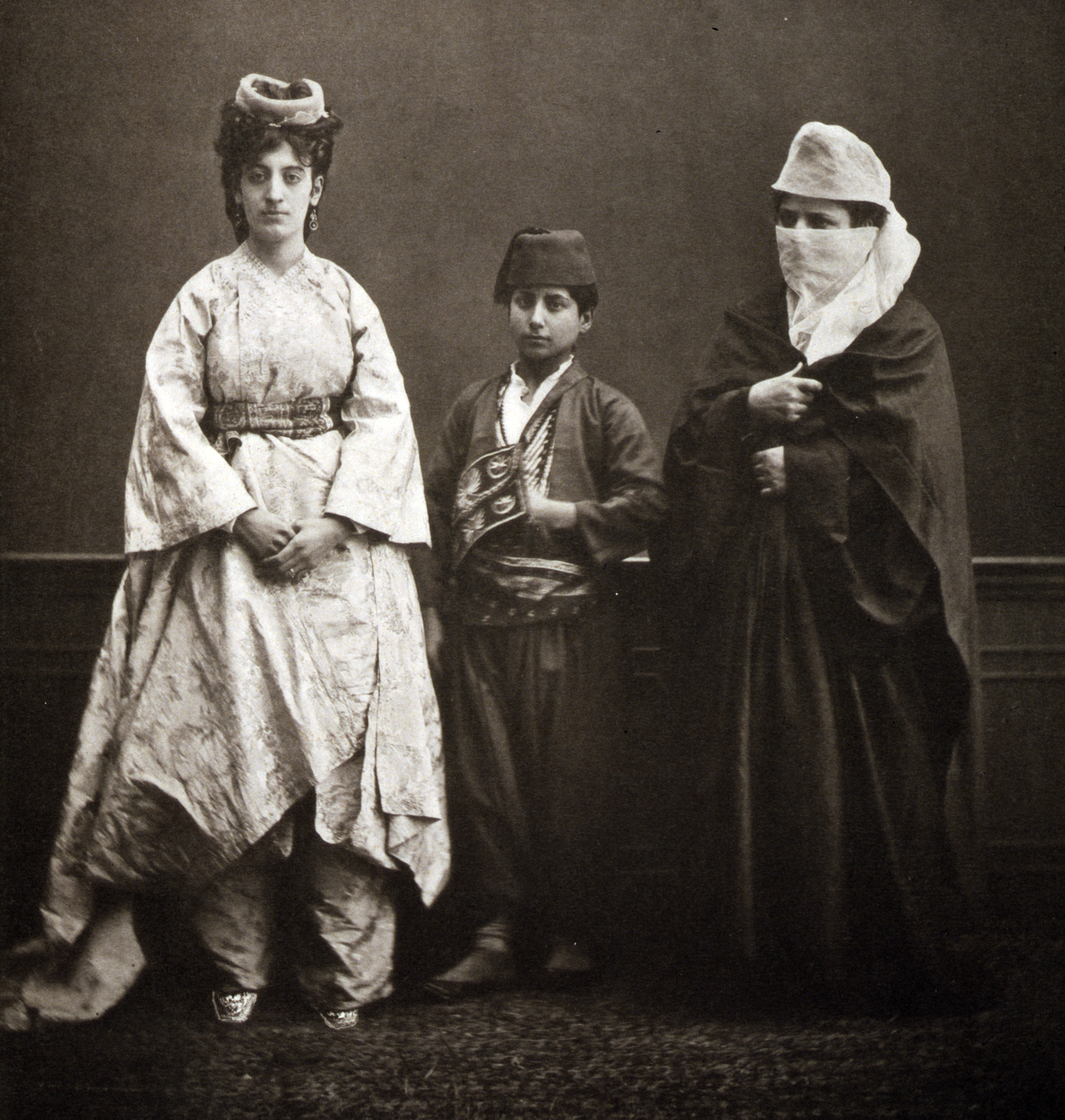
Familia de Estambul en 1873. La mujer de la derecha viste un yashmak.

Hasta mediados del siglo XX, muchas mujeres del Imperio Otomano y, posteriormente, de Turquía vistieron varios tipos de velos tradicionales, especialmente el Çarşaf y el yashmak (un velo que cubría el rostro, salvo la zona de los ojos). Frecuentemente, los combinaban con un peçe, el cual cubría los ojos, aunque estaba fabricado por una tela transparente.
A partir de la fundación de la República de Turquía en 1923, el recientemente nombrado presidente del país, Mustafa Kemal, decidió transformar a la república en una nación secular moderna. En 1925, el gobierno turco introdujo un nuevo  código civil inspirado en el código civil suizo, el cual incluía la llamada Ley de Familia, y en el mismo año prohibió el sombrero reformista impuesto por el Sultán Mahmud II (quién había gobernado el Imperio Otomano en el siglo XIX), el fez, para que los hombres se occidentalizaran. En 1928, el gobierno turco eliminó la religión oficial de la constitución.

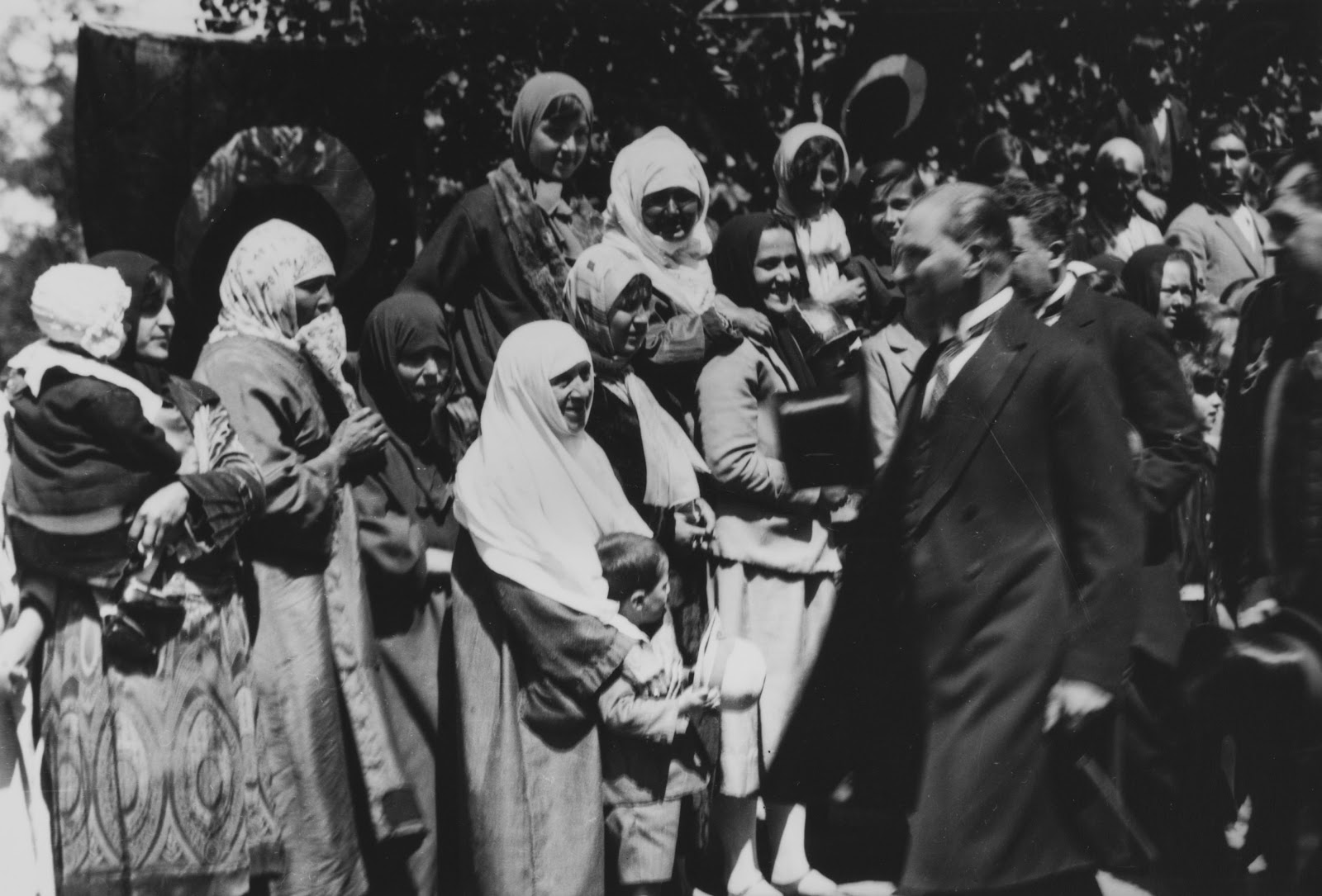
Mustafa Kemal con un grupo de mujeres en 1928.

Mustafa Kemal veía la ropa moderna como un símbolo esencial de la nueva nación secular y animaba tanto a mujeres como a hombres a llevar ropa moderna, pero a diferencia de su ley contra la vestimenta tradicional masculina, nunca introdujo una ley que prohibiera el velo. Sin embargo, Kemal aparecía en público con su esposa, Latife Uşşaki, la cual no usaba velo, y organizaba recepciones estatales formales con cena y baile donde hombres y mujeres podían mezclarse, con el fin de alentar a las mujeres a abandonar la reclusión y adoptar la ropa moderna. Así, a mediados de la década de 1920, las mujeres turcas de alta sociedad y de clase media comenzaron a aparecer sin velo en público. El velo comenzó a ser prohibido en ciertos sectores laborales. Así, en 1923, se prohibió en el ejército, donde había mujeres participando, y en la década de 1930 se prohibió en todas las instituciones de carácter público.

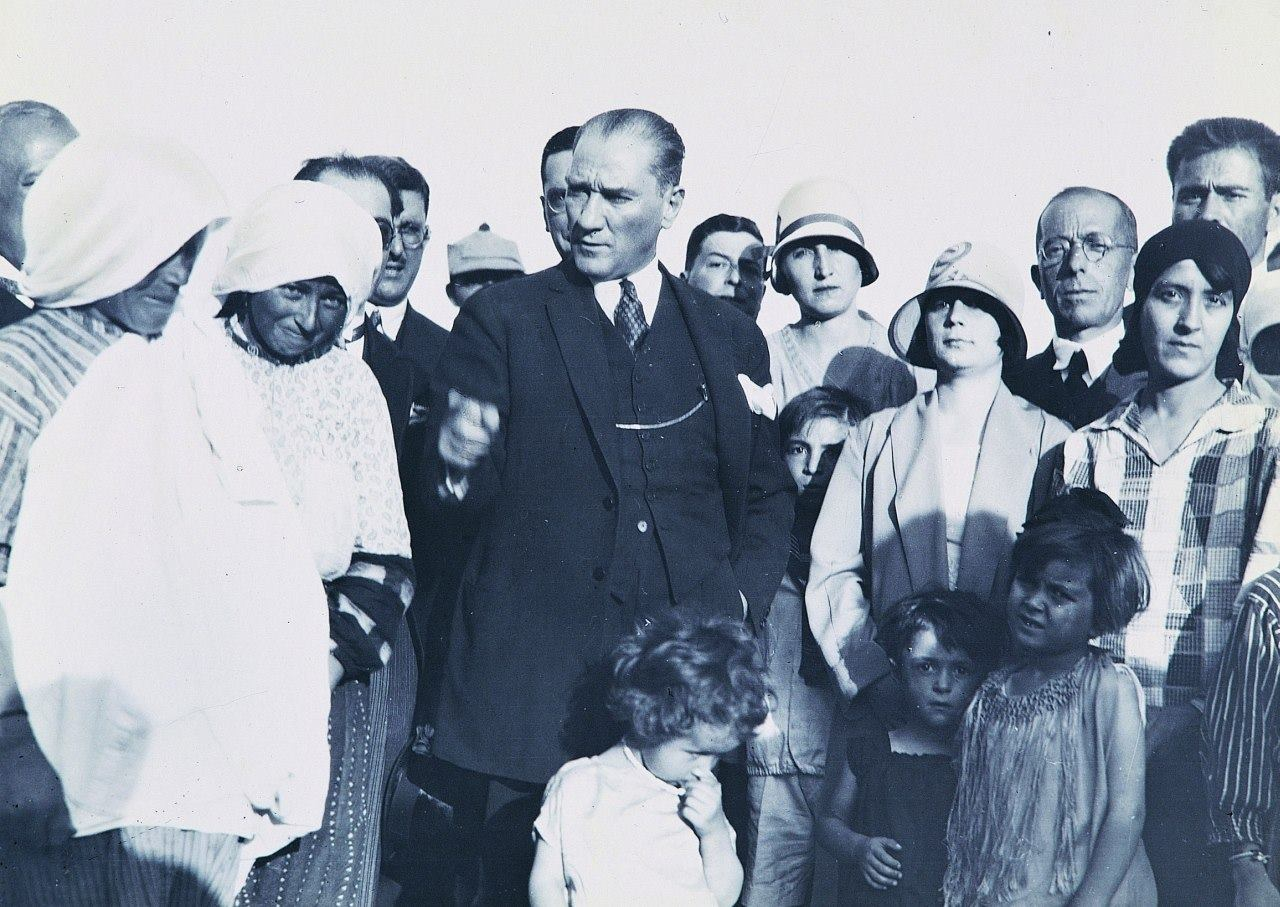
Mustafa Kemal con un grupo de mujeres en 1930.

Si bien, al principio hubo mucha resistencia contra el desvelamiento femenino y los círculos religiosos y conservadores desarrollaron campañas para evitar que las mujeres dejaran el velo (predicadores que criticaban el desvelamiento en sus sermones, gente que criticaba el desvelamiento en cartas que dirigían al gobierno, etc.). Las que se desvelaban, además, eran atacadas por hombres conservadores. La población femenina también se dividió con respecto al desvelamiento. En los años 20 y 30 muchas mujeres seguían usando velos, especialmente los tradicionales Çarşaf y peçe, aunque las ciudades prohibieron el  uso de estos, al igual que hicieron con otros velos locales e, incluso, con los peshtemal o pañuelos de baño, (y algunas ciudades también prohibieron el uso de ciertos tipos de pañuelos masculinos; las mujeres que usaban los velos mencionados eran multadas), a la par que algunos periódicos desaconsejaban sus usos ya que no los consideraban velos islámicos. Gradualmente, muchas mujeres sustituyeron el Çarşaf y el peçe por otras coberturas para ocultar sus rostros sin saltarse la ley, usando principalmente paraguas y, en menor medida, pañuelos grandes (y generalmente negros), los cuales combinaban con grandes abrigos que llegaban hasta los tobillos. Si bien, el uso de paraguas por un gran número de mujeres de forma habitual provocó que el gobierno de Rize, en las costas septentrionales de Turquía, pidiera a las mujeres que dejaran de usarlos. Otras mujeres se velaban en sus casas, fuera de la vista de las autoridades. Sin embargo, también había muchas mujeres que dejaron de velarse y promovían campañas (discursos públicos, reuniones con otras mujeres...) para que las mujeres dejaran el velo, las cuales fueron especialmente efectivas en la década de los años 30 debido a que las activistas estaban mejor organizadas que en la década anterior. 

Ya en los años 40 y 50 la élite turca consideraba que el velo había quedado relegado a las zonas rurales y los miembros de la misma vinculaban la presencia del velo en esas zonas a la carencia de educación de las mujeres que allí vivían. Sin embargo, la industrialización  que tuvo lugar en las ciudades desde los años 60, provocó que muchas mujeres de las zonas rurales, donde el velo aún era mayoritario debido a su vínculo con la tradición, emigraran a ellas, especialmente en la década de los 70. Así,  el uso del velo volvió a ser frecuente en las ciudades. En los años 80 las mujeres jóvenes urbanas comenzaron a usar velos que solo les cubría el cabello y el cuello.
Sin embargo, el velo ha seguido siendo cuestionado por los sectores seculares y en 2006 el presidente del país, Ahmet Necdet Sezer, celebró un evento de carácter oficial al que no invitó a varios políticos solo porque sus esposas se velaban, mientras que el 2007 el ejército, que oficialmente ejerce de guardián de la élite secular, el cual posee el gobierno del país, trató de impedir que uno de los políticos mencionados, Abdullah Gul, se convirtiera en presidente de Turquía porque su esposa aún usaba velo.
En septiembre de 2013 se aprobó una ley que permitía a las funcionarias llevar velo, a la que siguió otra que permitía llevarlo también a las abogadas. Posteriormente, en 2016, el velo se legalizó en la policía (por lo que ahora las mujeres se lo pueden colocar  bajo su gorra policial), y en 2017 en el ejército.

## Oriente Próximo
La mayoría de las mujeres de los distintos países que compone la región viste con el velo islámico, usando diversas variantes del mismo, principalmente el hiyab, la shayla y el niqab, mientras que la abaya, que cubre todo el cuerpo y está presente significativamente en todos los países de la región, es más o menos frecuente según el grupo de edad de ciertos países de la misma, pues muchas mujeres jóvenes combinan el velo con ropa occidental. 

### Levante e Irak

#### Líbano

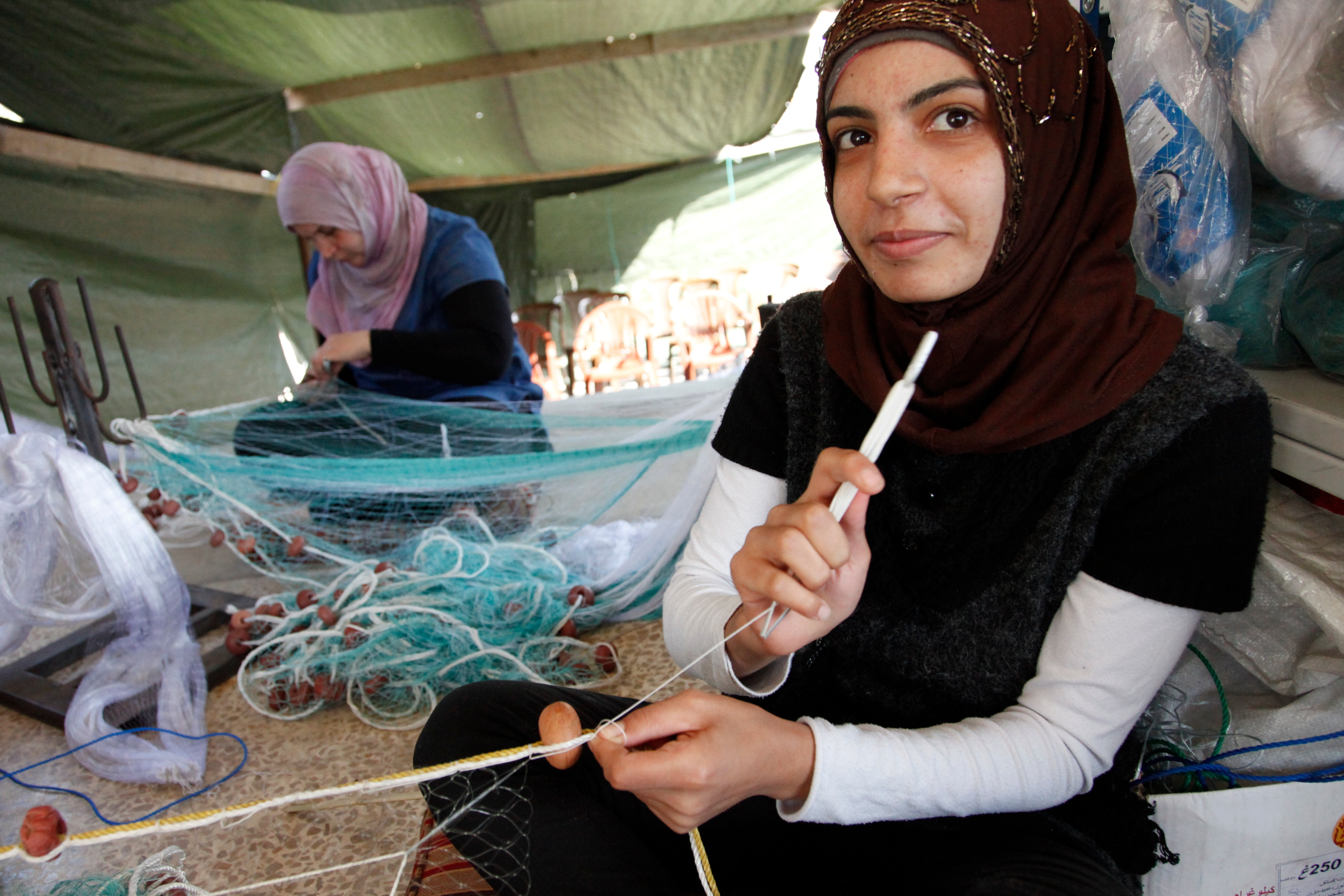
Adolescentes libanesas vistiendo hiyab y ropa al estilo occidental.

El velo es legalmente opcional en Líbano pero la mayoría de las mujeres musulmanas del país lo usan, salvo en las ciudades turísticas, donde muchas mujeres visten al estilo occidental. Muchas mujeres usan el velo por motivos religiosos y tradicionales, pero también hay mujeres que lo usan por presión familiar o por elección personal (aunque, en algunos casos, se encuentran con la oposición de sus propias familias, que sí rechazan su uso). Por ello, también hay algunas mujeres que, aunque lo usaban en el pasado, lo han abandonado. La mayoría de las musulmanas veladas viste con el shayla (un pañuelo de forma rectangular originario del Golfo Pérsico), aunque también hay mujeres que usan hiyab coloridos y, en el caso de las mujeres más religiosas, el chador. Por su parte, la mayoría de las niñas y adolescentes visten un velo denominado al-amira, formado por un gorro y un pañuelo colocado sobre ese. Aunque la mayoría de las musulmanas del país combinan el velo con la abaya, como es tradicional, muchas musulmanas jóvenes combinan el velo con ropa al estilo occidental, la cual puede incluir, entre otras cosas, vaqueros ajustados. Muchas libanesas suelen descartar el uso del velo cuando están en sus casas o cuando están en fiestas donde solo hayan mujeres. Por otra parte, la mayoría de las cristianas libanesas también usan velo, guiadas por la tradición del país, aunque hay muchas que no lo usan. Por el contrario, el uso del velo sí es rechazado por la minoría alauista, cuyas mujeres tampoco lo usan, siendo frecuentes las alauistas que usan tirantes y minifaldas en las ciudades.

##### Historia
Se cree que la primera musulmana del Líbano, así como la primera árabo-hablante, en abandonar públicamente el velo fue la feminista Anbara Salam Khalidi, quien se lo quitó en público en 1927 y contribuyó a la emancipación de las mujeres musulmanas.  En 1928 la activista libanesa Nazira Zeineddine publicó el libro al-Sufur wa-l-hijab (Desvelar y Velar), el cual analizaba las ideas expuestas por el Corán con respecto a la mujer y, especialmente, al uso del velo a través de más de 400 páginas, llegando a la conclusión de que el velo no era exigido por el Corán. El libro de Zeineddine fue muy polémico y se ganó tanto alabanzas por parte de muchas mujeres, que creyeron que era revolucionario, como críticas por parte de muchos estudiosos del Islam, abriendo debates al respecto del velo durante las dos décadas siguientes. Aun así, las mujeres musulmanas siguieron velándose durante los años 30 salvo cuando visitaban los lugares de la capital que habían adoptado las modas europeas. Esto comenzó a cambiar a principios los años 40, cuando muchas de ellas comenzaron a abandonar el velo. Sin embargo, la tendencia se revirtió a partir de la invasión israelí en el Sur del Líbano en la década de los 80, cuando comenzó a crecer el número de mujeres que sí usaban velos.

#### Irak

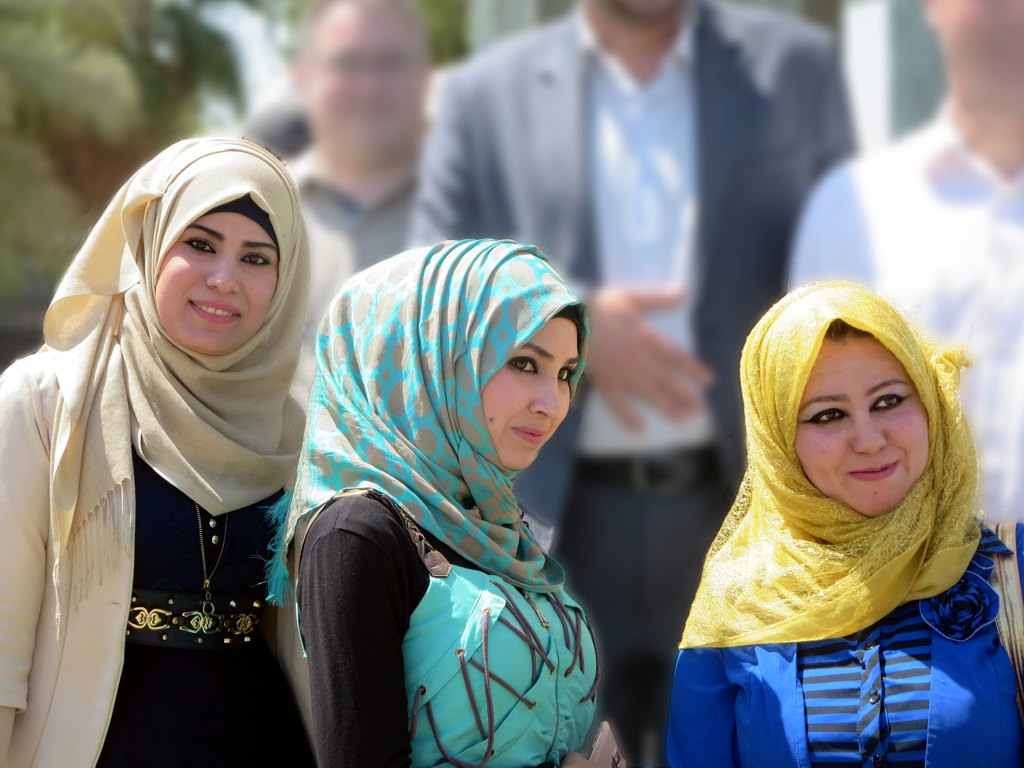
Mujeres iraquíes vistiendo un hiyab en Bagdad.

En Irak no hay leyes que impongan el uso del velo. Así, las mujeres de Irak pueden elegir si llevarlo, pero la mayoría lo usa  (tanto musulmanas como cristianas). Las iraquíes musulmanas comienzan a cubrirse a los 9 años. Las razones por las que las iraquíes se velan son variadas: puede ser por motivos religiosos,  por presión familiar o para, a partir del 2003 con la caída del gobierno de Sadam Huseín, evitar amenazas, acosos y secuestros. Si bien, desde el 2005, cuando los chiíes llegaron al poder, sí se aconseja que las mujeres usen el velo, además de en las mezquitas, en las ciudades sagradas de Nayaf,  Karbala y Kufa. Las chiíes suelen usar el chador, mientras que las suníes suelen usar el hiyab y la shayla. En el ámbito público, las mujeres suelen vestir con la abaya (que es un vestido largo, tradicionalmente negro, que cubre todo el cuerpo excepto la cara y las manos). Aunque no existen leyes que impongan el velo en las escuelas, se han reportado  casos de escuelas públicas que - a través de las profesoras o de otros trabajadores del centro-, presionan a sus alumnas para que usen uno, por lo cual algunas activistas han impulsado campañas para acabar con dicha imposición, entre ellas una promovida en las redes sociales que incluye el hashtag “#No_to_compulsory_hijab”. Uno de los objetivos de estas campañas  es el de  recopilar casos de estudiantes que han sido presionadas por los centros en los que estudian para que se velen. Desde 2003, algunas universidades también imponen el velo, tanto a estudiantes musulmanas como cristianas.

##### Historia
Las evidencias más antiguas de mujeres veladas se registran en el actual Irak, en el Imperio Asirio, donde, ya en el siglo XIII antes de la era actual, las mujeres envolvían sus cabezas con velos de tela para reflejar su estatus y favorecer el respeto hacia ellas. A principios del siglo XX, aunque el velo era de uso común, no lo era, específicamente, el hiyab. Así, el sociólogo iraquí Ali Al-Wardi menciona que las mujeres de Irak no estaban acostumbradas a usar esa prenda, ya que esta no era común antes de la década de 1930, y el hiyab sólo era una prenda habitual entre las esposas de empleados otomanos y clérigos durante el período otomano.
Fue el poeta Jamil Sidqi al-Zahawis quien, en 1904, se convirtió en la primera persona de Irak en promover que las mujeres abandonaran el velo, además del acceso de estas a la  educación. En la década de 1920, cuando comenzaron las movilizaciones de mujeres iraquíes gracias al llamado Club del Despertar de las Mujeres, los conservadores de la oposición las acusaron de intentar promover que las mujeres abandonaran el velo.
Se ha planteado quien podría ser la primera mujer que no usó el velo en Bagdad. Así, a veces se ha indicado que fue Majda al-Haidari, esposa de Raouf al-Chadirchi, la cual apareció sin velo en la década de 1930, pero también se ha mencionado que fue la comunista Amina al-Rahal, hermana del periodista y político comunista Husain al-Rahal, la primera mujer en no usarlo en dicha ciudad.  En las décadas de 1930 y 1940, muchas estudiantes universitarias abandonaron el velo. Además, al parecer, la mayoría de las mujeres urbanas de clase media y alta en Irak ya no llevaban dicha prenda en 1963. En los primeros años del Irak baazista (1968-1979), el Partido Socialista secular Baaz declaró que las mujeres eran iguales a los hombres. En esa época, la mayoría de las mujeres urbanas ya no llevaban velo.
Sin embargo, con el derrocamiento de Sadam Huseín por parte de Los Estados Unidos en 2003 y el incremento de la violencia en el país, incluyendo amenazas, acosos y secuestros a las mujeres que no usaban el velo, este comenzó a ser usado por la mayoría de las mujeres de Irak, tanto musulmanas como cristianas.
En 2014, el ISIS tomó el control de varias ciudades del norte del país (Mosul, Tal Afar, Hawija y Al Qaim) e impuso una ley que obligaba a todas las mujeres a vestirse con un niqab, además de imponer otras leyes tales como la ablación femenina, tanto para las mujeres como para las niñas. El ejército iraquí expulsó al ISIS de las cuatro ciudades a lo largo del 2017. Así, Mosul volvió a manos del gobierno del país en julio, Tal Afar en agosto, Hawija en octubre y Al-Qaim en noviembre de ese año. Tras regresar a manos del gobierno, el velo volvió a ser opcional en esas ciudades, incluyendo el niqab. Si bien, en 2017, cuando solo parte de Mosul había sido liberada, el ejército iraquí prohibió el uso del burka y del niqab en las zonas liberadas de la ciudad durante el mes de Ramadán para impedir que los atacantes de ISIS pudieran cubrir su rostro para no ser reconocidos.

#### Jordania

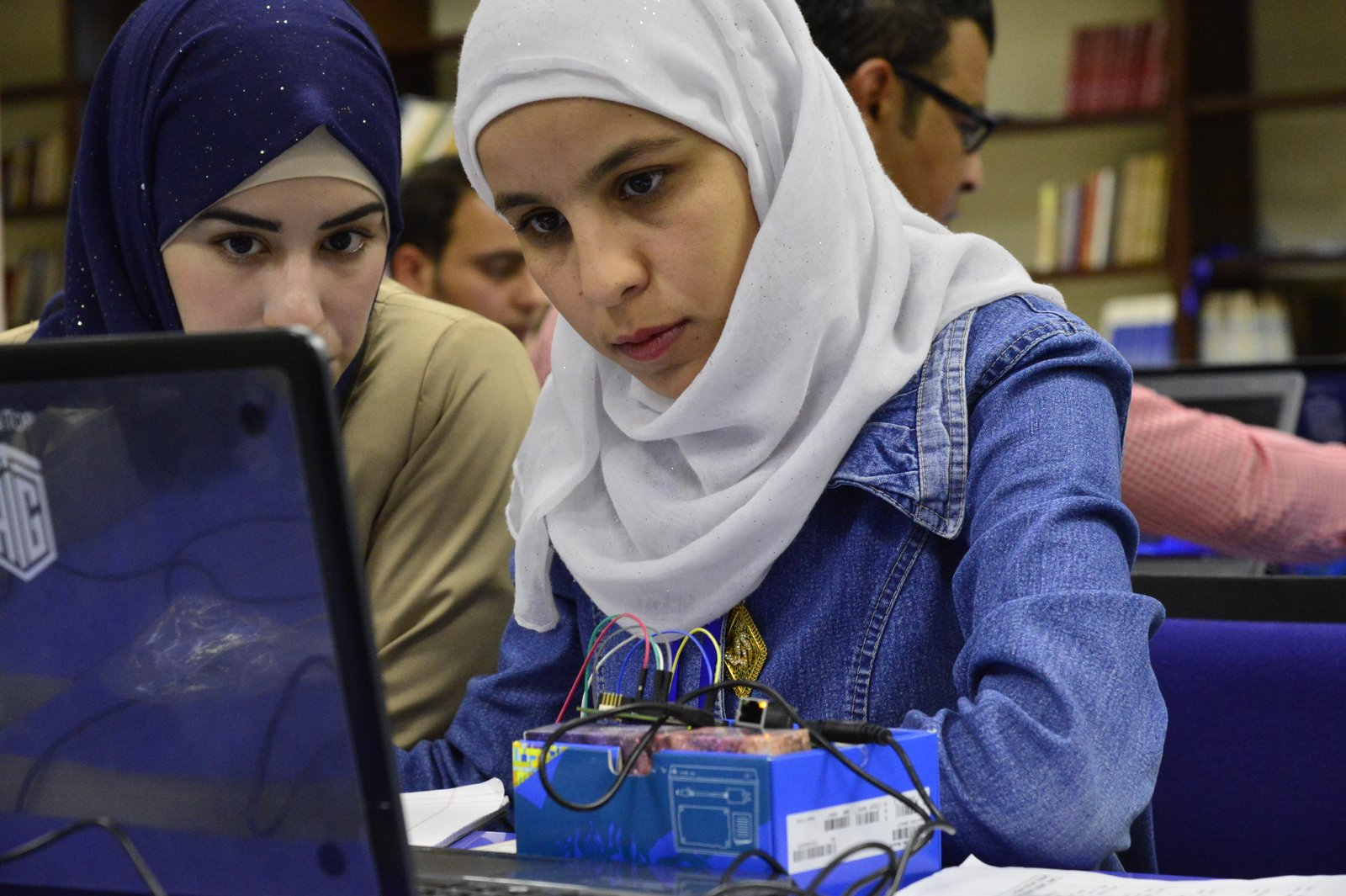
Adolescentes jordanas vistiendo hiyab y ropa al estilo occidental.

La constitución jordana no incluye leyes que impongan ni prohíban el uso de velo en el país, ni tampoco leyes que restrinjan o descarten su uso en lugares públicos, como sí ocurre en otros países musulmanes, por lo que las mujeres son libres de llevarlo si quieren y donde quieran. Sin embargo, su uso es más habitual entre la gente perteneciente a las clases media-baja y baja que a la que pertenece a la clase alta. Siendo la clase baja la demográficamente dominante en el país, la mayoría de las mujeres usan el velo (principalmente el hiyab; hay que tener en cuenta que el sueldo medio de Jordania es lo equivalente a 300 dólares mensuales en 2023). De todas formas, en Jordania, el hiyab está siendo usado como una prenda de moda de forma cada vez más habitual, perdiendo parte de su significado religioso. Así, muchas mujeres jordanas jóvenes combinan velos coloridos con una vestimenta de tipo occidental, en vez de con la abaya tradicional. Ni el chador ni otros velos que cubren el rostro son habituales en el país.

##### Historia
Aunque antes de 1950 el velo estaba extendido entre todas las clases sociales del país, incluyendo la monarquía, en la década de 1950 la reina de Jordania comenzó a mostrarse públicamente sin velo. Este hecho influyó en la población jordana, por lo que las mujeres urbanas que tenían estudios universitarios comenzaron a salir sin velo. Sin embargo, el uso del velo se hizo más frecuente a partir de los años 80.

#### Palestina
En Palestina, legalmente, las mujeres tienen libertad para vestir con velo o sin él en la mayor parte del ámbito público, aunque la mayoría viste con el velo. Si bien, Hamás siempre ha promovido el velo en Gaza, aunque Fatah no hace lo mismo en su territorio. La mayoría de las mujeres de Palestina usa el hiyab y la shayla. También hay muchas mujeres que usan el llamado khimar, al igual que en otros países de Oriente Próximo, pero las dificultades que implica para la movilidad hace que la mayoría de las mujeres jóvenes ya no lo usen. Las palestinas usan el velo islámico debido a varios factores, entre los que se encuentran el religioso, el político y el del nacionalismo palestino. Así, las mujeres de Cisjordania lo usan, entre otras razones, como un reflejo tanto de su lucha como de su resistencia contra la invasión israelí en su territorio. De hecho, este es también el uso principal que se le da actualmente a la kufiya en toda Palestina. Además del velo, las mujeres suelen vestir, en los diferentes campamentos de Palestina, una falda de algodón negra (da'ir) y un chal blanco o negro (shasha).

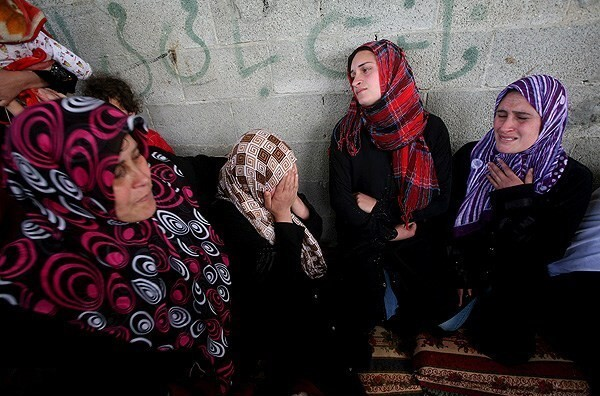
Mujeres de Gaza tras un ataque israelí en la franja en el 2012.

Por otra parte, desde la batalla de Gaza en junio de 2007, Hamás ha intentado hacer cumplir la ley Sharia en su territorio, tratando de imponer el velo a las mujeres en los tribunales, instituciones y centros educativos en varias ocasiones.
En 2009, Hamás abolió la obligación de llevar el uniforme escolar en los institutos públicos aludiendo a que el bloqueo de Israel frenó la arribada de ropa a Gaza. Tras esto,  las directoras y profesoras de dichos institutos obligaron a las adolescentes de 14-18 años a vestir con el velo y la abaya tradicionales en sus instalaciones, no aceptando a las que no vestían dichas prendas. Si bien, dicha imposición no ocurrió en los privados.
El 26 de julio del mismo año (2009), el juez de la Corte Suprema palestina, Abdel Raouf Al-Halabi, trató de imponer el uso de velos y caftanes a las abogadas que acudieran a los tribunales. Esta fue la segunda vez que la Corte trató de imponer el velo en ese lugar. Sin embargo, las abogadas denunciaron la imposición en varias cadenas de televisión por satélite, incluida Al Arabiya, lo que provocó que el Ministerio de Justicia de Hamás cancelara la medida. 
En 2013, Hamás obligó a velarse a las mujeres que asisten a la universidad pública de Al Aqsa.
En 2022, a principios del nuevo curso escolar, las administraciones de los institutos femeninos de la franja acordaron con jeques y predicadores islámicos la promoción del velo islámico en sus instalaciones, a través de visitas diarias de dichas autoridades religiosas a los institutos para tratar de convencer a las alumnas de que usen el velo con el uniforme escolar. Las constantes visitas de los religiosos han sido muy criticadas por padres y alumnas por tratar de forzar a que estas vistan el velo y por la  promoción del islam en un centro educativo que eso implica.
A diferencia de Hamás, los jihadistas de Palestina pertenecientes al Liderazgo Nacional Unificado del Levantamiento (UNLU) han rechazado cualquier tipo de política vinculada al velo para las mujeres. También han atacado a  aquellos que buscan imponer dicha prenda.
En Cisjordania, por su parte, Fatah no ha impuesto el velo ni ha habido ninguna intención de sus autoridades por imponerlo ni prohibirlo en ningún ámbito de la esfera pública.

##### Historia
En la década de 1920, las mujeres de Palestina comenzaron a luchar por sus derechos. Fue en ese contexto cuando aparecieron las primeras mujeres que se rebelaron contra el velo, las cuales hicieron diferentes campañas que tenían como fin que las palestinas abandonaran dicha prenda. Una de las feministas más destacadas que llevaron a cabo estas campañas fue Tarab Abdul Hadi.
A finales de los años 50, muchas mujeres palestinas comenzaron a mostrarse sin velo en público, aunque otras muchas seguían llevando dicha prenda en sus diferentes variantes. Por otra parte, aunque originalmente la ropa cotidiana de las mujeres del Norte y del Sur de Palestina era diferente, en 1967 se dejaron de comerciar los materiales necesarios para fabricar la ropa cotidiana de las mujeres del Sur del territorio, lo que provocó que estas adoptaran la ropa femenina cotidiana del Norte de Palestina (la falda negra y el chal blanco o negro mencionados más arriba).
A mediados de los años 70 aún era frecuente que muchas mujeres urbanas o con formación universitaria ya no usaran el velo. Sin embargo, la organización armada Mujama' al-Islami, que antecede a Hamás, decidió restaurar el velo islámico en Gaza. En los años 80 se volvió habitual un tipo concreto de abrigos largos (el vestido sharia, como lo llamó Mujama' al-Islami) entre las mujeres que apoyaban a la organización, pero la mayoría de las mujeres aún no estaban presionadas para usar esa ropa (ni para velarse) salvo en el sector laboral y en los entornos religiosos (en familias muy religiosas y en la Universidad Islámica).  Sin embargo, durante la Primera Intifada, sucedida entre finales de los 80 y principios de los 90, Hamás creó una campaña para que las mujeres se velaran, además de poner en marcha otras medidas tales como el promover que las mujeres permanecieran en sus casas, la segregación entre hombres y mujeres y la promoción de la poligamia.  Durante esta campaña, las mujeres que no se velaban fueron acosadas verbal y físicamente, por lo que muchas  empezaron a usar el velo "sólo para evitar problemas en las calles". A lo largo del primer año de la Intifada, casi todas las mujeres de Gaza que no se velaban pasaron a hacerlo.

#### Siria

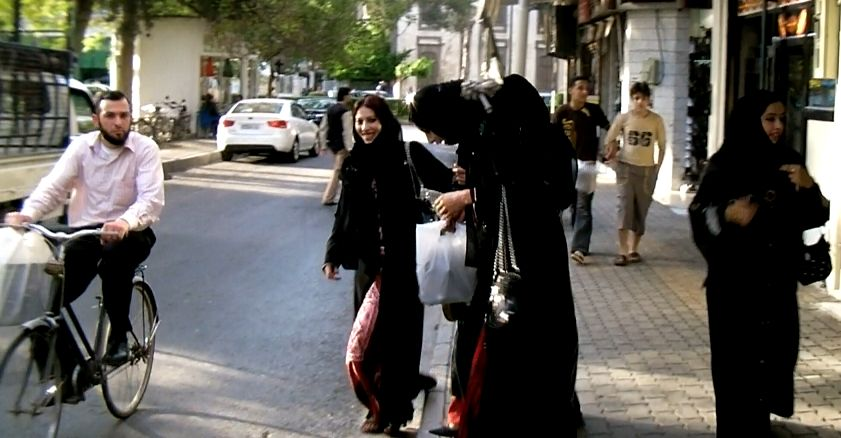
Mujeres y hombres en Homs

En Siria el uso del velo es opcional, pero la mayoría de las mujeres lo llevan, siendo el hiyab el velo mayoritario en el país. Si bien, la prenda tradicional para cubrirse la parte superior de la cabeza es  el shambar (aunque deja parte del caballo al descubierto), la cual está fabricada con seda y cuyos bordes tienen diversos elementos decorativos (cuentas de vidrio, bordados, etc.), aunque sus colores y motivos dependen de cada pueblo y región. Por otro lado, la vestimenta predominante entre las mujeres varía de una ciudad a otra: 
En Hama, Alepo y Homs, situadas en el noroeste y centro-oeste del país, la mayoría de las mujeres usa velos (hiyabs o shaylas) y abayas tradicionales y, por ende, de color negro, aunque las mujeres jóvenes suelen combinar hiyabs o shaylas coloridos con ropa de estilo occidental (principalmente con chaquetas). Si bien, también hay muchas jóvenes de esas ciudades que no usan velos. Al igual que en esas ciudades, la mayoría de las mujeres de la Gobernación de Idlib, situada también en el noroeste, viste de forma conservadora, llevando abayas negras, pero los hiyabs que usan son de diversos colores.

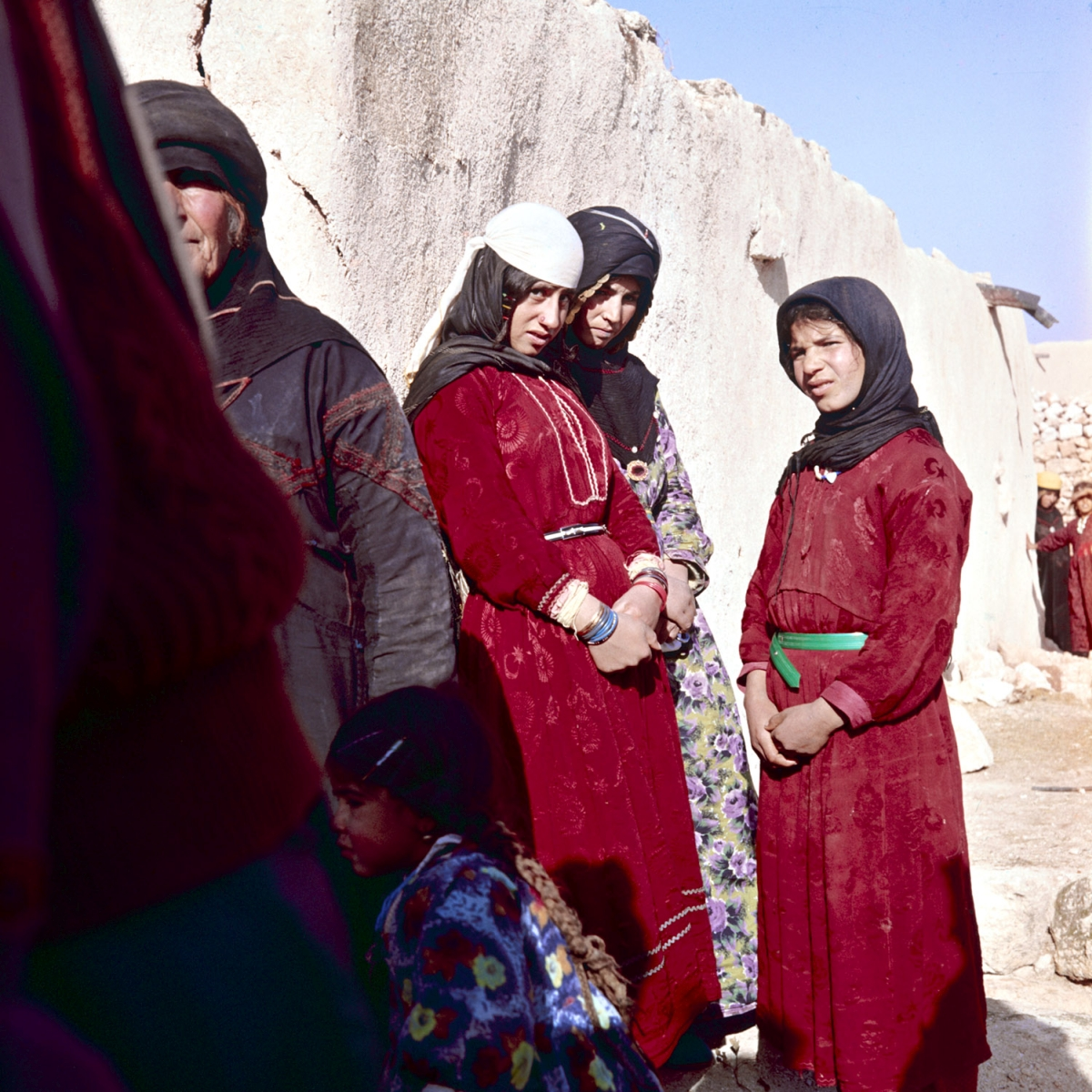
Mujeres en Maarat Dibsah, Idlib, 1965.

Las mujeres que viven en Deir ez-Zor, Palmira y Raqqa, situadas las tres entre el Centro-Este y el Este del país, suelen vestir con un niqab y una abaya, ambas de color negro; la abaya cubre su ropa tradicional u occidental.
La mayoría de las mujeres que vive en las zonas costeras (tales como Tartús, que tiene la principal comunidad alauista del país, y Latakia), situadas en el extremo occidental del país, viste ropa de estilo occidental, mientras que los velos islámicos no son de uso general. Si bien, no todo tipo de vestimenta es aceptado en estos lugares.
En la porción kurda del país, en la parte más septentrional del mismo, son frecuentes las mujeres que usan tanto ropa occidental y tradicional, como velos islámicos que muestran el rostro. Por su parte, la sureña Damasco, debido a su estatus de capitalidad y a que atrae, por ende, a gente de todo el país, representa la diversidad de Siria en cuanto a vestimenta. Las prendas de vestir usadas habitualmente en esta ciudad incluyen hiyabs, shaylas y niqabs con abayas negras, así como ropa occidental. Sin bien, predominan las mujeres que usan shaylas blancas.
En 2019 la Universidad de Damasco prohibió el uso del niqab y de la galabiya en sus instalaciones.

##### Historia
Entre finales del siglo XIX y principios del XX se produjeron debates sobre si las mujeres debían tener la libertad de no usar velos en público, en los cuales los miembros de Ulema, un grupo especializado en la doctrina islámica, se posicionaban en contra, aunque sí defendían que las mujeres pudieran participar en política y acceder al sistema educativo del país. Durante una destacada manifestación de mujeres contra el régimen colonial francés de Siria en 1922, las mujeres que protestaban se quitaron el velo. En la década de 1930 muchas mujeres de Siria (en su mayoría de clase alta) comenzaron a aparecer sin velo en público a imitación de las mujeres francesas, lo que provocó una gran oposición por parte de los conservadores religiosos, quienes en ocasiones atacaban a las mujeres sin velo con ácido.
En 2010, el ministerio de educación superior de Siria prohibió el uso del niqab y de prendas similares que cubren el rostro en las universidades, aludiendo a que Siria era un estado secular y a que el niqab era contrario a los “valores y la ética de las tradiciones académicas” del país. Sin embargo, la medida fue revertida en 2011.
En 2014, el ISIS tomó control de varias ciudades al norte del país, concretamente de Manjib y de Raqqa, la cual se convirtió en la capital del califato del Estado Islámico, así como de una zona situada a lo largo del río Éufrates. El ISIS impuso el niqab en todos estos lugares, aunque la mayoría de las mujeres habían usado, hasta ese momento, el hijab. A principios de agosto de 2016, las tropas sirias (las llamadas Fuerzas Democráticas Sirias, SDF), junto a tropas kurdas y estadounidenses, liberaron el 70% de Manjib y grupos de mujeres de la ciudad quemaron sus niqab para celebrar la liberación de la misma. Varios meses después,  en octubre del 2017, el ejército sirio y sus aliados liberaron Raqqa y, el 6 de diciembre del mismo año, Rusia declaró que el ISIS ya había sido derrotado completamente en Siria. El velo volvió a ser opcional en todas las zonas anteriormente ocupadas por ISIS.
Durante esa época, en 2015, el llamado Ejército de la Conquista se hizo con el control de la provincia de Idlib e impuso el niqab en la población femenina, pero también fue derrotado en 2017.

### Arabia
Hay ciertas similitudes en toda Arabia en cuanto a la vestimenta. Lo más característico de la región es la batula, una máscara fascial femenina tradicional en todo el golfo Pérsico (lo que excluye
a Yemen). Si bien, actualmente, su uso es escaso en la mayoría de los países de la región (en los cuales solo lo usan las mujeres rurales y algunas de tercera edad de las ciudades), con la salvedad de Omán, donde es usado  de forma habitual por muchas mujeres de clase media. Otra característica del código de vestimenta de la región es que, al igual que la mayoría de las mujeres viste velos y abayas, la mayoría de los hombres viste thawbs blancos y kufiyas.

#### Arabia Saudí
En 2018, el príncipe heredero Mohammed bin Salman mencionó en una entrevista concedida a la CBS que las mujeres en Arabia Saudí no están obligadas, en base en la Ley Sharia, a llevar velo ni abaya (y que esta ni siquiera tiene por qué ser negra), siempre que su vestimenta sea "decente y respetuosa" y defendió la situación de la mujer anterior a la conquista de la Gran Mezquita, considerando que la Arabia Saudí de entonces era la "Arabia Saudí real", cuando tanto hombres como mujeres hacían una "vida muy normal" y muchas mujeres no siquiera se cubrían el cabello. Además del príncipe, el Consejo Superior de Ulema, el cual está formado por especialistas en el islam y la sharia, haciendo que su opinión sea la más relevante en los círculos religiosos del país, también se ha manifestado en contra de la imposición del velo y la abaya. Así, el jeque Abdalá al Mutlaq, una figura prominente en el mencionado Consejo Saudí, señaló que más del 90% de las mujeres musulmanas del mundo no usan abayas, por lo que esta no debería ser impuesta en Arabia Saudí. Tampoco el estudioso del islam  Ahmed bin Qasim Al Ghamdi cree que las mujeres deban usar abayas de forma obligada, aunque sí cree, según unas declaraciones vertidas en 2019, que las mujeres deben cubrir su cabello y su cuerpo con alguna prenda.  De todas formas, aunque el velo y la abaya obligatorios son rechazados por Bin Salman y por el Consejo de Ulema, sí deben ser usados en las ciudades santas de La Meca y Medina. 

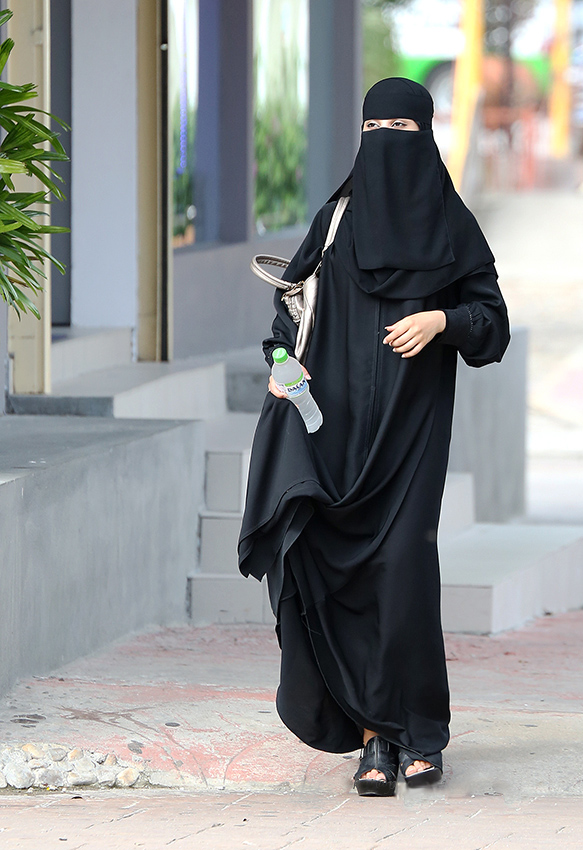
Una mujer saudí vistiendo un niqab y una abaya tradicional en 2013.

Sin embargo, no hay un código legal en Arabia Saudí que, publicado por escrito, se refiera a la Ley Sharia, por lo que no hay leyes oficiales que respalden o rechacen lo dicho por el príncipe. Por su parte, los salafistas siempre han promovido el uso del velo (particularmente del niqab) y la abaya, pues algunos eruditos salafistas populares señalan que una mujer debe cubrirse todo el cuerpo, incluida la cara y las manos, delante de hombres que no sean parientes suyos. Por lo tanto, se espera que, al menos, la gran mayoría de las mujeres sauditas tradicionales que tengan una cierta posición social se cubran el cuerpo y el cabello en público. Además, tanto el sector laboral como ciertos establecimientos, caso de algunos supermercados, exigen a las mujeres vestir con velo y abaya, ya que de lo contrario no les permiten acceder a los mismos. A esto hay que añadir que algunos príncipes saudíes no están de acuerdo con Bin Salman y sí han pedido que ciertas mujeres que visten sin velo ni abaya, y que han protagonizado casos mediáticos, sean castigadas. La ausencia de leyes específicas  sobre la forma en la que las mujeres deben vestirse ha hecho temer a muchas mujeres de que puedan ser agredidas si no usan el velo y la abaya.
Así, mientras que los hombres suelen llevar thawb blancos, kufiyas y agals, la gran mayoría de las mujeres usa velos y abayas en público, aunque cuando viajan a países extranjeros no suelen usar la abaya. A pesar de que los salafistas promueven el niqab, las mujeres usan diversos tipos de velos islámicos. Así, además del niqab, ellas también usan velos tales como hiyabs, shaylas o chadors.

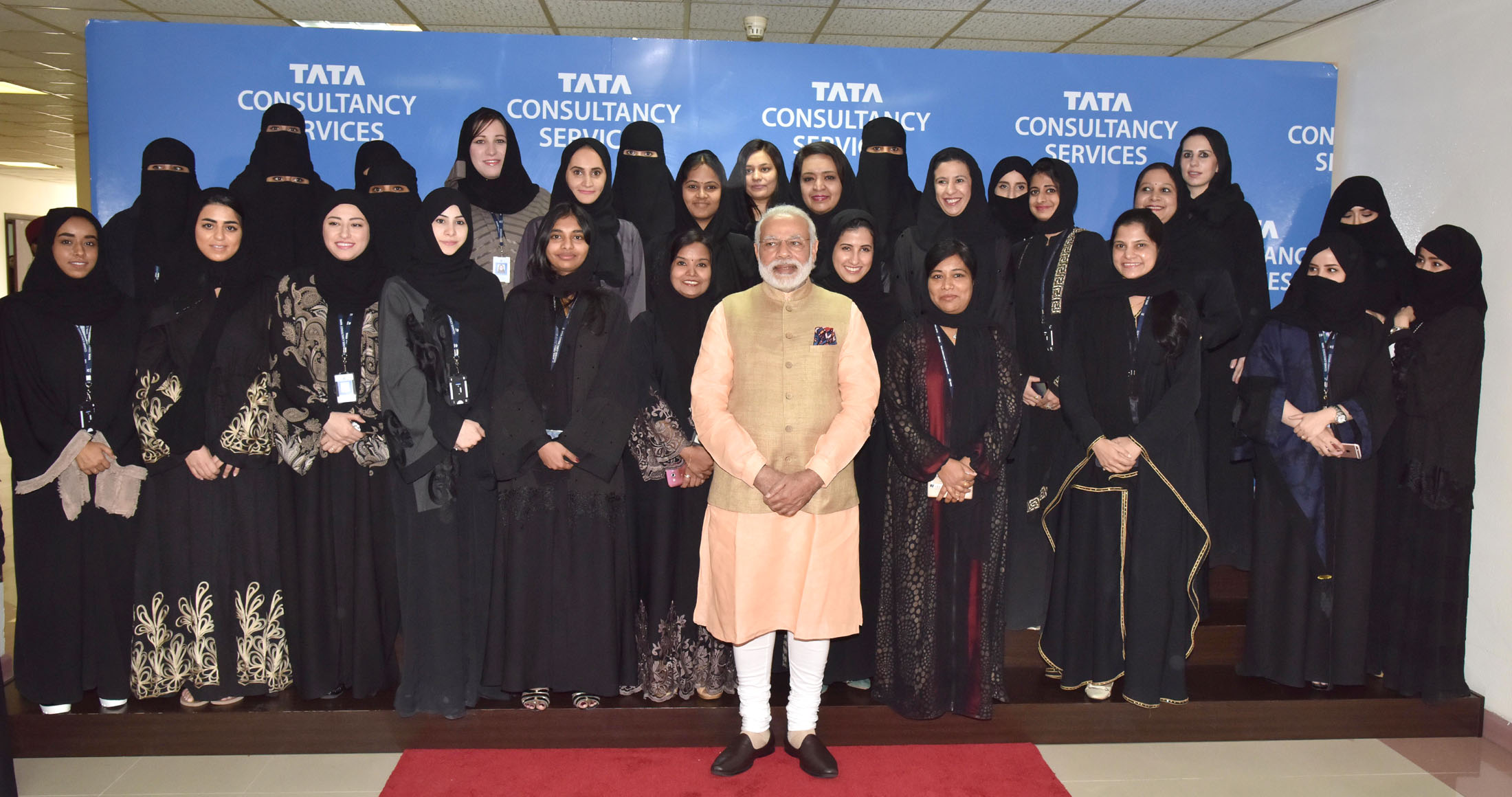
El primer ministro hindú, Narendra Modi, con empleadas del TCS Centre en Riad en 2016.

En ciudades tales como Riad, Yeda y Dammam es habitual que las mujeres usen diferentes tipos de velos (entre ellos la shayla y el niqab, aunque este sigue siendo el velo dominante en Yeda), así como abayas de diversos colores (azules claros, rosas, grises, marrones,  con representaciones florales...), pero en otras ciudades las mujeres suelen usar niqabs. En Riad, es el contexto el que impone un tipo o color concreto de abaya. Así,  las abayas son diferentes si la mujer visita a sus padres, si se sienta en una cafetería con sus amigas, si está en una boda.. En el caso de las mujeres que viven en Yeda, ellas suelen combinar sus abayas coloridas con grandes faldas o pantalones, los cuales son visibles debido a que las abayas que usan están abiertas.
Además, algunas mujeres de ciertas ciudades del país, tales como la mencionada Riad, han dejado de vestir con velo y abaya en las calles, sin ser ya penalizadas por ello. Por otro lado, desde 2018 hay también un tipo de abaya adaptado al deporte.

##### Historia
Hasta 1979, no existían requisitos legales para que las mujeres llevaran velo. En la era del rey Faisal (1964-1975), se amplió el acceso de las mujeres a la educación, el trabajo y a la visibilidad pública, y en la década de 1970, algunas mujeres no usaban velo ni abaya en público y muchas de las mujeres que usaban velos, usaban los coloridos.
En 1979, cuando la Gran Mezquita fue tomada por el grupo salafista de Juhayman al-Otayb, el cual se rebeló contra, lo que creía, una "occidentalización" del país, la situación de la mujer cambió y, según algunas fuentes, fue en este momento cuando el gobierno impuso el uso obligatorio de la abaya en público, aunque no del velo, una medida impuesta tanto a nativas como a extranjeras. Sin embargo, otras fuentes señalan que no fue hasta 1990 cuando el gobierno impuso un código de vestimenta específico para las mujeres, viéndose estas forzadas a vestir abayas. El Estado promovió el niqab y la abaya tradicional, la negra. Algunas mujeres que no querían usar niqab comenzaron a sufrir maltratos por parte de sus maridos, y aún había mujeres que salían a la calle sin abaya hasta 1992.
Así, debido a la influencia salafista, la mayoría de las mujeres pasaron a usar niqab y,  hasta finales de la década de los 2000, eran muy pocas las que dejaban su cara al descubierto, ya que estas enfrentaban un rechazo por parte de muchos saudíes conservadores. Por otra parte, la abaya  tradicional, que es la que dominaba Arabia Saudí, se usaba para todas las ocasiones.
Sin embargo, desde finales de los 2000 (y aunque las mujeres que usaban niqab seguían siendo mayoría) muchas mujeres en Riad, Dammam y Yeda comenzaron a dejar su cara al descubierto de forma habitual. Además, muchas de las que vivían en Yeda (y algunas  mujeres de las otras ciudades) ni siquiera se velaban. En esta época, muchas mujeres de Arabia Saudí también comenzaron a usar abayas coloridas. Si bien, su proliferación dependía de la ciudad. Así, en Riad y Dammam, ambas al Este del país, sólo algunas las usaban. Esto era así porque,  en el caso de Riad, la policía religiosa podía confiscar las abayas coloridas que se comercializaban en las pocas tiendas de la ciudad que las tenían disponibles, aunque no penalizaban a las mujeres que las llevaban. Además, la Universidad de Dammam prohibió las abayas coloridas en 2014. La situación con respecto a las abayas coloridas era diferente en Yeda, al Oeste del país, y en varias ciudades conservadoras, en las cuales sí comenzaron a ser  habituales en las calles, siendo usuales, incluso, las abayas blancas, a pesar de que este color siempre se ha vinculado con el atuendo masculino. De hecho, las abayas coloridas tienen su origen en la misma Yeda.
Si bien muchos agentes de la policía religiosa saudí (los Mutaw‘īn) solían aceptar a las mujeres que no usaban niqabs (aunque sí solían prestar atención a cuestiones tales como el nivel de maquillaje de las mujeres que dejaban su cara al descubierto), también había agentes que obligaban a las mujeres que no usaban niqab para que se lo pusieran.       En Riad, por ejemplo, se daban ambos sucesos.
Por otra parte, algunos Mutaw‘īn fueron foco de polémica en el país por su comportamiento con las mujeres que no usaban atuendos islámicos.
Así, en 2002, se prendió fuego un instituto de La Meca pero los Mutaw‘īn no permitieron salir a muchas de las estudiantes debido a que no llevaban ni velos ni abayas. Murieron 15 estudiantes (aunque originalmente fueron contabilizadas como 14) al caer y ser aplastadas por otras muchas que corrieron para huir del fuego. Otras cincuenta quedaron heridas. Este suceso, comentado por la prensa saudí, fue muy polémico en el país.
Además, se reportaron casos de mujeres que fueron golpeadas e, incluso, arrastradas por parte de la policía religiosa por no usar atuendos islámicos y que fueron llevadas a comisaría. Los medios de comunicación occidentales notificaron un caso ocurrido en febrero de 2016 en Riad con respecto a una mujer que no usaba abaya ni niqab y que fue subido a Youtube. Algunos  autores vincularon el trato de la policía con la mujer con el hecho de que esta no llevaba nicab mientras que otros lo vincularon a que no llevaba abaya.
Por otro lado, aunque mostrar el rostro no era ilegal en Arabia Saudí, los tribunales no permitían acceder a ellos a las mujeres que no llevaran un niqab.
En 2018, el príncipe Bin Salman señaló que las mujeres no están obligadas a usar velos ni abayas y que estas no tienen por qué ser de un color en particular, por lo que  algunas mujeres más dejaron de usarlos en las calles, sin ser ya penalizadas por no llevarlos, y las abayas coloridas se extendieron en lugares en los cuales, anteriormente, su uso era escaso, tales  como Riad (en este caso, a partir de 2020).  Este cambio social para las mujeres vino acompañado de otros cambios tales como la posibilidad de las mujeres de sacarse el carnet de conducir y manejar su auto (aunque con un "tutor" - marido, hermano, padre- al lado) y la libertad para trabajar fuera de casa (entre el 2016 y el 2021, pasaron a trabajar fuera del hogar del 18% al 32% de las mujeres), residir solas en ellas, participar en "eventos deportivos públicos mixtos" y crear una cuenta en un banco, matricular a sus hijos en una escuela y viajar sin el permiso de su tutor, aunque siguen dependiendo del tutor para casarse o decidir cuestiones importantes. La Policía religiosa tampoco puede, desde abril de 2016, parar, perseguir y encarcelar gente, debido al comportamiento que tuvo con las personas que, en su opinión, no seguían la sharia. Si bien, aún se produjeron algunos casos más de detenciones por parte de los mutaw'in a mujeres que no se ponían la abaya hasta el final de ese año.
Sin embargo, no se promulgaron leyes oficiales sobre el velo y la abaya y, en noviembre de ese año (2018), docenas de mujeres protestaron por la imposición de la abaya usando una al revés en fotos que subieron a las redes sociales.

#### Baréin
Oficialmente, las mujeres de Baréin no están obligadas a llevar velo, aunque es común entre las mujeres del país llevarlo. La mayoría de las bareiníes veladas usan hiyabs (ya sean negros o coloridos), pero muchas mujeres del país no usan ningún tipo de velo. Por otra parte, mientras que los hombres suelen vestir thawbs blancos y kufiyas, como es tradicional en Arabia, las prendas tradicionales de las mujeres en Baréin incluyen la galabiya, un vestido largo y suelto que es usado habitualmente en las casas. Las mujeres bahreiníes también pueden usar el muhtashima, que cubre parcialmente el cabello, o el muhajiba, que cubre a este completamente. Los hombres deben cubrir sus rodillas y las mujeres sus hombros cuando están en el ámbito público.
Por otro lado, se han reportado casos de acoso escolar a niñas que no llevaban el velo (un acoso en el que han llegado a participar, incluso, sus propias profesoras).
Aunque la gente puede vestir como quiera en Baréin, la Universidad del país aprobó una polémica ley en 2006 que prohibía a las estudiantes usar medias, pantalones cortos o ropa que pudiera revelar partes de sus cuerpos, mientras que los estudiantes no debían llevar el pelo largo ni collares. Además, ninguno de ellos podía teñirse el pelo.

#### Catar
La página web del Mundial de Fútbol de 2022, celebrada en Catar, señaló que los residentes del país "generalmente pueden vestir la ropa que prefieran" pero que "suelen usar atuendos tradicionales". Así, la mayoría de las mujeres viste una shayla (particularmente una negra), pero una importante minoría viste el niqab. Sin embargo, prácticamente no hay mujeres que no se velen en público. Junto con el velo, las mujeres suelen vestir la  'abaya' tradicional, que es de color negro y que cubre su ropa al estilo occidental (que incluye, entre otras prendas, pantalones ajustados), mientras que los hombres suelen vestir un thawb de color blanco y una kufiya, como es tradicional en Arabia. 
 Aunque el gobierno no impone una ropa en específico, las mujeres sí deben taparse los hombros y las rodillas cuando visitan edificios públicos, tales como museos o edificios pertenecientes al gobierno.

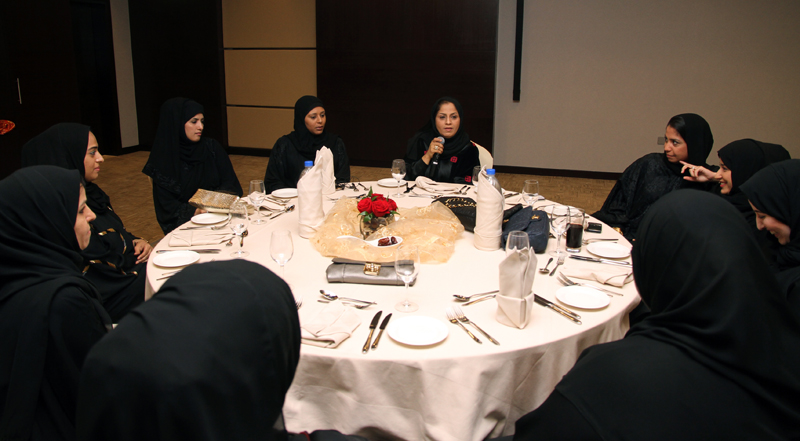
Miembros de la junta directiva del Comité Deportivo Femenino de Catar durante una cena. Las mujeres de la junta visten shaylas y abayas negras.

De todas formas, aunque el velo no es impuesto por el estado (y a pesar de lo indicado por la web mencionada), las familias presionan para que las mujeres usen un velo en el ámbito público.  Además, una vez se casa una qatarí, es la suegra la que decide el tipo de velo que debe llevar. Por todo ello, si una catarí no usa el velo en público, es rechazada por su familia, así como por la propia sociedad.
En las viviendas, aunque muchas qataríes no usan nunca el velo, otras sí lo usan cuando están ante parientes ajenos a su familia más inmediata (padres, hermanos, maridos e hijos) y personas con las que no están emparentadas, tal y como dicta la Ley Sharia con respecto a la ropa modesta. En el ámbito público las mujeres suelen usar el velo y la abaya en la mayoría de las situaciones, salvo en las bodas (debido a que los hombres y las mujeres tienen sus propias zonas en dichos eventos), cuando participan en comidas o fiestas celebrados en viviendas privadas (en los cuales solo hay mujeres) o cuando se unen a otras mujeres en una especie de salones semipúblicos llamados majlis, en los cuales ellas varían en un amplio rango de edad y que incluyen varias generaciones, para hablar sobre política o sobre temas sociales. Algunas cataríes que han vivido en Occidente y vestido con  ropa occidental, cuando regresan a Catar vuelven a usar el velo y la abaya.
El hecho de que el velo sea una imposición más social que gubernamental ha originado ciertas contradicciones en el país.  Así,  desde que el gobierno de Catar fundó la cadena de televisión por satélite Al Jazeera en 1996 para emitir contenido en todo el mundo árabe, ese ha prohibido que sus trabajadoras públicas (presentadoras y reporteras) usen el velo, lo que ha desalentado a las propias cataríes de trabajar en ese medio. Por ello, la cadena ha tenido que contratar mujeres de otros países, tales como Líbano, Jordania  o Egipto, que sí están dispuestas a trabajar sin él.

##### Historia
Se cree que las mujeres cataríes comenzaron a usar máscaras faciales, caso de la característica batula arábiga, en el siglo XIX, en una época en la que muchos inmigrantes estaban entrando al país. Como no tenían formas prácticas de ocultar sus rostros a los extranjeros, comenzaron a usar el mismo tipo de máscara facial que sus homólogos persas.
En 2014, la postura del gobierno de Catar con respecto a la vestimenta que debían usar sus ciudadanos era diferente a la que tenía en el 2022, durante el Mundial de Fútbol celebrado en su país. Así, en ese año (2014) llevó a cabo una campaña para concienciar a los turistas sobre la ropa que debían usar, con base en la forma de vestimenta que se les exigía a los cataríes. Según el gobierno, ellos no debían llevar pantalones cortos, ni vestidos que no cubrieran las rodillas, pues tanto estas como los hombros y el ombligo debían estar cubiertas.

#### Emiratos Árabes Unidos

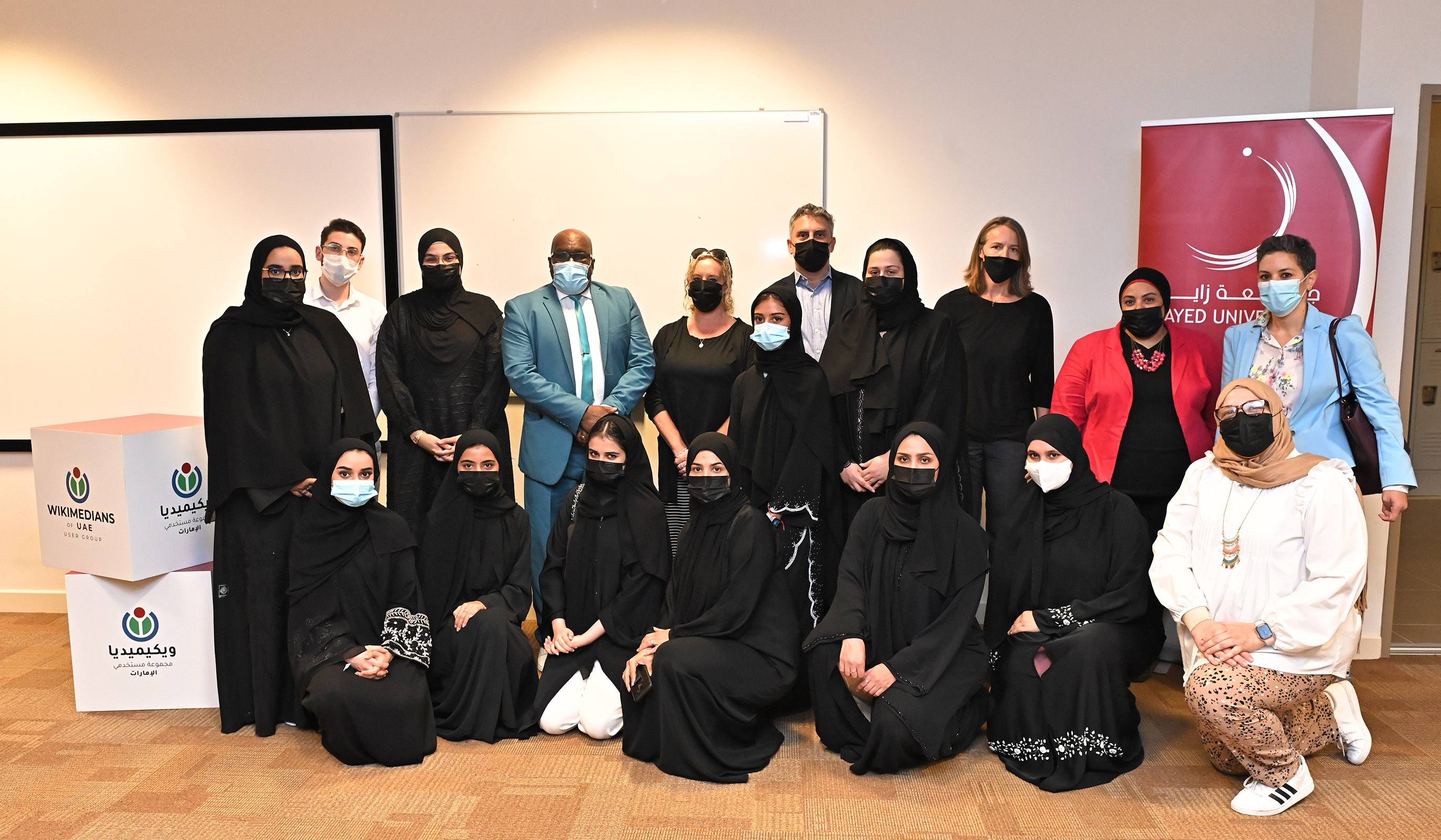
Sesión de formación y maratón de edición en la Universidad de Zayed para celebrar el Día de la Mujer Emiratí, 2022.

El velo es opcional en los Emiratos Árabes Unidos, pero las mujeres sí deben llevar un velo para entrar en las mezquitas, por lo que las entradas de las mismas suelen disponer de pañuelos para prestar a aquellas que no tienen. Por otro lado, la web oficial del gobierno del país incluye la sección «código de vestimenta» de Dubái, que se refiere a las normas de la vestimenta de la población. La web señala que dichas normas se basan en «la filosofía de respetarse a uno mismo antes de esperar que otros te respeten», por lo que los integrantes de la sociedad emiratí deben «vestir con ropa adecuada». La ropa indicada como «indecente» en la web es aquella que “exponga partes del cuerpo, sea transparente o muestre fotos o lemas obscenos y ofensivos”.  Sin embargo, esta ley no es seguida a rajatabla en el país. Así, aunque la mayoría de los hombres viste con thawbs y kufiyas y la mayor parte de las mujeres viste con velo (mayoritariamente con la shayla, aunque una minoría usa el niqab, que allí denominan gheshwa) y abaya (mayoritariamente con la tradicional, que es de color negro), la vestimenta femenina varía de un lugar a otro. Así, las mujeres de Abu Dabi suelen vestir de forma conservadora, con velo y abaya, pero en Dubái, aunque hay muchas mujeres que también visten las tradicionales shayla y abaya, es frecuente ver a mujeres vistiendo ropa al estilo occidental (incluyendo camisetas y pantalones cortos).  En Sharjah también hay mujeres con ropa más islámica y con ropa más occidental, pero suelen ir un poco más recatadas que en Dubái, de forma que las faldas de las mujeres, por ejemplo, son largas.
Las mujeres que visten la abaya suelen acompañarla por una ropa interior que puede ser la tradicional (entre la que destaca la Jalabiya), la indostaní (los cuales superan el 50% de la población del país) o la occidental. Además, la mayoría de las mujeres también usan su propia versión del thawb masculino en eventos sociales tales como bodas, pero las mujeres jóvenes suelen usar la ropa occidental. La máscara facial tradicional del país, la batula (llamada  burka en los Emirates y en otros países del Golfo) es poco frecuente en el siglo XXI y solo es usado por algunas mujeres de tercera edad. De todas formas, en algunos lugares públicos, tales como restaurantes o centros comerciales, sí exigen a todas sus clientas que lleven una vestimenta más «decorosa». 
Entre finales de 2014 y el 2015, y a raíz del asesinato de una profesora estadounidense en Abu Dabi cometido el 1 de diciembre de 2014 por una emiratí velada, muchos emiratíes, tanto agentes de seguridad como transeúntes, pasaron a desconfiar de las mujeres que usan velos y abayas.

##### Historia
Hasta los años 40, el traje más habitual de las mujeres era un vestido largo que poseía vivos colores y diseños. En los años 40 se introdujo la abaya en los Emirates y, gradualmente, se convirtió en la prenda mayoritaria del país.

#### Kuwait
Legalmente, las kuwaitíes son libres de elegir si usar un velo para cubrirse la cabeza, por lo que solo están obligadas a usarlo si entran en una mezquita. Sin embargo, ellas sí están obligadas a cubrirse todo el cuerpo, de forma que no pueden mostrar «brazos, piernas o escote» ni llevar ropa «ajustada» o que puedan revelar otras partes de su cuerpo so pena de arresto. La mayoría de las kuwaitíes veladas usan el hiyab (ya sea negro o colorido), pero muchas mujeres del país no usan ningún tipo de velo, y algunas usan un bushiya (la variante árabe del burka, un velo que cubre la cabeza y el cuerpo, y que se distingue de la variante afgana por su color negro y porque carece de rejillas, aunque es transparente y la usuaria puede ver a través de él).  Si bien, muchas kuwaitíes jóvenes usan velos por presión familiar. La mayoría de las mujeres viste una abaya (generalmente de color negro, que es la tradicional), aunque muchas visten con ropa de estilo occidental, mientras que la mayoría de los hombres viste un thawb blanco y una kufiya.

##### Historia
Durante la era nacionalista liberal, en las décadas de 1950 y 1960, el abandono del velo por parte de las mujeres kuwaitíes se consideraba una parte natural del progreso de Kuwait como nueva nación independiente; así, feministas kuwaitíes como Lulwah Al-Qatami y Fatima Hussain quemaron sus velos y abayas en público. La mayoría de las mujeres kuwaitíes no usaba velos en las décadas de 1960 y 1970 y, en la Universidad de Kuwait de la época, las minifaldas eran más comunes que el hiyab. Sin embargo, la creciente islamización de la sociedad kuwaití a partir de finales de los años 70  hizo que el uso del velo comenzara a crecer y a volverse cada vez más habitual. Así, en 1978, Sheikha Latifa Al-Sabah, entonces esposa del Emir Saad Al-Salim Al-Sabah, estableció la Asociación de Atención Islámica, buscando difundir el Islam junto con el estilo de vida asociado y la conducta de la vida musulmana.   Entre mediados y finales de los años noventa el velo ya era usado por la mayoría de las mujeres del país. Sin embargo, al menos desde 2004, se ha notificado que un número cada vez mayor de mujeres kuwaitíes se han revelado u optado por no usar ningún tipo de velo; incluida la hija del líder de la Hermandad Musulmana de Kuwait, Tareq Al-Suwaidan. Por otro lado, muchas kuwaitíes que sí usaban el velo comenzaron a usar pañuelos que solo les cubría la parte trasera del cabello o a combinar un hiyab colorido, más pequeño que el tradicional, con ropa de estilo occidental (incluyendo pantalones ajustados e, incluso,  faldas).
Tras ser elegidas como las primeras mujeres en el parlamento de Kuwait, Rola Dashti y Aseel al-Awadhi no usaron hiyab cuando ocuparon sus escaños como parlamentarias en la Asamblea Nacional en 2008. Esta decisión fue criticada por varios parlamentarios islamistas, incluido Ali al-Omair. En 2009, el tribunal superior de Kuwait dictaminó oficialmente que el velo es opcional y no obligatorio entre las mujeres kuwaitíes en el parlamento.

#### Omán

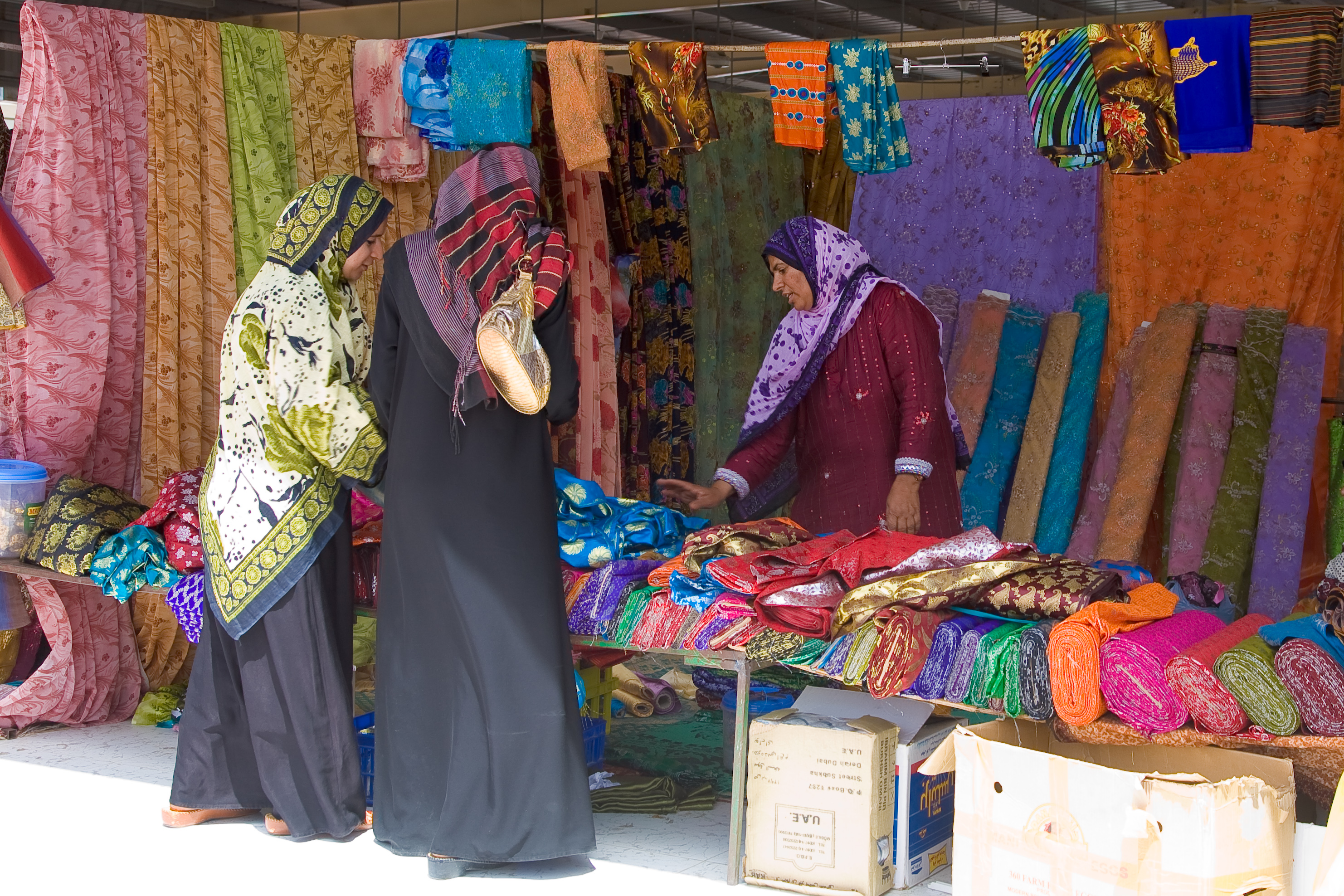
Mujeres en un mercado de Sinaw, Omán.

Al igual que en la mayoría de los países musulmanes, las mujeres en Omán tienen libertad para elegir si usar o no el velo. Ellas solo están obligadas a usarlo en las mezquitas. Sin embargo, la mayoría de las mujeres lo usan siguiendo las normas de modestia del islam. Mientras que muchas mujeres de distintas regiones del Sultanato solo usan un pañuelo para cubrirse el cabello, las más religiosas suelen usar una máscara facial, la batula (en Omán y en otros países del Golfo denominada burka, al igual que el tipo de velo homónimo), para cubrir su rostro en presencia de otros hombres, y la combinan con una wiqaya, o pañuelo en la cabeza. También hay una minoría de omaníes que usa el  niqab (que en Omán y en otros países del Golfo denominan gheshwa). A diferencia de otros países musulmanes, ellas están veladas todo el tiempo, incluso cuando están en sus casas. Por otro lado, debido a que es un país islámico conservador, las mujeres deben vestir recatadas, lo que implica que la gran mayoría de las mujeres vista  abayas (en muchos casos las tradicionales, las negras), para cubrir sus cuerpos y que, por ejemplo, el uso del bañador quede restringido a las playas, parques acuáticos o piscinas. 

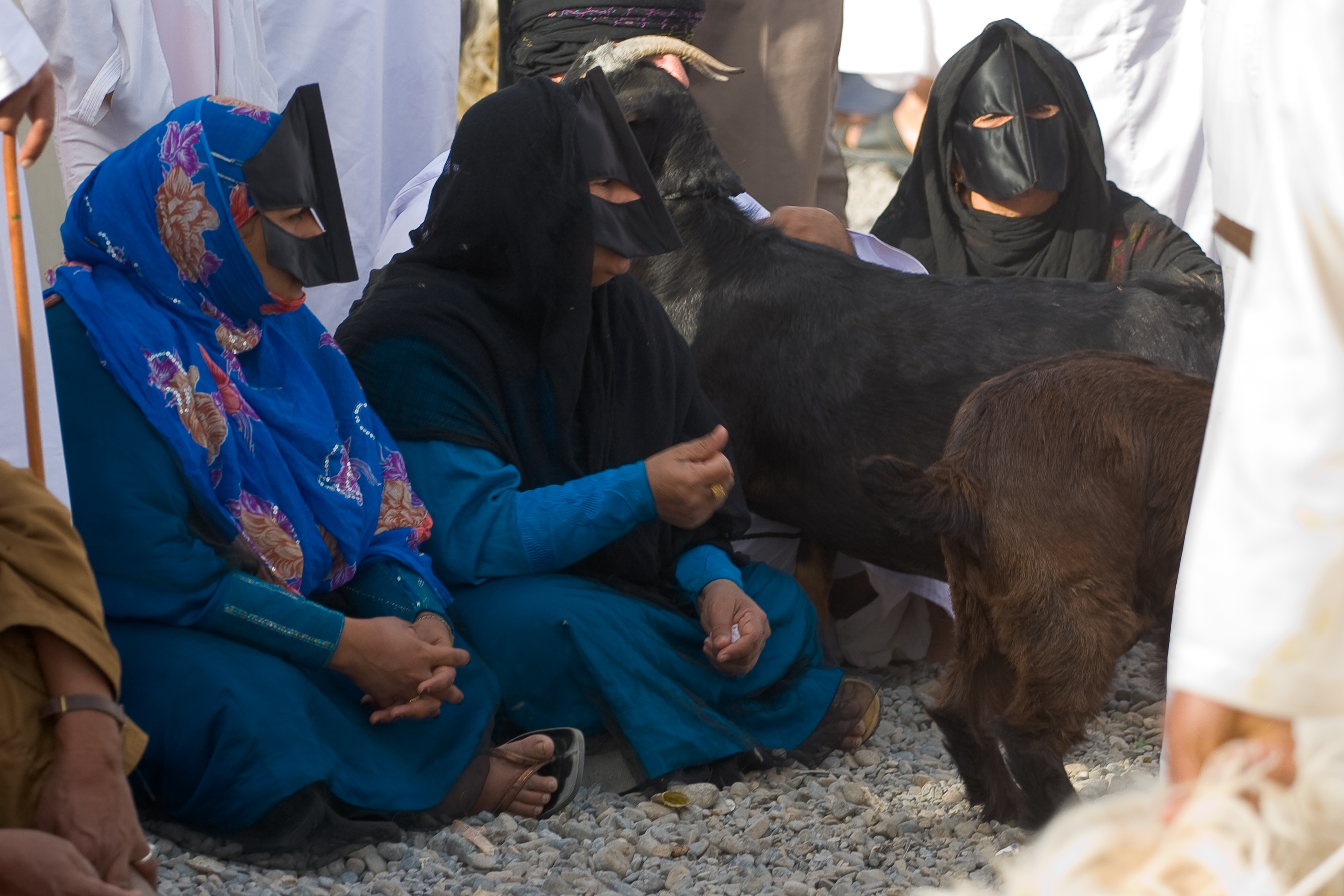
Mujeres en un mercado de Nizwa, Omán, vistiendo batulas (o burkas) y wikayas.

Las mujeres de las clases más altas y más bajas de Omán no usan burkas: las mujeres de las clases más altas son las hijas y parientes del sultán, y las que pertenecen a las más bajas son las mujeres más pobres de la ciudad. Esto hace que el burka también sea un símbolo de rango, solo limitado a las posiciones sociales intermedias. A esto se le añade que es usado por las mujeres casadas como un signo de distinción frente a las mujeres solteras. Los burkas varían en tamaño, forma y color dependiendo de la región en la que se producen. Los burkas también varían en diseños y en los materiales usados para su fabricación. Debido a esa variedad, aunque la mayoría de los burka son de color negro, también los hay de otros colores, fundamentalmente violetas y dorados. El burka de algodón simboliza las expectativas de la mujer ideal y actúa como una señal de respeto, ya que  representa su modestia y honor, así como su estatus. Este tipo de máscara, el cual las mujeres comienzan a usar después de su luna de miel de siete días, lo usan siempre que está en presencia de extraños o fuera de casa, cubriendo la mayor parte de su rostro. A diferencia de la mayoría de las omaníes que usan el burka, las beduinas solo lo usan como un símbolo del paso de una fase a la siguiente, comenzando a usarlo cuando llegan a la pubertad. El Corán, sin embargo, no hace referencias específicas al burka.

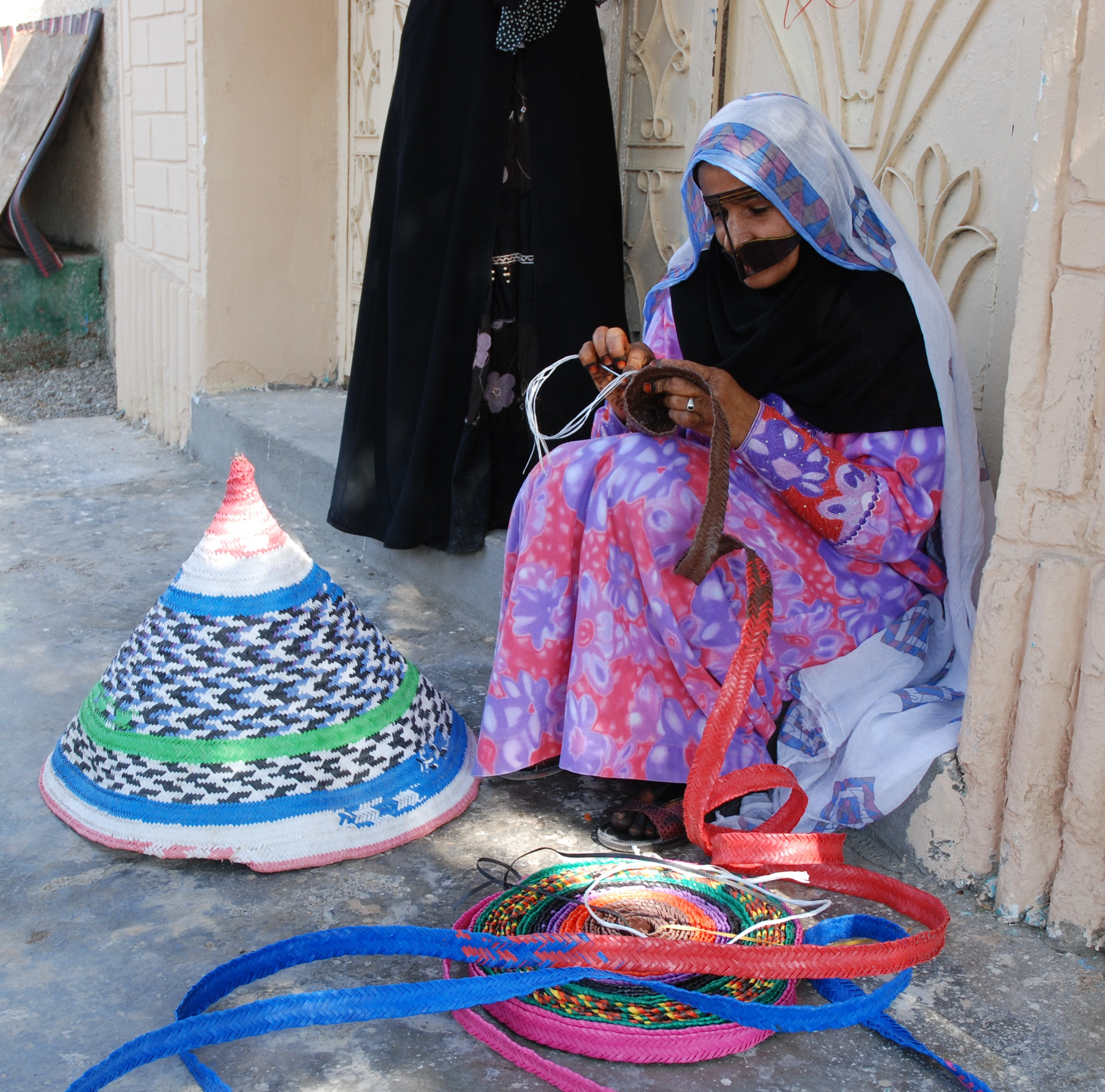
Mujer fabricando vestimenta tradicional en Omán

Cuando están en sus casas, las mujeres omaníes cubren su cabello y cuello con una bufanda denominada leeso, y la combinan con un vestido largo hasta las rodillas y con pantalones que alcanzan los tobillos. En sus casas también usan multitud de galabiyas de colores vivos. Una vez fuera de casa, la vestimenta varía según los gustos regionales.
La abaya es la vestimenta conservadora preferida por las mujeres de la mayoría de las clases sociales y regiones. La multitud de diseños y adornos de la abaya moderna han convertido a esta  en una prenda versátil que puede ser sencilla o una declaración de moda, tanto en Omán como en otros países islámicos vecinos. Aparte del uso del velo, las mujeres de Omán han conseguido ciertos derechos. Así, el gobierno de Omán permite votar a las mujeres desde el 2003, y estas pueden ejercer diversas profesiones, incluyendo la de policía, política, empresaria o ejecutiva. Si bien, la mujer sigue estando sometida al hombre en el interior de  Omán y la sharía domina  las ciudades, además, la poligamia cuenta con estatus legal - aunque su presencia en la sociedad omaní es escasa debido a factores  económicos-, el marido puede divorciarse sin tener que someterse a un tribunal de justicia, y la declaración emitida por un hombre es solo comparable al de dos mujeres.

##### Historia
El burka se originó en los desiertos del Golfo Pérsico, donde los beduinos lo usaban para impedir que les llegara el Sol y la arena a los ojos. Sin embargo, gradualmente el burka se fue expandiendo por todo Omán, hasta convertirse en una prenda habitual del país.

#### Yemen

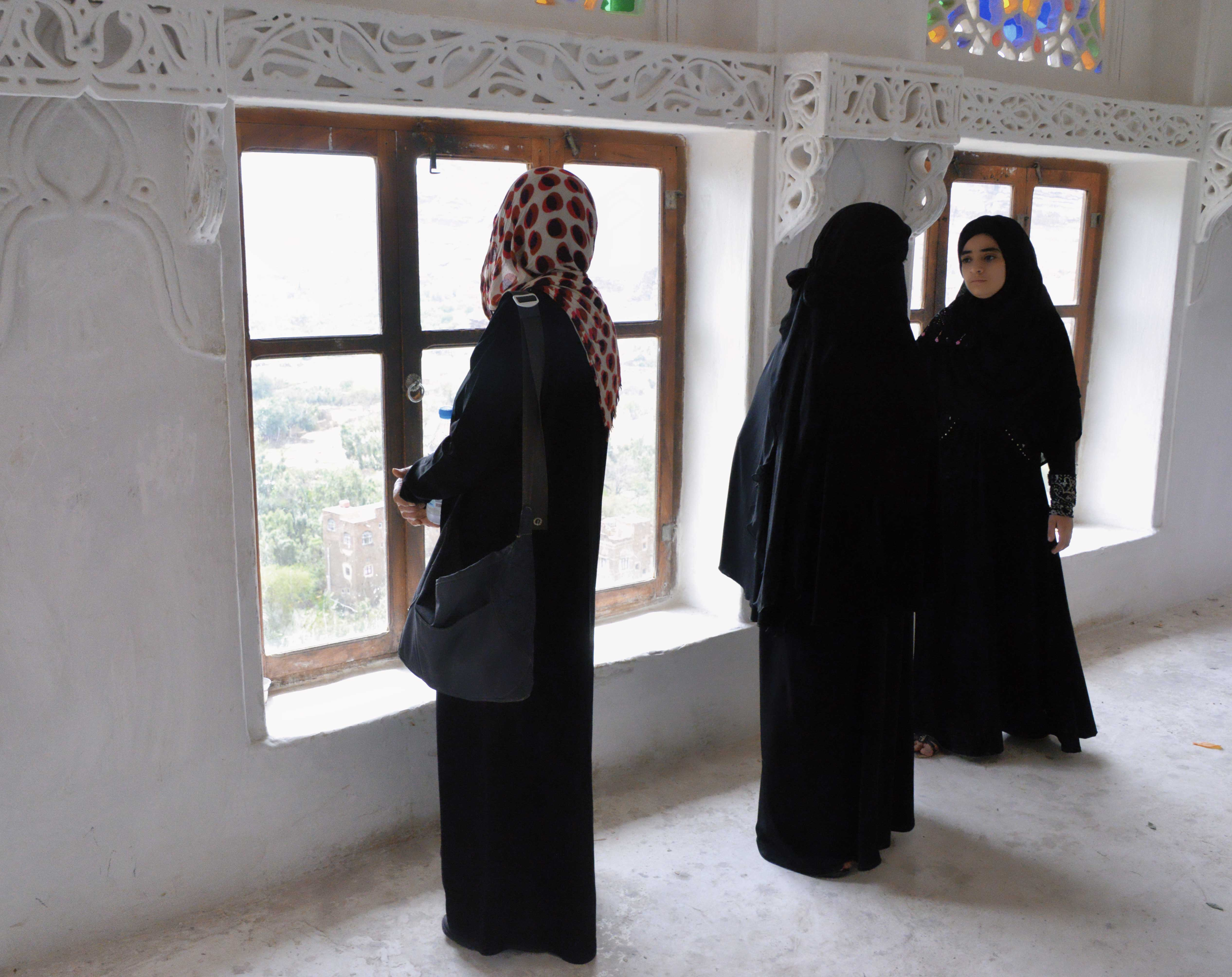
Mujeres de Yemen vistiendo velo y abayas negras.

En Yemen, el gobierno hutí, que gobierna la parte más occidental del país (incluyendo la capital, Saná), obliga a las mujeres a cubrir su cabeza y su cuerpo, so pena de cárcel, imponiendo el velo y la abaya negras. Por otra parte, en el resto de Yemen el uso del velo y de la abaya son, legalmente, de libre elección por parte de la mujer y, de hecho (según señaló en 2019 la empresa demoscópica Arabbarometer y a diferencia de otros países, tales como Marruecos), la mayoría de los yemeníes son contrarios a la idea de que el velo debería ser de uso obligatorio (el 55% de ellos) La mayoría de las mujeres usa el velo, pero solo una parte de ellas usa la abaya. Ellas usan el velo, principalmente, en base en la idea de que dicha prenda implica modestia, aunque también lo usan, en menor medida, por motivos religiosos.
Así, mientras que los hombres suelen usar el thawb y el shawls (un pañuelo árabe), Las mujeres usan diversos tipos de velos, tales como el hiyab, la shayla, el khimar o el niqab. El niqab (también llamado lithma, en Yemen), el único de esos velos que cubre el rostro, es usado principalmente por mujeres de clase media. Aunque la religión es la principal razón para usar el niqab, muchas mujeres también lo usan por cuestiones tales como la presión familiar, para evitar el acoso de otros hombres o simplemente porque sus amigas lo usan. Sin embargo, el niqab no es bien visto por algunas personas (incluyendo tanto hombres como mujeres). Por otro lado, muchos hombres yemeníes creen que las mujeres que usan el niqab practican el Islam de forma estricta (aunque no todas las yemeníes lo usan por esa razón), mientras que aquellas que no lo usan son más abiertas de mente.  Por otra parte, aunque muchas yemeníes usan la abaya (generalmente la negra), otras muchas no la llevan debido a que no forma parte de la cultura yemení, sino que fue introducida en el país por influencia saudí. Al igual que en el caso del niqab, la mayoría de las mujeres que la usan son de clase media.

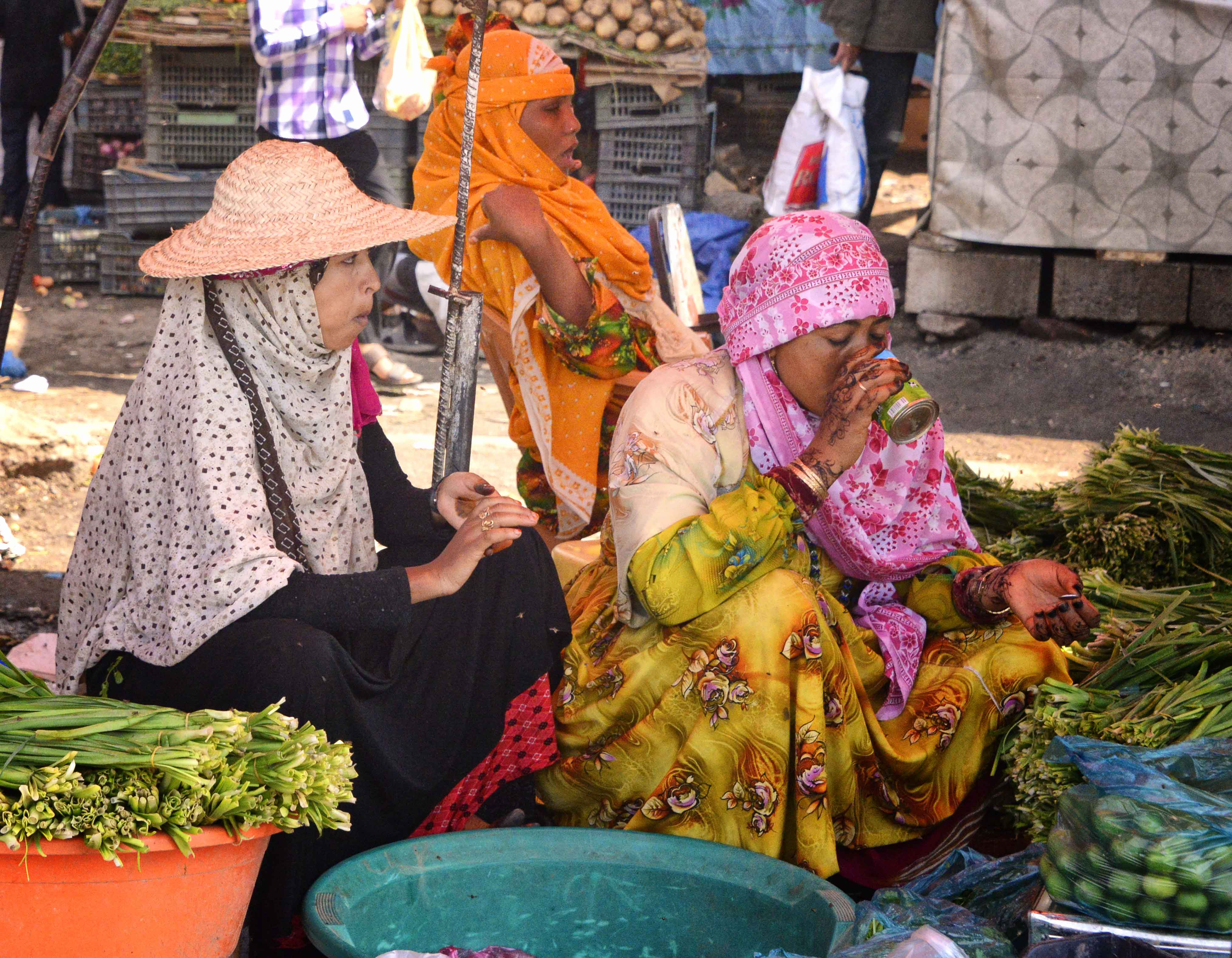
Mujeres de Yemen vistiendo ropa tradicional.

Si bien el velo y la abaya negras dominan en las ciudades y en los grandes pueblos, la mayoría de las mujeres que vive en los pequeños pueblos usa velos y trajes tradicionales, las cuales son de colores diversos y brillantes.
Aunque algunas prendas tradicionales femeninas están muy extendidas por el país, caso del Dishdasha (que es un traje de diferentes colores, principalmente blanco, y que suelen combinar con chaquetas y camisas), la mayor parte de las prendas tradicionales varían según la región. Así, en Saná y sus cercanías las mujeres ancianas visten los trajes Al-Zannah y Al-Massar, los cuales combinan con una pieza denominada Sitara, que cubre tanto su cabeza como su cuerpo. En las ciudades costeras (particularmente en Al Mukalla, Gail Bawazir, Shihr, Mahi y Barrom) las mujeres visten el denominado  Shihridress, el cual es un traje largo por la parte delantera pero corto por la delantera, aunque  solo es usado en el segundo día del casamiento. El Dir lo visten las mujeres de Tehama y del sur del país cuando están en sus casas.
El Al-Thawb Al-Mujayyab, traje formado por hilos coloridos, lo visten las mujeres de las ciudades de Yon, Kunynah, Mamedah e Hijrin Hadramout, mientras que el vestido Sayouni lo usan las mujeres de la ciudad de Sayoun.
En las ciudades también hay mucha gente (tanto hombres como mujeres) que viste ropa al estilo occidental. Así, las mujeres combinan el velo con la ropa occidental.
El hiyab, usado desde una edad muy temprana, es parte del uniforme escolar en los centros educativos de algunas regiones.

##### Historia

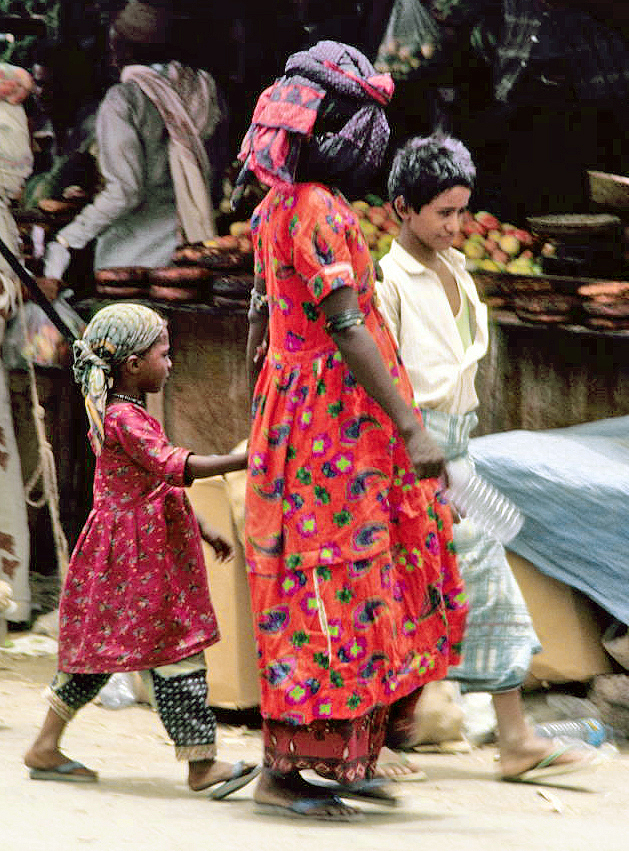
Mujer con sus hijos en la Gobernación de Taiz en 1987.

En 1956, el Club de Mujeres Adeníes (de Aden) defendió el derecho de las mujeres para no usar el velo si no querían, siguiendo la iniciativa de la activista yemení Radhia Ihsan (1933-2020). Eran un total de 36 mujeres y manifestaron esa idea en las oficinas de los periódicos al-Ayyam y Fatat al-jazira, en Aden, condenando públicamente el velo como un obstáculo contra la participación de las mujeres en la sociedad pública.  Después de la fundación de la República Democrática Popular de Yemen (también conocida como Yemen del Sur) en 1967, la Unión General de Mujeres Yemeníes impulsó leyes que abolieron la obligatoriedad del velo y favorecieron los derechos de las mujeres en todas las esferas. Si bien, las políticas que introdujeron en el nuevo país fueron revertidas después de la Unificación yemení en 1990, cuando Yemen del Norte y del Sur se unieron para formar un solo país.
La abaya y el niqab llegaron al país ya en los años 2000 debido a la influencia saudí. Muchas mujeres de clase media abrazaron el uso de dichas prendas (sobre todo de la abaya negra) porque vinculaban la ropa impuesta en Arabia Saudí con el sistema (y desarrollo) económico de este país. También fue en esta época cuando las mujeres comenzaron a llevar ropa negra en vez de la colorida tradicional.
En el 2011, un grupo de mujeres se manifestó en el Norte de Yemen contra  su propio gobierno para protestar contra los asesinatos que este había promovido contra ellas. Como un acto simbólico, quemaron sus velos en la manifestación, los cuales consideraban su medio de protección, en imitación de las beduinas, quienes los queman para pedir ayuda.
En 2014, lo hutíes tomaron el control de la parte más occidental del país e impusieron el velo islámico.
En 2021 una mujer de Saná (ciudad controlada por los hutíes), llamada Fatima Muthanna, subió a las redes sociales fotos de ella misma vistiendo ropa tradicional como una forma de criticar la imposición del velo y la abaya negras  ejecutada por el gobierno hutí.

## Asia iránica
Esta región tiene a los dos países que impone el uso del velo: Afganistán e Irán (clasificados como Regímenes autoritarios), los cuales, además de estar dominados principalmente por  pueblos iranios,  tienen como segundo punto en común que imponen sanciones a las mujeres que no llevan velo islámico o a sus "tutores" (padres, hermanos, maridos), que deben imponerles las normas del país, según si son Irán o Afganistán, respectivamente, por lo que se han producido manifestaciones feministas contra dichos gobiernos que exigen la abolición de la obligatoriedad del velo. Sin embargo, antes de 1980 en Irán y de 1996 en Afganistán, años en los que el velo islámico se impuso legalmente, los gobiernos promovieron políticas con fines contrarios a las de los gobiernos actuales, logrando que muchas mujeres urbanas abandonaran el velo.

### Afganistán

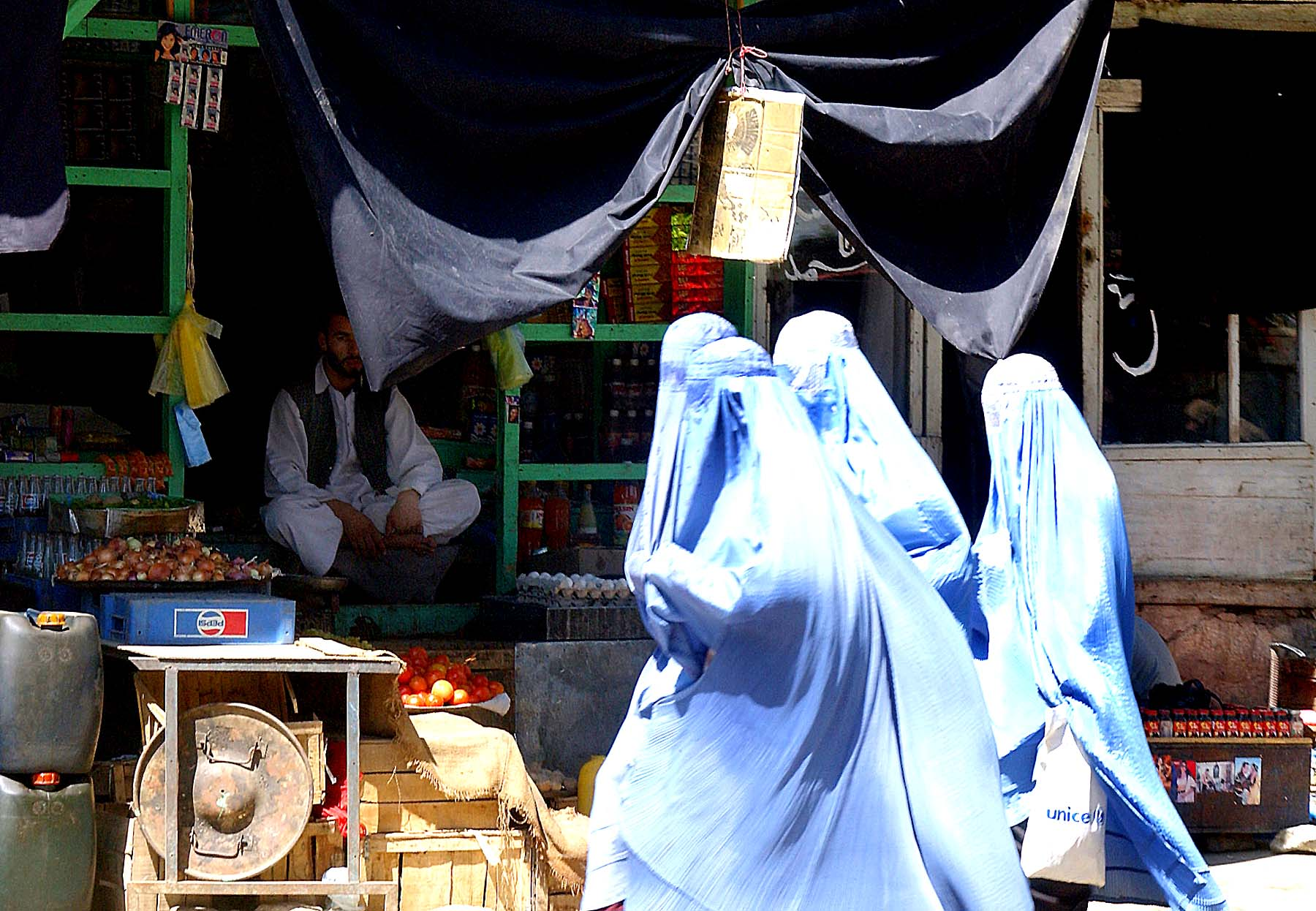
Mujeres vistiendo chadaris en Afganistán en 2004.

En Afganistán, las leyes del gobierno talibán (que gobierna desde 1996, a excepción del periodo de ocupación estadounidense, que se extendió desde 2001 a 2021) obligan a las mujeres a usar un velo que les cubra el rostro, ya sea un burka (un velo que cubre su cara y su cuerpo y que posee una rejilla a la altura de los ojos a través del cual las mujeres pueden ver) o un niqab (que solo cubre el rostro a excepción de los ojos). Si bien, el gobierno ha manifestado su preferencia por el burka, al que considera la mejor opción porque, según dijo el ministro afgano Shir Mohammad,  miembro del Ministerio de Vicio y Virtud, en una conferencia en Kabul en 2022, es tradicional y respetuoso. Particularmente, el burka que promueven en Afganistán es el chadaree (también llamado chadri, chadari, o chadori en pastún, o chaadar en Dari y  Urdu), la variante del burka de Afganistán y  Pakistán, la cual puede ser de color azul o marrón y es la vestimenta tradicional de las mujeres pastún, por lo que la mayoría de ellas lo usa también para seguir la tradición o porque es una imposición por parte de su familia. Los talibanes imponen el burka y el niqab para, según señalan, evitar que los hombres caigan en tentaciones sexuales.
Las mujeres están obligadas a vestir con el burka o el niqab en el ámbito público, así como en sus propias viviendas en el caso de que estén ante hombres que no pertenezcan a sus familias. Las mujeres que no vistan el burka en el ámbito público pueden ser llevadas a sus domicilios por las autoridades y acusadas del “delito” a su tutor (padre o marido). Si la mujer vuelve a actuar de la misma manera, su tutor puede ser encarcelado por tres días y sometido al juicio de un tribunal. Al mismo tiempo, si una  funcionaria que ejerce en la administración pública no lleva el velo en su lugar de trabajo puede ser expulsada de este. Lo mismo sucede en el caso de su  “tutor” (es decir, el padre o el marido), en el caso de que las mujeres de su familia rechacen usar el velo fuera del entorno familiar.
Aunque la mayoría de las mujeres que visten el burka son pastún (las mujeres de los demás grupos étnicos visten el hiyab o pañuelos similares), los talibanes, que pertenecen a esta etnia, están intentando imponer su cultura al conjunto de la población afgana, incluyendo el uso del burka y del niqab. Si bien, aún hay muchas mujeres que solo visten con hiyabs y velos similares en las ciudades. Además, de la obligatoriedad de usar velo integral, las niñas y mujeres tienen vetado el acceso a las escuelas y universidades (Afganistán es el único país musulmán donde las niñas no están escolarizadas), a la mayoría de los trabajos, al sistema sanitario y al deporte.Además, las mujeres no pueden salir de sus casas salvo cuando sea necesario y siempre que lo hagan tienen que estar acompañadas por un "mahram" (es decir, un pariente varón, ya sea el padre, el marido o un hermano). Si incumplen las leyes pueden ser azotadas.
Un informe de 2018 titulado Afganistán en 2018: una encuesta del pueblo afgano, realizada por la Fundación Asia, descubrió que el 30,9 % de los afganos piensa que el burka es la forma más apropiada de vestimenta pública para las mujeres. Aproximadamente el mismo porcentaje de afganos avalaron el niqab, mientras que el 15,31 % seleccionó el chador, el 14,5 % optó por un hiyab ajustado, el 6,1 % por un hiyab holgado, y sólo el 0,5 % rechazó cualquier tipo de velo.

#### Historia

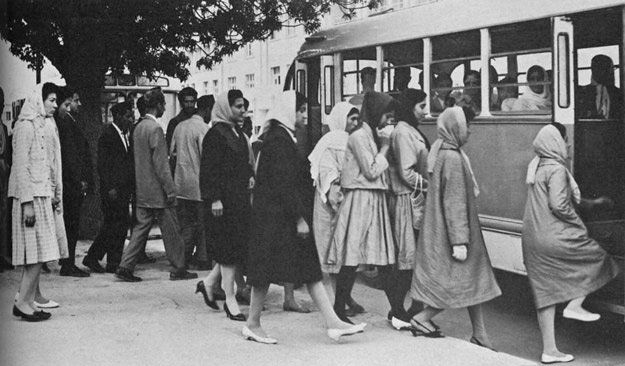
Mujeres entrando en un bus en Kabul en algún momento de los años 50.

Durante el reinado de Amanulá Khan (1919-29) y desde 1933 hasta el 1996 (es decir, durante el reinado de Mohamed Zahir Shah (el último rey de Afganistán, de 1933 a 1973), el de la república de Mohammed Daud Khan (1973-78), el del marxista Partido Democrático Popular de Afganistán (1978) y el periodo soviético (1979-1991), así como en la primera mitad de la década de los 90), se impulsó un gran número de políticas que tenían como fin mejorar las condiciones sociales de las mujeres para que estas dejaran de ser ciudadanas de segunda clase. Una de estas medidas estaba vinculada al uso del velo. Así, en 1928 Amanulá Khan dio un discurso con su esposa, la reina Soraya, sobre que el Corán no menciona que las mujeres deban usar un velo facial, usando a su esposa como ejemplo, quien se lo quitó delante de los presentes. A pesar de que algunas de las mujeres que estaban escuchando a Khan la imitaron, en las calles afganas, incluyendo las de Kabul, apenas hubo mujeres que abandonaran el velo. Además, Khan se centró más en promover políticas para que los hombres adoptaran la vestimenta europea que en que las mujeres abandonaran el velo de forma efectiva. En 1959 también Zahir Shah promovió el abandono de dicha prenda entre las mujeres, aunque con mejores resultados. Esto lo hizo a través de una campaña en la cual alentaba a las funcionarias,  caso de las locutoras de radio,  a que no usaran el velo en sus puestos laborales, el cual podía ser sustituido por un abrigo holgado, bufanda y guantes; al mismo tiempo, también alentó a  las mujeres que eran hijas de un afgano y una extranjera a que no usaran el velo. Gracias a estas medidas, comenzaron a haber mujeres sin velo en las calles de Kabul.  Además, en agosto de 1959, coincidiendo con la celebración, por segundo día consecutivo, del festival de Jeshyn, la familia real afgana se presentó en el palco real cuando estaba teniendo lugar el tradicional desfile militar. La Reina Humaira Begum y la Princesa Bilqis, así como la esposa del primer ministro, Zamina Begum, se mostraron sin velo facial. Esto tuvo una gran repercusión entre las mujeres, y muchas esposas e hijas de funcionarios gubernamentales, así como otras mujeres urbanas de clase alta y media,  comenzaron a mostrarse sin velo en público, siendo Kubra Noorzai y Masuma Esmati-Wardak las primeras pioneras plebeyas conocidas. Así, a mediados del siglo XX muchas afganas urbanas ya no usaban el velo. Debido a esto, un grupo de clérigos islámicos envió una carta al primer ministro en la que protestaban y exigían que se respetaran las palabras de la sharia con respecto al uso del chadari. El primer ministro respondió invitándolos a Kabul y pidiéndoles  pruebas de que el Corán efectivamente exigía el chadari. Cuando los clérigos, una vez llegados a la capital, revisaron El Corán y no pudieron encontrar tal pasaje, el primer ministro declaró que los miembros femeninos de la Familia Real ya no usarían el chadari porque la ley islámica no lo exige.

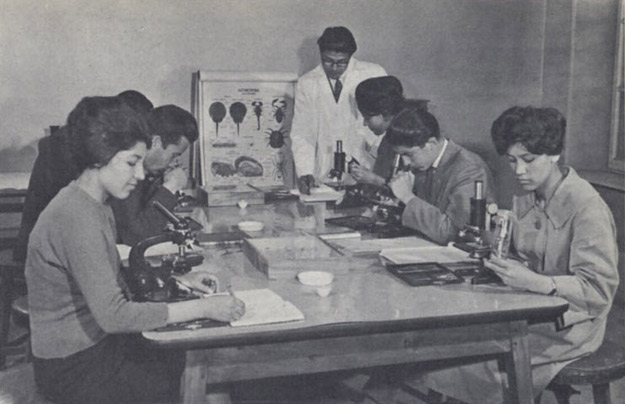
Grupo de mujeres en una clase de biología en la Universidad de Kabul. Foto tomada entre finales de la década de los 50 y principios de los 60.

Junto con el velo, se implementaron otras medidas tales como la escolarización de las niñas, la aceptación gubernamental de que las mujeres podían salir solas y el sufragio femenino (desde 1964). Además, las mujeres tuvieron gran presencia en las universidades, en el parlamento y en los empleos públicos (desde 1973), alcanzando el nivel más alto de derechos a partir de 1979 (cuando ya ni siquiera tenían que casarse con el hermano de su esposo difunto ni eran moneda de cambio entre tribus y etnias enemigas). Sin embargo, las políticas sociales, incluyendo los derechos para las mujeres, fueron implementadas, fundamentalmente, en Kabul. Además, la educación escolar solo era posible en las ciudades y los medios de comunicación  eran controlados por el Estado. Todos los logros conseguidos se vinieron abajo con la  llegada de los talibanes al poder en 1996, los cuales impusieron la ley sharia y el velo integral, y las mujeres de Kabul solo recuperaron sus derechos durante la temporal ocupación estadounidense (2001-2021), particularmente las de clase alta. Incluso después de la derrota de los talibanes en 2001 y la siguiente República Islámica de Afganistán, algunas mujeres continuaron usando el burka por motivos de seguridad.
Las tropas estadounidenses abandonaron Afganistán en 2021, volviendo el país a manos de los talibanes. Poco después de que estos recuperaran el país, muchas mujeres subieron fotos a las redes sociales en las que vestían con la ropa tradicional afgana, la cual es muy diferente al burka (pues es muy colorida y deja el rostro de las mujeres al descubierto), en protesta por la imposición del burka y en defensa de la ropa tradicional. En mayo del 2022 se produjo una manifestación de mujeres contra la obligatoriedad del burka en Kabul, en la cual usaron velos que mostraban su cara.

### Irán

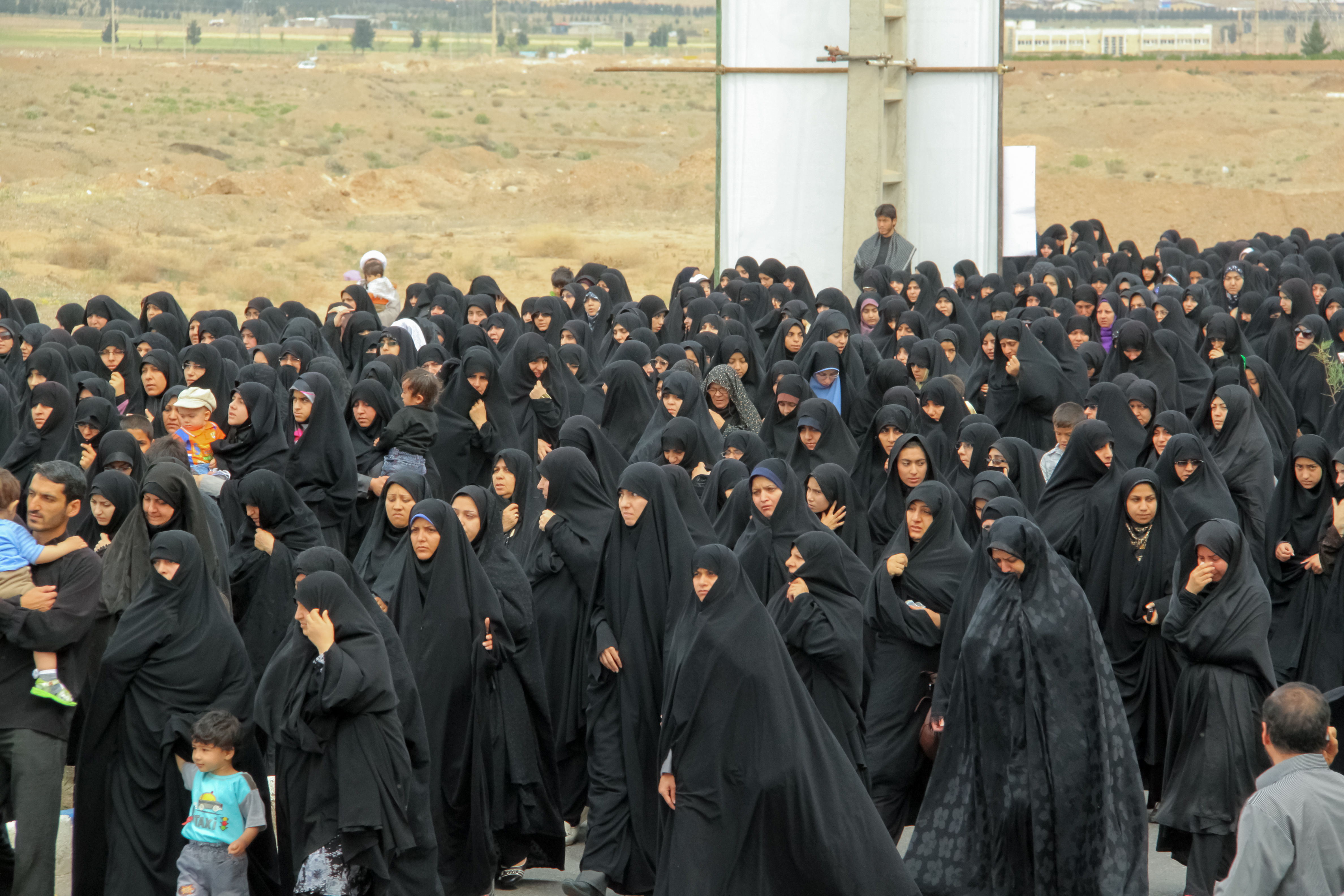
Grupo de mujeres iraníes vistiendo un chador tradicional en la ciudad iraní de Qom.

Desde 1981, poco después de la Revolución iraní, las mujeres de Irán tienen que llevar, por ley, un velo en público. El velo tradicional de las mujeres de Irán es el chador, el cual es promovido por el estado, aunque también son habituales otros tipos de velos, tales como el hiyab o la shayla. Si bien, el chador sí es de uso obligado en edificios estatales, mezquitas y en lugares de peregrinación. Aunque las niñas deben llevar el velo desde los 9 años, la edad que tienen estas cuando comienzan a llevarlo varía según la familia y algunas niñas lo llevan desde los 7 años o incluso desde los 11.
Por otra parte, según denuncia Amnistía Internacional las mujeres no veladas en lugares públicos pueden ser detenidas por la llamada “policía moral” y se les puede exigir pagar una multa o, en el peor de los casos, pueden ser encarceladas o sometidas a 74 latigazos.
Esto también sucede si  llevan el velo mal puesto (por ejemplo, mostrando unos mechones de pelo debajo del mismo, aunque sea de forma accidental) o si se considera que su vestimenta es muy ajustada o, incluso, colorida. Las normas sobre la vestimenta de las mujeres son tan estrictas que se han reportado numerosos casos de mujeres que han sido abofeteadas, apaleadas y encarceladas por la policía debido a la ropa que llevaban. De hecho, el Libro 5, artículo 638, de la constitución iraní señaló que las mujeres que no usaran velo en Irán podían ser encarceladas desde 10 días a dos meses o pagar multas de 50 000 hasta 500 000 riales ajustados a la inflación. Sin embargo, en septiembre de 2023 las penas por no velarse o llevar el velo mal puesto se incrementaron, ya que ahora implican 10 años de prisión.

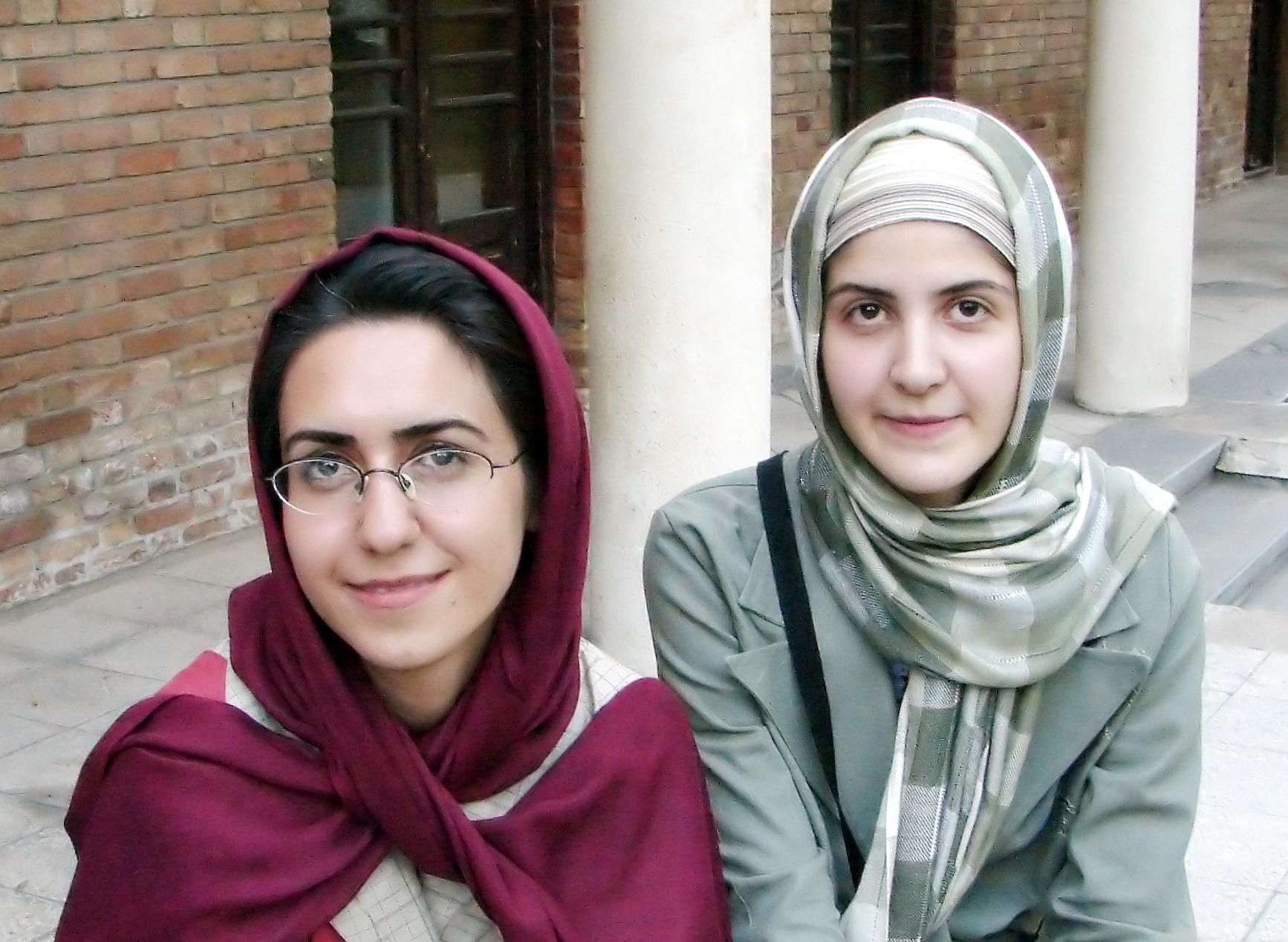
Dos mujeres iraníes que llevan diferentes tipos de pañuelos; una de ellas lleva un solo pañuelo que deja al descubierto el cabello, mientras que la otra lleva dos pañuelos que cubren el cabello por completo, 2007.

La forma de actuar por parte del gobierno iraní contra las mujeres que no usan velo ha provocado muchas protestas. Así, los reformistas que, originalmente, habían apoyaron el regreso a la presidencia de Hasán Rouhaní, quien se identificaba como moderado, en mayo de 2017, han exigido que se respete el derecho de las mujeres por elegir el tipo de vestimenta que prefieran. Además,  agrupaciones de mujeres han llevado a cabo manifestaciones y campañas que exigen la abolición de la ley que obliga a llevar el velo islámico o a cubrir totalmente sus cuerpos. Las autoridades iraníes han intervenido en algunas de estas manifestaciones, encarcelando o  azotando (en los juicios) a mujeres –y algunos hombres– que protestaban de forma pacífica. Estos encarcelamientos y azotes han sido denunciados por la propia organización de Amnistía Internacional. Además, desde abril de 2023, las personas que promuevan que las mujeres abandonen el velo son encarceladas durante un periodo de tiempo que se puede extender entre uno y diez años.
Aun así, hay muchas mujeres que han desafiado la imposición del velo. Por ello, y en todo el país, hay mujeres que no lo usan y dejan la cabeza al descubierto (especialmente tras la detención y muerte de la iraní Mahsa Amini en 2022 por no llevar puesto el velo de forma correcta.), por lo que son frecuentes los carteles que piden a las mujeres que se cubran el cabello. Si bien, y por influencia del gobierno iraní, las mujeres no veladas están mal vistas y muchas que no llevan velo o lo llevan mal puesto han sido agredidas e insultadas por hombres en la calle. El gobierno iraní, con el fin de tratar de frenar el aumento de mujeres que no se velan, ha endurecido las penas (ahora, como ya se mencionó,  son encarceladas por 10 años) y ha puesto cámaras en las calles. Además, en 2024 incautó decenas de miles de coches pertenecientes a mujeres que no usaban velos y cientos de mujeres desveladas han sido golpeadas por las autoridades y encarceladas.  Por ello, grupos de mujeres han creado un movimiento en las redes sociales con el hashtag “guerra contra las mujeres” para denunciar los problemas que han tenido con dichas autoridades debido a que no usaban  velo.

#### Historia
Durante la Edad Media, llegaron a Irán tribus nómadas turcas de Asia Central, cuyas mujeres no llevaban velo. Sin embargo, después de la centralización de la dinastía Safávida en el siglo XVI, el velo se convirtió en el tocado estándar para muchas mujeres religiosas residentes en áreas urbanas del Imperio iraní. Las únicas excepciones a esto sólo fueron observadas en las aldeas y entre las tribus nómadas, caso de los Qashqai. Las iraníes no solían cubrir su cara y eso solo lo hacían las  árabes y afganas locales. En el siglo XVIII, durante la dinastía Kayar, el chador se popularizó como la prenda de vestir femenina típica en las calles.  Sin embargo, durante la crisis económica de finales del siglo XIX, los ingresos de las mujeres urbanas religiosas más pobres ni siquiera les permitían cubrirse la cabeza.
El 8 de enero de 1936, el monarca de Irán, el Sah Reza Shah,  emitió el decreto Kashf-e hijab, el cual  prohibía todos los velos. La prohibición se mantuvo por un período de cinco años, de 1936 a 1941.

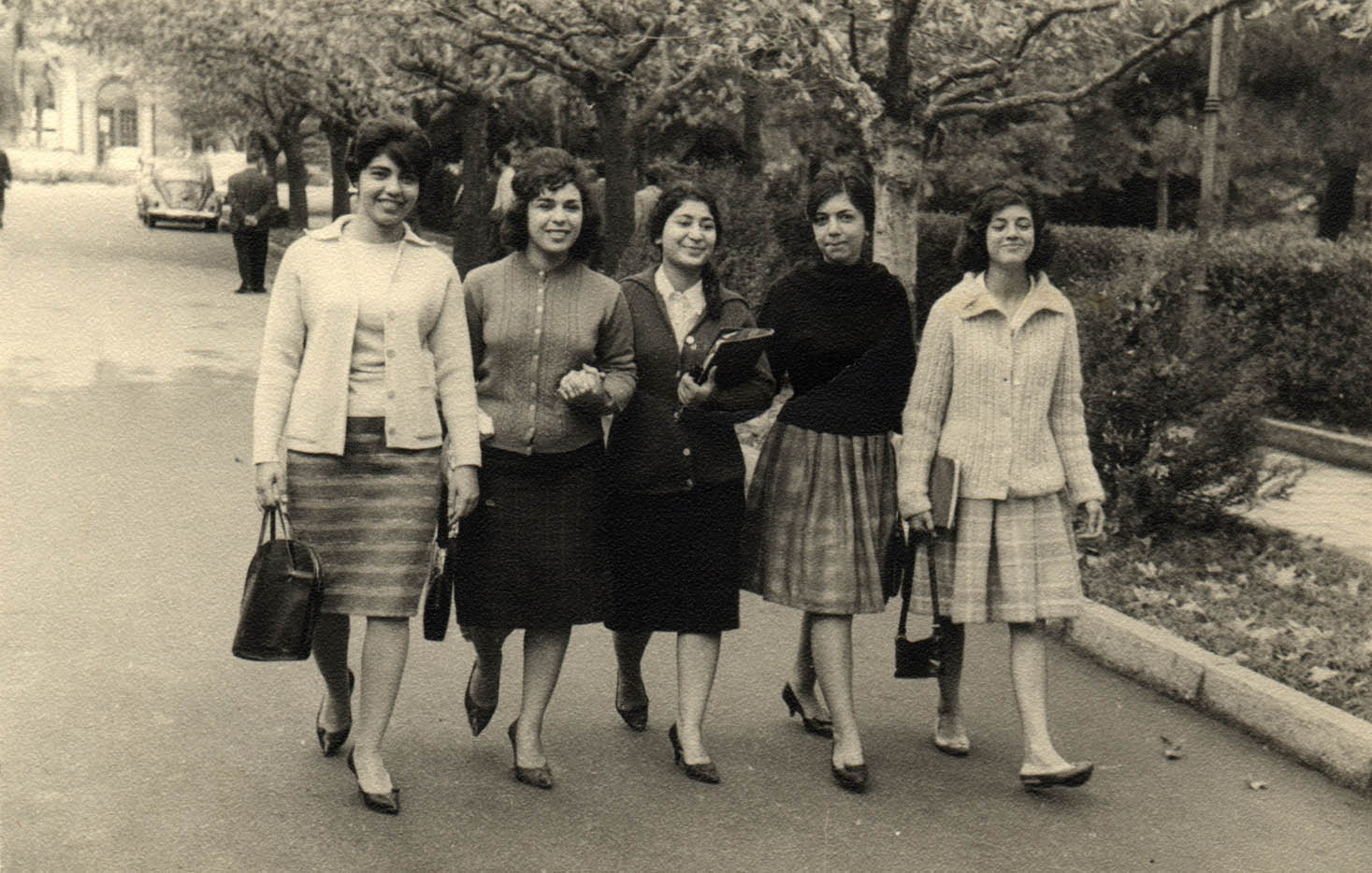
Mujeres en la década de los 50 en Irán.

Las medidas oficiales se relajaron en 1941 bajo el sucesor de Reza Shah, Mohammad Reza Pahleví, y el uso de un velo fue despenalizado, pero todavía se consideraba un indicador de atraso o de pertenencia a la clase baja. En la década de 1970 aún había mujeres que se velaban, siendo el chador uno de los velos más frecuentes. Sin embargo, hasta mediados de esa década, el chador solía tener un estampado o un color más claro, como el blanco o el beige, y los chadores negros generalmente se reservaban para el luto. Sólo a partir de ese momento, los chadores oscuros comenzaron a volverse de uso diario; sin embargo, las mujeres que usaban el chador negro fuera de la ciudad de Qom eran percibidas como leales al Islam político y su uso fue estigmatizado en varias áreas de la sociedad iraní. Las mujeres que llevaban velo (incluyendo el  chador) comenzaron a ser discriminadas, las instituciones públicas desalentaron su uso y algunos establecimientos de comida se negaron a admitir mujeres que lo usaran. Así, muchas mujeres dejaron de usar el velo y era frecuente ver mujeres que no lo usaban en las calles del país.

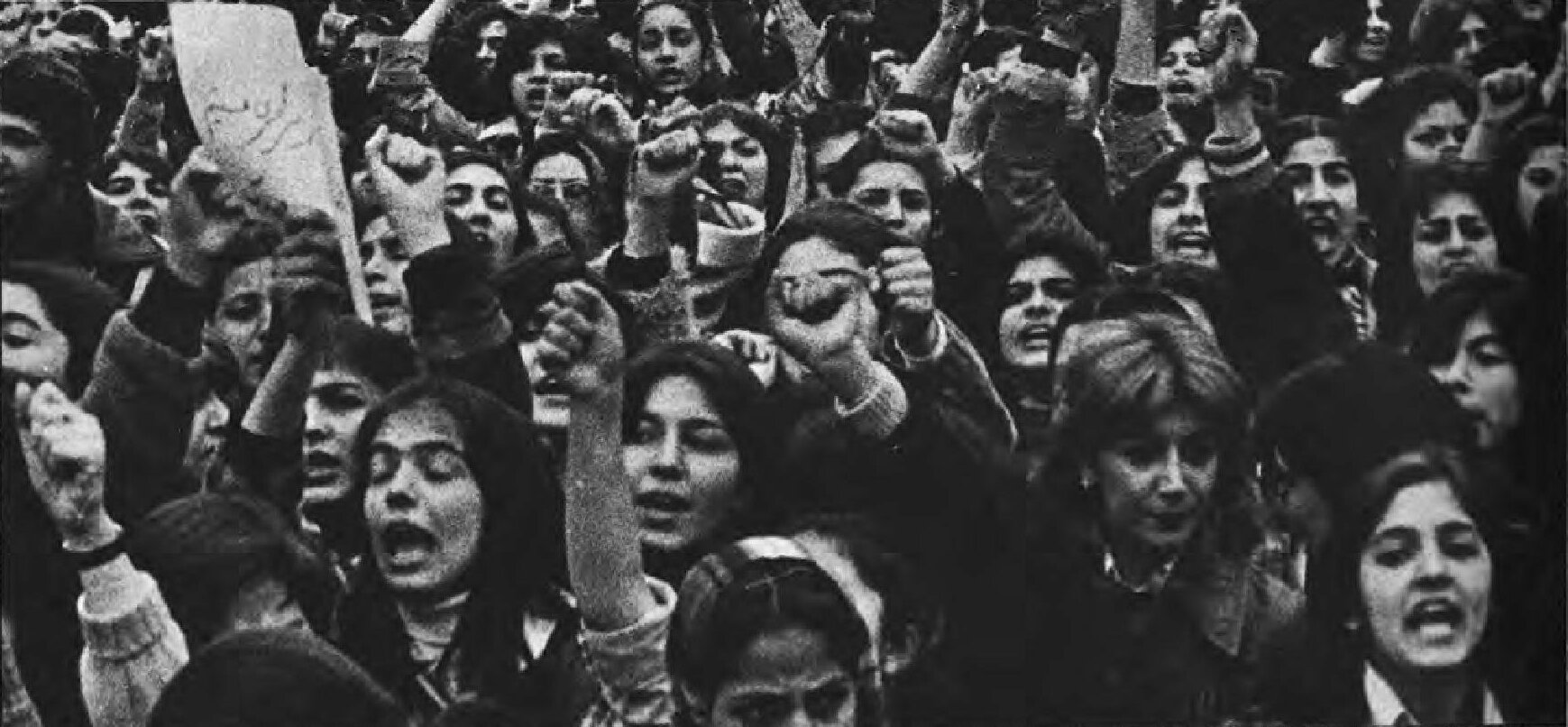
Manifestación feminista en 1979 contra la obligatoriedad del velo en Irán.

Después de la Revolución Iraní de 1979, el velo se fu volviendo obligatorio, de forma gradual y a través de varias etapas. Así, Ayatollah Khomeini anunció que las mujeres debían observar el código de vestimenta islámico. De hecho, dos lemas de la revolución fueron: "Usa un velo o te daremos un puñetazo en la cabeza" y "Muerte a las que no llevan velo".  Casi inmediatamente después, el 8 de marzo de 1979 (Día Internacional de la Mujer), miles de mujeres comenzaron a protestar contra el velo obligatorio. Las protestas duraron seis días, hasta el 14 de marzo. Las manifestaciones fueron respondidas por el gobierno, quien garantizó que su declaración con respecto al uso del velo era sólo una recomendación. Sin embargo, solo un año después, en 1980, el velo se hizo obligatorio en el gobierno y las oficinas públicas, y en 1983 pasó a ser obligatorio para todas las mujeres (incluidas las no musulmanas y las no ciudadanas). En 1983, la Asamblea Consultiva Islámica decidió que las mujeres que no se cubrieran el cabello en público serían castigadas con 74 latigazos. Desde 1995, las mujeres sin velo también pueden ser encarceladas por cerca de 60 días.
My Stealthy Freedom: En 2014 la periodista iraní Masih Alinejad, una periodista y activista nacida en Irán y radicada en el Reino Unido y los EE. UU., impulsó una campaña llamada "My Stealthy Freedom" ("Mi sigilosa libertad") en la cual las mujeres publicarían fotos suyas sin el velo en las redes a modo de crítica por la obligatoriedad de esa prenda. La campaña fue un éxito y en 2016 propuso que los hombres hicieran una campaña similar. Así, muchos de estos subieron fotos en las redes en las cuales ellos mismos vestían con un velo islámico, tanto para continuar con la crítica de Alinejad con respecto a la imposición de los velos, usando el hashtag #myhijabi, como por un gesto de empatía a sus familiares femeninas que han sido presionadas para velarse.
En mayo de 2017, My Stealthy Freedom creó el movimiento White Wednesday, una campaña que invita a hombres y mujeres a usar velos blancos, bufandas o brazaletes para mostrar su oposición al código de uso obligatorio del velo. El movimiento estaba dirigido hacia mujeres que usan velos con orgullo pero que rechazan la idea de que todas las mujeres de Irán deberían estar sujetas al uso obligatorio del velo. Ella describió su movimiento de 2017 a través de Facebook y dijo: "Esta campaña está dirigida a mujeres que voluntariamente usan el velo, pero que siguen oponiéndose a la idea de imponerlo a otras. Muchas mujeres que llevan velo en Irán también consideran que la imposición obligatoria del velo es un insulto. Al tomar videos de ellas mismas vestidas de blanco, estas mujeres también pueden mostrar su desacuerdo con la compulsión." La campaña resultó en que mujeres iraníes publicaban fotografías y videos de ellas mismas usando prendas blancas en redes sociales.

## Asia Central

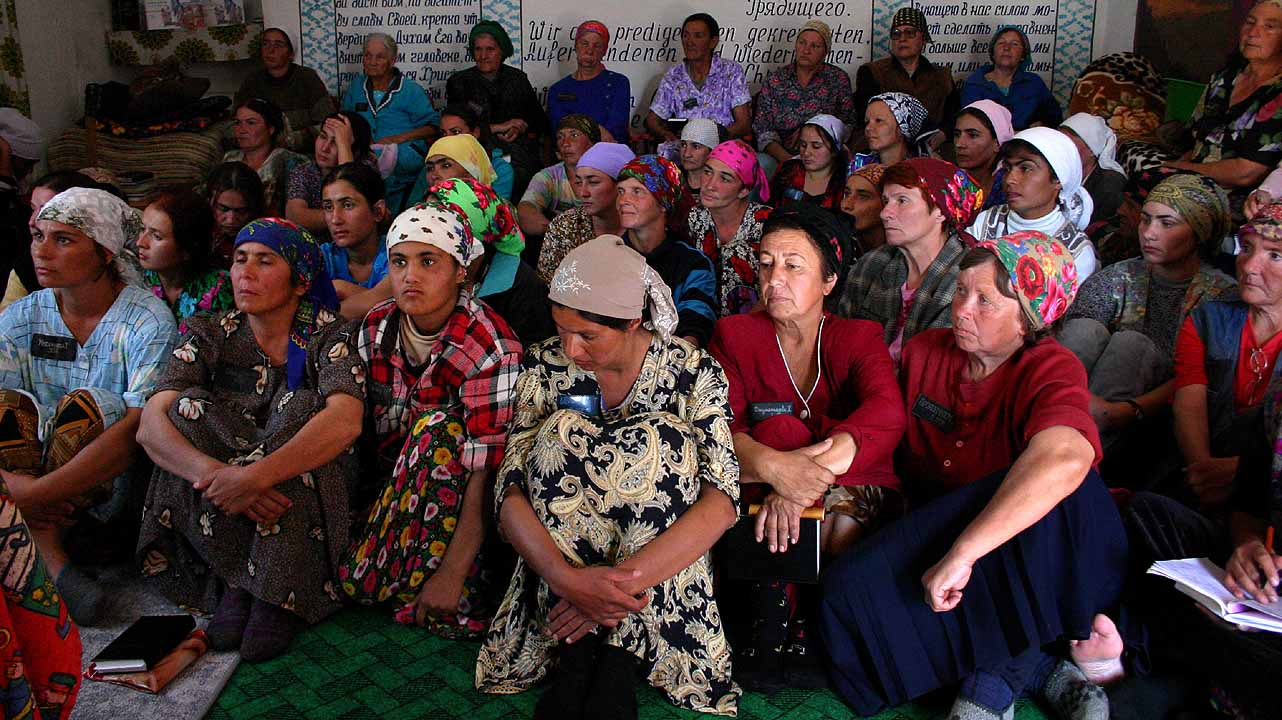
Grupo de mujeres de Tayikistán luciendo oramales, uno de los tipos de velos tradicionales más habituales del Centro de Asia, 2005.

Los países centroasiáticos tienen una relación con el velo mucho más débil que otros países musulmanes. Esto está relacionado, probablemente, con la puesta en marcha de una serie de políticas y acciones soviéticas que, desarrolladas en 1927 bajo el nombre de  Hujum (e influidas, probablemente, por los debates sobre el desvelamiento desarrollados en el Centro de Asia desde 1910), tenían como fin que las mujeres de las regiones musulmanas de la URSS (entre ellas el Centro de Asia) abandonaran el uso del velo y, en menor medida, obtuvieran otros derechos que mejoraran sus condiciones sociales; y eso incluso a pesar de la férrea oposición de los círculos conservadores centroasiáticos con la que el gobierno de la unión se encontró inicialmente (una oposición que implicó la violencia sobre las mujeres que no se velaban).  Antes del dominio soviético, algunos pueblos musulmanes (como los uzbecos y ciertas tribus de tayikos) solían usar la paranja (la variante del burka del Centro de Asia), particularmente los que vivían en las ciudades (los nómadas y los residentes en zonas rurales usaban solo el yashsmak, un chal que cubría los hombros y la boca), mientras que otros (chechenos, kara-chai, tayikos, kazajos, turcomanos, etc.) llevaban bufandas tradicionales de la misma manera que un hiyab, así como sus propios estilos tradicionales de tocados, los cuales se han mantenido hasta hoy y son diferentes a cualquier variedad del velo islámico. Además, el turbante también era un tocado habitual en las mujeres de los grupos nómadas de la mayoría de los pueblos túrquicos del Centro de Asia (kazakos, uzbekos, los pueblos kirguises y varios de los de Turkmenistán), de forma que fue un elemento obligatorio en su vestimenta hasta principios del siglo XX. Sus características variaban según la religión, la clase social o el grupo étnico al que pertenecían. Sin embargo, tras la caída de la Unión Soviética, la presencia del velo (tanto del tradicional como del islámico) se recuperó en el ámbito público, de modo que se volvió frecuente en muchas zonas de casi todos los países de la región. Aun así, la mayoría de los centroasiáticos visten con ropa tradicional (la cual varía según la región) y, en menor medida, occidental, por lo que las prendas típicas de la mayoría de los países musulmanes, tales como la abaya, no son muy habituales, aunque sí hay mujeres y niñas que las usan. Los distintos  gobiernos centroasiáticos, sin embargo, han promovido o impuesto, según el caso, el abandono del velo islámico (y, en varios países, de la barba) por vincularlos con el radicalismo islámico, con mayor o menor éxito.

### Kazajistán
El uso del velo es opcional en Kazajistán, aunque la mayoría de las kazakas lo usan desde los 13 años, y más por tradición que por cuestiones religiosa.

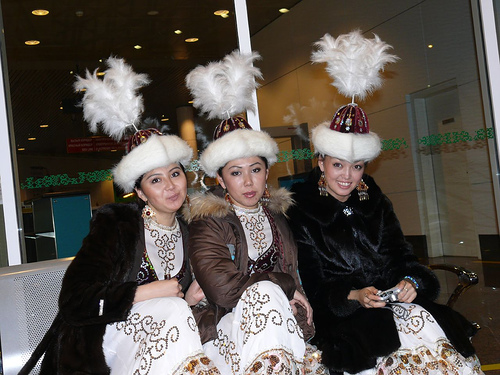
Mujeres de Kazajistán con ropa tradicional.

Aparte del velo, los kazakos visten la ropa tradicional, aunque también hay kazakos que visten con ropa occidental. Con respecto a la ropa tradicional, las mujeres visten una prenda parecida a una camisa conocida como köylek. Las chicas solteras suelen usar un köylek, el cual generalmente está fabricado con tela ligera que acentúa la cintura, así como una bufanda con casquete y una gorra con bordes de piel.  
Después del nacimiento de su primer hijo, una mujer usa un sombrero de tela blanca (a menudo para el resto de su vida). Los detalles del sombrero varían de una región a otra. Las chicas kazajas usan pantalones hechos de piel de oveja, telas caseras y telas gruesas de algodón. Pueden ser cortos (shalbar) o largos (dalbar). 

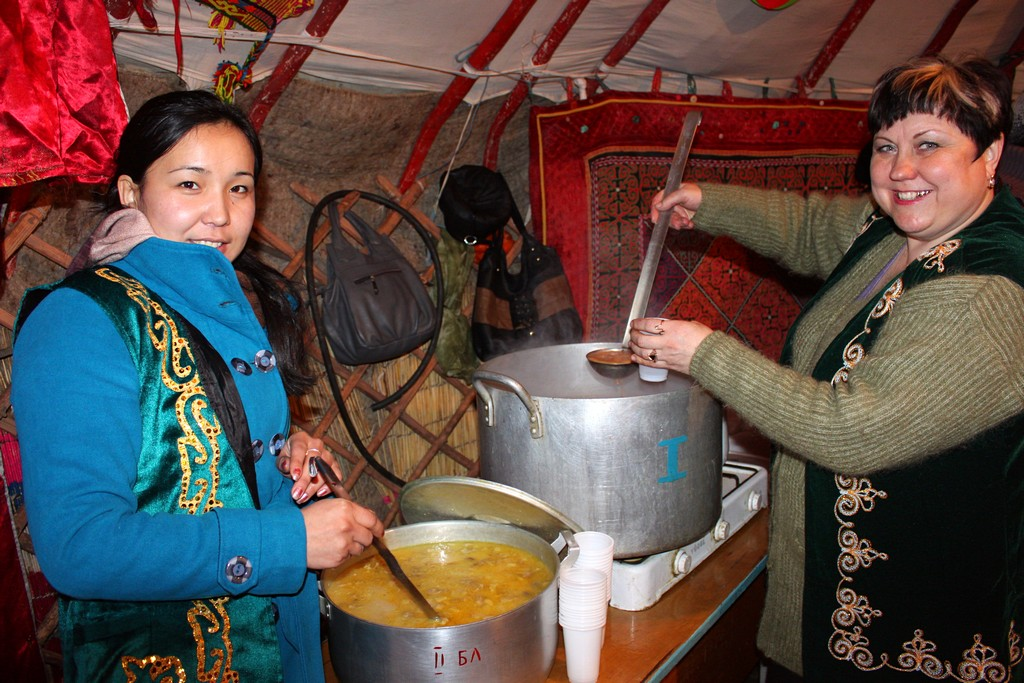
Mujeres en Nowruz, Kazajistán.

Una prenda básica de la vestimenta kazaja es el  chapan o shapan, una túnica larga y holgada. A diferencia otras prendas, no es específica de género y es usada por hombres y mujeres.
En cuanto al velo, este se permite, oficialmente, en la mayoría de los lugares públicos (a excepción de las escuelas). Sin embargo, las que lo usan han reportado discriminación hacia ellas por parte de las autoridades. 
Además, en septiembre de 2017, las escuelas de algunas regiones de Kazajistán prohibieron la asistencia de las niñas que llevaban velo. Los intentos de los padres musulmanes de impugnar la prohibición fracasaron.

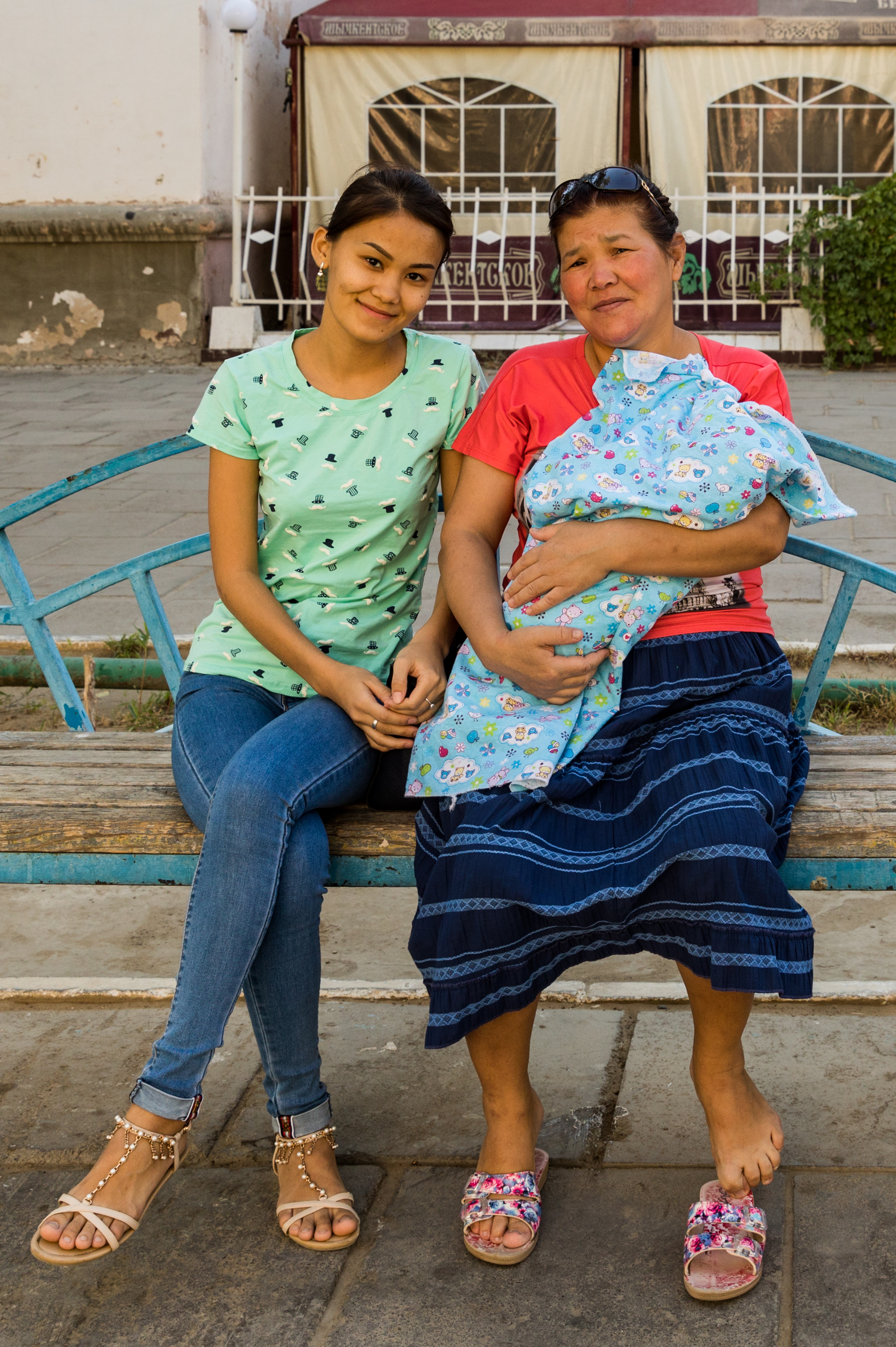
Mujeres de Kazakstán vistiendo con ropa occidental.

En febrero de 2018, el gobierno propuso prohibir que las personas usaran niqabs y formas similares de vestimenta femenina en público al considerar que están vinculadas con el extremismo islámico.
Fue en septiembre de 2023 cuando el gobierno de Kazajistán prohibió el velo en todas las escuelas del país, tanto para alumnas como para profesoras, ya que, según la página web del gobierno del país (en la sección "Para los ciudadanos"), y publicada el 16 de octubre de ese año, "Los requisitos para el uniforme escolar prohíben el uso del hiyab, ya que cualquier atributo, símbolo, elemento de una forma u otra implica propaganda del dogma al que se refieren. Garantizar la igualdad de todas las religiones ante la ley, los principios del secularismo no permiten el beneficio de ninguna religión”. La ley, que tiene como fin que los niños vayan adquiriendo su propia perspectiva sobre el mundo y la religión sin ninguna imposición, levantó mucha polémica en el país, tanto a favor como en contra. Las estudiantes que rechazaron la medida respondieron a través de distintas acciones: Muchas dejaron sus centros educativos (la región de Atyrau, por ejemplo, perdió a 150 alumnas), mientras que otras han llevado a cabo flashmobs en varias redes sociales en los que prenden fuego a sus cuadernos escolares y reclaman la libertad para vestir con la ropa propia del islam o animan a sus compañeras de clase a “que se prueben el hiyab directamente en la calle”. Además, han declarado que ellas "no cambiarían su hiyab por nada", y se ha criticado que el único elemento religioso que se prohíbe en las escuelas sea el hiyab, dejándose a un lado los elementos de otras religiones tales como las cruces cristianas. 
Además, algunas mujeres también se quejaron del significado religioso que el gobierno le da al hiyab a pesar de que, actualmente, ya no tiene ninguno y solo se usa por tradición, tal y como fue indicado más arriba. Varias mujeres influyentes del país también han participado en las protestas, subiendo fotos en las redes sociales en las que se muestran vistiendo el hiyab.

### Kirguistán

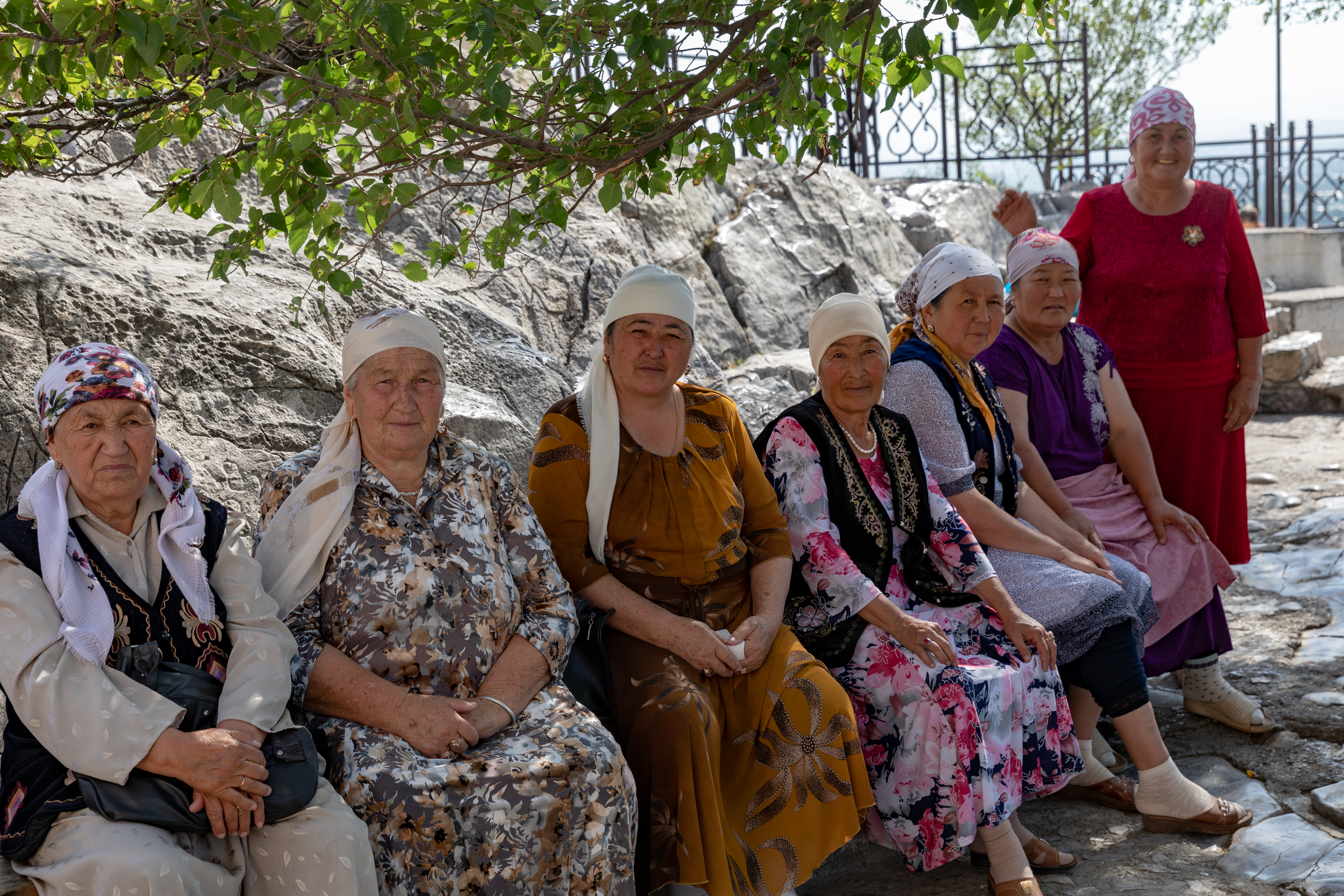
Grupo de mujeres usando un jooluk con ropa tradicional en Osh.

Las mujeres de Kirguistán pueden elegir si usar el velo islámico, y muchas optan por usarlo. Si bien, la mayoría de los kirguises viste ropa tradicional (el cual varía según las regiones) y occidental. Mientras que muchos hombres usan el tradicional kalpak para cubrirse la cabeza (principalmente en ceremonias y funerales, aunque algunos kirguises lo usan habitualmente), muchas mujeres jóvenes visten un traje conocido como koinok y lo acompañan por una especie de gorra puntiaguda conocida como Uku-topu.  Por su parte, la mayor parte de las mujeres casadas usan el jooluk (un velo parecido al hiyab) para cubrirse la cabeza. Muchas mujeres vinculan el jooluk tanto a la cultura kirguís como al islam. Sin embargo, muchas otras mujeres, principalmente ancianas y jóvenes, usan el velo islámico, el cual lo consideran más vinculado con la religión musulmana (aunque algunas de estas se encuentran con la oposición de sus padres para usar dicha prenda). La mayoría de las mujeres que usa este tipo de velo usa el hiyab, pero una importante minoría usa el niqab.

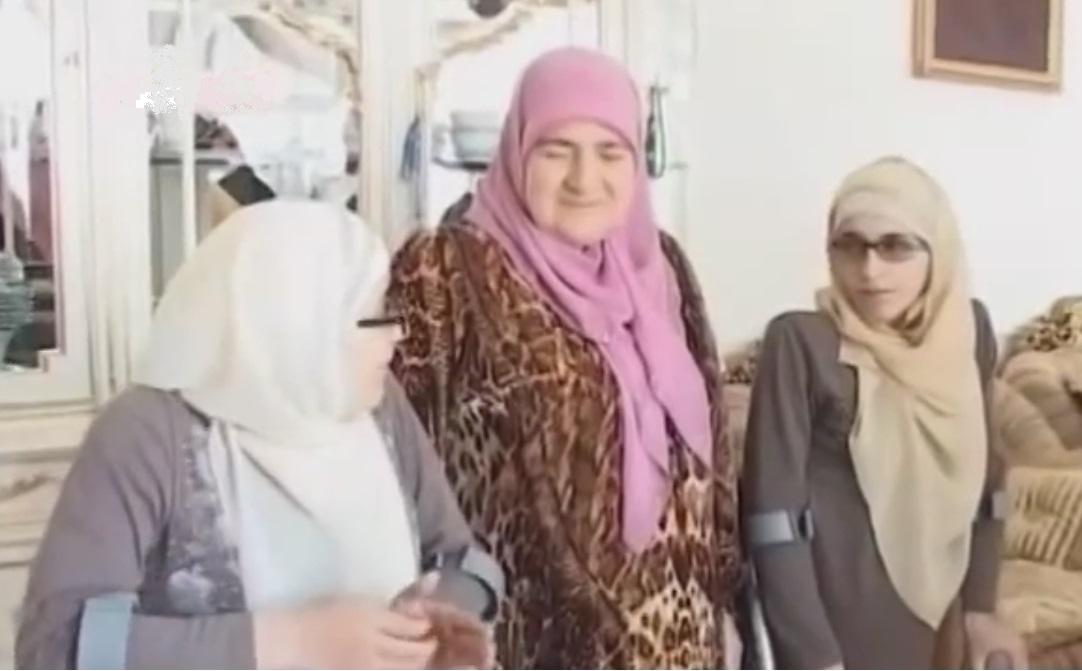
Grupo de mujeres con velo islámico en Kirguistán.

El velo islámico solo es usado de forma  habitual en ciertos lugares del país. Así, mientras que la mayoría de las mujeres de Biskek, la capital del país, y de otras ciudades no lo suelen usar salvo en situaciones concretas, y sobre la base de la tradición, este es más habitual en las zonas rurales. Sin embargo, su uso está creciendo en las zonas urbanas. Eso es un fenómeno que se puede ver en ciudades tales como  Biskek u  Osh, la segunda más grande del país. De hecho, en Osh está creciendo el uso del niqab. Así, a finales del 2023 la abogada kirguís Mazhitova Sharapatkan, quien había estado recientemente en esa ciudad, calculó que una de cada cuatro mujeres de Osh vestía ya con un niqab y muchas de ellas usaban una abaya tradicional, la cual es negra. Por otra parte, las kirguises, por tradición, solo deben llevar un velo cuando están prometidas o son recién casadas, y eso solo si están ante la familia del marido, ya que su uso ante ella es un signo de respeto hacia la misma. Si bien, fuera del contexto mencionado, el moldo (imán) puede influir en las decisiones de un matrimonio sobre si la mujer del mismo debe llevar el velo. En estos casos, si la mujer, originalmente, no tenía pensado llevarlo, puede decidir llevarlo o su propio marido puede presionarle para que lo lleve.

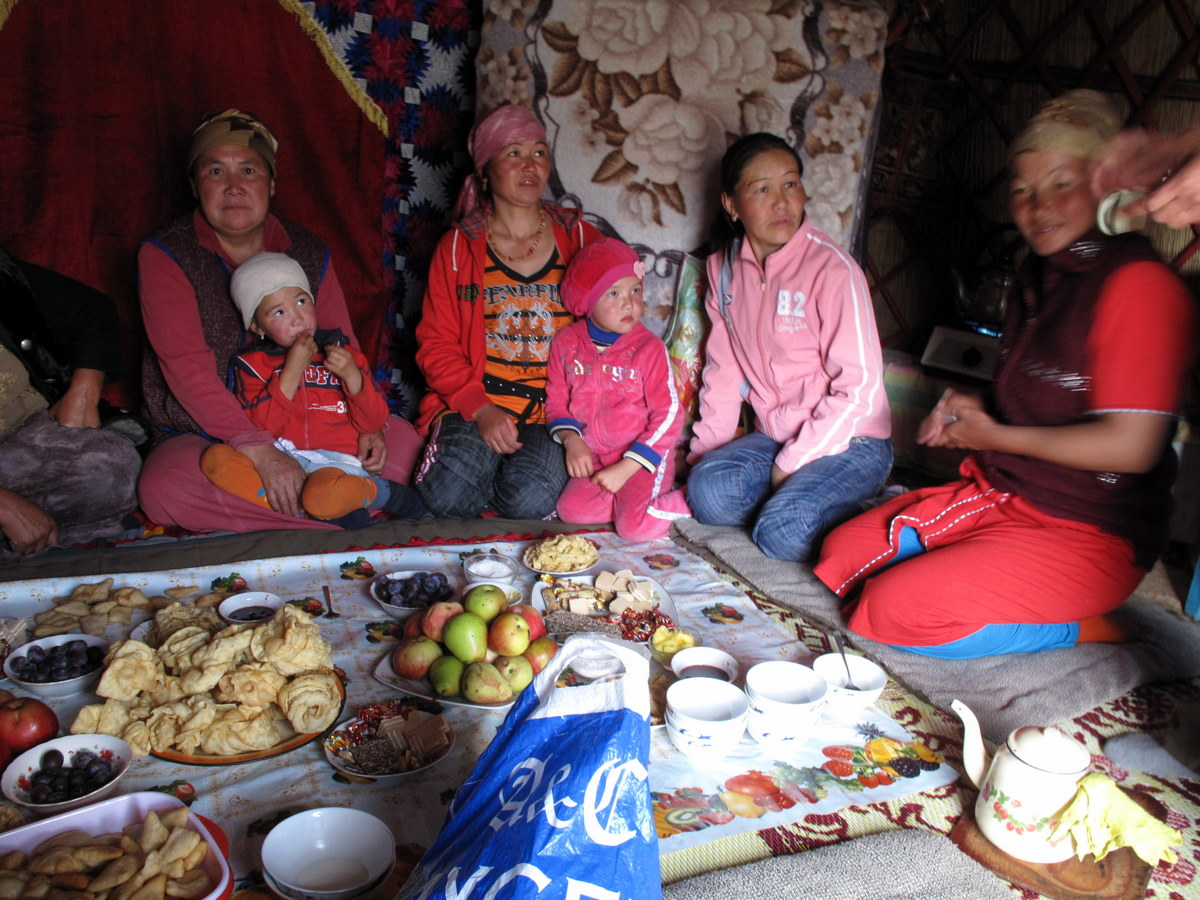
Grupo de mujeres kirguises con oramales, uno de los tipos de velos tradicionales del Centro de Asia, y ropa occidental.

Las mujeres también llevan ciertos tipos de tocados en eventos especiales y fiestas populares. En estos casos, las mujeres casadas de tercera edad suelen usar el elechek. Otro tocado usado en eventos es el shokulo (que, tradicionalmente, usaban las mujeres jóvenes prometidas).
Por otro lado, en 2016 el gobierno de Kirguistán, liderado por Almazbek Atambayev, trató de promover el abandono de cualquier tipo de velo islámico en Biskek, ya fuera el hiyab o el niqab y el burka, debido a la inminente visita de la canciller alemana Angela Merkel a la ciudad a mediados de julio de ese año. Esto lo hizo a través de vallas y pancartas en la ciudad, lo que provocó una gran polémica.  Atambyev justificó dicha campaña a que los velos islámicos podían radicalizar a la gente, ya que la mayoría de los terroristas islámicos defienden el velo y sus esposas, según él, vestían con uno, y quería que su país pareciera un lugar seguro. A finales del 2023 la mencionada Sharapatkan propuso al parlamento kirguís la prohibición del niqab, así como el que los hombres se dejaran una barba de gran tamaño, ya que ella también vincula ambos elementos con el extremismo islámico, el cual podría afectar a la seguridad del país en el futuro. Además, las mujeres tienen prohibido vestir con el velo en algunos colegios e institutos desde 2009.
Así, según ciertos informes, algunas escuelas prohibieron a las estudiantes musulmanas asistir a clase en 2011 y 2012 por llevar velo, y en 2015 una escuela en Kara-Suu prohibió oficialmente el uso del hiŷab en las clases.

### Tayikistán

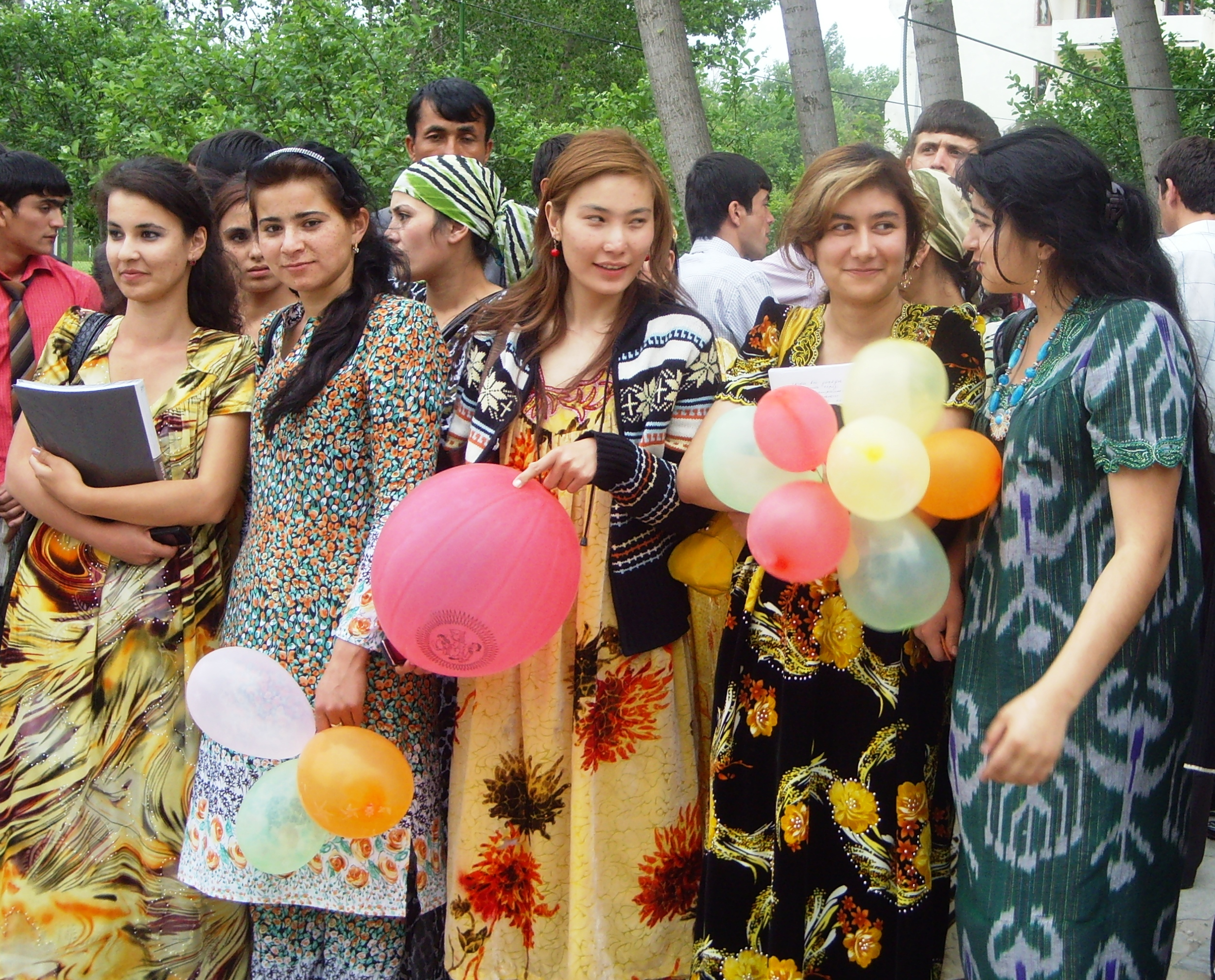
Grupo de mujeres tayikas con ropa tradicional, 2013.

En 2017,  y a pesar de ser un país musulmán, el gobierno de Tayikistán  prohibió el uso del velo islámico (tanto en el ámbito público como en el privado) aludiendo a la posibilidad de que las mujeres pudieran esconder algo peligroso en dicha prenda y vinculándola con el extremismo islámico. Esto que implica entre otras cosas que, si una mujer se pone el velo, debe ponérselo según la costumbre tayika (es decir, en la parte trasera de la cabeza, cubriéndole el cabello). Junto con el velo, también prohibió que los hombres pudieran dejarse la barba, lo cual el gobierno también vincula con el extremismo islámico, y la ropa occidental, a la par que impuso que las mujeres vistieran con la ropa tradicional.  Las autoridades tayikas han desalentado el uso de velos islámicos y de ropa occidental a través advertencias, multas, despidos de empleos, negativas de  hospitales y escuelas a atender a las mujeres que no vistan de forma tradicional e, incluso, encarcelamientos.

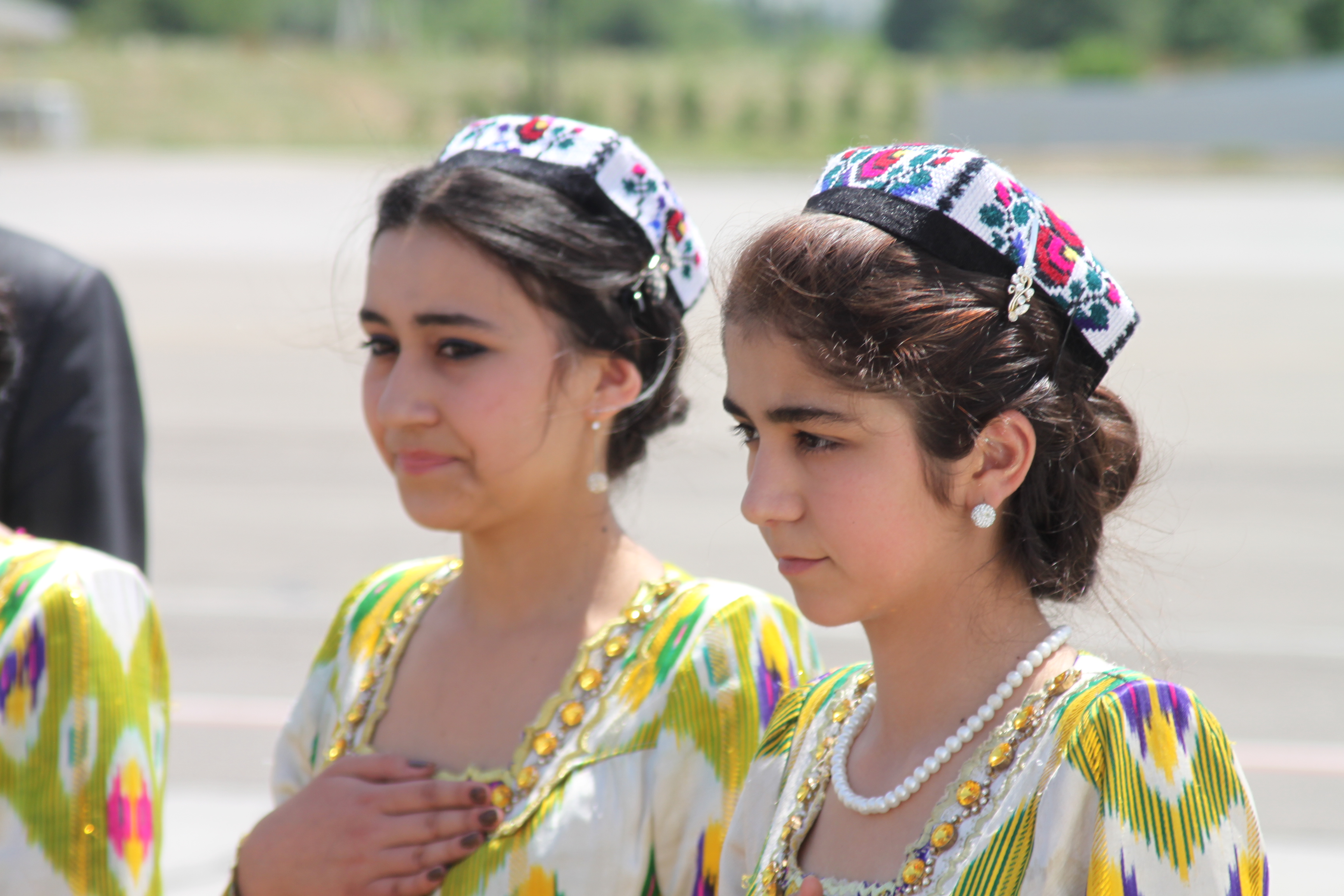
Mujeres tayikas con un toki cubriéndoles el pelo

Tocados tradicionales habitualmente usados por los tayikos incluyen los llamados Toki – kallapush, que son una especie de gorros usados tanto por hombres como por mujeres.

#### Historia

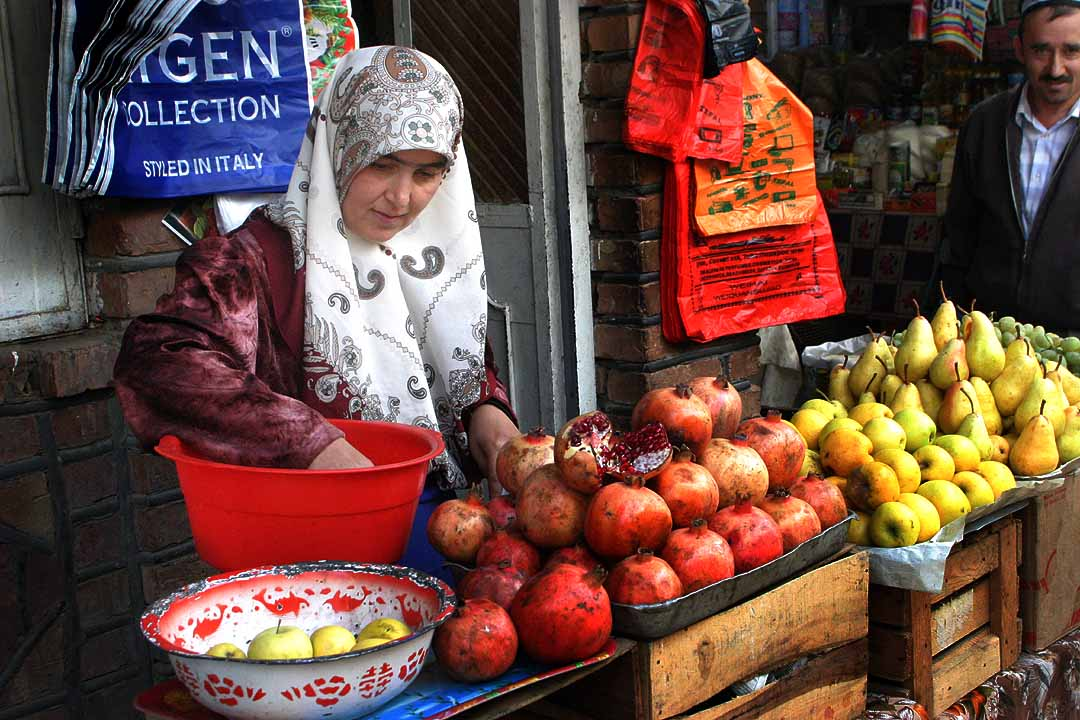
Mujer con un velo islámico vendiendo fruta en 2006, en Tayikistán.

Tayikistán asistió, tras la caída de la URSS, a un creciente aumento de mujeres que vestían con velo islámico y de hombres que se dejaban la barba en las ciudades, tendencias que, hasta ese momento, eran poco habituales en los entornos urbanos del país. Así, eran frecuentes tanto las mujeres veladas, incluyendo las que usaban el hiyab  "al estilo turco" y los velos tradicionales, como las que no usaban velo. Además, muchas mujeres vestían al estilo occidental y otras al estilo tradicional. En 2017, el gobierno prohibió tanto el velo islámico (no el tradicional) y la barba como la ropa occidental. Primero prohibió el velo en los centros educativos, y después prohibió las tres cosas en todo el país, impulsando la ropa tradicional. De hecho, el ministerio de Cultura del país, en alianza con el Comité de Asuntos Familiares y de la Mujer, elaboró en 2018 una guía de vestimenta tradicional, llamado «Recomendaciones de vestimenta para las mujeres de Tayikistán», que muestra la vestimenta que las mujeres deben llevar según su edad y contexto (si están en casa o en el trabajo, si están en un día laboral o en el fin de semana, si están en fiestas nacionales o en bodas, etc.) y lo vendió en las tiendas por lo equivalente a 9 euros o 10 dólares.

### Turkmenistán
Los habitantes de Turkmenistán suelen vestir con la ropa tradicional del país, tanto hombres como mujeres, una costumbre que es impulsada por las propias autoridades, rechazando tanto los velos islámicos como la vestimenta de estilo occidental.
De hecho, cada uno de los clanes que puebla este país tiene su propia vestimenta, así como su propio dialecto. Además, en Turkmenistán, a las mujeres ya no se les permite usar ropa "ajustada", al igual que tampoco pueden teñirse el cabello ni utilizar accesorios artificiales para promover  la belleza, caso de las uñas o pestañas postizas. Una de las prendas femeninas tradicionales es el yashmak, un velo túrquico que cubre el rostro y que usan algunas mujeres casadas cuando están con parientes mayores de sus maridos.

### Uzbekistán

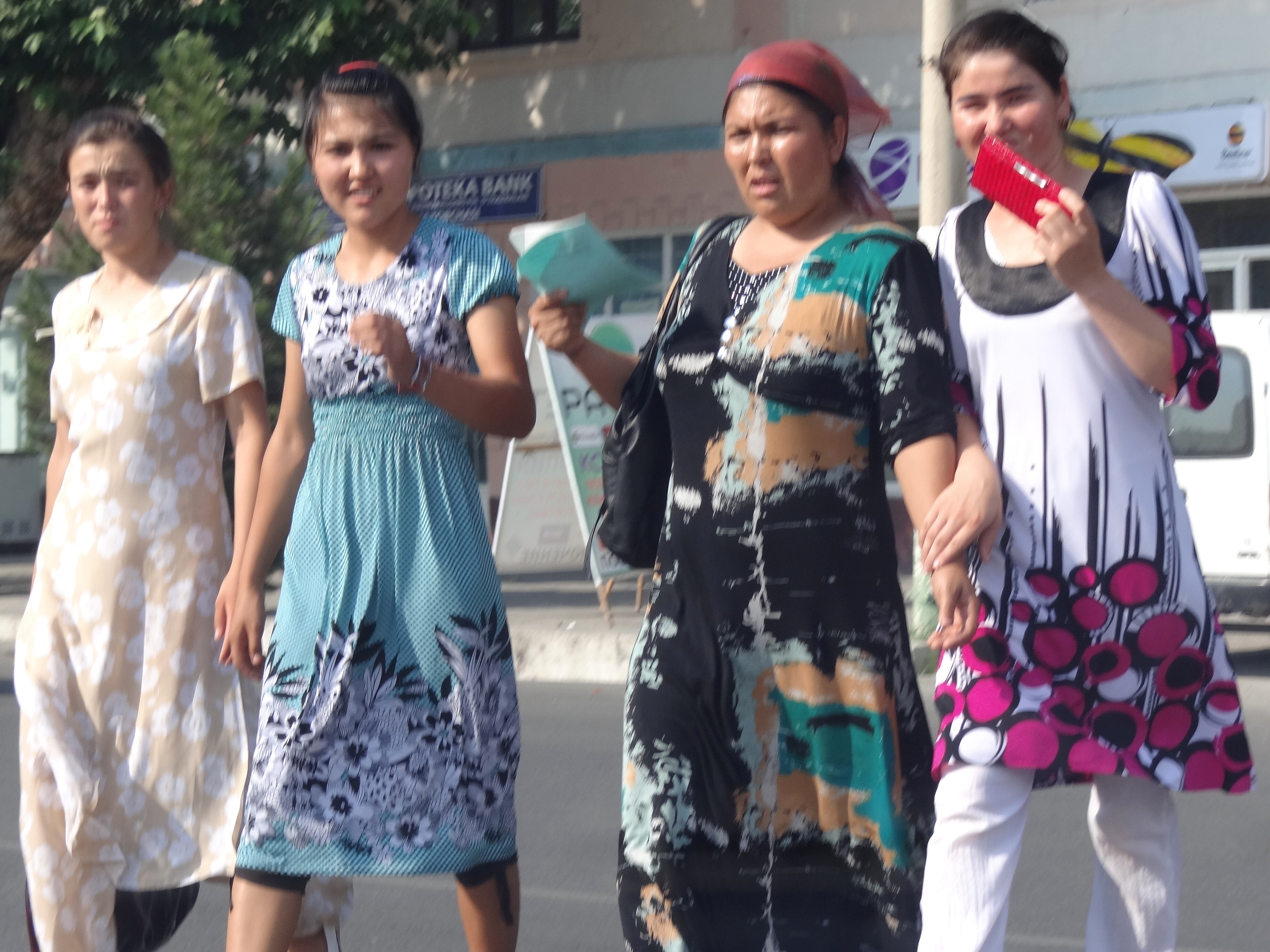
Mujeres de Uzbekistán vistiendo la ropa tradicional.

El gobierno de Uzbekistán, país mayoritariamente musulmán, ha prohibido que las mujeres lleven el velo islámico desde finales del 2015. Si bien, ya para entonces, la mayor parte de las mujeres uzbekas no lo llevaban. Las uzbekas usan tanto la ropa tradicional del país como la occidental. 
Desde 1997 el velo islámico y la barba están prohibidos en las escuelas y universidades. 
Así, los estudiantes que llevan cualquiera de las dos cosas a los centros educativos son expulsados. 

En 1999, tras un  atentado, supuestamente islámico, en Taskent, la capital del país, el gobierno comenzó a luchar contra el islam, a pesar del dominio de esta religión en Uzbekistán, más seriamente, impulsando medidas tales como la prohibición de impartir clases de religión en los centros educativos.  En 2012 las autoridades uzbekas prohibieron la venta de prendas religiosas, específicamente hiyabs y velos faciales, en varios mercados de Taskent, una de las ciudades del país donde el uso del velo sí era frecuente.
Aunque, desde el periodo soviético, nunca ha sido habitual que las mujeres de Uzbekistán lleven el velo, y las mujeres veladas siempre han sido minoría, en diciembre de 2015 el gobierno de Uzbekistán prohibió que las mujeres pudieran llevar el velo en lugares públicos so pena de multa o, en caso de que ellas vuelvan a llevarlo tras la sanción, pena de cárcel por dos años, a la par que  obliga a los hombres musulmanes a afeitarse la barba, ya que el gobierno de ese país, al igual que ocurre con los de  varios de los países vecinos, considera que ambos elementos están vinculados con el radicalismo islámico. En algunas regiones donde el velo sí era frecuente, caso de Taskent, muchas mujeres veladas han sido detenidas y llevadas a las comisarías de policía desde finales de 2015. Además, un imán uzbeko fue despedido en 2018 por haber intentado convencer al presidente Shavkat Mirziyoyev de levantar la prohibición de usar símbolos religiosos personales, incluido el hijab.
Por otro lado, en 2023, las viviendas de los residentes de las provincias de Zangiata y Yangiyol fueron registradas por hombres enmascarados que buscaban ropa que el gobierno pudiera vincular al radicalismo islámico y, por ende, pudiera tachar de inaceptable.

#### Historia
Tras la disolución de la URSS, la mayoría de las uzbekas siguieron sin usar el velo y este solo era frecuente en regiones muy concretas, tales como Taskent y las zonas más religiosas y conservadoras del Valle de Ferganá. La mayoría de las mujeres veladas usaba el hiyab.

## Indostán
Hasta el siglo XX existía en el Indostán (principalmente en el norte de la India)  una costumbre tradicional, que compartía con los países musulmanes, que tenía el nombre de purdah e implicaba  la separación de la mujer con respecto al hombre mediante, por una parte, velos que cubren su cuerpo, y por la otra, mamparas o cortinas que separaban los grupos de hombres y mujeres cuando estaban en ciertos eventos. Sin embargo, las mujeres musulmanas de clase media y alta en la India, y más tarde en Pakistán y Bangladés, lo fueron abandonando debido a la movilización activa de las mujeres en la lucha anticolonial por la independencia. Por eso, actualmente, la mayoría de ellas no lo practican. Por otra parte, el velo islámico no se popularizó en el Indostán hasta los años 80, por influencia de la Revolución Iraní de 1979, ya que no era tradicional en la región. En el Indostán es frecuente tanto el velo islámico como la ropa tradicional, mientras que las mujeres que visten abaya son minoría en los países de la región. Los trajes tradicionales más extendidos en el norte de la región (tanto en Paquistán como en el norte de la India y en Bangladés) son el salwar kameez, un top unisex formado por una túnica larga y pantalones anchos o ceñidos, y, en menor medida, el sari (aunque este sólo en India y Bangladés). Además, las mujeres que usan el salwar kameez suelen usar un tipo de bufanda, la dupatta, que rodea los hombros y la zona superior del pecho y que también se puede colocar sobre la cabeza a modo de velo.

### Bangladés

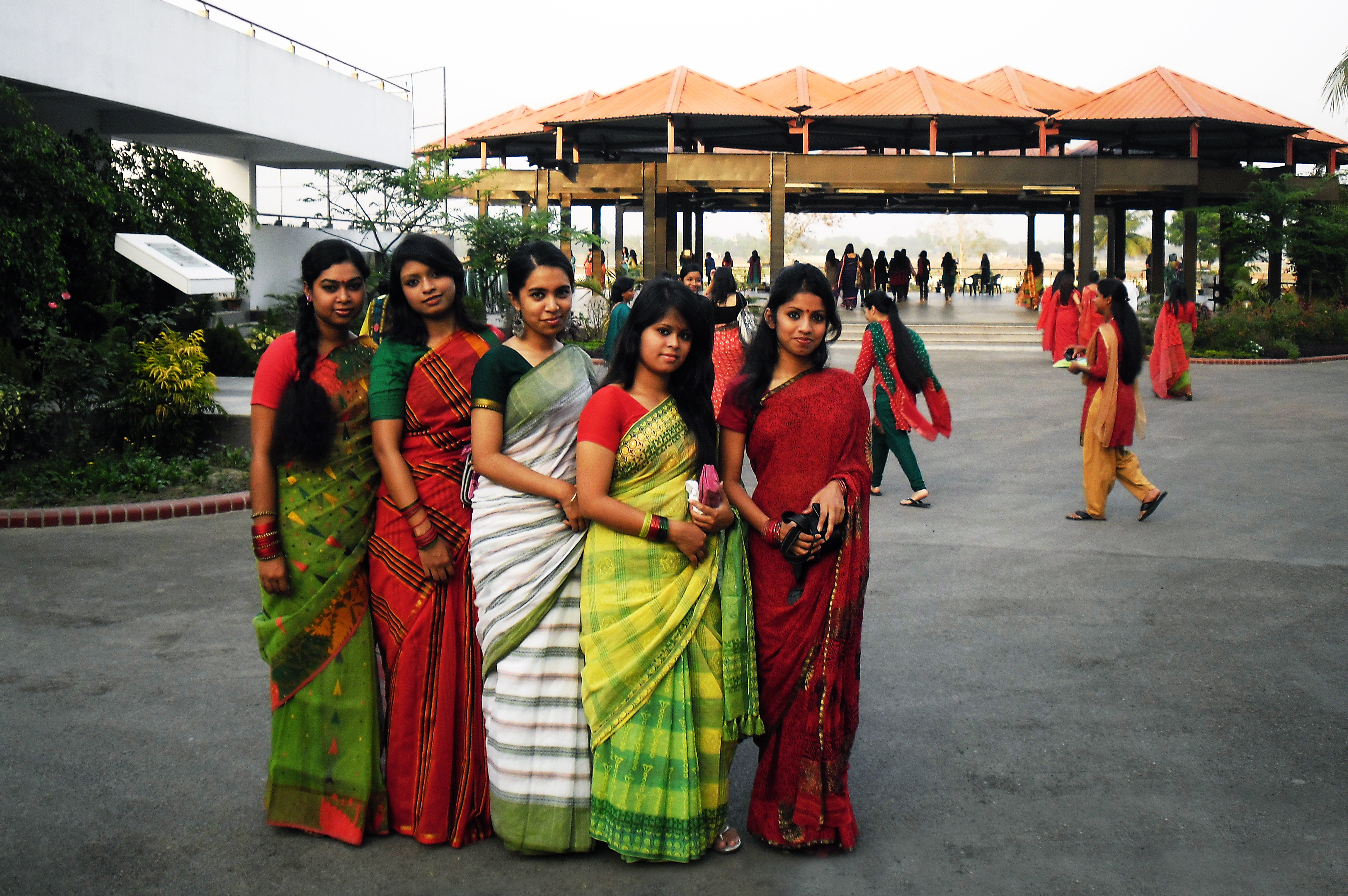
Cinco mujeres bangladesíes vistiendo el tradicional sari.

La constitución de Bangladés permite la libre elección de las mujeres sobre si llevar el velo o no, pero muchas lo usan. Sin embargo, según la periodista Maureen Drake, la vestimenta principal en Bangladés es la ropa tradicional. En este sentido, mientras que los hombres suelen vestir un lungui como ropa informal, un pantalón-camisa para ocasiones formales y un punjabi o un pajama en eventos religiosos y culturales, las mujeres suelen usar el sari, también tradicional del país. Por otra parte, la ropa tradicional de todo el norte del Indostán, el Salwar kameez, es también muy popular, especialmente entre las mujeres más jóvenes. La influencia occidental es también palpable en la vestimenta de Bangladés, pues algunas mujeres en las áreas urbanas visten pantalones, faldas y tops. 

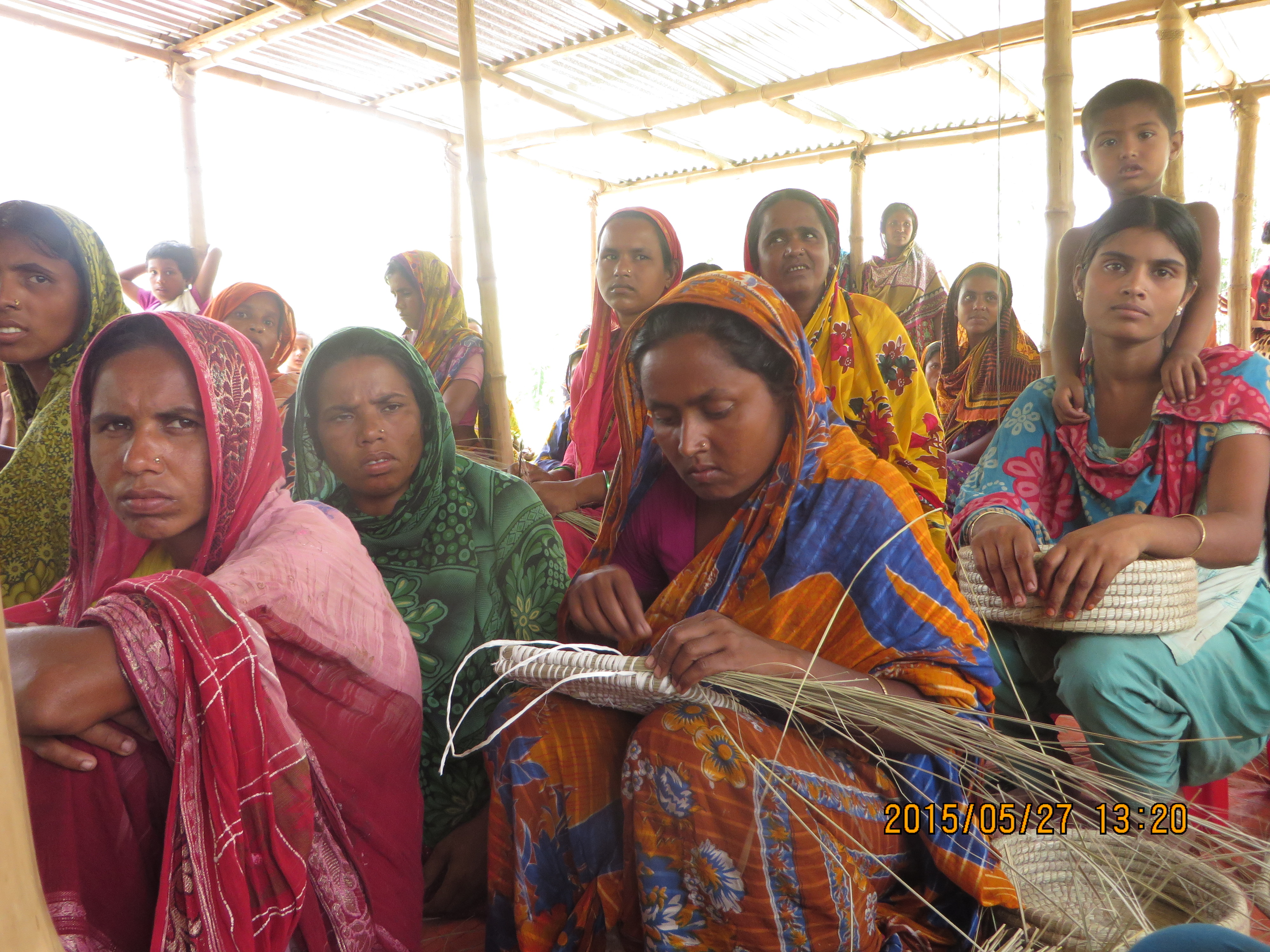
Grupo de mujeres ataviadas con un salwar kameez y una dupatta en un taller de formación artesanal, en una villa de Bangladés.

En cuanto al velo islámico, este también es de uso frecuente y está muy bien visto, por lo que muchas mujeres lo usan. De hecho, desde la década de los 2010 ha estado creciendo notablemente el número de mujeres con estudios universitarios que usa el velo islámico y, según la activista Somayeh bint Karim, el velo islámico se está convirtiendo en un elemento cultural, no solo religioso. Las bangladesíes usan el velo por diversos motivos, incluyendo el religioso, el de modestia, el cultural, la presión familiar (por parte de sus propias familias, si son muy religiosas, o de la familia del marido), el de moda y para evitar miradas indeseadas por parte de hombres. Además, muchas mujeres han sido influidas por las imágenes televisadas de mujeres veladas en otros países musulmanes.

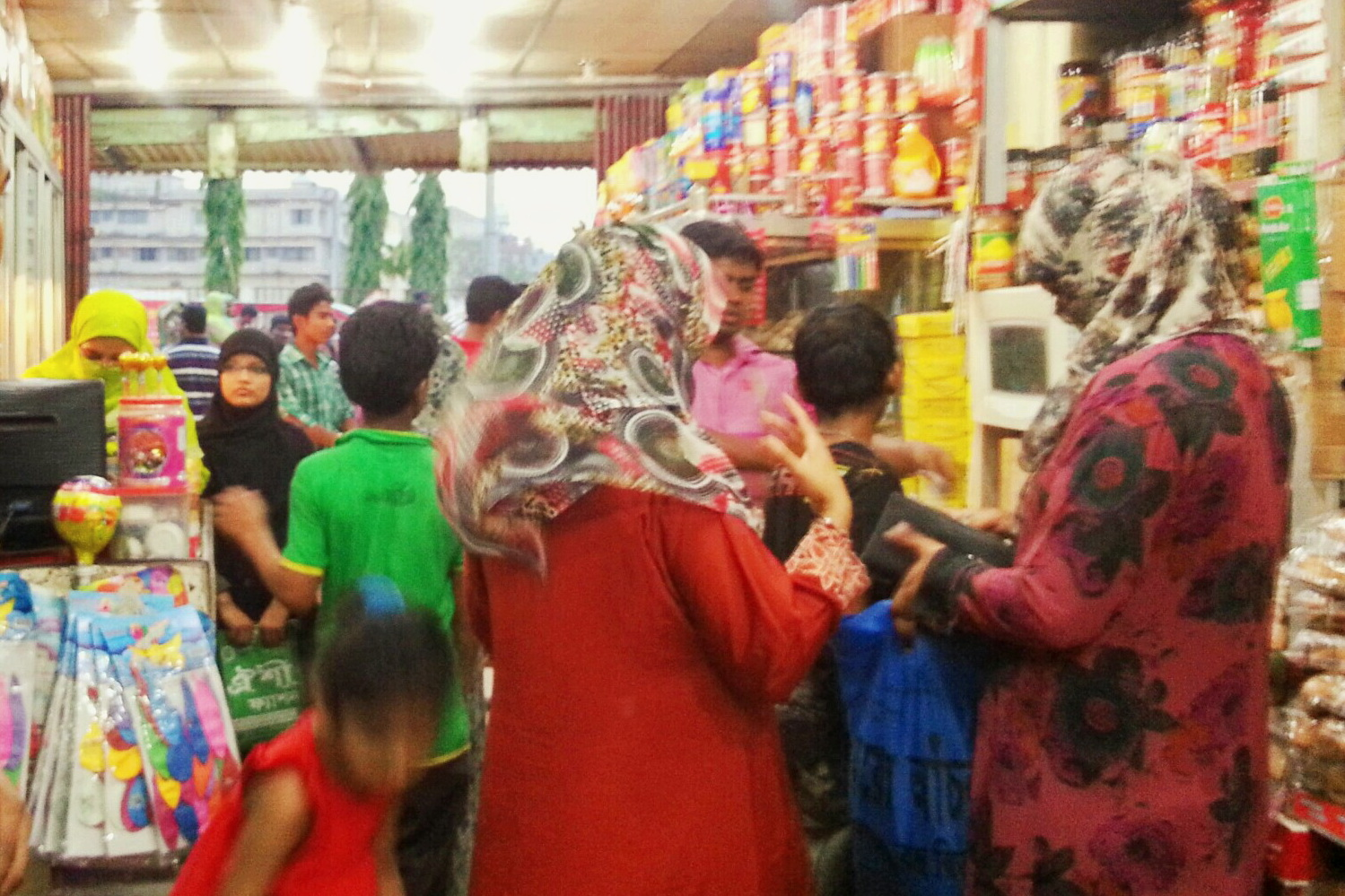
Un grupo de mujeres con velo islámico en una tienda de Bangladés.

Ellas usan todo tipo de velos. Si bien la mayoría de las mujeres jóvenes urbanas que usan velos islámicos llevan hiyabs,  también hay muchas que usan chadors y khimars (los cuales cubren los alrededores de la cabeza y el cuerpo), así como velos que cubren el rostro, particularmente niqabs y burkas. Además, muchas de las mujeres que usan velos los combinan con abayas. Como pasa en otros países musulmanes, muchas mujeres usan hiyabs coloridos.
De todas formas, aún hay muchas mujeres que visten con ropa tradicional y occidental. Un estudio realizado por la colaboración entre la Fundación Manusher Jonno y DNET en Bangladés encontró que el 44 % de las personas piensa que las mujeres que usan velos o hiyabs son “chicas buenas”, y el 63 % piensa que las mujeres que usan “ropa occidental” son “chicas malas” que están destrozando el tejido de sociedad. En 2010 se reportó un caso de un director de un instituto del norte de Bangladés que insultó a una profesora en dicho centro por no llevar un velo. El caso fue presentado al Tribunal Supremo del país, el cual dio la razón a dicha profesora, aludiendo a la inexistencia de leyes que imponen el uso del velo. Además, emitió una ley que prohibía a los centros educativos y laborales imponer velos, ya que dicha imposición actúa en contra de la constitución del país.

#### Historia
Hasta 1990, la mayoría de las mujeres no usaban el velo en Bangladés, a excepción de las de tercera edad y de las que vivían en lugares remotos. Las de clase media y alta vestían ropa de estilo occidental, mientras que las mujeres de clase baja vestían trajes tradicionales indios. Además, la clase media consideraba que el velo era un signo de clase baja y de baja educación. Si bien, las ancianas de las zonas rurales y urbanas sí solían usar un tipo de pañuelo denominado ghumta, el cual cubre parte de su pelo, dejando el resto suelto. En algunos lugares remotos, sin embargo, algunos patriarcas y predicadores ortodoxos sí obligaban a usarlos en sus respectivas comunidades. 
Sin embargo, a partir de la década de 1990, el velo se fue volviendo gradualmente más frecuente en Bangladés debido al surgimiento del Islam político y a su influencia en la sociedad bangladesí, y a principios del siglo XXI el velo comenzó a ser común.

### Maldivas

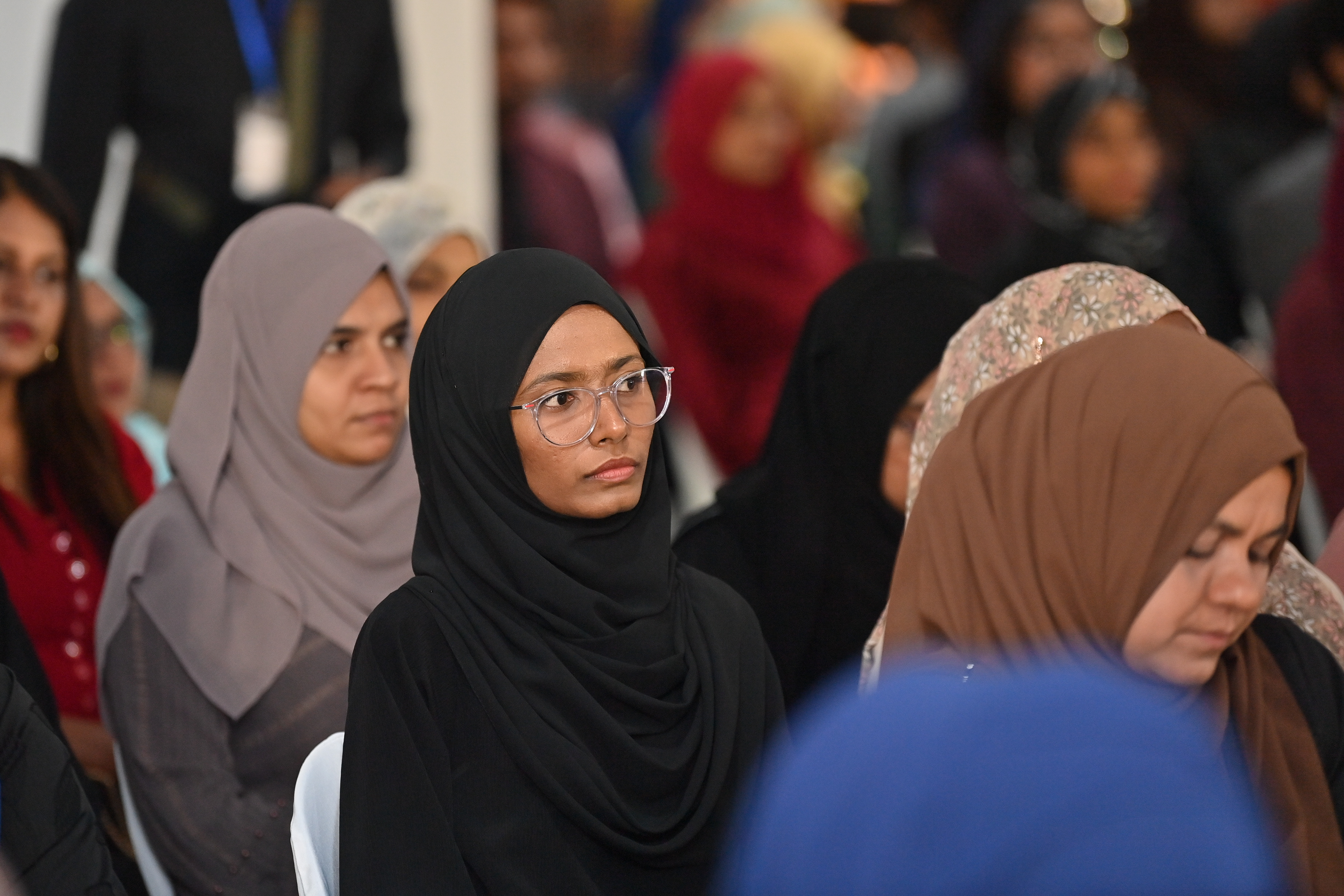
Mujeres en una ceremonia de entrega de becas en Maldivas.

La Constitución de las Maldivas no contiene leyes que impongan el uso del velo. Si bien, la mayoría de las mujeres suelen llevar un hiyab o un niqab en público. Hay informes que reportan casos de mujeres que han sido forzadas por familiares, predicadores autoproclamados e, incluso, por partidos políticos de reciente formación para usar velos, así como de mujeres sin velo que son acosadas y de niñas en edad escolar que son presionadas por sus maestros para usar velo. Las mujeres que se niegan a llevar velo o deciden quitárselo se enfrentan al estigma social tanto de sus familias como de la sociedad en general.
Sin embargo, en 2007, el “Informe anual sobre libertad religiosa internacional” del Departamento de Estado de EE. UU. incluyó un caso de una estudiante que denunció haber sido expulsada de su escuela por llevar uno, a pesar de que la mayoría de las funcionarias visten el velo en su puesto laboral sin ningún tipo de problema.

#### Historia
Aunque el país se convirtió en musulmán en el siglo XII, el velo no fue nunca una prenda habitual hasta los años 80 del siglo XX. Así, en 1337, el viajero musulmán Ibn Battuta expresó su disgusto por el hecho de que las mujeres musulmanas de las Maldivas no llevaban velo e indicó que solo llevaban una falda (llamada feyli) sobre la mitad inferior de sus cuerpos, y que no tuvo éxito en ordenarles que se cubrieran.
Con la excepción de un momento concreto del siglo XVII, en el que se intentó obligar a las mujeres a usar velo (aunque sin éxito), el velo siguió siendo poco común en las Maldivas hasta el siglo XX. A partir de la década de los 80, el velo comenzó a ser más frecuente en el archipiélago debido al creciente conservadurismo islámico. A principios del siglo XXI, las mujeres y las niñas se vieron sometidas a una creciente presión social para usar el velo, lo que resultó en que la mayoría de las mujeres pasaran a usar hiyab y túnicas negras.

### Pakistán

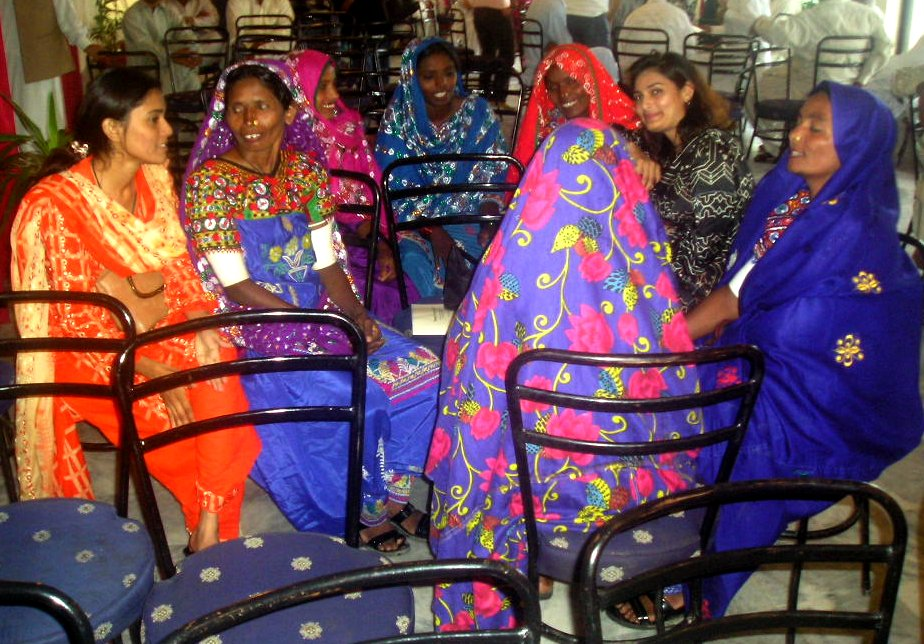
Grupo de mujeres paquistaníes de Bhurban, in Punyab, que usan un salwar kameez y una dupatta.

En Pakistán, el velo islámico es opcional pero la mayoría de las mujeres lo usa. Según una encuesta de Gallop Pakistán en 2019, el 62% de las mujeres usa el velo islámico,  decantándose tanto por el hiyab y el niqab como, en menor medida, por el burka, mientras que solo el 38% usa la ropa tradicional, es decir, el  salwar kameez   y la dupatta características del norte del Indostán. Los factores para usar la dupatta varían desde la ciudad en la que viven, o de la que son nativas, hasta la propia clase social a la que pertenecen.  Por otro lado, muchas de las mujeres que usan el velo islámico también usan la abaya. Si bien, las mujeres que visten abayas no son bien vistas por muchos paquistaníes, que les dirigen motes tales como “talibán”, “ninja” o “mullani”.
Por otro lado, en 2006, más de 200 mujeres de la organización estudiantil chií Imamia se manifestaron para exigir al gobierno de Pakistán que impusiera el velo islámico en todos los centros educativos del país. La manifestación no tuvo resultados y varios años después, en 2023, el gobierno de Azad Cachemira impuso el uso del velo islámico en los centros educativos mixtos (escuelas, institutos y universidades) de su región, tanto para alumnas como para profesoras. Por otra parte, en 2019 se publicó en Twitter una foto de un aula perteneciente a una escuela pública de Cheena (en el distrito de Mardan,  provincia de Jaiber Pastunjuá, la cual está situada a las fronteras con Afganistán) en la que todas las alumnas vestían con burka. Los burkas, todos ellos de color anaranjado, se los había entregado el exconcejal Muzafar Shah, perteneciente al partido político Pakistán Tehreek-e-Insaf (PTI), el cual  gobernaba el distrito. La foto fue muy polémica, con posiciones mixtas en Pakistán. Algunas de las mujeres críticas eran de Mardan, quienes indicaron que las mujeres de allí no vestían con burka, siendo más habitual el uso de mantones.

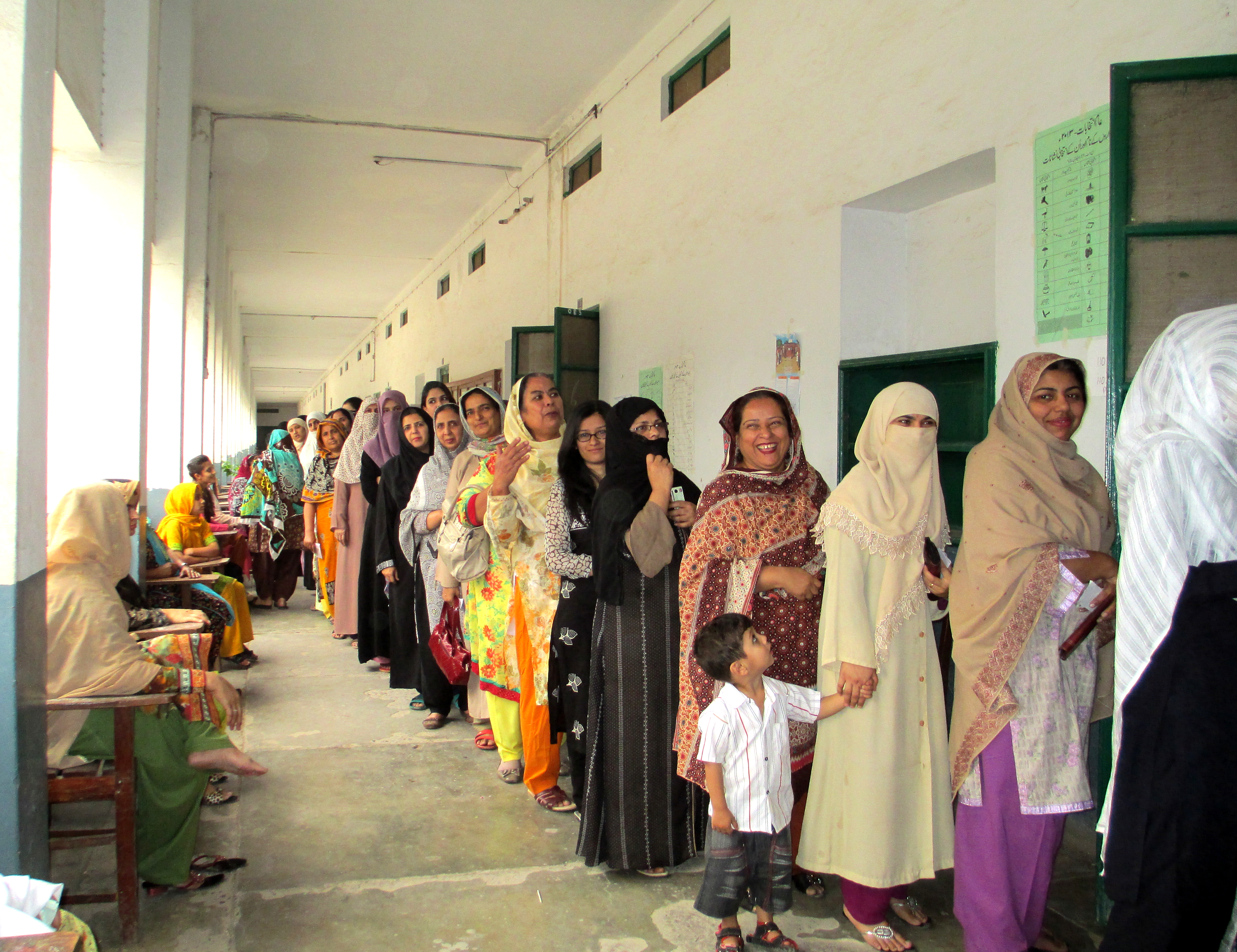
Grupo de mujeres de la ciudad de Rawalpindi en una cola para votar. En la foto se pueden apreciar distintos tipos de velos islámicos que se usan en Pakistán.

Si bien, tras encenderse la polémica de la foto, Gallop Pakistán elaboró una encuesta sobre el apoyo de las paquistaníes al uso del velo y solo un 15% de las encuestadas se manifestaron a favor del burka. Por su parte, un 38% prefería el salwar kameez con dupatta, por lo que esta era la principal opción de las paquistaníes, seguido por el velo facial y el chador, con un 33% (aunque en 2015 habían apoyado dichos velos el  45% de ellas). Los  velos que mostraban el rostro pero no cubrían el cuerpo (lo que excluye al chador) solo eran aceptados por un 14% de las paquistaníes, pero el porcentaje había crecido con respecto a las encuestas realizadas por Gallop Pakistán en los años anteriores (en 2012 los apoyaban un 9% y en 2015 un 12%).  En total, un 62% de las paquistaníes usaba el velo islámico. Esta encuesta contrasta con una realizada por Pulse Consultant a las  estudiantes urbanas de Pakistán de entre 16 y 28 años y que se había desarrollado a lo largo de diez años (entre 2008 y 2018). Pulse Consultant había concluido con que la dupatta era usada como velo por el 40 % de las encuestadas, por lo que esa empresa también aceptaba que la dupatta aún era la principal forma de cubrirse, al menos, de las mujeres de ese grupo demográfico. Sin embargo, aquellas que eligieron el velo islámico pasaron del 9 % en 2008 al 25 % en 2018, mientras que aquellas que no cubrieron la cabeza en absoluto fueron un 10% en este último año (un 8% usaba la dupatta para cubrir sus hombros, porcentaje que cayó del 34 % en 2008, mientras que un 2% ni siquiera usaba dicha bufanda).  Aun así, al comparar ambas encuestas, los resultados derivados muestran que el porcentaje de mujeres jóvenes urbanas que defienden el velo islámico es inferior a la media nacional (25% frente al 62%).
Por otro lado, en abril de 2021 el primer ministro de Pakistán, Imran Khan, mientras respondía a las preguntas que los ciudadanos le hacían en un programa de televisión, vinculó las violaciones realizadas en el país con el hecho de que muchas mujeres no usaban el velo, lo que desató una manifestación exigiendo la disculpa pública del ministro a “todas las mujeres de Pakistán” (según decía una de las pancartas) y su dimisión, a la par que algunas de las manifestantes lo consideraron un “monstruo machista, misógino y patriarcal”. En junio del mismo año 16 organizaciones feministas y defensoras de los derechos humanos exigieron a Khan una disculpa por relacionar las violaciones con la ausencia de velo.

#### Historia
El movimiento de independencia anticolonial del mundo musulmán estuvo dominado por modernistas seculares, que consideraban que la liberación de la mujer era un elemento fundamental para la modernización del mundo musulmán, y en la década de 1930 las mujeres de la clase alta musulmana de Pakistán comenzaron a mostrarse sin velo en público.
Durante la política de islamización de Muhammad Zia-ul-Haq, entre 1977 y 1988, se alentó mucho a las mujeres a usar velo, y aunque no se introdujo ninguna ley que impusiera dicha prenda, todas las mujeres empleadas por el gobierno federal (incluidas las azafatas), presentadoras de televisión estatales, y estudiantes universitarias fueron obligadas a usar velo. En junio de 1988, el general Zia decretó la ley Sharia como ley suprema de Pakistán, por lo que impuso la obligatoriedad de usar el velo islámico. Sin embargo, esa ley tuvo una duración breve, ya que el general murió en agosto del mismo año y fue derogada, por lo que el velo volvió a ser una prenda opcional para las mujeres.

## Archipiélago malayo
Aunque las leyes de los países que forman el archipiélago malayo no imponen el uso del velo salvo en las escuelas (en este último caso, al menos, en Brunéi e Indonesia), la mayoría de las mujeres viste uno, algo impulsado por las autoridades religiosas. Los velos se denominan "tudong" o "tudung" en todo el archipiélago ("cubierta"; la palabra se usa para referirse a cualquier cosa que tenga la condición de cubrir algo, no solo el pelo. Así, por ejemplo, tudong saji es un  plato de comida cubierto). Si bien, en Indonesia es más común denominarlos "jilbab", aunque el término "tundong" también está presente, pero de forma minoritaria, en el país. Además, hay varios tipos de velos nativos en el archipiélago, los cuales coexisten con los típicos del mundo musulmán, como el hiyab y la shayla. La mayoría de las mujeres combinan en velo con ropa tradicional u occidental. Por otro lado, aunque el archipiélago es musulmán desde la Edad Media y, hoy en día, el uso del velo es mayoritario, este no se instaló hasta los años 80 del siglo XX, debido a su lejanía con Oriente Próximo y Medio

### Brunéi

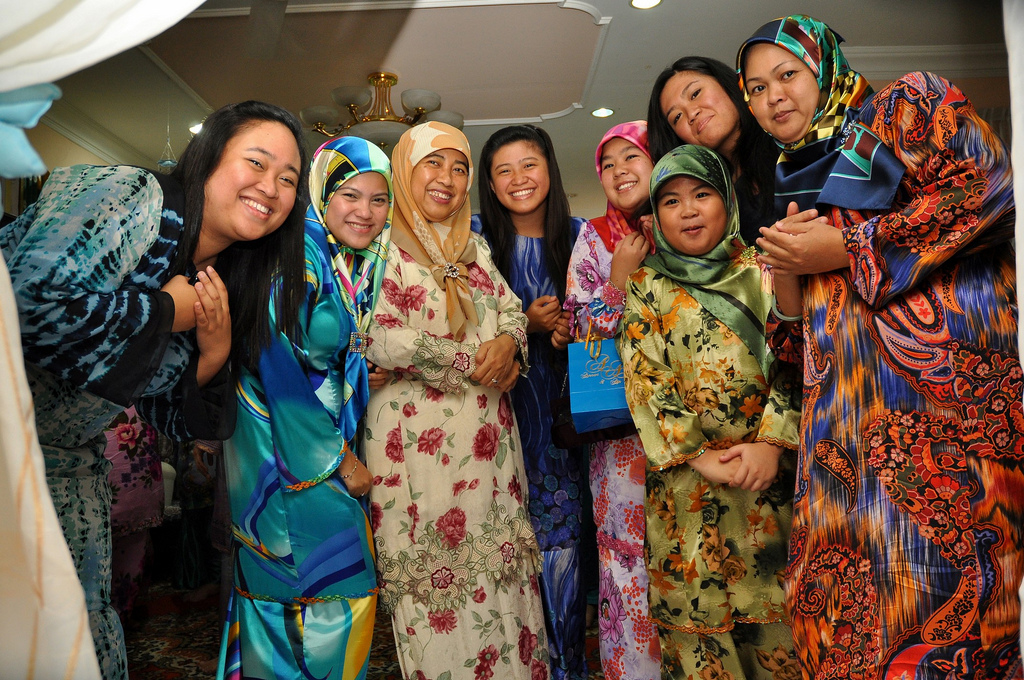
Mujeres de Brunéi en una fiesta de compromiso.

Aunque en Brunéi el uso del velo es legalmente opcional en la mayor parte del ámbito público (salvo en centros educativos y algunas profesiones), la mayoría de las mujeres lo usan (principalmente el hiyab) y hay una presión social sobre aquellas que no quieren usarlo para que lo usen. Las autoridades religiosas promueven el uso del "tudung". A pesar de todo ello, hay mujeres que no se velan. Por su parte, no se suelen ver mujeres vistiendo niqabs. La mayoría de las mujeres combinan el velo con ropa tradicional o de estilo occidental. Un atuendo tradicional de todo el archipiélago, así como del sur de Tailandia, es el Baju Kurung. Si bien, este es, concretamente, el traje nacional de Brunéi y Malaysia.
Por otro lado, el velo es de uso obligatorio en la mayoría de los centros educativos (en escuelas y universidades)  tanto para las niñas como para las profesoras. Así, el  velo forma parte del uniforme escolar obligatorio de las niñas (independientemente de su religión) en la mayoría de las escuelas, al igual que los niños deben usar el songkok (un tipo de sombrero tradicional del archipiélago) en las mismas. Su uso también es obligatorio en ciertos trabajos, concretamente en los oficiales y en los vinculados al gobierno (esto es así tanto para las musulmanas como para las que profesan otras religiones).  Por ello, las mujeres que no suelen vestir el velo en su vida cotidiana sí usan uno cuando están en la escuela y, en algunos casos, en el trabajo.

### Indonesia

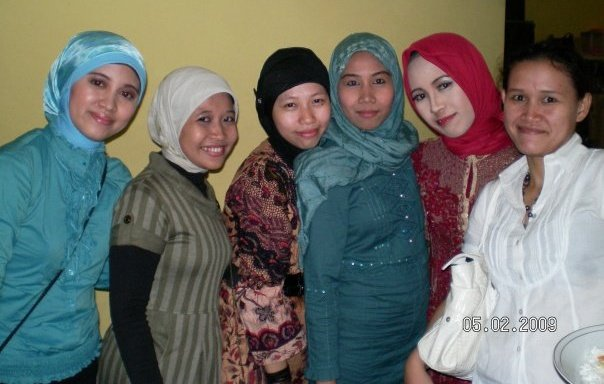
Mujeres vistiendo un hiyab con ropa tradicional en Indonesia.

Tanto las leyes nacionales como regionales de Indonesia, a excepción de las de la provincia de Aceh, dan libertad a las mujeres para decidir si vestir o no con el velo. La provincia de Aceh exige que las mujeres musulmanas usen el velo en público debido al dominio de la Ley Sharia en esa región. Sin embargo, no existen estadísticas gubernamentales sobre cuantas mujeres de Indonesia se velan en público, aunque muchas lo hacen. De hecho, las autoridades religiosas promueven su uso. Los velos mayoritarios en Indonesia en el ámbito público son el hiyab, la shayla y el kerudung, el cual es un tipo de velo nativo de Indonesia, mientras que para rezar usan una mukena, un velo de color blanco. Entre las adolescentes también se usa con frecuencia el al-Amira, al igual que en otros países musulmanes. Los velos islámicos, en el país, suelen recibir el nombre de jilbab, aunque también hay mujeres que los llaman "tudong", como en Malasia. Las mujeres suelen usar el velo desde los 12 años. Por otra parte, la mayoría de las indonesias visten con ropa occidental o tradicional. La vestimenta tradicional de las mujeres, tanto de Indonesia como en muchas otras regiones del Pacífico, está formada por la kebaya y el sarong, que no cubren la forma del cuerpo, y por el mencionado kerundung, que no cubre todo el cabello. Otro traje nativo de uso frecuente es una especie de impermeable largo  que cubre la cabeza (aunque dejando el rostro al descubierto) y el cuerpo y que, al igual que el conjunto de velos del país, ha adoptado el nombre de "jilbab".

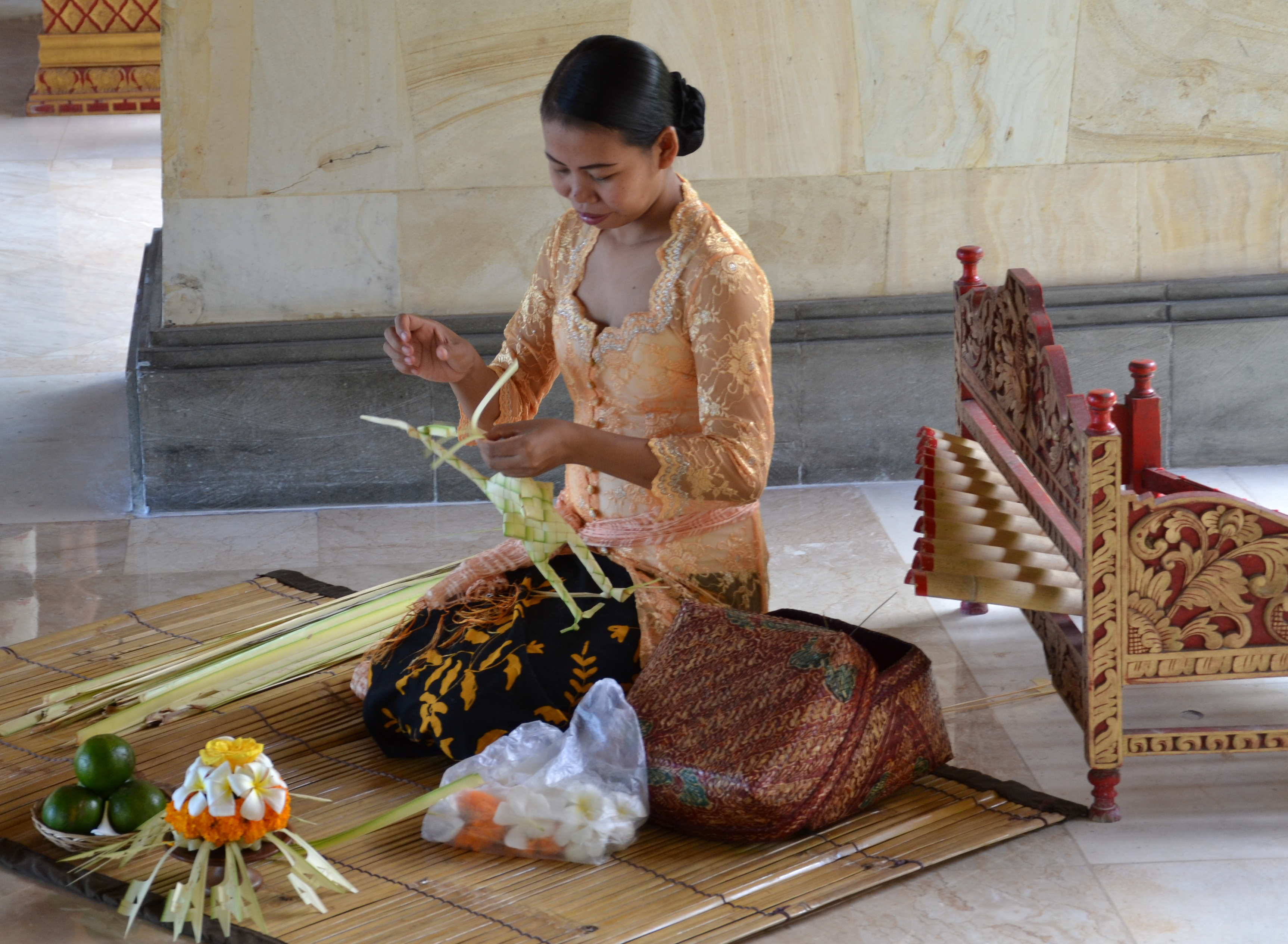
Mujer de Bali vistiendo una kebaya.

El velo se usa por diversos factores. Así. además del factor religioso, algunas mujeres visten con determinados tipos de velos por insistencia de sus maridos. Por su parte, muchas jóvenes optan por usar el velo en público para evitar la atención no deseada de los hombres de clase baja, así como el acoso sexual, y así mostrar su respetabilidad como "buenas chicas musulmanas".
Por otro lado, algunas mujeres optan por usar un pañuelo en la cabeza para participar en eventos "formales" o "religiosos". Dichos eventos pueden ser gubernamentales, funerales, ceremonias de circuncisión (sunatan) o bodas musulmanas. Sin embargo, los musulmanes indonesios no suelen entrar a iglesias ni vestir ropa islámica en los funerales y bodas de familiares cristianos.
En 2015, el Alvara Research Centre, localizado en Yakarta, realizó una encuesta sobre la preferencia de la población indonesia sobre los distintos tipos de velos. La mayoría de los encuestados, el 79.4%, señaló que prefería el hiyab regular, mientras que el 13.5% prefería velos que cubrían el cuerpo. Si bien, los encuestados, en general, preferían que el velo dejara el rostro al descubierto, porque solo el 2% de los encuestados se decantaban por el niqab o el burka.

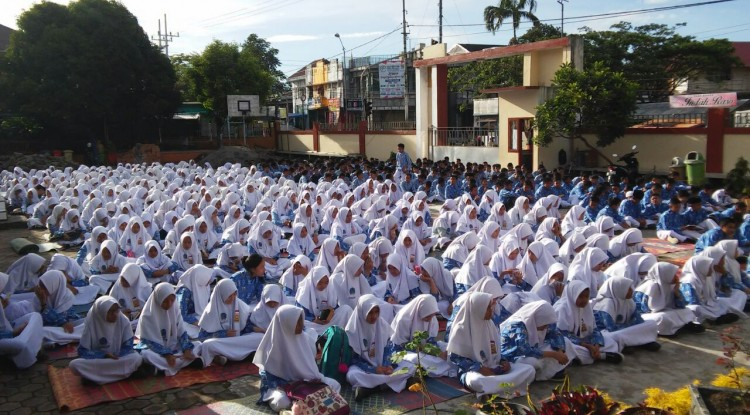
Niños de una escuela secundaria del Oeste de Sumatra, en Indonesia, vistiendo un jilbab.

El código de uniforme de las escuelas privadas islámicas del país dicta que las estudiantes deben usar un velo islámico o jilbab (comúnmente blanco o gris azulado, los colores nacionales de las escuelas secundarias de Indonesia), además de una blusa de manga larga y una falda hasta los tobillos. Las escuelas islámicas deben, por ley, aceptar a alumnos cristianos (y viceversa, las escuelas católicas y protestantes permiten el acceso de estudiantes musulmanes), por lo que es obligatorio que las estudiantes cristianas que asisten a una escuela musulmana usen el jilbab. Por su parte, las estudiantes musulmanas no tienen que usarlo en las escuelas cristianas. En mayo de 2021, se emitió un decreto gubernamental que prohibía a las escuelas imponer el jilbab como parte de su uniforme, después de que publicaran informes de discriminación contra las niñas que se los quitaban. Sin embargo, en julio de 2021, la Corte Suprema de Indonesia revocó dicha regulación gubernamental.
En Indonesia hay un cierto rechazo hacia  el baju arab (ropa árabe) y a los sauditas wahabíes. Esto es debido a que las indonesias que migran a Arabia Saudí para trabajar, comúnmente como sirvientas o peregrinas del Haŷŷ, han sido sometidas a un continuo abuso físico y emocional por parte de los wahabíes, ya que estos rechazan cualquier tipo de código de vestimenta no saudita. Además, muchas mujeres de alto estatus han sido agredidas físicamente por la policía moral saudita por usar sombreros o, incluso, por  aplicarse bálsamo para los labios. Todo esto generó protestas masivas, así como un feroz debate, en Indonesia, el cual se elevó hasta los niveles más altos del gobierno y en los que se discutía sobre hacer un boicot a Arabia Saudita, especialmente a la rentable peregrinación Haŷŷ. Algunos indonesios han criticado la represión arabista basada en una interpretación excesivamente rígida, estrecha y errónea de la ley Sharia.

#### Historia
El jilbab comenzó a usarse hace relativamente poco tiempo en Indonesia. 

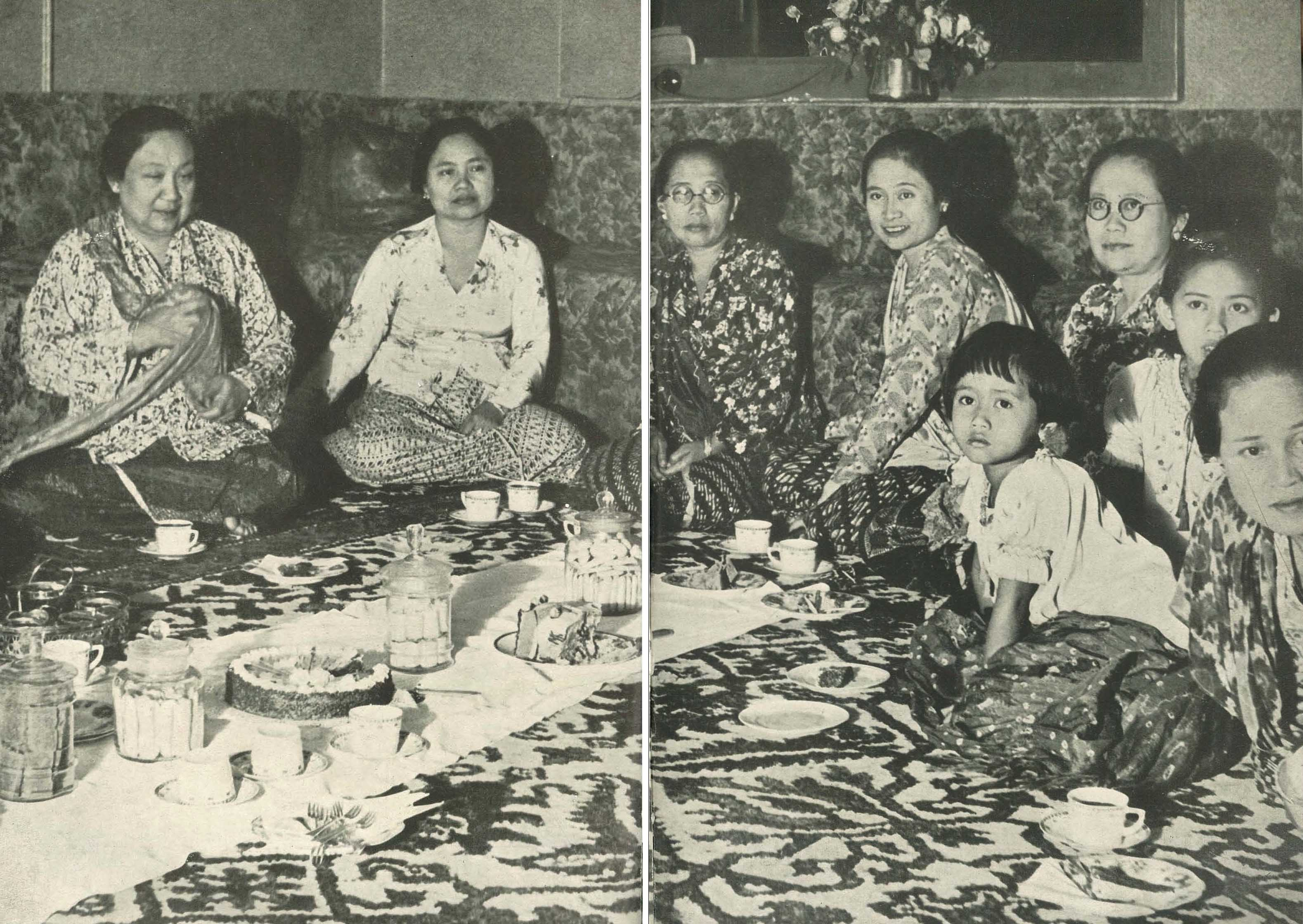
Mujeres de Indonesia bebiendo té en 1953.

Así, aunque el Islam se introdujo en Java en los siglos XV y XVI, el velo y la reclusión en el harén nunca fueron habituales en el país, excepto en las cortes principescas. La mayoría de las mujeres vestían con la ropa tradicional y ellas solo cubrían su pelo cuando realizaban sus rezos. Incluso en estos casos, solo cubrían su pelo con un paño transparente. Además, las mujeres urbanas del siglo XX vestían ropa de estilo occidental, y despreciaban el uso del velo como algo "de pueblo".
El uso del velo comenzó a volverse más frecuente en Indonesia como parte del llamado renacimiento islámico, surgido tras la Revolución iraní de 1979. De hecho, en  1982, el velo fue prohibido temporalmente en las escuelas para tratar de evitar su introducción en Indonesia. A partir de 1998, cuando el que había sido presidente de Indonesia por 32 años, Suharto, renunció a su cargo debido a la gran pérdida de apoyo popular que tuvo (consecuencia de la crisis económica que enfrentó el país entre 1997 y 99), comenzó a crecer el número de mujeres que se cubrían.

### Malasia

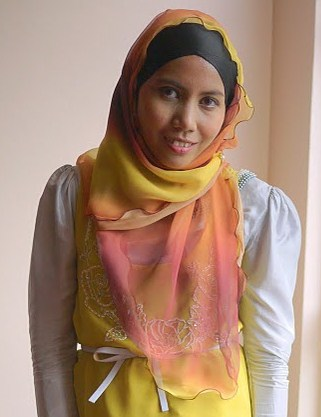
Chica de Malasia vistiendo la variante de tudung nacional

Las leyes de Malasia permiten la libre elección de las mujeres a usar o no el velo. La única excepción se produce cuando entran a una mezquita, donde tanto musulmanas como mujeres que practican otras religiones deben usar el velo.  Sin embargo, las autoridades religiosas de Malasia sí intentan forzar a la población a usarlo. El velo, en Malasia, recibe el nombre de “tudong”.  Aunque los malayos llaman tudong a todos los tipos de velo, Malasia tiene su propia variante del velo islámico, por lo que, internacionalmente, a este también se le conoce con ese nombre. Esta variante, junto con los velos conocidos internacionalmente como hiyab y shayla (ya que en Malasia, como hemos comentado, también se llaman tudong), son los velos mayoritarios del país. Ma mayoría de las mujeres vsten con ropa tradicional u occidental. Un atuendo tradicional de todo el archipiélago, así como del sur de Tailandia, es el Baju Kurung. Si bien, este es, oficialmente, el traje nacional de Brunéi y Malaysia.

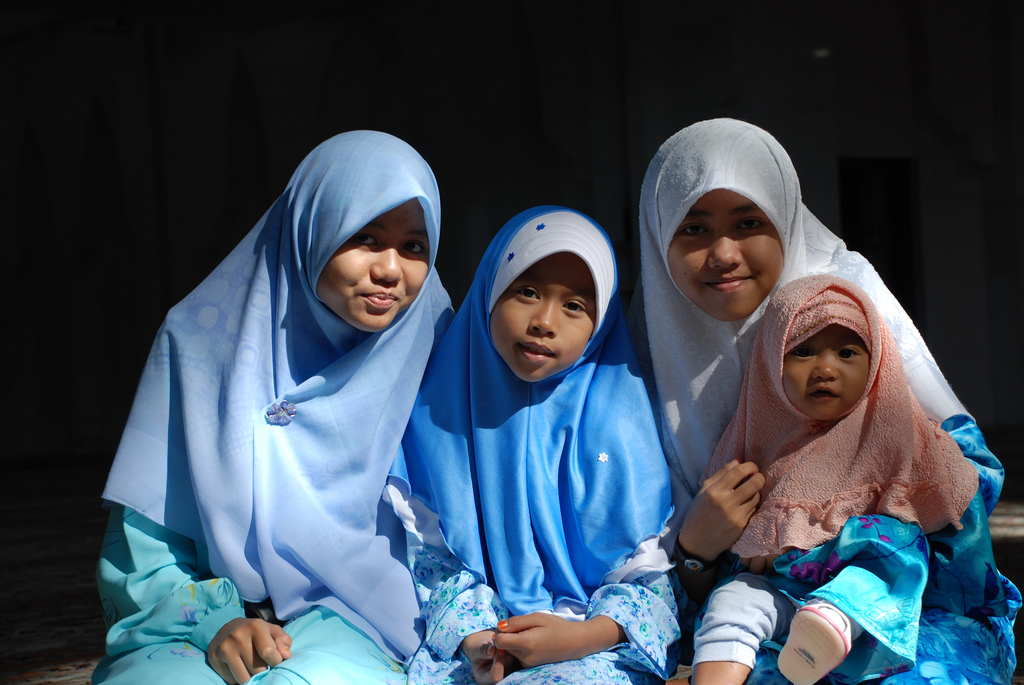
Chicas de Malasia vistiendo un velo que les cubre el cuerpo.

Por otro lado, a pesar de que las leyes no imponen el velo, mucha gente considera que el uso del velo, usado mayoritariamente desde 2013, sí es de obligado cumplimiento, aunque hay otras personas que difieren. En 2020, cuando una activista de 28 años, Maryam Lee, decidió vivir sin el velo al darse cuenta de que legalmente podía hacerlo, se desató la polémica en Malasia y comenzó a ser investigada por las autoridades islámicas.
Por otra parte, aunque el uso del velo, no es obligatorio para las mujeres en Malasia, algunos edificios gubernamentales imponen un código de vestimenta que prohíbe a las mujeres, musulmanas y no musulmanas, entrar con "ropa reveladora".
De todas formas aunque el velo es  permitido en las instituciones gubernamentales, los funcionarias públicas tienen prohibido usar el velo que cubre todo el rostro o "niqab". Una sentencia del entonces Tribunal Supremo de Malasia en 1994 cita que el niqab, o purdah, "no tiene nada que ver con el derecho constitucional (de la mujer) a profesa y practica su religión musulmana", porque el Islam no obliga a cubrirse la cara.

#### Historia
Antes de la Revolución iraní de 1979, el uso del tudong era poco común, y los lugares en los que las mujeres solían llevar tudong eran áreas rurales. El uso del tudong aumentó considerablemente después de la década de 1970, a medida que aumentaba el conservadurismo religioso entre los malayos, tanto en Malasia como en Singapur. A partir de 2013, la gran mayoría de las mujeres musulmanas malayas usan tudongs. En 2015, incluso, Malasia tuvo una industria fashion que diseñaba dichas prendas.

## Norte de África
El principal velo tradicional del Magreb es el  haik, un velo que carece de identidad religiosa y que era usado por musulmanas, cristianas y judías. Si bien, su uso ha ido perdiendo relevancia en la región, siendo sustituido por velos islámicos internacionales tales como el hiyab, la shayla o el niqab, y, actualmente, solo se usa en algunas ciudades concretas de Marruecos.  Otra de las características de la región es que los gobiernos de casi todos los países de la misma promovieron (aunque no impusieron) el abandono del velo entre mediados del siglo XX y principios del XXI, según el caso, logrando que muchas mujeres urbanas no lo usaran (y su uso en las ciudades fue minoritario en ciertas épocas), aunque desde fines del siglo XX el velo ha vuelto a imponerse en varios de ellos, por decisión de las propias sociedades. Además, varios gobiernos de la región han tratado de luchar contra el terrorismo islámico implementando medidas tales como la eliminación de fotos de niñas veladas en libros de texto o la prohibición del niqab en los centros educativos y ciertas profesiones de varios países, por vincularlos con el terrorismo islámico. Al igual que en Oriente Próximo, la abaya es también una prenda frecuente en la región. Desde principios de la década de 2020 se ha notificado un descenso en el número de mujeres jóvenes que se velan en la región, caso de Marruecos, Túnez y Egipto.

### Argelia

Dos mujeres tejiendo en Argelia.

Argelia es un país laico y las mujeres, además de poder elegir su religión (en su mayoría el islam), también tienen libertad para elegir si quieren o no usar el velo. Sin embargo, el velo forma ya parte de la tradición argelina y la mayoría de las mujeres lo usa, siendo habitual en todos los grupos de edad. Así, según una encuesta realizada en 2008 por parte del "Centre d'information sur les droits de la femme et de l'enfant" ("Centro de Información sobre los Derechos de las Mujeres y los Niños", o CIDDEF por sus siglas en francés ), el 80% de las mujeres de Argelia usaba velo en esa época. A pesar de ello (y según una encuesta realizada por la empresa demoscópica Arabbarometer en 2019), sólo el 30% de la población defiende que esta debería ser impuesto.  Las mujeres lo pueden usar en todos los lugares públicos, incluidos los centros educativos (tanto escuelas como universidades), oficinas y espacios de divertimento, siendo también frecuente su uso en los lugares de culto. Además, tiene una presencia destacada tanto en las zonas urbanas como en las rurales. Tanto el uso del hiyab, que solo cubre el cabello, como del niqab, que es el velo que cubre todo el cuerpo, están muy extendidos. El velo en Argelia se suele aceptar como un elemento identificativo de la fe islámica pero también se suele usar por tradición o  presión familiar,  para evitar acoso por parte de los hombres o simplemente por decisión personal. Otros elementos que juegan a favor del uso del velo en Argelia son la influencia que tienen los medios de comunicación, la necesidad de encajar en una sociedad en la cual, por los motivos ya expuestos, la mayoría de las mujeres llevan velo y por moda. 
Además, a diferencia de Marruecos, donde el velo es mal visto por las clases media y alta, un reporte de 2007 indicó que el velo en Argelia se extendía entre las todas las clases sociales, siendo las jóvenes más religiosas (pero también académicamente más formadas) que las mujeres de las generaciones anteriores.
Las mujeres tienen el derecho a usar el hiyab o las cruces en su trabajo pero, desde el 2018, tienen prohibido vestir con el niqab debido a las dificultades de identificación que esta prenda implica. Por otro lado, el 22 de septiembre de 2017 el gobierno de Argelia prohibió el uso del nicab en las escuelas. En 2021 se desató una polémica cuando un profesor de ciencias islámicas exigió a sus alumnas que vistieran un velo en un instituto de la ciudad de Mascara, donde daba clase, por lo que los padres de las alumnas pidieron al director del centro que tomara cartas en el asunto.
Por otra parte, las leyes argelinas prohibieron la presencia de mujeres veladas en la televisión pública del país desde la independencia de Argelia hasta el 2022, cuando dicha prohibición fue abolida y comenzaron a trabajar mujeres veladas en la televisión pública argelina. En cualquier caso, no todas las argelinas apoyan el velo. Este es el caso de la activista por los derechos de la mujer Wassyla Tamzali, que rechaza el velo al considerarlo un elemento de dominio sobre la mujer, aunque sí defiende que en las últimas décadas muchas mujeres argelinas lo están usando como reafirmación y orgullo de su identidad musulmana frente a la discriminación que vivieron durante el dominio francés por las autoridades coloniales.

#### Historia

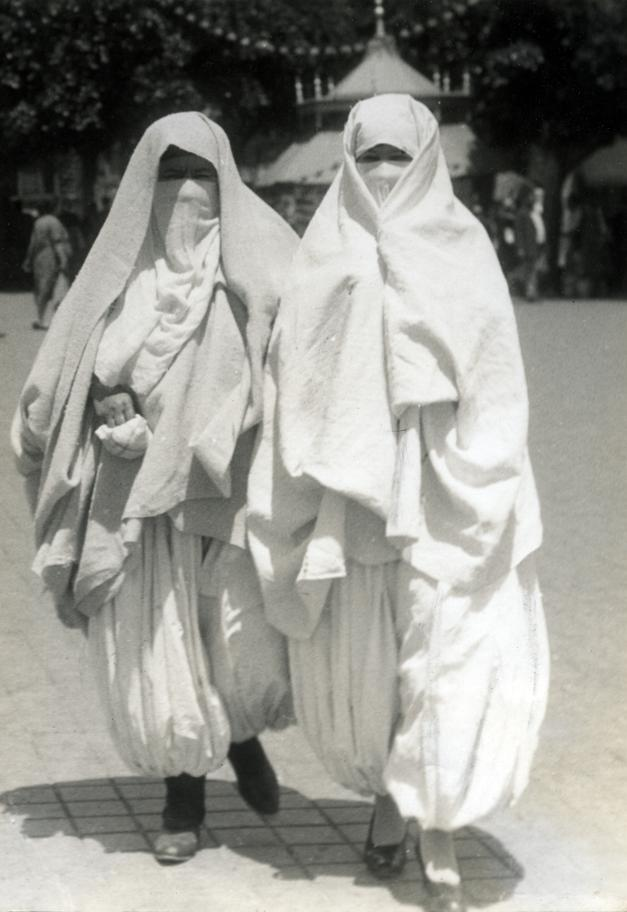
Mujeres en Argelia vistiendo un haik y un adyar, 1932.

El velo islámico se expandió entre las mujeres argelinas desde que el islam llegó al país en el siglo VII, de forma que terminó convirtiéndose en una prenda tradicional. En el siglo XVI se introdujo el haik en Argelia, un velo procedente de al-Ándalus y que se volvió tradicional en el Magreb.
Durante el dominio francés de Argelia el haik se volvió el velo más habitual del país. Con el estallido de la guerra de Independencia de la nación, muchas de las argelinas que participaron en la batalla de Argel de 1957 escondieron bombas en sus haiks. Debido a esto, tras la batalla, las autoridades francesas intentaron promover el abandono del velo en el territorio. Así, en 1958 se volvió frecuente que las esposas de los militares franceses  dirigieran desfiles en varias ciudades del país en los cuales algunas mujeres se desvelaban, así como ceremonias en las cuales las mujeres argelinas quemaban sus velos en fogatas frente a algunos militares y sus esposas, quienes trataban de hacer ver que estas defendían la emancipación de las argelinas. Sin embargo, estas ceremonias solo trataban de animar a las mujeres a abandonar el velo y algunas de las argelinas que  decidieron unirse a ellas, según han descubierto los historiadores, nunca habían usado un velo con anterioridad y solo querían influir a las mujeres que se velaban, mientras que otras fueron obligadas por el ejército a formar parte de ellas. 
Si bien, tras esa oleada de ceremonias, muchas argelinas que originalmente habían rechazado el velo comenzaron a velarse como una forma de rebelarse contra el dominio colonial y con sus intentos de acabar con la vestimenta tradicional, así como para indicar que ellas decidirían su propia forma de emanciparse. Incluso hubo mujeres que vovieron a velarse porque se arrepintieron de haber dejado el velo durante las ceremonias. Tras la independencia de Argelia en 1962, creció notablemente el número de adeptos al Islam y, con él, se incrementó el número de mujeres que se velaban.

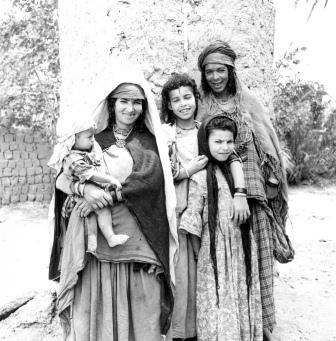
Grupo de mujeres en la Región Plateau, Argelia, entre 1955 y 1963.

Durante los años 70 y 80 los diferentes gobiernos del país impusieron, entre otras normas estrictas con respecto al Islam, un código de vestimenta femenina específico que incluía, en el caso de que se usara hiyab o velos similares, llevar el velo atado debajo de la barbilla y una gabardina beige alargada. Esta vestimenta fue denominada por el gobierno como uniforme de las estudiantes, con el fin de fomentar la aceptación a dicha ropa. La imposición implicaba represiones por parte de la policía a quienes se saltaran esa norma.
A partir de los años 80 el haik comenzó a abandonarse, siendo sustituido por el hiyab.
En 2013, un grupo de algo más de 20 mujeres defendieron el uso del haik, debido a su valor tradicional. Así, cruzaron  las calles de Argel con esa prenda y con un pañuelo denominado adyar, el cual, también tradicional y blanco,  cubre el rostro de la mujer, dejando asomar solamente los ojos. Sin embargo, en 2022 este tipo de velo ya estaba prácticamente desaparecido en el país y, actualmente, su uso solo se limita a las fiestas tradicionales.
En marzo de 2023 hubo una polémica en torno a la celebración pro-velo realizada por un colectivo estudiantil en uno de los campus de la Universidad de Argel con base en la adopción del velo de 150 estudiantes.

### Egipto
Al igual que ocurre en la mayoría de los países musulmanes, el velo es legalmente opcional en Egipto. Sin embargo, en 2007 (y según el New York Times), el porcentaje de mujeres que vestía con un velo alcanzaba el 90 % de ellas. La mayoría de las egipcias lo usan, principalmente, por cuestiones culturales (simboliza el paso de la infancia a la madurez ) y religiosas  pero también hay muchas mujeres que lo usan por presión social (lo que solo suele  afectar a la clase baja, que representa un 80% de la sociedad egipcia)  o por moda. La mayoría de las egipcias usa el hiyab y la shayla, pero una importante minoría usa el niqab, de forma que este tiene también una presencia significativa en el país.

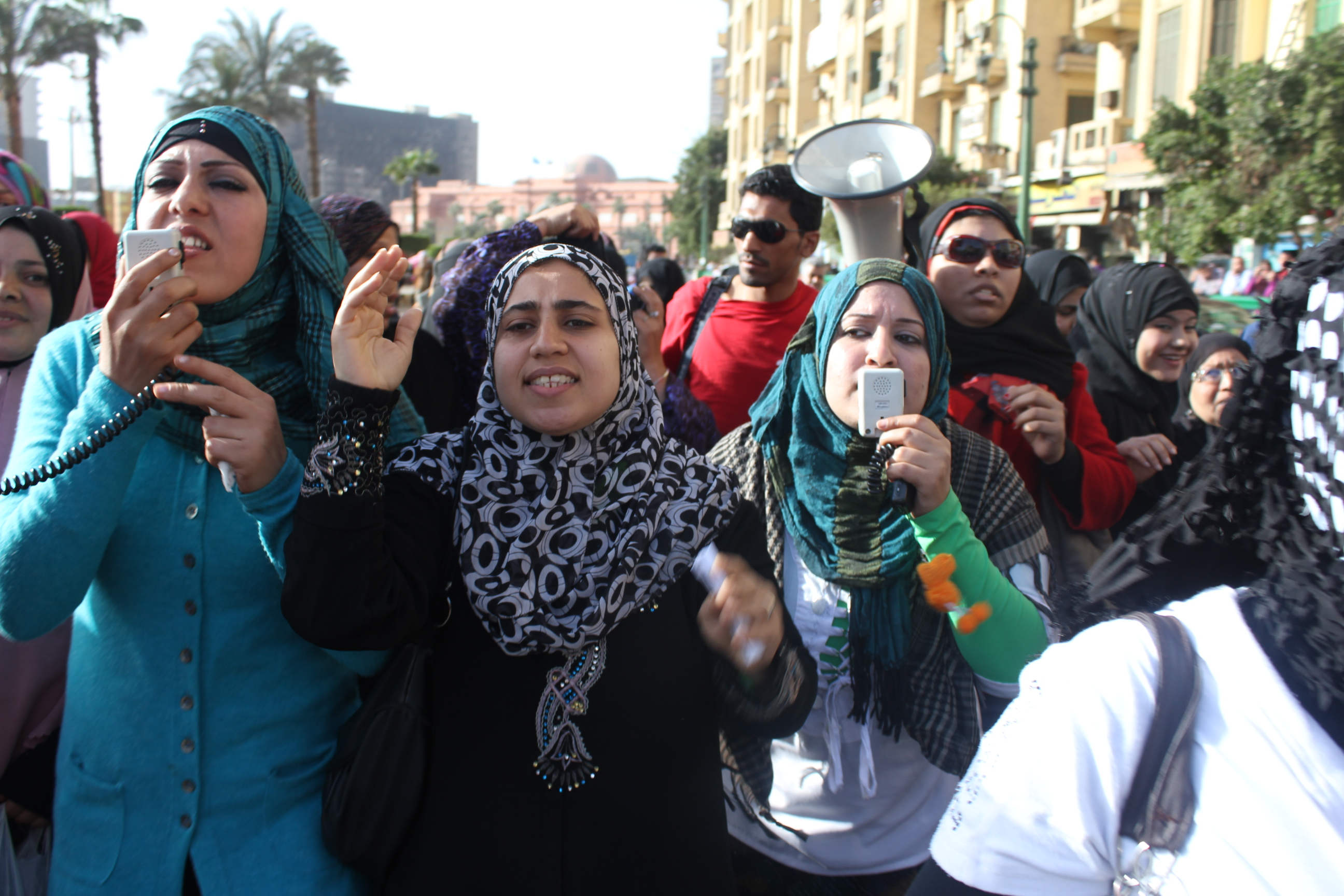
Mujeres con hiyabs y shaylas protestando en una manifestación del 2011 en Egipto.

La edad en la que las niñas comienzan a usar el velo varía según el individuo, pero mucha gente está velando a sus hijas (y de forma creciente) desde que estas tienen 7 años. Sin embargo, se sabe que también hay muchas mujeres que están dejando de usar el velo, aunque no existen encuestas objetivas al respecto, y muchas de las jóvenes que usan el hiyab, al igual que sucede en otros países tales como Jordania, lo tienen más como una prenda de moda que como una religiosa. Así, muchas mujeres egipcias están combinando hiyabs coloridos con una vestimenta de estilo occidental, en vez de con la abaya tradicional, y algunas de las mujeres que usaban el hiyab como una tendencia de moda, con el tiempo, han dejado de usarlo.
A pesar del dominio del velo en la sociedad egipcia, el gobierno y las elites han tratado de restringirlo, ya que lo considera un símbolo político. El velo islámico estuvo prohibido en la televisión pública egipcia entre 1952 y 2017. Así, en 2002, dos presentadoras televisivas fueron despedidas de la cadena en la que trabajaban por vestir el hiyab en la televisión egipcia. A partir del 2017 el gobierno (perteneciente a los Hermanos Musulmanes) ha ampliado su postura a favor del velo islámico, permitiendo mujeres veladas en la televisión pública del país (aunque esto ya era habitual en las privadas). Por otro lado, muchos miembros de la elite egipcia también se oponen al velo, creyendo que dicha prenda perjudica al secularismo. En 2012 algunas empresas prohibieron los velos y las élites egipcias apoyaron dichas prohibiciones. Así, ha habido polémica sobre ciertos establecimientos que prohíben la entrada de mujeres veladas, caso de algunos bares, restaurantes, complejos turísticos de primera clase o piscinas (donde las mujeres no pueden acceder con burkinis), que son las denominadas "zonas libres de hiyab".
Con respecto particularmente al nicab, muchas mujeres han seguido la tendencia de países como Arabia Saudí y visten un nicab negro junto con una abaya del mismo color, pero otras muchas visten nicabs de diversos colores o manipulan la shayla para esconder su rostro a modo de nicab, lo que ha sido denominado como "medio niqab". Sin embargo, las autoridades están preocupadas por el creciente número de munaqqabat, o mujeres que usan el nicab, ya que ocultan su rostro, y porque vinculan la prenda con una defensa al salafismo, un sistema islámico radical que, según ellos, podría poner en peligro la seguridad del país.  Así, varias universidades (la Universidad Americana de El Cairo, la Universidad de El Cairo y la Universidad de Helwan) intentaron negar la entrada a sus instalaciones a aquellas mujeres que vistieran un niqab en 2004 y 2007. En 2009, el propio gobierno prohibió el uso del niqab en la Universidad de El Cairo, así como durante los exámenes universitarios.  Sin embargo, varios grupos de islamistas y de defensores de los derechos humanos se manifestaron contra las prohibiciones del ministro de Educación, Hany Mahfouz Helal, y esas prohibiciones fueron abolidas posteriormente. Además, en octubre del mismo año (2009), un eminente estudioso del islam en Egipto, Mohammad Tantawi, quien también sirve como director de la Universidad Al-Azhar, publicó un fatwa señalando que los velos que cubren la cara no tienen ninguna importancia en el Islam. Ese fatwa lo publicó después de haber pedido a una alumna con niqab, que estaba presente en su aula, que se quitara dicha prenda.  En septiembre del 2023, el gobierno egipcio prohibió que las niñas puedan vestir el nicab en los centros educativos, aunque las profesoras sí podrán seguir vistiéndolo de manera opcional. Por otra parte, a pesar de que el uso del velo no es oficialmente obligatorio, muchas escuelas de El Cairo, especialmente las públicas, exigen a sus alumnas vestir con el velo, salvo que se declaren de otra religión. Esta práctica, sin embargo, no es aceptada por las leyes del país, según las cuales las profesoras no pueden obligar a sus alumnas a vestir con velo si ellas no quieren. Además, en caso de que las niñas decidan hacerlo, deben comunicárselo a su tutor.
Una de las egipcias destacadas que se ha mostrado contraria al uso del velo fue la escritora Nawal El Saadawi, al considerarlo un signo de opresión.

#### Historia
A principios del siglo XX, durante el  protectorado británico de Egipto, las autoridades británicas desalentaron el uso del velo y la mayoría de las mujeres con estudios universitarios, incluyendo las musulmanas devotas, dejaron de usarlo, con el fin de obtener posiciones modernas de poder.  Después de regresar del Congreso de la Alianza Internacional por el Sufragio Femenino en Roma en 1923, la feminista Huda Sha'arawi se quitó el velo y el manto, un acontecimiento destacable  en la historia del feminismo egipcio. Las mujeres que fueron a saludarla se sorprendieron al principio, luego rompieron en aplausos y algunas se quitaron los velos y los mantos.

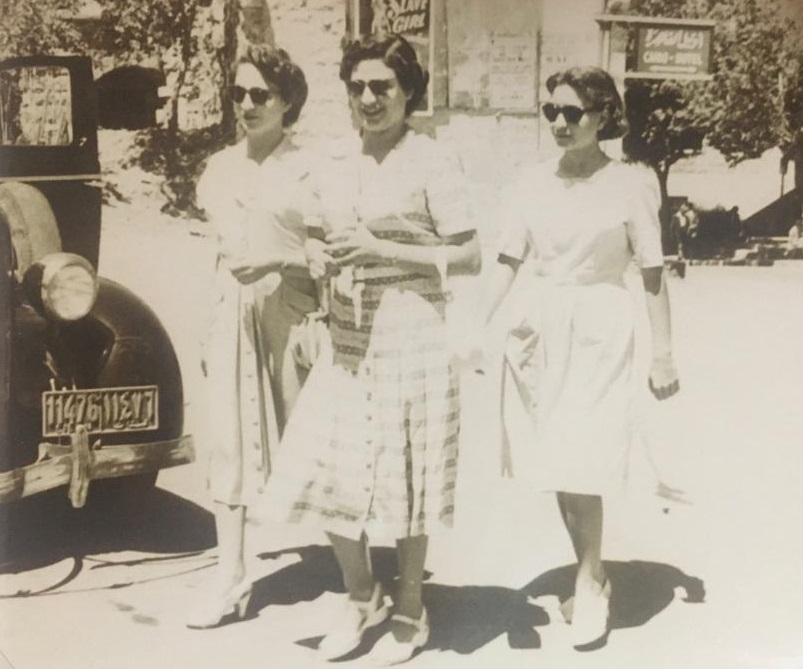
Tres mujeres en una calle de El Cairo a principios de los años 50.

Su decisión de quitarse el velo y el manto fue parte de un movimiento de emancipación de la mujer mucho mayor y fue influenciada por una feminista egipcia nacida en Francia llamada Eugénie Le Brun, aunque contrastaba con la feminista Malak Hifni Nasif. Siguiendo el ejemplo de Sha'arawi, otras muchas mujeres comenzaron a abandonar el velo facial en el mundo musulmán.
Si bien, a partir de finales de los años 20  el velo adquirió connotaciones políticas. Así, organizaciones islamistas de mujeres tales como la Asociación de Mujeres Musulmanas, vinculada a los Hermanos Musulmanes y fundada en 1936, promovieron el velo. Sin embargo, las feministas egipcias escogieron el camino contrario y promovieron la idea del desvelamiento a través de la revista L’Egyptienne, donde noticiaron el crecimiento del desvelamiento en otros países musulmanes, caso de Turquía y de El Líbano. Así, la idea de modernidad comenzó a ser vinculada con la ausencia de velo, lo que incrementó el número de desvelamientos. A esto hay que sumarle la influencia del cine egipcio, pues las actrices nacionales (y los personajes que interpretaban) vestían al modo occidental. Además, en 1937, y probablemente por la influencia egipcia, ni la Escuela Hanafi ni la Malikí, ambas  centradas en la jurisprudencia islámica, consideraban importante que las mujeres usaran velos faciales, algo de lo que  el Comité de Al-Azhar de Fatwa se encargó de informar. Por todo ello, a finales de los años 30 la mayoría de las mujeres urbanas ya no usaba velos que les cubrieran el rostro.  
Según el profesor de Estudios Árabes e Islámicos de la Universidad de Alicante Luis F. Bernabé Pons, en los años 50 y 60 la mayoría de las mujeres egipcias ya ni siquiera usaba ningún tipo de velo (de hecho, las prendas femeninas de uso más frecuente en las ciudades eran las camisas de manga corta y las minifaldas), salvo en las regiones rurales y en las conservadoras.  Fue en esta época, concretamente en 1958, cuando se produce el ya famoso discurso del presidente socialista Gamal Abdel Nasser (quien presidió el país entre 1954 y 1970) con respecto a la petición del líder de los Hermanos Musulmanes de que obligara a las mujeres de su país a vestir con el velo. Nasser contó que su respuesta a dicha petición fue la siguiente: 

Tu hija estudia medicina. No lleva velo. Si tú mismo no puedes imponer el velo en tu hija, ¿qué te hace pensar que yo puedo imponerlo a diez millones de mujeres egipcias?

La respuesta de Nasser despertó las risas del público. De todas formas, aunque el gobierno egipcio  permitió a las mujeres decidir si usar el velo, este sí impuso leyes para restringirlo en ciertos ámbitos públicos. Así, la televisión pública prohibió la presencia de mujeres veladas desde 1952 hasta el 2017.
En 1967, cuando la guerra de los Seis Días (en la cual participó Egipto) decantó la victoria a favor del bando israelí, se extendió el pesimismo en Egipto, pues mucha gente vinculó la derrota del país a un castigo divino por haberse alejado de las exigencias coránicas. Esta idea promovió el rechazo a las políticas de Nasser, quien terminó defendiendo un cambió en el sistema político del país.         Si bien (y según el medio de comunicación árabe Al Jazeera) las mujeres que no llevaban velo aún eran mayoría en la década de los 70 (de hecho, en 1970, solo el 30% de las mujeres se velaban). Sin embargo, el sucesor de Nasser, Anwar Sadat (exmiembro de los Hermanos Musulmanes, quien alcanzó la presidencia a principios de la década de los 70), no solo promovió la presencia de los Hermanos Musulmanes en las universidades para hacer frente a los políticos izquierdistas de la oposición (apoyados por los universitarios) sino que también permitió que esos (que habían acordado con el gobierno de Arabia Saudí introducir el Wahabismo en Egipto) promovieran los velos islámicos, principalmente el llamado nuevo hiyab (que ellos mismos crearon y que difundirían por el resto del mundo musulmán), extendiendo la idea de que esa era la prenda adecuada para las mujeres musulmanas (de hecho, fueron precisamente las universidades los primeros lugares que tuvieron presencia de mujeres veladas, aunque estas fueran una minoría en las mismas en los años 70). Debido a que este grupo poseía una serie de escuelas y hospitales dirigidos a las clases bajas, sus ideas lograron un gran alcance, favoreciendo la expansión del velo. Así, este comenzó a tener también una presencia destacada en los medios de comunicación e, incluso, en la cultura popular (algunos cantantes de música pop cantaron a favor del velo). A esto se sumó que, en la década de 1970 (aunque especialmente en el año 1974) y principios de la de  1980, más de tres millones de hombres y mujeres egipcios emigraron a países del Golfo Pérsico, los cuales estaban pasando por un periodo en el que el velo y la abaya tradicional, la negra, eran de uso obligatorio, y cuando las mujeres regresaron a Egipto continuaron usando el velo y la abaya negra. Debido a estas razones, el velo, gradualmente, se fue extendiendo por todo el país (aunque no sin cierta oposición por parte de los padres y abuelos de muchas de las nuevas veladas) hasta convertirse en una prenda de uso mayoritario entre las mujeres.
Para 1990 se estimaba que el porcentaje de mujeres veladas había alcanzado el 65% y en 2007 ya era un 90%; eso es así incluso aunque el velo nunca se haya impuesto legalmente en Egipto. Además, el hecho de que la mayoría de las mujeres lo usen ha originado una presión para usarlo sobre aquellas mujeres que, en otros contextos, no lo usarían, ya que son forzadas a llevarlo por la propia sociedad  (salvo sobre aquellas de clase alta). A pesar de ello, el aumento de la violencia en Egipto derivada del wahabismo provocó que, en la década de los 90, el gobierno prohibiera que las estudiantes llevaran velo en los institutos, lo que originó numerosas protestas, tanto de padres como de alumnas (incluso algunas estudiantes que no llevaban velo, comenzaron a hacerlo para defender a las que habían sido expulsadas por llevarlo).
Cuando en 2013 el entonces presidente Mohamed Morsi, miembro de los Hermanos Musulmanes, fue sustituido en el gobierno, el uso del velo, que hasta ese momento había seguido expandiéndose, comenzó a caer, incluso aunque fuera introducido en ámbitos donde antes estaba prohibido (caso de la Televisión pública en 2017).

### Libia
En Libia, tanto las mujeres musulmanas como las que no profesan dicha religión pueden elegir, por ley, si usar el velo y la  abaya (vestido largo que cubre todo el cuerpo), o no usarlo.  La mayoría de las mujeres usan el hiyab, pero también hay muchas que usan el niqab, la cual ha pasado de ser una prenda casi inexistente a tener una gran presencia en la sociedad. Aunque muchas de las  mujeres que usan el hiyab usan la abaya, otras muchas, al igual que en otros países musulmanes, usan la ropa occidental.

#### Historia
En la década de 1950, la impresión de la periodista Nel Slis era que "el 99 % de las mujeres libias" llevaban velo en público. Sin embargo, informó que se esperaba que la reina Fatima el-Sharif viviera recluida y sólo apareciera sin velo y vestida con ropa moderna cuando estaba en compañía de mujeres o cuando estaba en el extranjero, aunque había pertenecido al pequeño porcentaje que había aparecido sin velo en público antes de convertirse en reina.
Un elemento central de la Revolución del 1 de Septiembre de 1969 fue el apoderamiento de las mujeres y la eliminación de su estatus inferior.
En la década de 1970, la emancipación femenina dependía de la edad de las mujeres. Así, según un observador, las mujeres urbanas menores de treinta y cinco años solían vestir con ropa de estilo occidental, habiendo descartado el velo. Las personas de entre treinta y cinco y cuarenta y cinco años estaban cada vez más dispuestas a considerar ese cambio, pero las mujeres mayores de cuarenta y cinco años parecían reacias a renunciar a la protección que creían que les brindaban sus velos y su vestimenta habitual. Una década más tarde, en los años de 1980, la mayoría de las mujeres urbanas vestían con ropa occidental y sin velo. Esto cambió en la década de 2000, cuando el uso del velo en las mujeres comenzó gradualmente a convertirse nuevamente en la norma. Hoy en día (2024), es bastante raro que las mujeres libias no lleven el velo.

### Marruecos

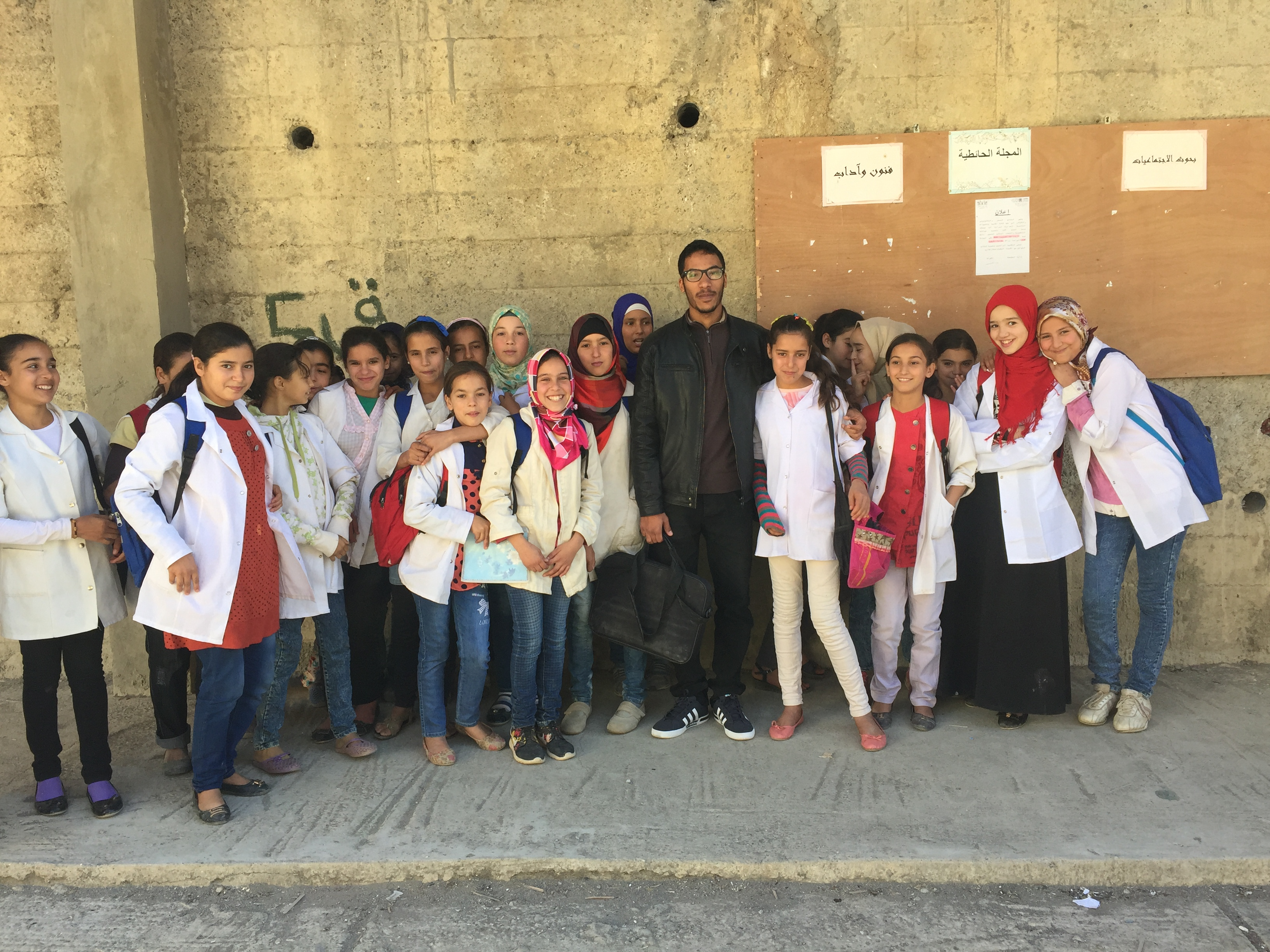
Grupo de adolescentes de un instituto en Marruecos.

El velo es legalmente opcional en Marruecos. Así, aunque predominan las mujeres que usan el velo, especialmente en las regiones rurales, hay también muchas mujeres que no se lo suelen poner.  Debido a que muchas mujeres no se velan, se ha extendido la idea en Marruecos de que las mujeres que sí usan el velo lo llevan por razones políticas. Sin embargo, las razones del porqué se velan son más diversas, e incluyen también factores religiosos, culturales (lo que incluye costumbres y tradiciones) y de presión social. Por otra parte, aunque también pueden haber familias que presionan a las mujeres que pertenecen a ellas para que usen el velo, pudiendo estas sufrir rechazo si no lo usan, hay otras muchas donde lo que impera es la libre elección de las mujeres que pertenecen a ellas, siendo frecuente la buena relación entre las mujeres veladas y no veladas, ya sean hermanas entre ellas, madre e hija o amigas. La mayoría de las mujeres veladas usa el hiyab o la shayla, los cuales suelen combinar o bien con la ropa tradicional (entre la que destaca la  chilaba), con abayas o con ropa de estilo occidental. Si bien, algunas mujeres de tercera edad y las que viven en ciertas zonas conservadoras del norte visten con niqab. Muchas mujeres usan un hiyab colorido, lo cual es considerado como un elemento de moda en el mundo musulmán.  Sin embargo, y aunque aún hay muchas mujeres jóvenes que se velan, su número ha decrecido desde los últimos años de los 2010 debido a la pérdida de apoyo al  islamismo, y eso a pesar de la presión social (el cual se transforma, en algunos casos, en acoso) para que las mujeres se velen. De hecho, una encuesta conducida por el periódico marroquí L’Economiste entre el 27 de julio y el 12 de septiembre de 2022, en la cual se entrevistó a 1061 marroquíes, concluyó que el 62 % de los hombres y el 67 % de las mujeres defendían que el velo debía ser de uso obligatorio. La mayoría de ellos, un 74 %, vivía en el Norte y el Este del país.  Esto diferencia a Marruecos de otros países musulmanes tales como Argelia o Yemen, donde solo una minoría defiende que el velo debería imponerse.

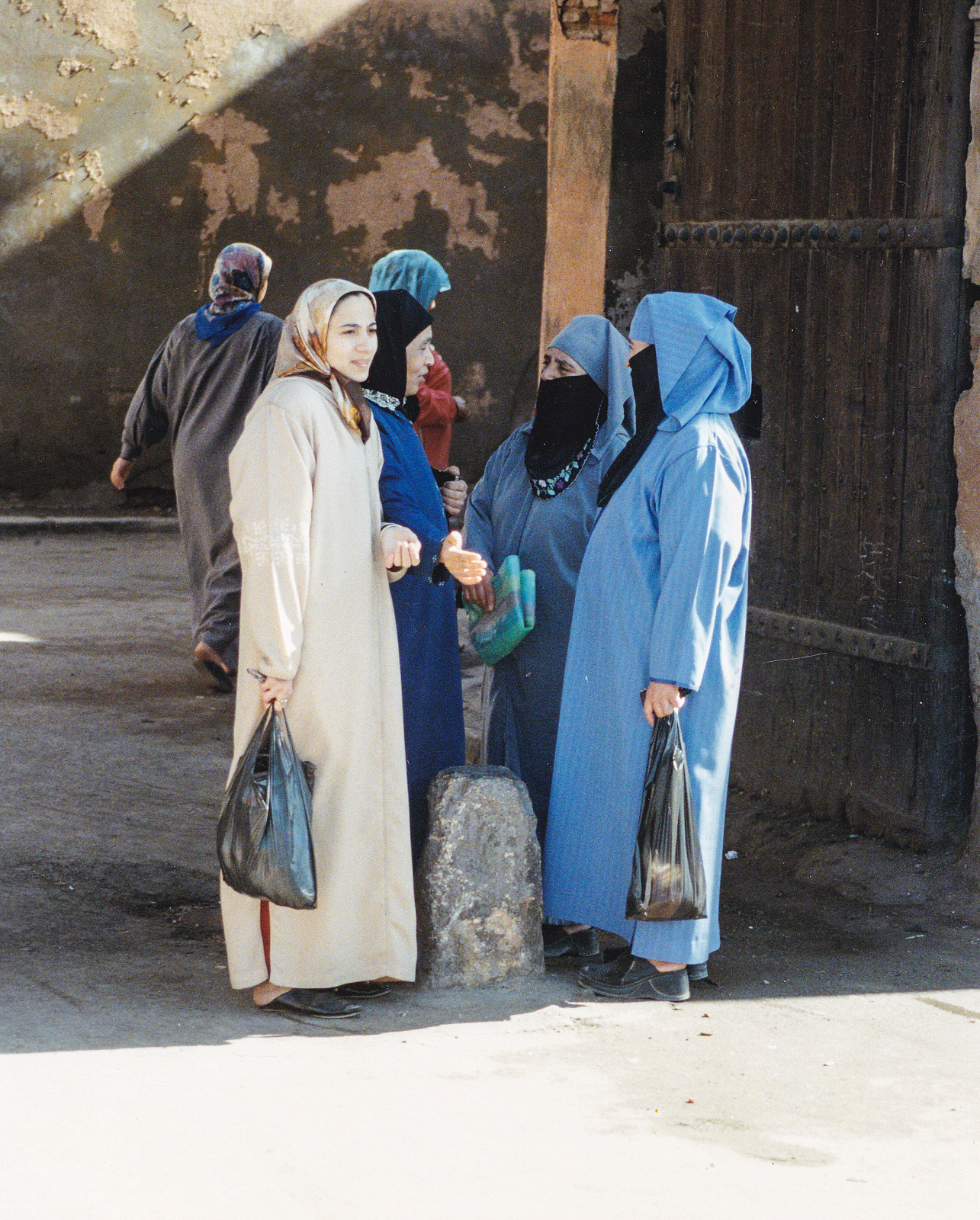
Grupo de mujeres con velos islámicos y con chilabas en Marruecos.

Por otra parte, en 2006 el Ministerio de Educación de Marruecos eliminó una foto de una mujer y su hija pequeña, las cuales  portaban velos,  de un libro de texto de educación religiosa básica, así como un texto coránico que,  según como era interpretado, pedía que las niñas usaran velos. La toma de esta decisión se debió a que el Gobierno de Marruecos vinculó el velo infantil con la ideología de grupos extremistas islámicos y porque el ministerio de ese país consideró que el velo femenino y la barba de los hombres son elementos vinculados a una facción política concreta, lo que se opone al sistema educativo marroquí, el cual,  según señaló, debe representar al conjunto de la sociedad de su país.  Si bien, grupos conservadores criticaron la decisión ya que plantearon que los niños y niñas, en el futuro, podían caer en ideas extremistas si no recibían la suficiente educación religiosa en los centros educativos.
Por otro lado, el velo está completamente –e incluso implícitamente– prohibido en varias profesiones de Marruecos, incluyendo el ejército, la policía y el trabajo de azafatas de vuelo. En enero de 2017 el gobierno de Marruecos volvió ilegal la fabricación, comercialización y la venta del burka, velo tradicional de las mujeres pastún de Afganistán, ya que muchos criminales se han ocultado a través de dicho velo para delinquir. La medida ha sido muy polémica en Marruecos y algunas mujeres nativas han criticado en las redes sociales que los medios de comunicación que han hablado del tema relacionen la situación de las mujeres musulmanas con la de “aquellas pertenecientes a tribus machistas barbudas". Voces críticas contra el uso del velo (y otros asuntos relacionados con la mujer en Marruecos) las encontramos en las activistas feministas marroquíes Sanaa El Aji y Najat El Hachmi
, quienes señalan que la propia familia y la sociedad presionan a las mujeres que no quieren usar el velo para usarlo.

#### Historia
En las primeras décadas del siglo XX surgieron las primeras movilizaciones feministas y los primeros desvelamientos conocidos. Así, la escritora Malika al-Fassi fue una de las primeras marroquíes que, siguiendo el ejemplo de la egipcia Huda Sharawi en 1923, se quitó el velo, además de fundar la primera organización feminista de Marruecos en los años 30 y ser la primera mujer en participar en organizaciones nacionalistas contra el dominio francés del país. Las agrupaciones feministas marroquíes lucharon contra el haik y defendieron la incorporación de las mujeres a la política y la educación.
Hasta finales de los años 50 la mayoría de las mujeres de Marruecos usaba un tipo de velo concreto que solo les tapaba la zona inferior de la cara (los labios y la barbilla), y lo combinaban con una chilaba, mientras que el haik solo se usaba en las ciudades. Así, el haik lo vestían, incluso, las campesinas cuando viajaban a ellas. Por su parte, la mayoría de las jóvenes vestían con ropa occidental desde, al menos, los últimos años de la década de los 40 o principios de los cincuenta. Además, en 1947, la princesa Lalla Aisha y sus hermanas también comenzaron a presentarse sin velo en el ámbito público, apoyadas por su padre, Mohamed V, quien defendía la emancipación de la mujer.
Entre finales de la década de los 50 y principios de los 80, la mayoría de las mujeres ya no usaba el velo, sino solo una chilaba o ropa occidental, y los niqabs eran raros en universidades de ciudades tales como Rabat. La situación cambió a partir de los años 80, debido a la Revolución Iraní, el cual tuvo un gran impacto en el mundo musulmán. A partir de ese momento, el número de mujeres que usaba el velo creció notablemente, aunque siguió siendo una prenda opcional.
En 2004 varios centros educativos y empresas prohibieron el uso de velos en sus instalaciones, por lo que a las mujeres que lo usaban no se les permitía acceder a ellas, lo que fue muy criticado en el país. Esto sucedió a raíz del 11-S y de los atentados de Casablanca de 2003.
En las décadas de los 2000 y 2010, el uso del velo islámico creció entre las jóvenes, de forma que su uso se extendió más entre ellas que entre las mujeres de las generaciones anteriores (a excepción de las mujeres de tercera edad), las cuales no veían con buenos ojos el aumento de jóvenes que usaban dicha prenda. Sin embargo, desde finales de los 2010, está teniendo lugar la situación contraria.

### Túnez

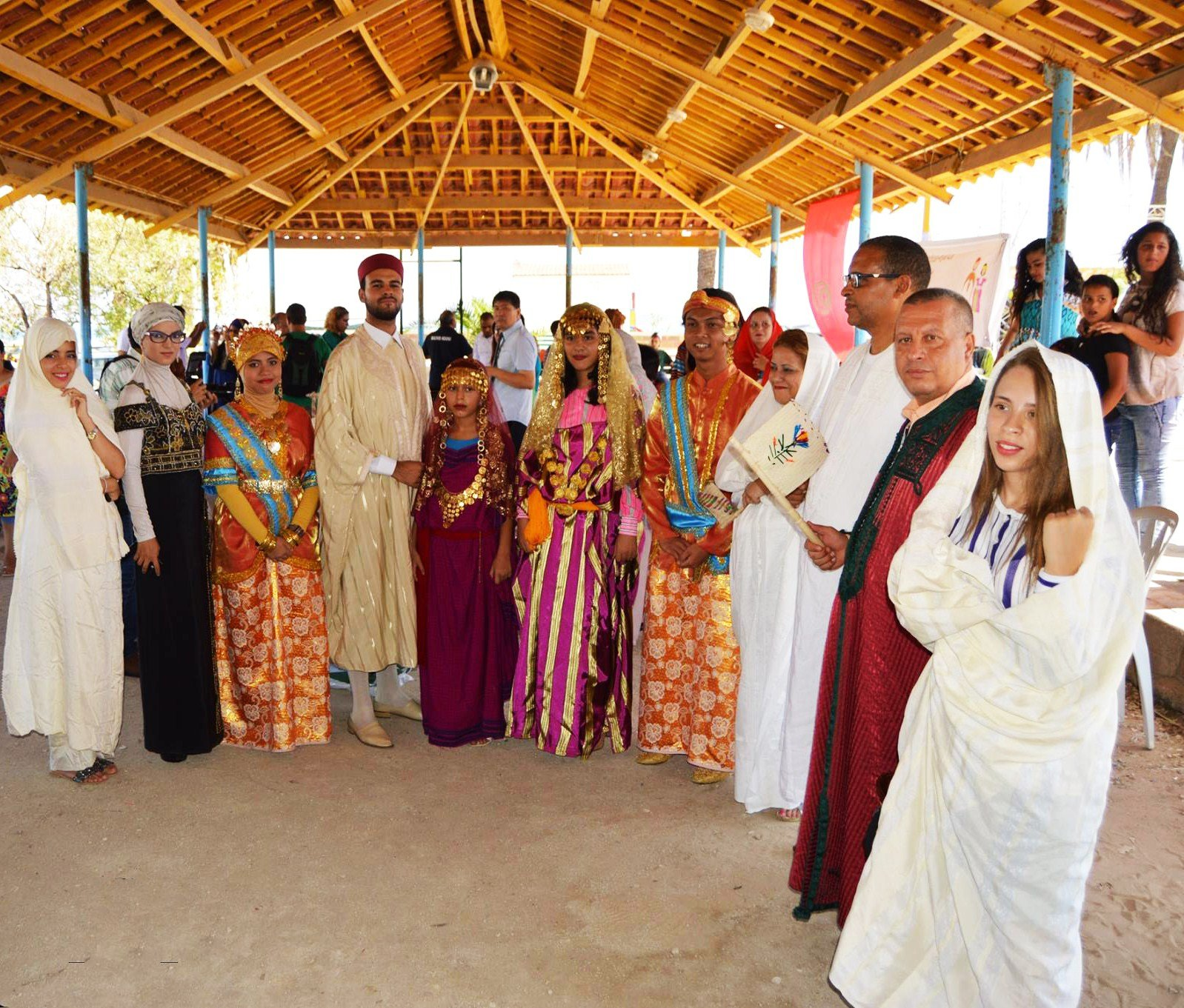
Mujeres y hombres de Túnez vistiendo ropa tradicional e islámica

El Gobierno de Túnez no impone ni prohíbe el uso del velo islámico. Así, en las ciudades hay muchas mujeres que lo usan y otras que no, mientras que en las zonas rurales la mayoría de las mujeres usa el velo. Si bien, su uso está decreciendo entre las mujeres. A pesar de ello, hay mucha gente defensora del velo que está velando a sus hijas desde que estas tienen 8 o 9 años, pero también hay mujeres que no aprueban su uso por parte de las niñas. La mayoría de las mujeres que se vela usa el hiyab y la  shayla y estas se suelen usar tanto por motivos religiosos como por moda. Las que no lo usan suelen vestir al modo occidental.
En cuanto al niqab, esta no es una prenda muy habitual en Túnez; Solo es usada por una minoría de las mujeres del país y sus detractores consideran que su uso es una  influencia del salafismo, el cual es originario de Oriente Próximo, por lo que se ha visto como una prenda extranjera y extremista. Su uso fue prohibido en las universidades en 1956, y esa prohibición se ha mantenido hasta la actualidad, lo que ha provocado manifestaciones de estudiantes que defienden su derecho a usar el niqab en las universidades,  aludiendo a su identidad religiosa.  Además, en 2019 se prohibió su uso en los edificios públicos y oficinas pertenecientes al gobierno a raíz de un atentado terrorista suicida ocurrido en la capital por parte de un grupo perteneciente al Estado Islámico (cuyo cabecilla, según indicaron varios medios, intentó ocultarse tras un niqab, aunque la Policía nunca mencionó tal cosa).  Por otro lado, a pesar de los muchos derechos que han conseguido las mujeres en Túnez (ahora tienen acceso a la educación superior, siendo mayoría en las universidades, pueden trabajar en el ámbito público –y muchas lo hacen, habiendo incluso ejecutivas–, pueden votar desde los 18 años, los hombres solo pueden tener una esposa, las mujeres pueden abortar, están comenzando a proliferar las cafeterías mixtas –hasta ahora solo eran para  hombres–, aunque en las zonas turísticas), todavía las violaciones dentro del matrimonio y el tráfico sexual no son considerados delitos por la constitución del país y la población femenina de las zonas rurales, al parecer, sí ha visto perder sus derechos.

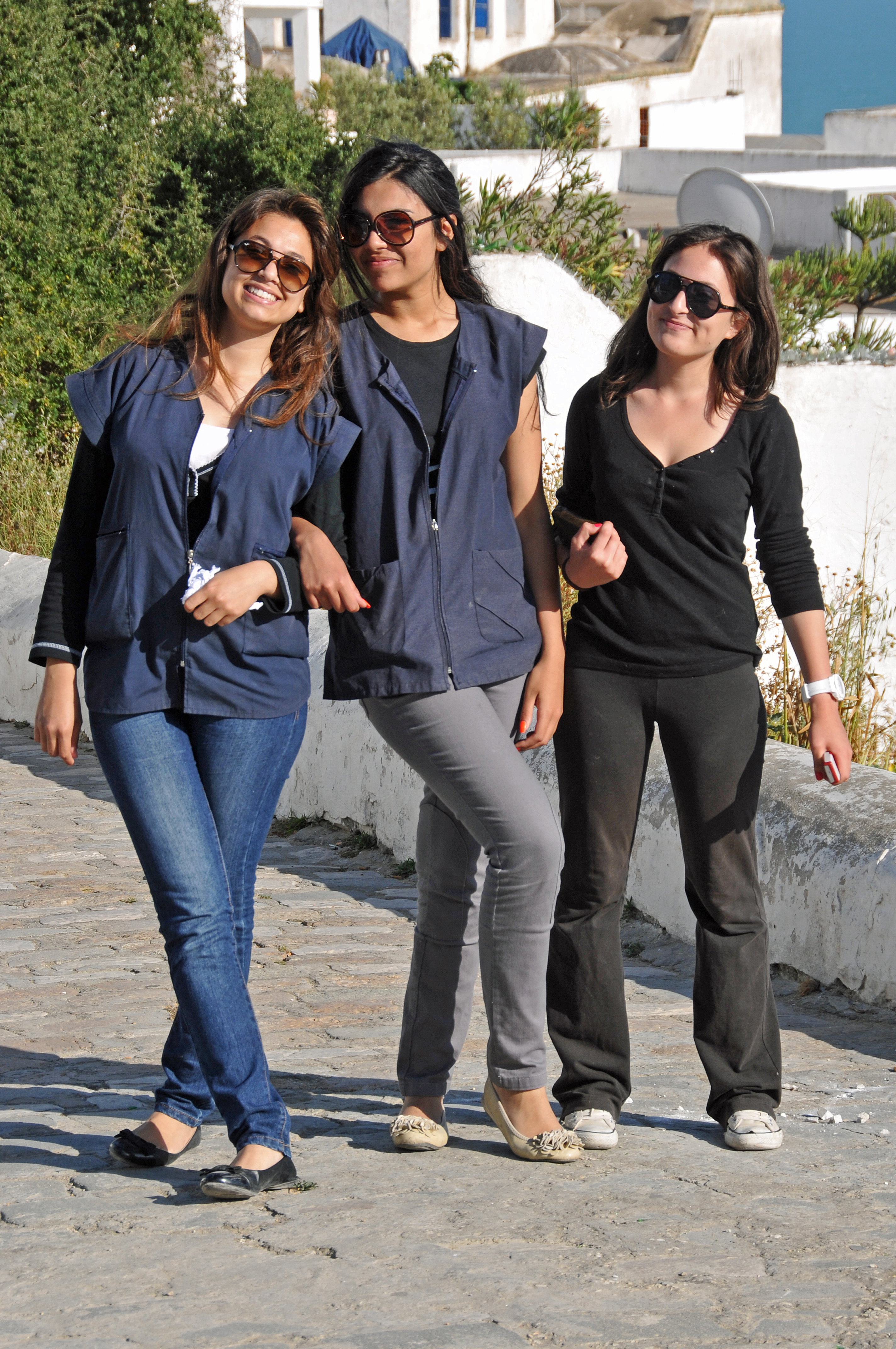
Mujeres de Túnez vistiendo al estilo occidental

#### Historia
En las primeras décadas del siglo XX surgieron las primeras movilizaciones feministas y los primeros desvelamientos conocidos. De hecho, la activista tunecina Bchira Ben Mrad fue una de las primeras mujeres del país que, siguiendo el ejemplo de la egipcia Huda Sharawi en 1923, se quitó el velo, además de fundar, en 1936, la primera organización feminista del país, la Unión Musulmana de Mujeres Tunecinas (UMFT). Esta y otras agrupaciones feministas tunecinas se rebelaron contra el haik y el sefsari, el velo tradicional tunecino, además de luchar por la incorporación de las mujeres a la política y la educación y contra el dominio francés del país. Sin embargo, durante la lucha por la independencia nacional, el entonces abogado  Habib Bourguiba favoreció el uso del sefsari, porque era visto como un símbolo de preservación de la identidad cultural tunecina frente al dominio colonial francés. 
Esto cambió en 1956 (poco después de la independencia y tras convertirse en el primer ministro de Túnez), ya que Bourguiba comienza a promover la idea de que las mujeres debían abandonar el velo, pues lo consideraba un símbolo de atraso.  Así, en la década de 1980, la mayoría de las mujeres urbanas no usaban el velo, salvo aquellas que pertenecían al llamado Movimiento de Tendencia Islámica.
Más tarde, en 1981, el gobierno prohibió que las mujeres llevaran el velo en los edificios gubernamentales, por lo que las mujeres que lo llevaran podían ser despedidas de sus puestos laborales. En 1986 el velo fue también prohibido en las escuelas. En 2006, la prohibición del velo se expandió a más ámbitos de la esfera pública, pues su uso se volvió ilegal en el resto de los lugares de dicha índole (calles, plazas, etc), donde la policía podía parar a las mujeres que lo llevaran y exigirles que se los quitaran, a la par que les advertían de que no lo usaran nuevamente. El gobierno se refirió al velo como una “forma de vestimenta sectaria que no fue invitada al país”.  En 2007, el velo se legalizó en las escuelas públicas a raíz de una denuncia que hizo una profesora de un centro escolar al que la directora del mismo le había prohibido impartir clases, aludiendo a que usaba un velo. Debido a que la justicia le dio la razón a la educadora, la prohibición de llevar el velo en los colegios fue anulada. Las restricciones que los gobiernos del país promovieron con respecto al uso del velo provocó que creciera el número de mujeres que lo usaban, llevándolo a modo de protesta y rebeldía contra las prohibiciones a usar dicha prenda.
En 2011, después de la Revolución tunecina, el uso del velo fue legalizado en los demás lugares públicos y su uso fue promovido por el Partido del Renacimiento, el principal partido de Derechas del país, considerándola como la prenda femenina esencial de Túnez. A partir de ese momento, su uso creció y mucha gente comenzó a velar a sus hijas cuando estas aún eran niñas. Sin embargo, desde principios de los años 2020 (y al igual que ocurre con otros países de la región), el uso del velo ha caído de nuevo, debido al crecimiento de la desconfianza hacia los islamistas, los cuales han controlado los últimos parlamentos que han administrado el país y no han podido solucionar los problemas que este sufre.

## Cuerno de África

### Somalia

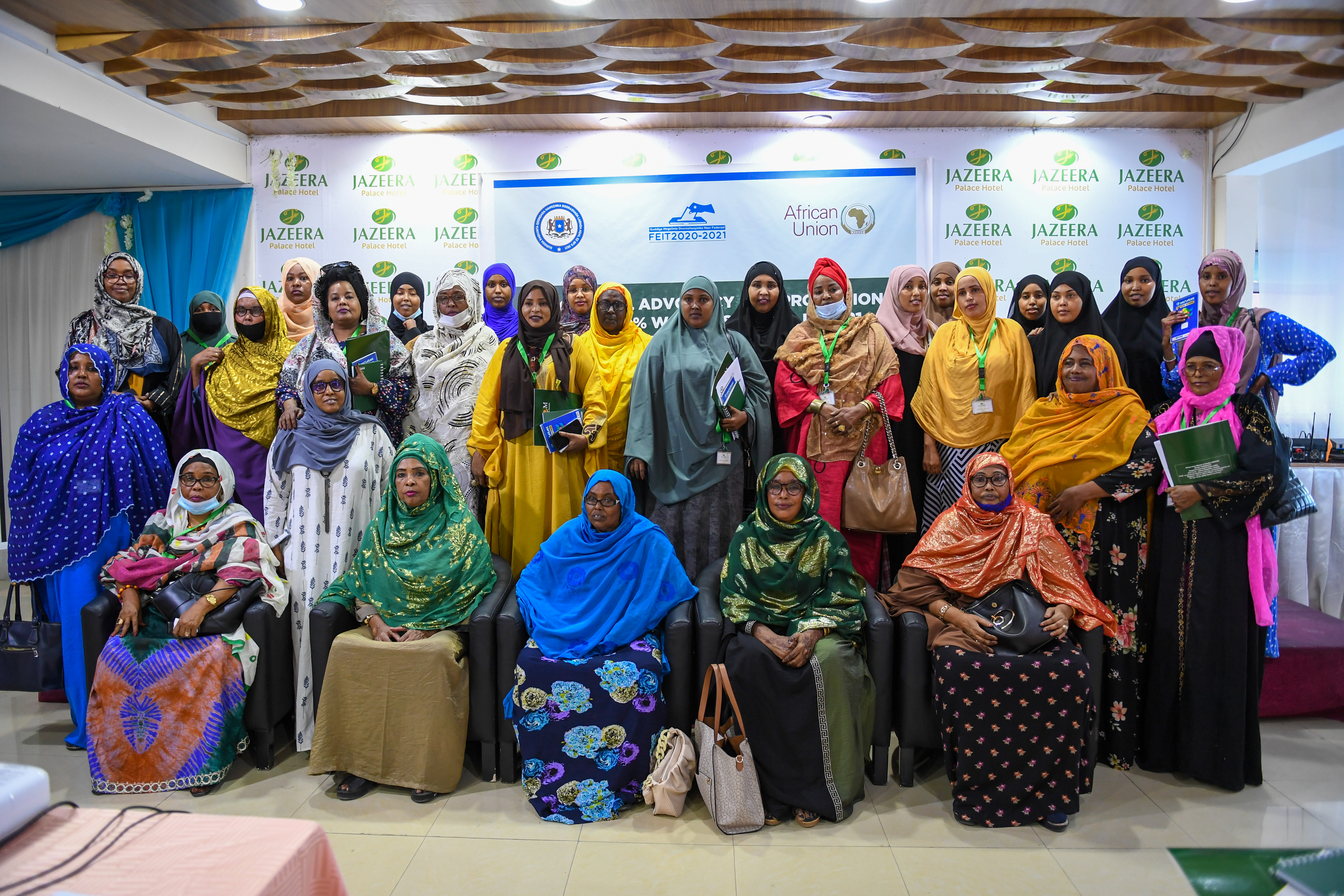
Foto grupal de las candidatas a las elecciones a la Cámara del Pueblo somalí realizada tras concluir un foro político organizado por la oficina de Asuntos Políticos de la Misión de la Unión Africana en Somalia (AMISOM), en Mogadiscio. Las mujeres llevan ŷilbabs.

El uso del velo es opcional en la mayor parte de Somalia. La excepción son las zonas controladas por el grupo islamista somalí Al-Shabaab, que gobierna varias regiones del Centro-Este y Sureste de Somalia y que impone el nicab y la abaya.
En el resto de Somalia, la realidad con respecto a la vestimenta es diferente y las mujeres pueden elegir la ropa que quieren usar. Si bien, sí deben cubrir sus hombros y tobillos, siguiendo las normas de modestia del Islam. La mayoría de las mujeres usan un traje islámico, principalmente el ŷilbab (también llamado jilbaab), el cual es tradicional del país y está formado por un pañuelo que cubre el cabello (el masar), el hiŷab (que cubre el contorno de la cara y los hombros) y una falda. Los ŷilbab son de colores diversos, tales como verde o magenta, pero, actualmente, no son habituales los de colores oscuros tales como negros o azules. Muchas mujeres lo usan porque creen que los problemas sociales de Somalia son un castigo divino debido a que los somalíes no son buenos musulmanes, por lo que han renunciado a sus trajes tradicionales para adoptar un traje islámico. Sin embargo, algunas somalíes rechazan el jilbaab porque creen que la adopción de este y del nicab significa una "arabización" del pueblo somalí. Así, no todas las mujeres usan velos ni trajes que incorporan uno. Muchas mujeres solteras o jóvenes, a veces, no cubren su cabeza con ninguna prenda.

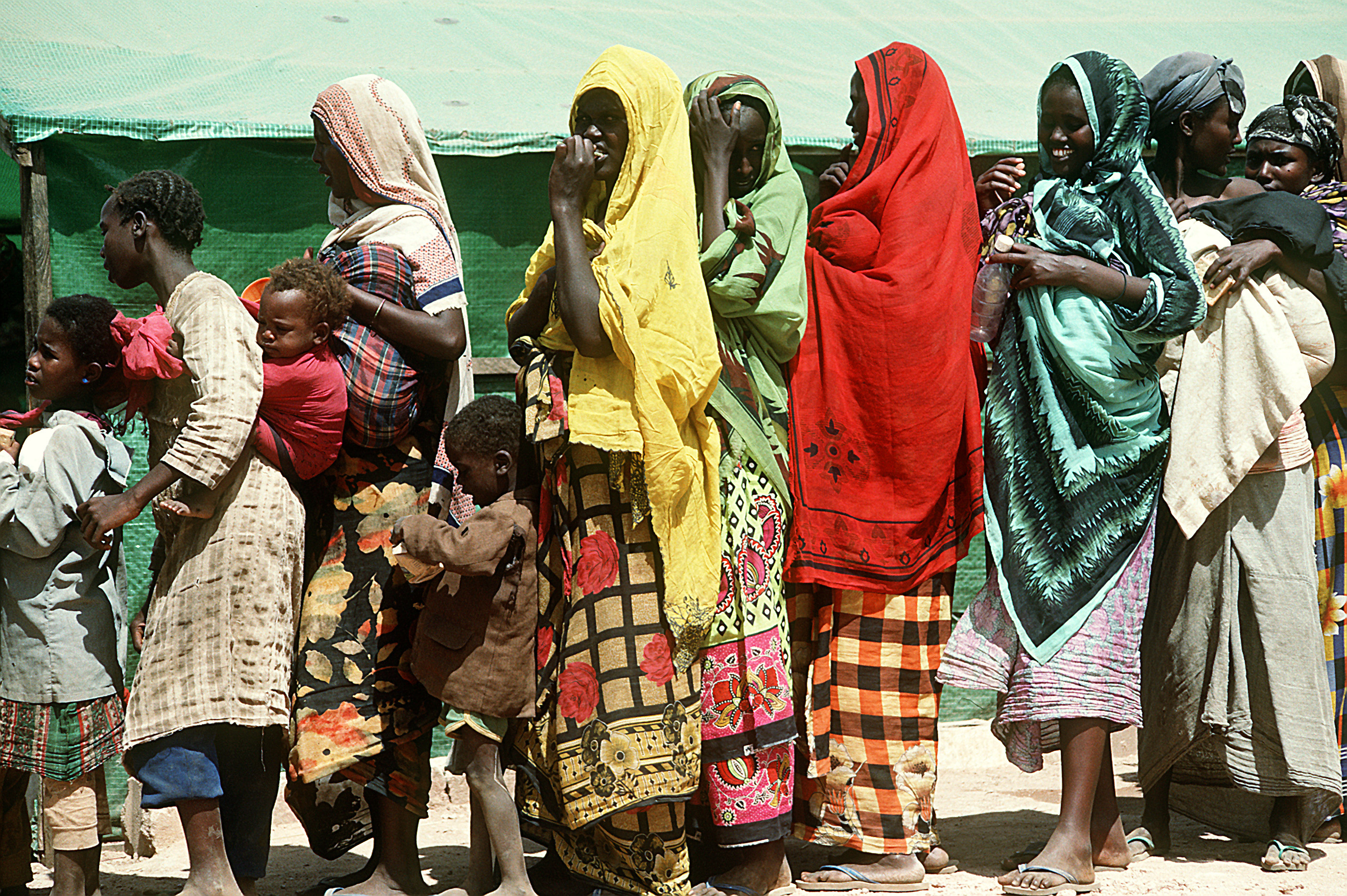
Mujeres y niños somalíes hacen cola en un puesto de socorro durante la Operation Restore Hope. Se pueden apreciar los distintos velos y pañuelos que llevan las mujeres de la foto.

Tradicionalmente, las mujeres casadas usan un tipo de pañuelo de seda que les cubre el cabello, el cual es denominado shash. Este pañuelo lo combinan con un tipo de chal denominado “garbasaar” y que se usa para cubrir la parte superior del cuerpo. Además (y también de forma tradicional),  las mujeres somalíes de las zonas rurales visten, junto con el pañuelo y el chal,  un guntiino, es decir, un largo tramo de tela atado sobre los hombros y que cubre la cintura. Sin embargo, aunque es tradicional, su uso ya no es muy  habitual.
Además, en eventos tales como bodas o celebraciones religiosas, caso del Eid al-Fitr, las mujeres visten un dirac, que es un vestido largo y ligero de gasa diáfano fabricado con algodón o poliéster que se usa sobre una media-enagua (el gorgoro) y un sujetador. El dirac suele ser brillante y muy colorido, cuyos estilos más populares poseen bordes o hilos dorados.
La ropa femenina contrasta con la masculina, ya que los hombres suelen vestir, de forma tradicional, un traje denominado guacamayo o pareo  formado por una camisa, una prenda que cubre la parte superior de su cabeza (ya sea una kufiya o un sombrero somalí, el llamado dhiil o kofia), y algún tipo de pañuelo tradicional (ya sea un macawis o un sarong) que cubre sus caderas y piernas y está fabricado con lana o algodón.
Muchos somalíes (tanto hombres como mujeres) visten con ropa occidental y solo usan la ropa tradicional para eventos.
Ciudades tales como Mogadiscio  reflejan la diversidad de vestimentas que se usan en Somalia, ya que son frecuentes tanto la ropa occidental, como la tradicional y la islámica. En otras ciudades, caso de Hargeisa, la mayoría de las mujeres viste con jilbaab.

#### Historia

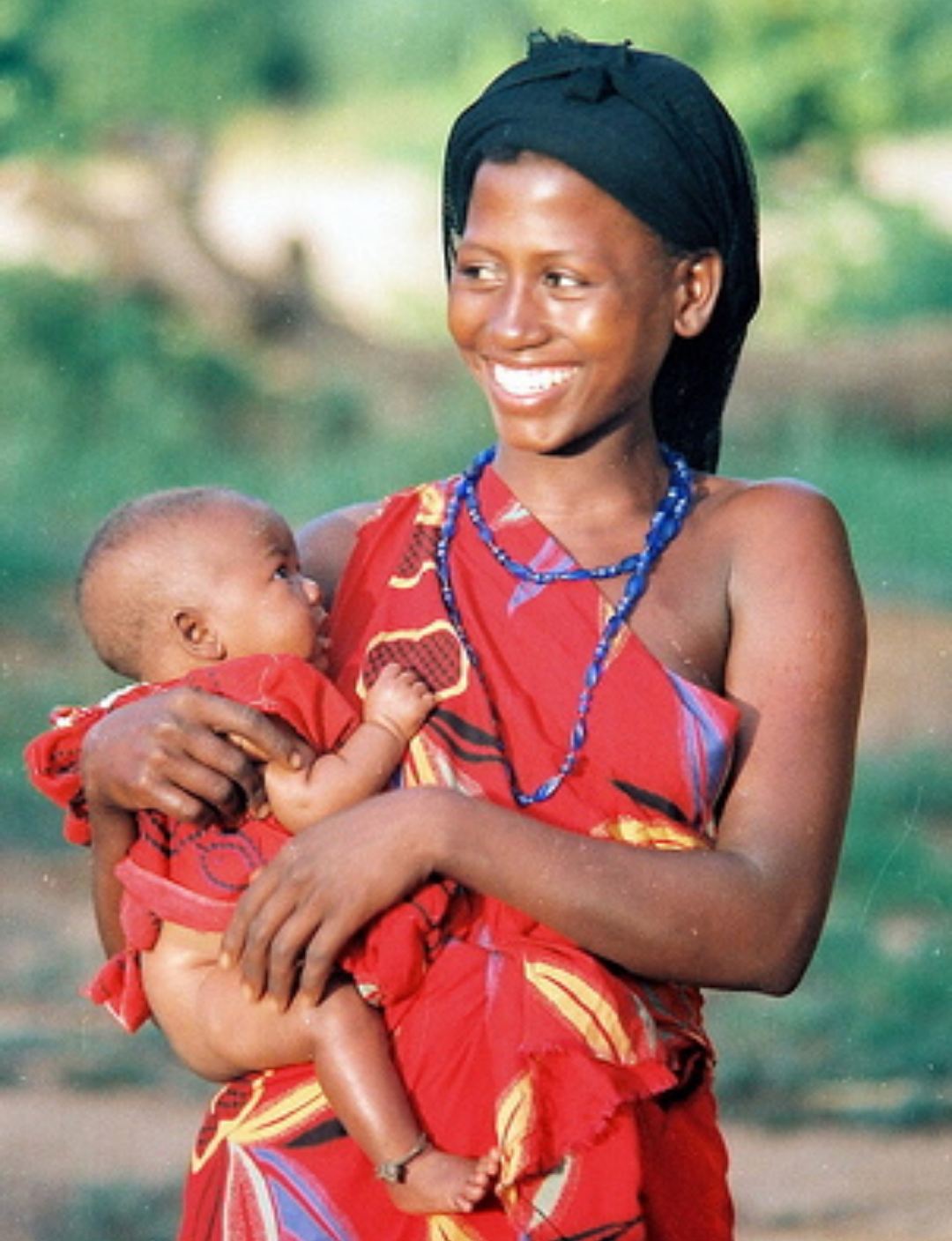
Mujer vistiendo ropa tradicional en el Valle Shebelle, Somalia.

Durante el siglo XIX la mayoría de los somalíes eran nómadas y, hasta finales de ese siglo, la mayoría de los somalíes vestía la ropa tradicional, siendo habitual que las mujeres cubrieran su cabello con un pañuelo y vistieran un garbasaar (traje que, según el gusto de la usuaria, se usaba para cubrir la cabeza o los hombros). En el caso de las pastoras y de las mujeres agro-pastoriles, ellas, además, cubrían su cintura con un guntiino, el cual tenía variantes diferentes según si la usaban las mujeres de las zonas rurales (donde se fabricaba, inicialmente, con cuero y, más tarde, con algodón, y tenía una cinta en los bordes) o de los pueblos costeros (donde se tejía con una tela a rayas, la llamada aliindi). Durante finales del siglo XIX y principios del XX los somalíes continuaron usando la ropa tradicional para intentar mantener su identidad nacional frente al dominio colonial europeo, cuando Italia controlaba la mayor parte de Somalia y el Reino Unido controlaba la parte más septentrional, la actual Somalilandia.
Tras la independencia de Somalia en 1960, y ya bajo el régimen socialista de Siad Barre (1969-1991), las mujeres eran libres de vestirse como querían y la mayoría de las mujeres seguía sin usar velos islámicos. Fue en esta época cuando muchas mujeres, particularmente las que vivían en las ciudades, abandonaron el guntiino para adoptar el traje dirac y su medio-enagua, pero conservaron el garbasaar (con el que, además de los hombros, ahora también cubrían  su cuello) y el pañuelo (ya fuera un shash, fabricado con lana y de color negro y rojo, un malgabad, de seda diáfana, un ilyar, fabricado con  tul, o un safaletti, de seda estampada).
Si bien, a finales de los años 80, una minoría importante de mujeres comenzó a usar velos islámicos para desafiar al sistema opresor de Barre ya que, en esta época, la ropa islámica comenzó a representar una revolución política y social, mensaje que transmitieron los activistas iraníes en los distintos países musulmanes que visitaron en la década de los 80. Particularmente, ellas comenzaron a usar su propio traje islámico, el jilbaab, que se extendió tanto por Somalia como por las comunidades somalíes de Yibuti y Etiopía. Este velo se combinaba con un nicab blanco. Aunque los jilbaabs eran, inicialmente, de color gris o beige, gradualmente adquirió colores más oscuros, especialmente el negro. Más tarde fue aumentando su  diversidad de colores y los oscuros fueron  quedando atrás.
Después del estallido de la guerra civil somalí en 1991, las mujeres comenzaron a cubrir su cuerpo por miedo a lo que podía pasar si no lo hacían, aunque siguieron usando ropa tradicional. De hecho, la mayoría de las mujeres en Mogadiscio comenzaron a usar velos islámicos por primera vez, y las que no lo hicieron fueron acosadas. Fue este contexto el que propició la expansión del jilbaab por todo Somalia.
El grupo islamista Al-Shabaab tomó el control de varias regiones en el Centro y Sur de Somalia en 2012 e impuso el nicab y la abaya para las mujeres. En 2014 Al-Shabaab encarceló a 100 mujeres en el municipio de Buale, cerca de Mogadiscio, por no usar nicab ni abaya sino ropa tradicional debido a las altas temperaturas que hacían en esa zona. Aunque luego les dieron permiso para abandonar la cárcel sí les advirtieron que, si volvían a no usar la ropa islámica impuesta, serían sometidas a azotes en público. Sin embargo (y según la BBC), la detención de un gran número de personas no es habitual en este grupo islámico.

### Yibuti

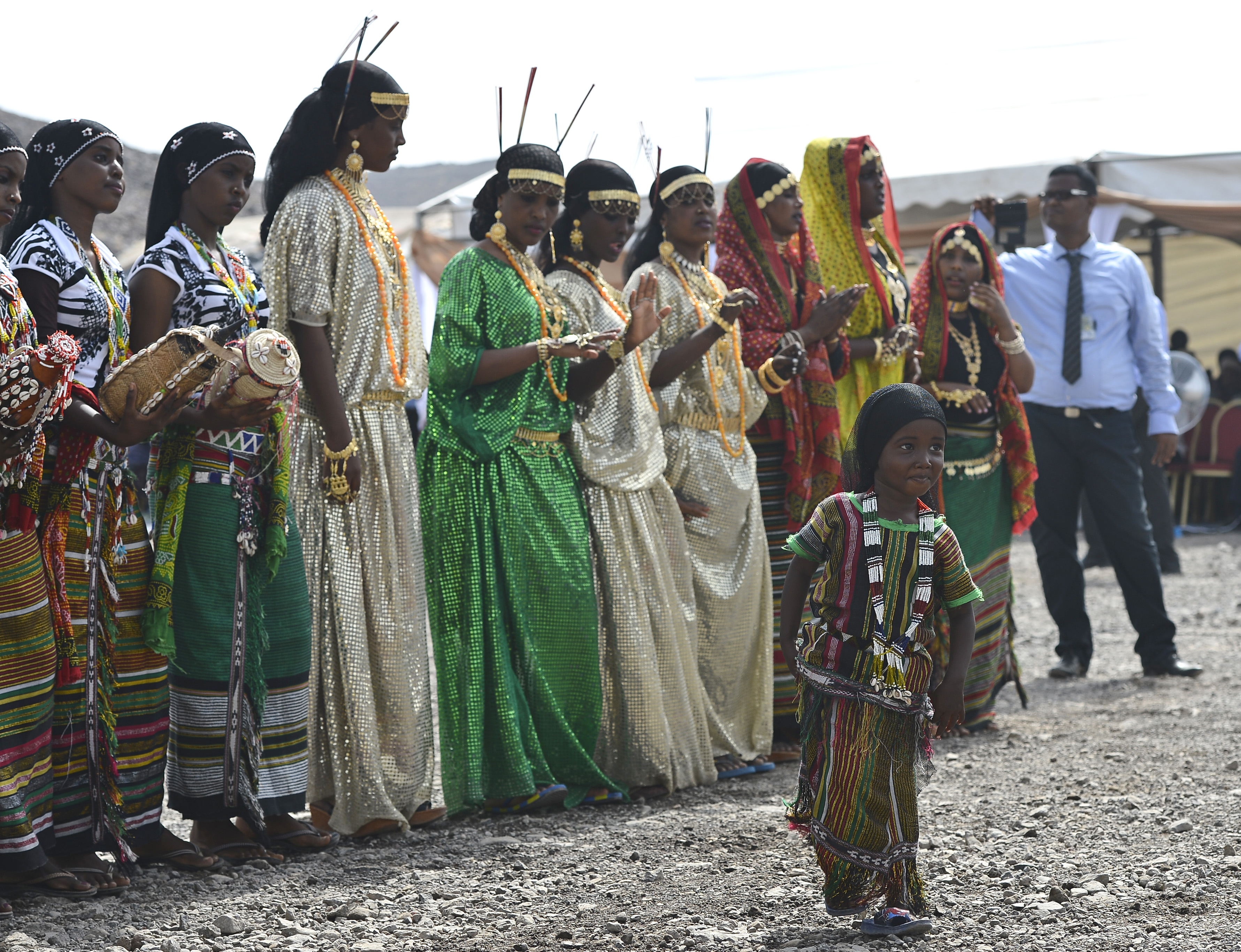
Grupo de mujeres Afar e Issa (somalíes) con atuendos tradicionales en la ceremonia de juramento del Sultán en Gobaad, en Dikhil, Yibuti.

La tradición del velo islámico no está presente en Yibuti, a diferencia de en la mayoría de los países musulmanes. Por ello, la mayor parte de las mujeres en Yibuti no lo usa. Si bien, las mujeres de las dos etnias principales del país (somalíes y afar), cuando ya están casadas, llevan un pañuelo que les cubre el cabello. Muchos de los residentes de las zonas urbanas suelen vestir con ropa de tipo occidental, mientras que los de las áreas rurales, por su parte, usan el tipo de vestimenta característico de los nativos del desierto.
La mayoría de las mujeres de la etnia somalí de Yibuti (que conforma el 60% de la población) no usa velos islámicos, pero sí usa los mismos tipos de vestimenta que las mujeres de Somalia, con quienes están culturalmente vinculadas. Así, las mujeres casadas de dicha etnia suelen usar un pañuelo tradicional denominado shash, el cual generalmente combinan con un chal  también tradicional, el garbasaar, que cubre la zona situada entre el cuello y los senos.  El vestido femenino más habitual entre las mujeres de esta etnia es el dirac, que es un  voile largo  confeccionado con materiales cálidos, particularmente con algodón o con poliéster, y que suele combinarse con una media-enagua y un sujetador, que es la prenda interior.
También son habituales, entre los somalíes de Yibuti, los trajes islámicos tradicionales del Este de África. Así  los hombres suelen usar una galabiya (jellabiyaad en somalí) mientras que muchas mujeres usan una  jilbāb, al igual que muchas mujeres de Somalia.
En cuanto a los afar (etnia que representa el 30% de la población), la  situación del pañuelo que cubre el cabello es similar al caso somalí: muchas mujeres solteras no usan ningún tipo de pañuelo, o no lo usan con regularidad, pero las mujeres casadas sí deben cubrir su cabeza con un tipo de pañuelo tradicional, en este caso de color negro. Los afar también suelen envolver la cintura con un tipo de paño denominado sanafel (o sanafil),  que los hombres atan por el lado derecho de la cintura, mientras que las mujeres lo atan por el lado izquierdo, y que alcanza las pantorrillas. Además, los afar de clase alta suelen usar otro tipo de pañuelo que se colocan en los hombros a modo de colgante, el harayto.
Por otra parte, las mujeres suelen usar determinados tipos de joyas y tocados, los cuales son parecidos a los usados por las tribus amazigh del Magreb, cuando participan en eventos especiales  tales como festividades.
En cuanto a los nómadas, muchos de estos usan un manto blanco de algodón que cubre su cuerpo desde los hombros hasta las rodillas. Además, los nómadas varones de etnia somalí usan una ropa muy parecida al sanafel afar,  mientras que las mujeres nómadas de la misma etnia suelen vestir con una guntina, una vestimenta decorada con colores y patrones característicos, de apariencia brillante, que se ata en el hombro derecho.

## África Occidental/Central
África Occidental está formado, fundamentalmente, por países  musulmanes, pues la mayoría de los países de la región lo son. Por su parte, la mayoría de los países centroafricanos son predominantemente cristianos, aunque también tienen minorías musulmanas. Una característica de la región son los pañuelos tradicionales que usan muchas mujeres de toda la región, independientemente de la religión. La mayoría de las mujeres usa esa prenda por lo que el velo islámico, aunque también es frecuente, no es tan común como en otros países musulmanes, siendo solo mayoritario en Mauritania, Chad y Sudán. El velo islámico se expandió por la región a partir de 1991, a través de una reislamización (es decir, de la aceptación de la Sharía), pues el velo comenzó a ser usado por muchas mujeres musulmanas como una forma de identificarse como tales.  En 2015, y a raíz de un gran número de ataques terroristas suicidas ocurridos en toda la región por parte de la organización nigeriana Boko Haram, cuyos miembros de vestían con velo integral para no ser reconocidos, la Economic Community of West African States (ECOWAS) propuso a los países pertenecientes a la organización que prohibieran dicho velo, y algunos países, tales como República del Congo y Chad, efectuaron dicha prohibición. En esta sección se hace referencia a todos los países musulmanes  del África Oocidental y Central.

### Burkina Faso

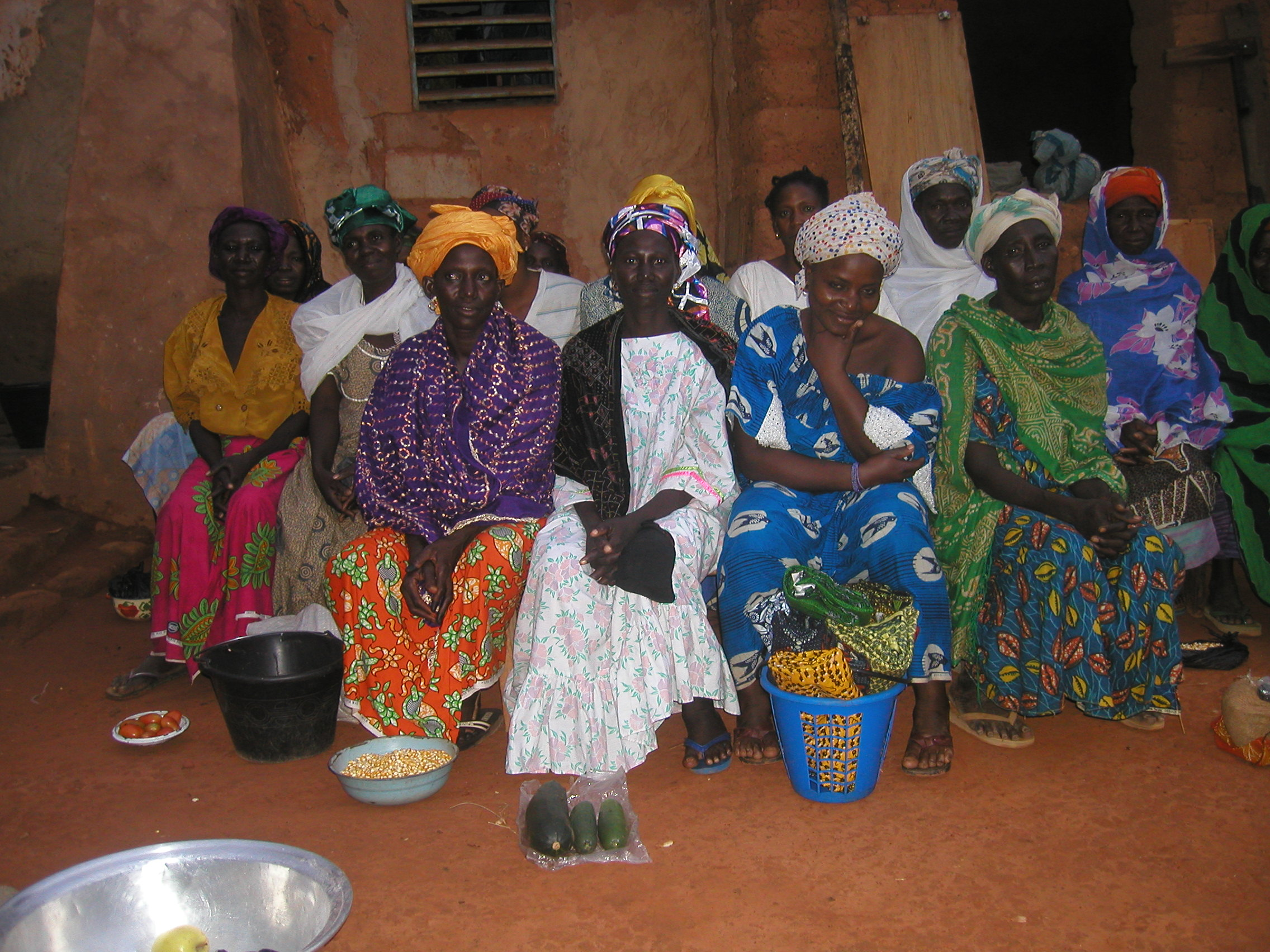
Vendedoras de la etnia Bobo, en Burkina. La mayoría de las mujeres de la foto tienen un paño tradicional africano, pero algunas de ellas tienen velos islámicos.

En Burkina Faso, donde el 62% de la población es musulmana, no hay ninguna ley oficial que imponga ni prohíba el velo. La mayoría de las mujeres (tanto musulmanas como cristianas) usan los tradicionales pañuelos africanos para cubrirse el cabello, pero también hay muchas mujeres musulmanas que usan velos, ya sean hiyabs o nicabs. Si bien, los velos islámicos solo comenzaron a ser  frecuentes en torno al 2010.  Es especialmente relevante el uso del nicab en Uagadugú y Bobo-Dioulasso, en las cuales, al menos durante la primera mitad de los 2010, su uso estaba creciendo. Las mujeres que usan velos lo usan por diversas razones, ya sean religiosas, por moda, por presión familiar o con base en la idea de que así conseguirán marido, ya que es común que los hombres burkineses rechacen casarse. Se han producido diversos debates sobre la importancia del uso del velo entre las mujeres en el país, que implican razones del por qué deberían usarlo. Por otro lado, las mujeres suelen vestir con una blusa colorida y una falda larga fabricada con algodón, mientras que los hombres usan camisas y pantalones, los cuales también están fabricados con algodón. Por su parte, la gente suele usar ropa al estilo occidental en las ciudades.

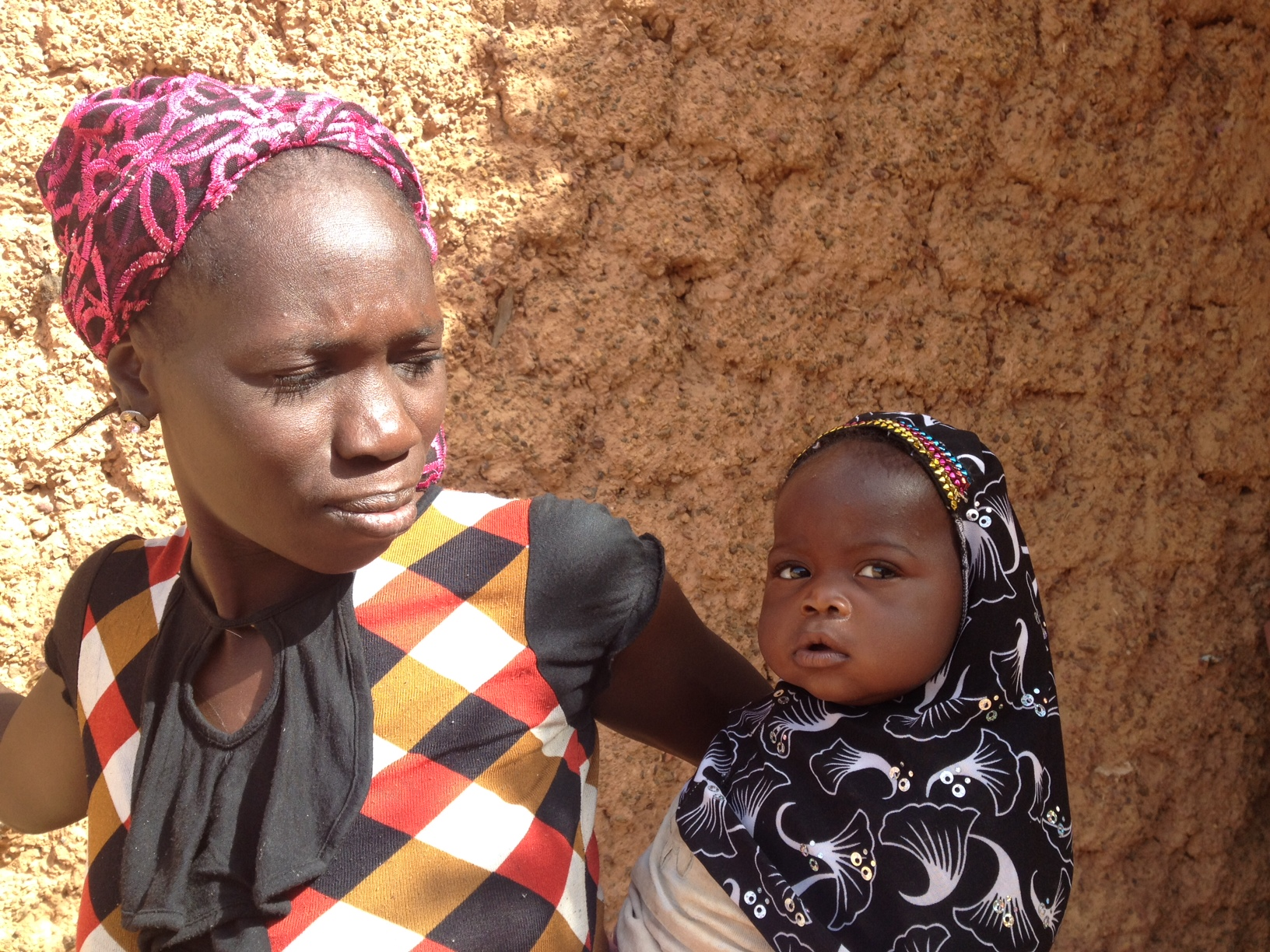
Una madre con su hija en Burkina.

Aunque el velo no se prohíbe de forma oficial en las escuelas, algunas de estas prohíben la entrada a mujeres veladas (pues se les puede expulsar del centro) y aquellas que sí les permiten la entrada han registrado casos de discriminación. Además, según señaló un Imán en 2012, las mujeres veladas también son discriminadas cuando se presentan a exámenes para acceder al servicio civil. En enero de 2016 se produjo un ataque terrorista en Uagadugú, lo que provocó que los musulmanes, en su mayoría contrarios a dicho atentado, fueran discriminados por las minorías no islámicas, especialmente los hombres que se dejaban barbas de gran tamaño y mujeres que vestían grandes velos, a la par que los propios medios de comunicación no islámicos los acusaron de "yihadistas" o "islamistas".
En 2023 el gobierno prohibió el velo en las escuelas católicas para el curso 2023-2024, a pesar de que estas tienen fama de ser tolerantes y respetuosas con las otras religiones en el país.
El 31 de julio de 2023 el gobierno de Burkina prohibió el burka en la provincia de Koulpelogo durante dos meses debido a varios ataques terroristas ocurridos en la provincia perpetrados por personas vestidos con burka para no ser reconocidos.

### Chad

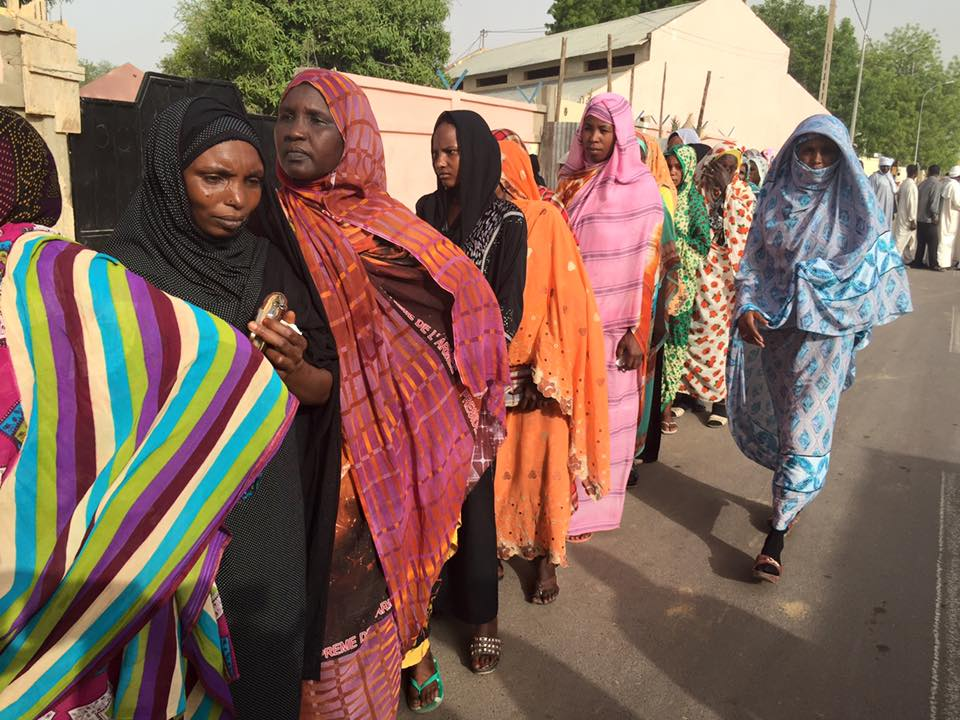
Mujeres en unas elecciones presidenciales de 2016 en Chad.

Chad es un país diverso religiosamente. Así, según el censo de 2020, el 55 % de la población era musulmana, mientras que el 41 % era cristiana.  Debido a esa diversidad religiosa, el velo es opcional en el país. Sin embargo, la mayoría de las mujeres musulmanas usa un velo islámico y una túnica que les cubre todo el cuerpo, mientras que los hombres suelen vestir tanto una galabiya como ropa occidental y cubren sus cabezas con un turbante, la tagiya. Entre las mujeres, solo aquellas que no siguen la fe islámica usan camisas de manga corta, aunque la cubren con una especie de bata denominada pagne, y una bufanda.
El velo más extendido es el hiyab, mientras que el burka fue prohibido el 17 de junio de 2015 a raíz de un doble atentado suicida ocurrido el 15 de junio del mismo año en N'Djamena y que resultó en la muerte de 33 personas. El uso del burka puede suponer la cárcel para la usuaria.
Aparte del velo y la túnica, la ropa occidental es habitual en las ciudades, siendo popular principalmente entre los jóvenes, mientras que en las zonas rurales las mujeres visten de manera más conservadora. También las mezquitas requieren que los visitantes lleven una ropa modesta.

### Comoras

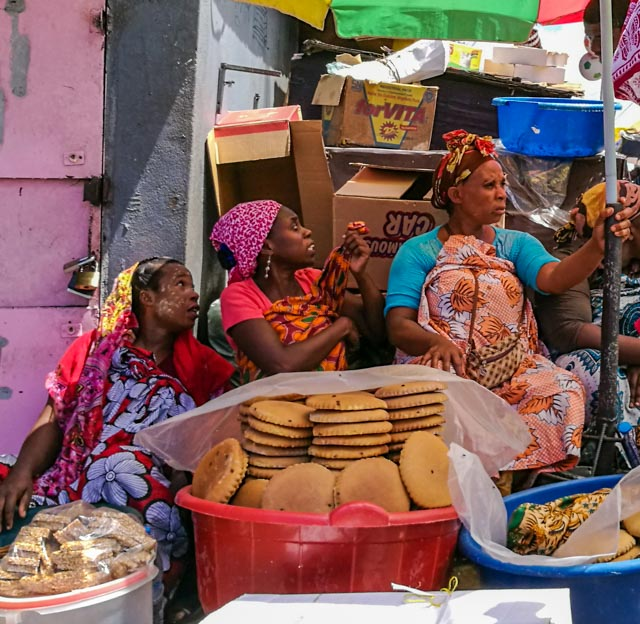
Grupo de mujeres trabajando en Comoras

En las islas Comoras, donde el 99% de la población es musulmana y tiene un sistema matriarcal en el que las mujeres transmiten su propiedad a sus hijas (incluyendo sus casas y túnicas islámicas), la mayoría de las mujeres usan velos. En general, ellas usan un tipo de velo tradicional y carente de significado religioso denominado kishali (o leso), el cual posee diversos colores y es de uso habitual en todos los pueblos y aldeas del país. El uso del kishali representa tanto la modestia de la usuaria en cuanto a forma de vestir como el haber obtenido una buena educación familiar e, incluso, el respetar las normas de tráfico. Junto con este tipo de velo, y ya en el ámbito público, suelen vestir con un mantón colorido (o saluva) que envuelve todo el cuerpo, desde los senos hasta los pies, o con  un Anjouan shiromani (un gran drapeado decorado por seis cuadrados de gran tamaño y coloreados de rojo y blanco), el cual cubre cabeza y hombros y tiene gran presencia en las ciudades. Las mujeres combinan estos mantones con un vestido de estilo europeo, el cual usan como ropa interior.
Los mantos suelen cubrir todo el cuerpo de la mujer. De hecho, el velo bwibwi, tradicional de la isla Gran Comora, es similar al chador iraní, siendo también de color negro, pero solo lo puede vestir la hija mayor, debido a que es la única que puede heredar de su madre y cuya boda es particularmente grande y costosa. Si bien, el bwibwi se suele considerar más apropiado para las mujeres que tienen una piel clara, sobre todo si esta usa un gran número de joyas de oro. 
De todas formas, las empresarias suelen ponerse su “mantón” sobre un hombro, solo cubriendo la cabeza con él si la situación lo demanda. Por su parte, las comerciantes suelen ponerse su “mantón” como si fuera un turbante, aunque ellas también se lo colocan sobre sus hombros. 
La moda influye en la vestimenta femenina. Así, según la moda, se usan diversos tipos de drapeados, así como mantones de colores y estampados concretos. 
El manto varía según la isla y el estatus social de la usuaria, pero también refleja su situación personal y laboral, así como las obligaciones consuetudinarias y los gustos personales que esta posea.

### Gambia
El velo es opcional en Gambia pero la mayoría de las mujeres no lo usa, siendo más frecuentes los pañuelos tradicionales africanos. Las que sí usan velos se decantan, por lo general, por el hiyab. Sin embargo, el 4 de enero de 2016 el gobierno de Gambia impuso una ley que obligaba a las mujeres que trabajaban en la administración pública del país a usar un velo, coincidiendo con la, entonces, recientemente proclamada República Islámica de Gambia. Sin embargo, el rechazo hacia esa medida y la necesidad del presidente de Gambia de contar con el apoyo de las mujeres para ganar las siguientes elecciones provocó que aboliera la ley tan solo diez días después. Por otra parte, en Gambia son habituales los debates sobre si las mujeres deben tener la libertad de usar velos. Sin embargo, y a pesar de que la constitución del país defiende el derecho de las gambianas para usarlos, parece haber un desconocimiento sobre el estatus legal del mismo, el cual suele ser rechazado por las personas que participan en dichos debates.
Varias de las escuelas prohíben la entrada de estudiantes veladas, por lo que cientos de personas protestaron contra eso a principios de mayo de 2023.

### Guinea
El velo es opcional en Guinea. Así, la mayor parte de las mujeres suele usar un pañuelo tradicional que solo cubre el cabello y que suelen combinar con blusas o con faldas adornadas con representaciones brillantes.  Sin embargo, muchas mujeres sí usan un velo islámico de forma habitual, mientras que otras muchas solo lo llevan durante el mes del Ramadán, usando tanto velos que muestran el rostro como nicabs. Más allá del velo, muchas mujeres visten con ropa al estilo occidental, incluyendo minifaldas. En 2015, el presidente de la República de Guinea, Alpha Condé, promulgó una ley para cerrar todas los colegios islámicos en los cuales profesoras y alumnas vistieran con niqab y abaya con el fin de luchar contra el terrorismo islámico, a raíz de un ataque islamista ocurrido en Mali que acabó con la vida de 19 personas. Por otra parte, las escuelas laicas del país también prohíben el uso de velos. Sin embargo, su prohibición abarca todo tipo de velos, incluyendo hiyabs y shaylas, aunque las administraciones de las escuelas, a diferencia de las aulas y los patios, sí tienen una gran cantidad de dichas prendas. En 2022, el gobierno aprobó una ley para permitir a las mujeres examinarse con sus velos. Sin embargo, aunque la mayoría de las escuelas acataron la ley, algunas se opusieron. Por ello, el colectivo "No toques mi velo", de Conakri, lanzó una campaña para tratar de convencer a dichas escuelas para que les permitan usar el velo en los exámenes.

### Guinea Bissau
La mayoría de las mujeres de Guinea Bissau usan diversos tipos de pañuelos tradicionales para cubrirse el cabello según el contexto. Ellas generalmente usan un tipo de pañuelo para hacer su vida diaria, pero eventos especiales, tales como bodas o funerales tradicionales, requieren de pañuelos diferentes. Sin embargo, también hay muchas mujeres bissau guineanas que usan velos islámicos, los cuales suelen dejan el rostro al descubierto. Si 
bien, muchas mujeres residentes en el país, por lo general extranjeras, sí usan el burka y el nicab, lo que ha sido muy criticado por la sociedad bisáu-guineana, incluyendo algunos líderes musulmanes. De hecho, casi todas las mujeres que llevan nicabs son de Guinea Conakri. La presencia de estos tipos de velos comenzó en 1998, siendo la libanesa Helena Assana Said la primera en usar un velo que cubre el rostro (concretamente un nicab) en Guinea Bissau. Para el 2005 ya había muchas mujeres que usaba nicabs y hombres que se dejaban la barba, debido fundamentalmente a la presencia de oriundos de Guinea en el país.

### Mali

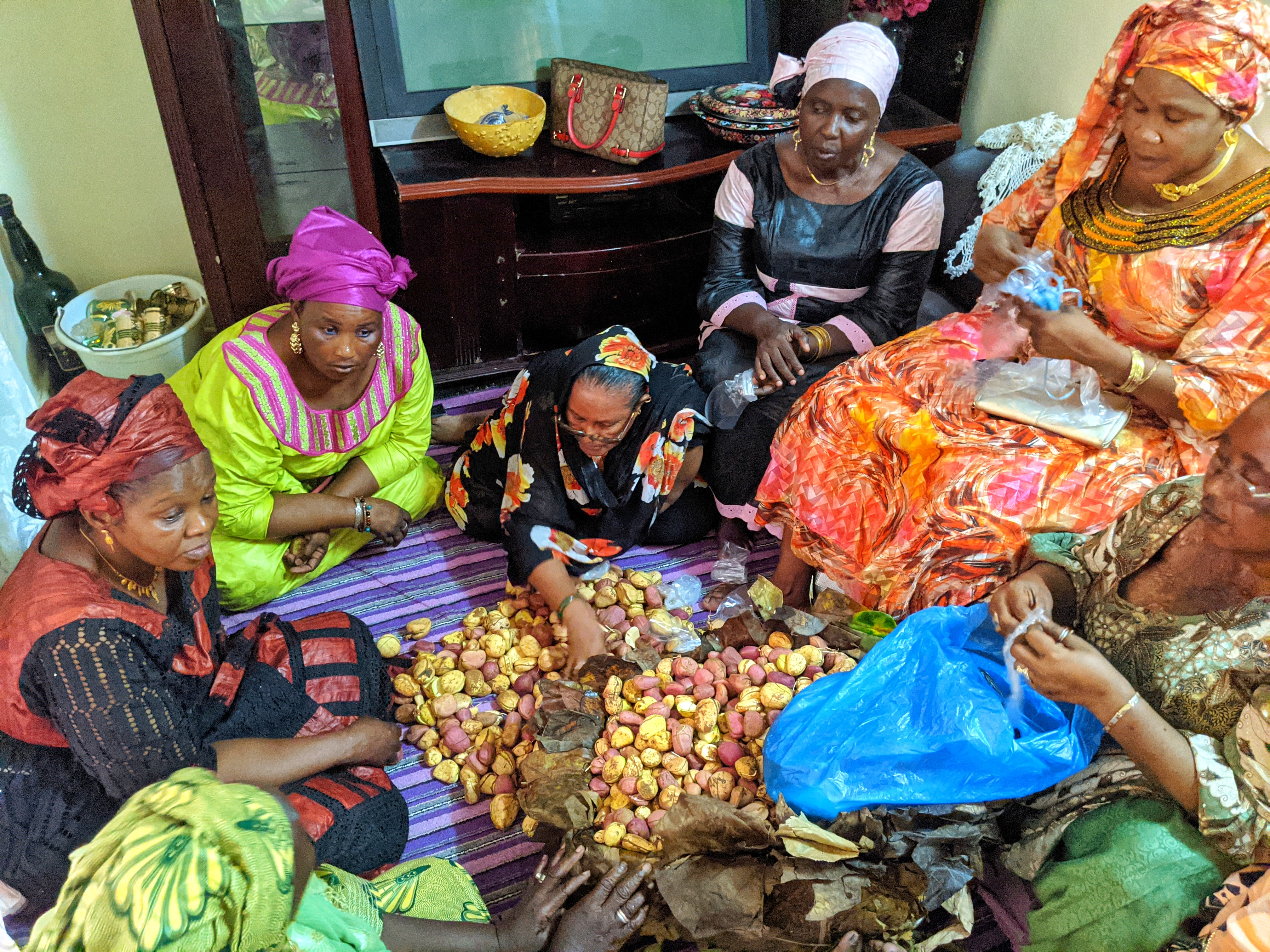
Grupo de mujeres en la ceremonia de la dote de una joven en Mali.

En 2012, el Norte de Mali sufrió un Golpe de Estado por parte de los grupos islamistas Ansar Dine (en español: "Defensa del islam") y  Movimiento para la Unicidad y la Yihad en África Occidental (Mujao), vinculados con el Al Qaeda del Magreb Islámico (Aqmi), e impusieron el velo islámico entre las mujeres de la región so pena de arresto. Sin embargo, el llamado Estado Islámico en el Gran Sáhel se apoderó del noreste de Mali en abril de 2023 tras derrotar a los aliados de Al Qaeda y a las tropas malienses y los grupos armados regionales (de etnia tuareg). 
Por su parte, el velo sí es opcional en el sur del país. Así, la mayor parte de las mujeres usa un pañuelo tradicional para cubrir su cabeza, pero muchas mujeres malienses sí llevan un velo islámico (independientemente de la confesión que profesen), siendo de uso habitual por la mayoría de las mujeres de Bamako. Las mujeres usan una gran diversidad de tipos de velos islámicos, aunque la mayoría de las mujeres que lo usan son adolescentes y mujeres adultas jóvenes, incluso a pesar de que, hasta la década de 2010, su uso era minoritario entre ellas. Varios tipos de velos tradicionales son de uso habitual en el país: la sutura (o "hábito de  sutura"), el hijabu (nombre con el que se designa al hiyab que solo cubre el cabello, el contorno de la cabeza y los hombros; su uso se basa en la creencia de que embellece la piel y de que ahuyenta a los malos espíritus, además de servir para atraer a los hombres que rechazan los tipos de velos que implican mayor cobertura, aunque también hay muchas mujeres que usan hijabus coloridos por moda), el burumusi (nombre que deriva del árabe burnus, y que se refiere a una túnica larga que incorpora una capucha, y que es nativa del Norte de África) y la  disa (también denominado dankanna o nièdatugula; que cubre el rostro de la mujer, independientemente de que muestre los ojos o los mantenga ocultos). Además, muchas mujeres han adoptado el velo tradicional del vecino Mauritania, el malahfa, que ellos denominan dampé. Muy pocas mujeres usan el velo completo, y apenas se usa el burka. Por otro lado, algunos tipos de velos usados en Mali son de fabricación extranjera. Así, los hijabus coloridos son de producción china, emiratí (de Dubái) y marfileña.

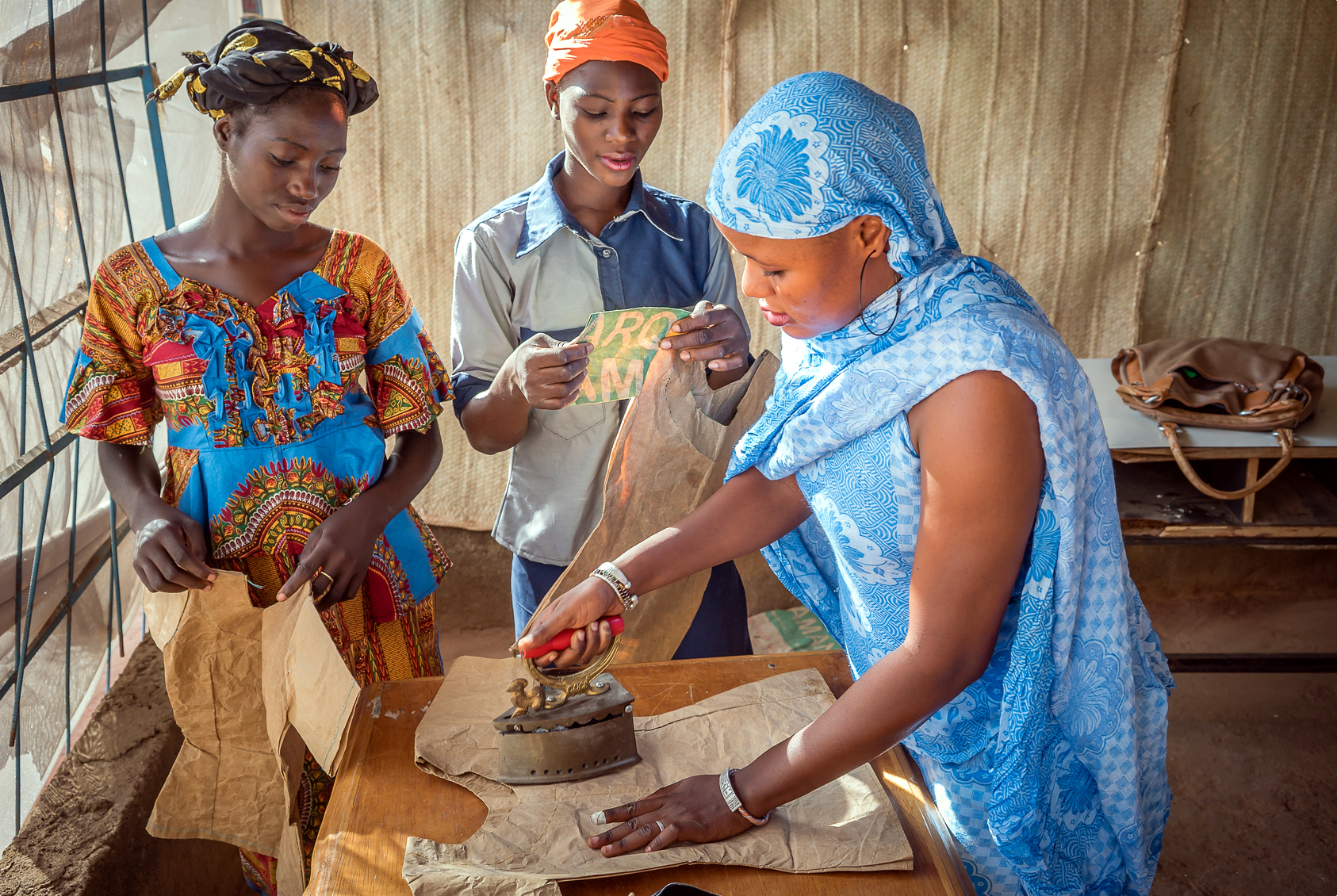
Mujeres cociendo en Koutiala, Mali

Las razones por las que usan el velo son diversas. En general (y cuando nos referimos al conjunto de tipos de velos y no a uno en específico), el velo es considerado como un medio de protección frente a los hombres y a las "fuerzas ocultas", así como una forma de hacerse respetar frente a la sociedad (estas dos razones son las que llevan a muchas mujeres a usar el velo, al menos, en Bamako). También hay que señalar la promoción del velo que han hecho determinadas figuras religiosas (a través de sermones llevados a cabo en el ámbito público), los medios de comunicación (incluyendo ciertos canales de radios) e, incluso, la asociación estudiantil "La Ligue Islamique des Élèves et Étudiants du Mali" ("La Liga Islámica de Alumnos y Estudiantes de Mali", conocida como LIEEMA por sus siglas en francés), que es la asociación islámica más importante de los centros educativos, tanto de los institutos como de las universidades. También la pertenencia a asociaciones islámicas lleva a muchas mujeres a velarse. 
Las mujeres que no usan el velo se caracterizan por rechazar, especialmente, el factor religioso para usarlo, pues consideran que el islamismo no se puede medir según la vestimenta de las mujeres y que el velo solo es un accesorio para las musulmanas, por lo  que no es necesario.

### Mauritania

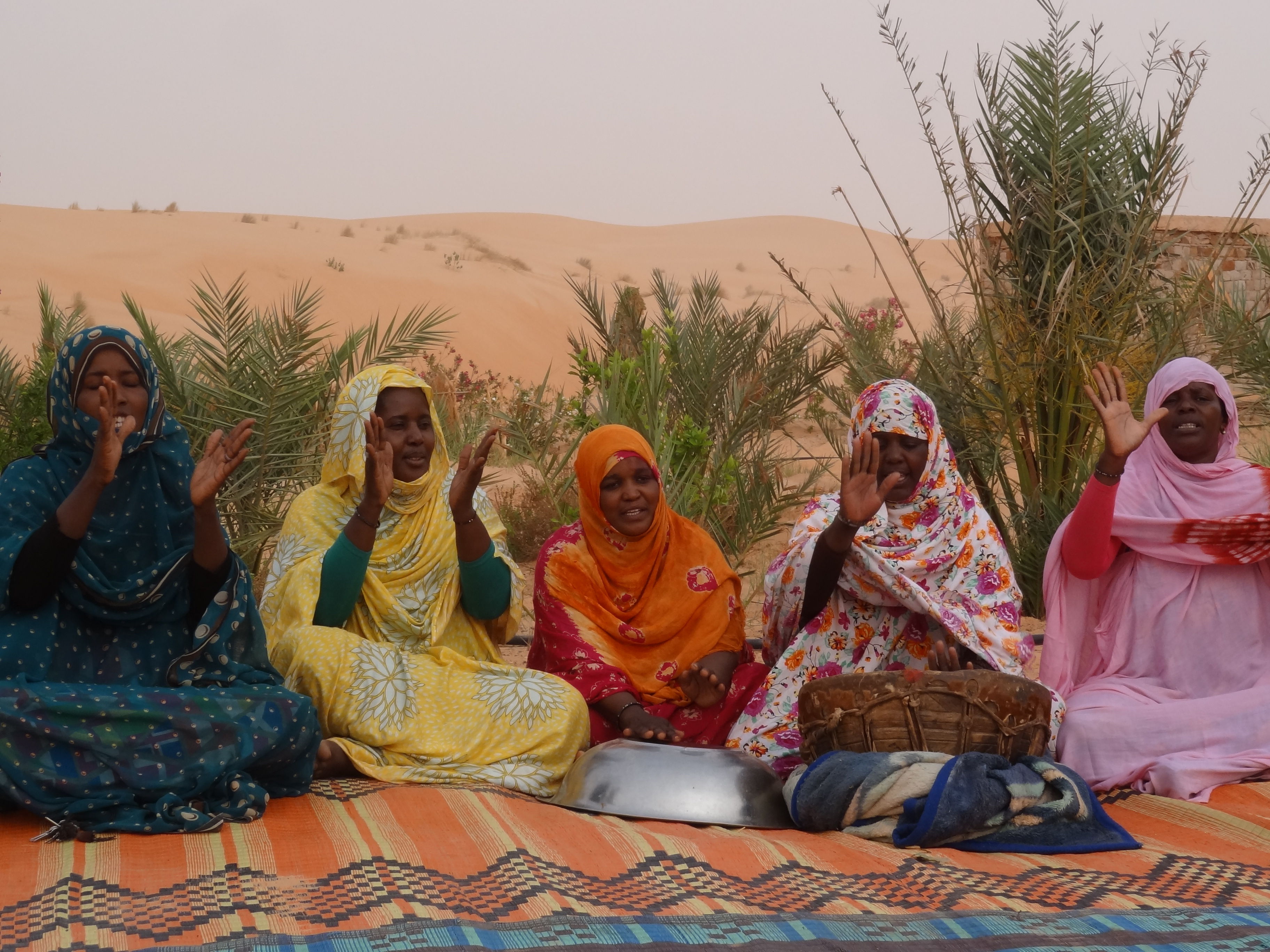
Grupo de mujeres vestidas con malahfas en Mauritania

La mayoría de las mujeres de Mauritania usa un tipo de velo tradicional denominado Malahfa ("cubrir", "envolver"), el cual, formado por seis varas de tela, cubre tanto la cabeza como el cuerpo de la usuaria y son de múltiples colores. La mayoría de las mauritanas comienzan a usar la malahfa cuando llegan a la pubertad. La malahfa surgió hace ya varios siglos pero a penas ha cambiado con el tiempo, a pesar de que las telas actuales usadas para su confección sí son diferentes a las que se usaban en el pasado. Existen varios tipos de malahfa según el tipo de telas que se usen. Así, por ejemplo, existe un tipo de malahfa transparente que muestra la ropa que dicha malahfa cubre (vaqueros, faldas, etc). Además, algunos tipos de malahfa se usan para eventos especiales. Si bien, no todas las mujeres usan  malahfas pues  una minoría de ellas usa nicabs. Muchas mujeres solteras usan estilos concretos de ropa tradicional con el fin de atraer a los hombres.

### Níger
El velo es opcional en Níger y la mayoría de las mujeres suele usar un sencillo pañuelo que solo cubre el cabello. Si bien, hay muchas mujeres que sí usan velos (incluyendo aquellos que  cubren tanto la cabeza como el cuerpo), pero suelen ser velos que dejan la cara al descubierto, pues el nicab es de uso escaso. De todas formas, hay diferencias en cuanto al uso del velo entre las regiones ocupadas por tuaregs (que están situadas en la mayor parte del país) y las ocupadas por otros grupos étnicos. En el caso de los tuaregs (un 11% de la población y, por ende, el tercer grupo étnico más importante), solo los hombres están obligados a usar el velo (usando uno generalmente azul), tal y como dictamina la rama de la escuela Malikí que ellos profesan (es decir, la  Secta Maliki, fundada por el teólogo amazigh Muhammad  al-Maghili), mientras que las mujeres no están obligadas a llevarlo (y la mayoría no lo usa). El uso del velo sí está vinculado con las mujeres de los otros grupos étnicos del país. 
Por otra parte, el presidente del país se ha planteado la posibilidad de prohibir el niqab. Este ya está prohibido en la región de Diffa después de los ataques terroristas de Boko Haram en 2015. Muchos nigerinos han defendido la prohibición de este velo.
Por otra parte, aunque la vestimenta usada por los nigerinos depende de la tribu a la que pertenezcan, las mujeres suelen usar vestidos coloridos y faldas de tela adornadas con elementos brillantes.

### Nigeria
Nigeria es un país con una gran diversidad religiosa donde musulmanes y cristianos son, casi, el 50 % de la población cada uno. Sin embargo, muchas mujeres musulmanas son discriminadas, entre otras cosas, por usar velo, por lo que en 2018 se fundó la organización Al Mu’minaat, la cual está formada por mujeres musulmanas y busca que el gobierno dicte una ley que convierta en delito la discriminación y el acoso, así como la persecución, hacia las mujeres y las niñas que usan dicha prenda. Por otra parte, Nigeria es un país laico y está prohibido cualquier elemento religioso en sus centros educativos, incluyendo el velo. En 2022 hubo protestas sociales contra la prohibición de dicha prenda en las escuelas públicas, las cuales provocaron, entre otras cosas, cierres de colegios.

### Senegal

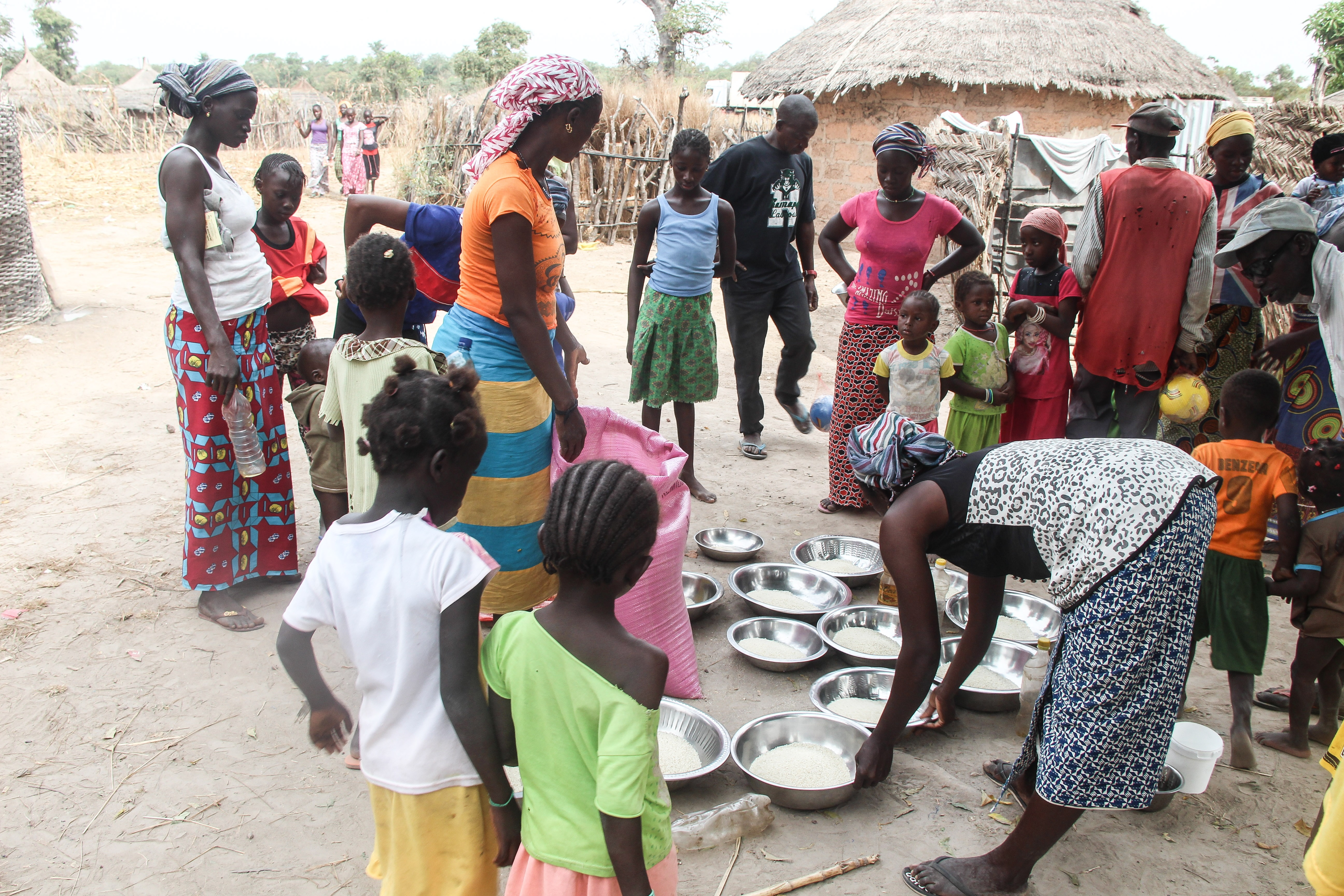
Grupo de personas en una villa de Senegal.

El velo es opcional en Senegal pero, al igual que en su vecina Gambia, la mayoría de las mujeres no usa ningún tipo de velo, aunque sí es común que usen tanto pañuelos que solo les cubre el cabello (y cuyo color y decoraciones suelen  combinar con el del traje tradicional que usan) como pelucas. Este tipo de pañuelo, muy extendido en África y sin ningún significado religioso, es denominado musor en wólof, la principal lengua del país después del francés, y adquiere diversas formas dependiendo del nudo que el usuario le haya hecho y la función que este haya decidido darle.

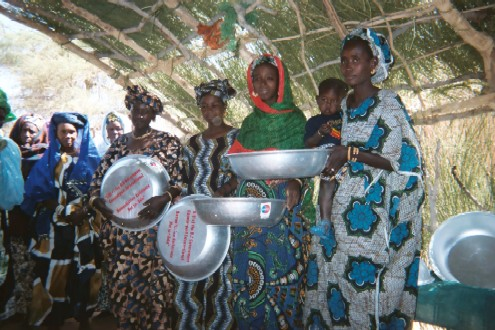
Como se puede ver en la foto, los pañuelos y los vestidos de muchas senegalesas hacen juego entre sí.

Sin embargo, sí hay una importante minoría que usa velos habitualmente, particularmente velos que muestran el rostro, pues el nicab está prohibido. Muchas mujeres han adoptado el velo tradicional del vecino Mauritania, el malahfa, que ellos denominan meulfa.  El velo es usado principalmente por las seguidoras más estrictas del islam, así como por mujeres de otros orígenes radicadas en el país. Sin embargo, también hay muchas mujeres que lo usan para seguir la moda propia del mundo musulmán o por ideas piadosas, así como para ocultar heridas o algún problema que tengan en el cuello o por recomendación de sus curanderos si tienen determinadas enfermedades.
Las mujeres religiosas que se velan suelen vincularse con organizaciones suníes (confesión mayoritaria en Senegal) de fines reformistas, las cuales tratan de relacionar las costumbres musulmanas propias del país con las nomas suníes tradicionales. Sin embargo, esta situación es relativamente nueva en el país, ya que la corriente suní no se extendió entre la juventud senegalesa hasta los años 90.
Por otro lado, el velo usado como una prenda de moda es especialmente popular entre las adolescentes, quienes, además, han percibido un mayor respeto de la gente hacia ellas una vez empezaron a usarlo. Esto hace que quieran seguir llevándolo también por esa razón. Ellas lo suelen llevar con ropa ajustada, que es la ropa habitual de las mujeres jóvenes de Senegal.

#### Historia

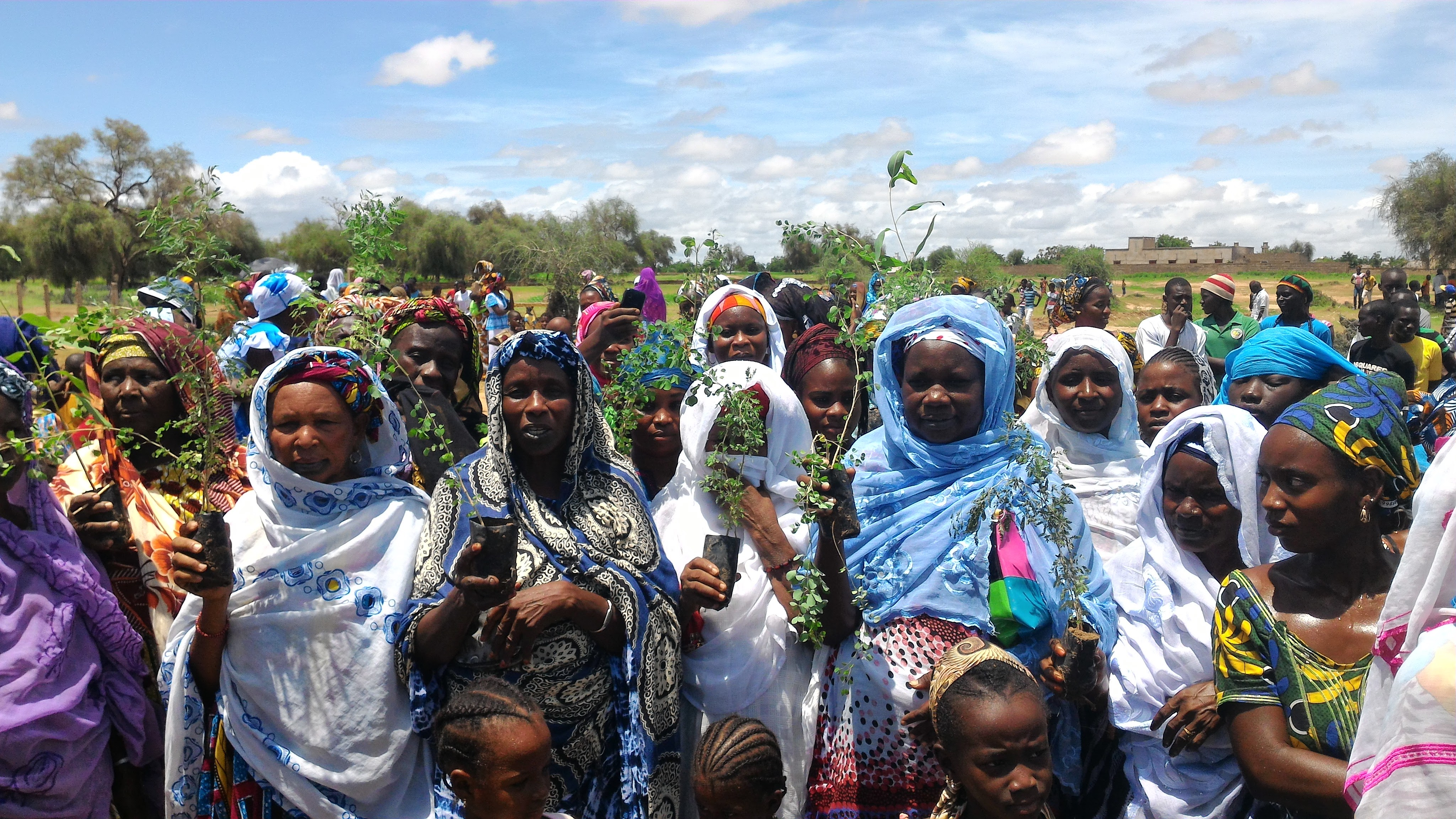
Grupo de mujeres del Departamento de Kanel, en Senegal, vistiendo un velo islámico.

Cada cierto tiempo se notifica un incremento del número de mujeres que usan velo en Senegal (tanto hiyab como nicab). Esas noticias se han publicado a lo largo de más de quince años, concretamente en 1998, en 2001 y en 2015. En este último año, cuando el velo se volvió de uso frecuente, el presidente del país, Macky Sall, realizó un discurso en el que pidió a la población senegalesa que no aceptara nuevas opciones de practicar el islam, en referencia a las prácticas de los grupos de islamistas radicales, y que mantuviera su respeto a otras religiones y confesiones islámicas. Si bien, para tratar de prevenir el radicalismo y tratar de alejar prendas extranjeras que consideró perniciosas, prohibió el niqab. Si bien, este tipo de velo nunca ha sido popular en Senegal, cuyos nacionales lo vinculan con las mujeres de otros países.
A pesar de la libertad religiosa (musulmanes y cristianos pueden practicar libremente sus religiones y a penas hay discriminación entre sí), una escuela católica de Dakar, Sainte-Jeanne-d'Arc, impuso, a principios de septiembre de 2019, una norma que prohíbe a todos los estudiantes usar prendas que cubran sus cabezas, por lo que 22 alumnas veladas fueron expulsadas. La norma, que fue muy polémica (y que incluyó el encarcelamiento de cuatro estudiantes que se manifestaron contra la norma 
), fue revocada dos semanas después y las alumnas expulsadas fueron readmitidas. Todo ello gracias a un acuerdo al que llegaron el gobierno y la escuela a petición del Vaticano. Si bien, a partir de entonces, las alumnas solo pueden llevar el pañuelo que la escuela les proporcione.

### Sierra Leona
En Sierra Leona, la mayoría de las mujeres usan pañuelos tradicionales para cubrirse el cabello, aunque una minoría usa velos islámicos. Sin embargo, a pesar de ser un país donde los musulmanes constituyen casi el 80% de la población y que carece de leyes que impongan o prohíban el velo en cualquier esfera del ámbito público, las escuelas, universidades y diversas profesiones (abogacía, medicina, policía, el ejército, el banco....) y cursos formativos prohíben la entrada de mujeres veladas o, en el caso de algunos cursos de formación,  les expulsan en un determinado momento de su periodo formativo. Por ello, el 1 de febrero de 2013, durante el día del hiyab, se celebró una manifestación para exigir al gobierno que promueva leyes que prohíba a dichos sectores rechazar mujeres con velos.

### Sudán

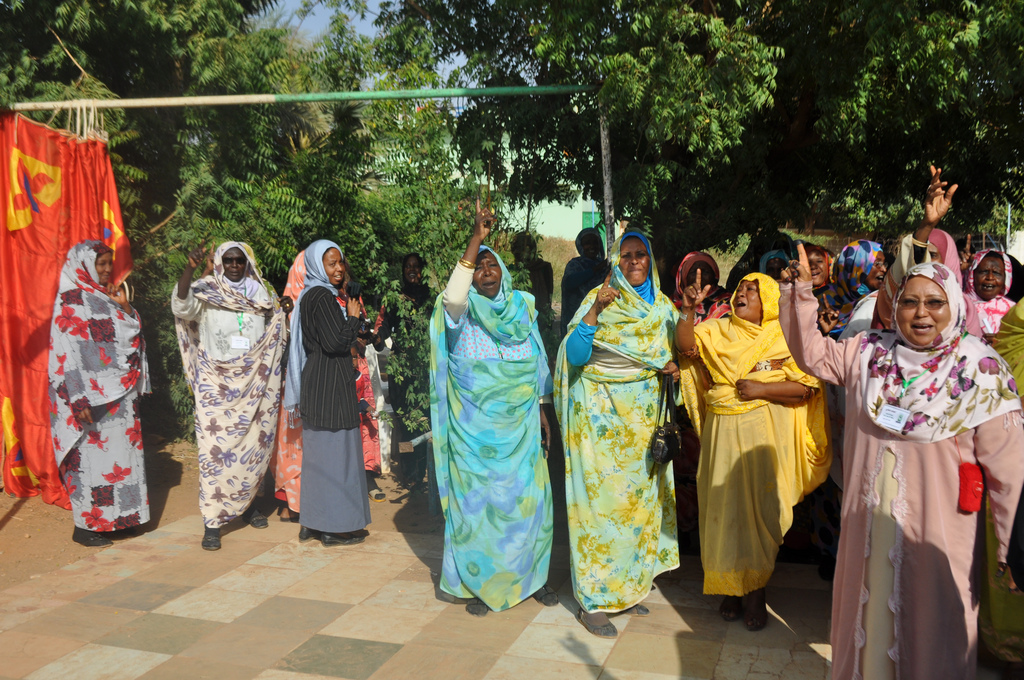
Un grupo de mujeres en un sitio de registro de votantes en Jartum, 2009.

En 2019 Sudán se autodeclaró, oficialmente, como un estado laico, y abolió la ley que imponía el uso del velo y la modestia entre la población femenina. Actualmente, mientras que muchos hombres llevan un gran turbante y un pañuelo, el emma, la mayoría de las mujeres usa un hiyab. Si bien, muchas mujeres no usan ningún tipo de velo islámico en público, aunque  culturalmente el país mantiene valores muy conservadores.
La mayoría de los sudaneses usa, habitualmente, varios tipos de trajes tradicionales unisex. El más común entre los hombres y las mujeres casadas es el tob, un traje de tela que cubre la camisa, el vestido o la falda que lleve el usuario. Aunque los que usan los hombres son de colores apagados, los de las mujeres  son de diversos colores y lo usan independientemente de la clase social a la que pertenezcan. Las mujeres del norte y Oeste del país usan tobs con  decoraciones brillantes, mientras que las del Este usan unos fabricados con telas y colores más modestos. Por su parte, los que usan las mujeres de la capital, Jartum, incluyen pinturas y bordados realizados a mano. Sin embargo, actualmente, la mayoría de las mujeres jóvenes usa ropa occidental, mientras que solo las casadas usan tob. El tob también se usa  en ciertos eventos.  A veces, en lugar del tob los sudaneses usan un lawo (similar al tob pero más corto).
Por otra parte, mientras que los hombres sudaneses suelen combinar esas prendas con una galabiya, muchas mujeres las  cubren con un Chadur, el cual es una pieza alargada de tela que envuelve los alrededores de la cabeza (es decir, dejando el rostro al descubierto) y todo el cuerpo, cubriendo tanto el tob como el hiyab. 
Otra prenda femenina tradicional es el thawb, que es un traje blanco que se usa en combinación con una blusa y un pantalón o una falda, cubriéndolas. La mayoría de las mujeres que usan los de color blanco tienen una cierta edad, mientras que las jóvenes suelen usar thawbs coloridos.
Por otra parte, una minoría de mujeres usa el nicab, cuya presencia se registra en el país desde 2003. Sin embargo, la  influencia salafista en las ciudades y pueblos sudaneses, así como en las redes sociales, desde 2013 han originado un rápido crecimiento del número de mujeres que usa ese velo en todas las clases sociales. Según un estudio realizado por el investigador de la CEDEJ (Centro de Estudios y Documentación Económicos, Jurídicos y Sociales del Cairo) Amani Mohamed El-Obeid en Sudán, en el cual entrevistó a varias nicabíes de ese país, la mayoría de las mujeres que han adoptado el nicab (las cuales lo han hecho por decisión personal) tienen un perfil muy concreto. Así, ellas tienen edades que oscilan entre los veinte y los treinta años, suelen estudiar en institutos secundarios y universidades y están vinculadas a organizaciones y centros coránicos salafistas, donde encuentran aceptación, así como, desde 2016 (y a raíz de un acuerdo económico entre los gobiernos de Sudán y Arabia Saudí) a asociaciones saudíes con fines benéficos. De hecho, muchas mujeres se sienten especialmente atraídas por los centros religiosos salafistas porque estos permiten a los desempleados ingresar a centros educativos públicos (principalmente institutos) y obtener certificados, dejándoles las puertas abiertas para su incorporación a cursos formativos para funcionarios y a puestos laborales de Arabia Saudí. Por otro lado, según las entrevistas mencionadas, las nicabíes se sienten empoderadas al usar el nicab y no suelen tener interés en las diferencias sociales entre hombres y mujeres, las cuales vinculan con exigencias coránicas. Influidas principalmente por el grupo salafista Jama'at Ansar al-Sunna, la mayoría de las nicabíes rechazan elementos tales como la televisión, los periódicos y la  música. De hecho, las pocas nicabíes sudanesas que ven televisión ven, principalmente, cadenas centradas en la difusión del islam. Aunque el gobierno sudanés no impone el nicab y la mayoría de los sudaneses son sufíes (el 60%), por lo que rechazan este velo, los centros salafistas han sido ayudados y apoyados por el gobierno, mientras que los centros sufíes han experimentado una influencia de esa ideología, pues los centros salafistas están establecidos cerca de los mismos.

#### Historia
Aunque los primeros salafistas registrados en el país estuvieron presentes en el mismo en la década de los 30 (particularmente los de Jama'at Ansar al-Sunna), fue a finales de los años 70 cuando muchos sudaneses adoptaron esa ideología, lo que implicaba aceptar una interpretación literal de los versículos coránicos. De hecho, cientos de miles de sudaneses que vivían en el Golfo Pérsico regresaron a Sudán trayendo consigo la ideología salafista. En 1983 se promulgó la ley sharía en Sudán y, en 1989, se introdujeron el velo islámico y la abaya y las mujeres fueron obligadas a usar dicho velo cada vez que salían de casa. Sin embargo, la ley sudanesa no imponía, de manera explícita, el uso del velo, aunque sí señalaba que las mujeres del país debían usar ropa modesta cuando estaban en el ámbito público. La ley, que no aclaraba lo que es un vestido inmodesto, indicaba: "Quien haga, en un lugar público, un acto indecente o un acto contrario a la moral pública o vista un traje obsceno o contrario a la moral pública o que cause molestia a los sentimientos públicos será castigado con azotes que no pueden exceder de cuarenta latigazos o con multa o con ambos". El gobierno de Omar Hasán Ahmad al Bashir apoyó a los salafistas, aceptando los centros de esta ideología (de hecho, todos los centros coránicos de Jartum les pertenecían) y, desde 2013, dándoles un espacio en los medios de comunicación del país (tanto en la televisión como en la radio), donde promovieron sus ideas (entre ellas el uso del nicab). Además, las mezquitas también tuvieron el dominio salafista desde 1999 a 2011.
En 2013, el caso de la activista marroquí por los derechos de la mujer Amira Osman Hamed fue muy sonado internacionalmente, ya que decidió no usar ningún tipo de velo en Sudán, a pesar de la ley de ese país, lo que la llevó a ser sometida a 40 latigazos.
En 2019, Sudán abolió la obligatoriedad del velo.